# 軍服 (朝鮮半島)

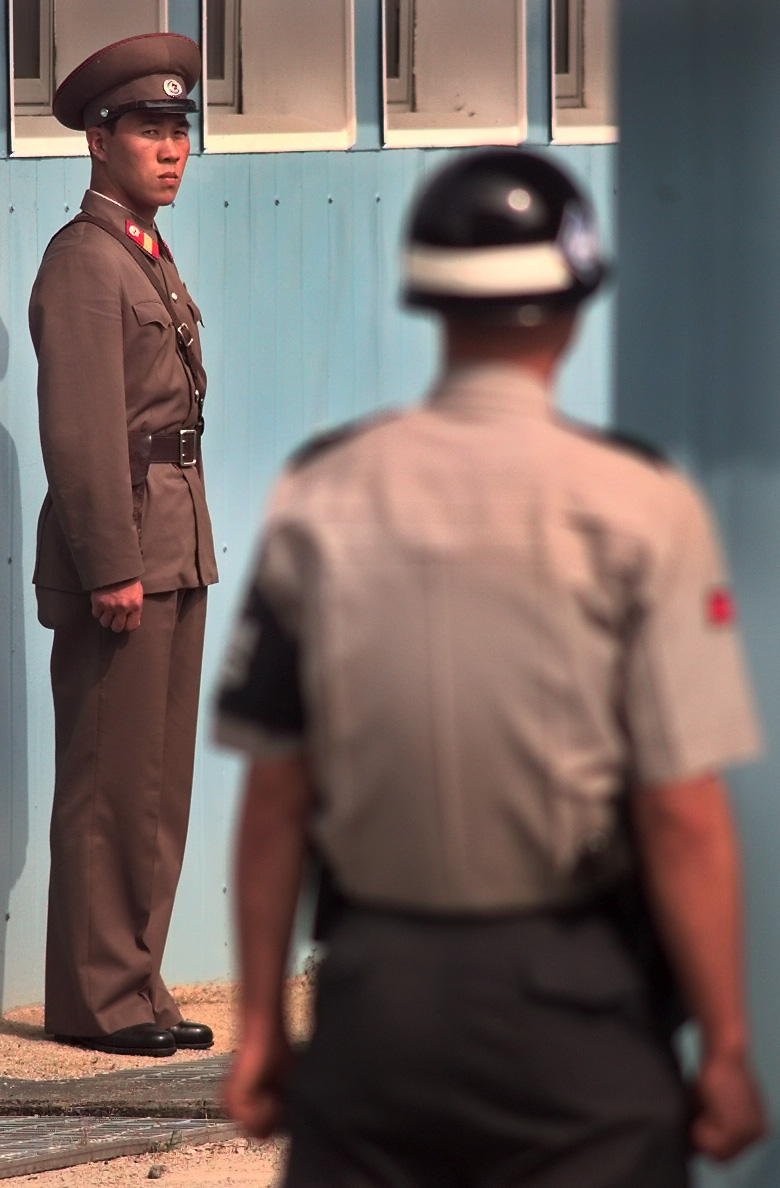
板門店における韓国軍兵士(右手前)と朝鮮軍兵士(左奥)

朝鮮半島の軍服（ちょうせんはんとうのぐんぷく、군복）は、李氏朝鮮末期や大韓帝国時代の軍服、日韓併合後を経て日本敗戦後の独立後1948年の両国建国以降現在までの大韓民国、朝鮮民主主義人民共和国における軍服の特徴と変遷を中心に述べる。

## 概説
李氏朝鮮の時代までは民族衣装に似た具軍服などが着られていたが、李氏朝鮮末期や大韓帝国時代は軍隊の西洋化・近代化とともに幕末・明治日本軍や清朝の西洋式軍服の影響を受けた。日本からは軍装品を含めた軍需物資の援助を受け、日本で一部生産されていた関係もあり大韓帝国時代の軍装は明治の日本軍の軍装に非常に酷似していた。一方でドイツ軍式ヘルメットであるピッケルハウベや、常服に肩章の取り外しなど、同じく仏独折衷であった日本の軍装よりその影響を強めたり、階級呼称でも当時の清国新軍の影響も見られる。当時の朝鮮半島と周辺諸国の複雑な関係を反映したような軍装であった。
日韓併合後、大韓帝国軍は解体され一部部隊は日本軍に吸収されるにしたがって朝鮮半島としての軍装も消滅したが、抗日独立組織の光復軍や独立軍、朝鮮決死隊、また朝鮮民主主義人民共和国の歴史上では朝鮮人民革命軍（実態は中国で活動した東北抗日聯軍の朝鮮人部隊の一部、その後のソ連極東軍第88特殊旅団。）において独自の軍装が作られ、ゲリラ軍兵士などが着ていたとされているが詳細は不明である。
第二次世界大戦後の東西冷戦の最前線である分断国家として出発したという事情から、朝鮮半島の2つの国の軍服は、大韓民国（韓国軍）においては西側諸国とりわけアメリカ合衆国、朝鮮民主主義人民共和国（朝鮮人民軍）においてはソビエト連邦、中国の軍服の強い影響を受けた。さらに、たとえば同様に分断国家であった東西ドイツの軍服と比較すると、大韓帝国時代の軍装は殆ど両者に受け継がれず南北分断以前に日韓併合によって非独立国であった（大韓帝国時代にようやく出来始めた近代軍服の伝統も消滅した）ことも手伝い、南北両国を通じて共通する意匠（帽章、襟章等）もほとんど存在せず同一民族が全く系統の異なる軍服を着用し、それが軍服に対する東西両陣営の発想の違いを端的に示す形となった。
ただし、背嚢などの一部の装備品にはかつての旧日本軍の影響が両者ともに残っている。

## 李氏朝鮮の軍服
別技軍は「具軍服」と呼ばれる白い韓服の上からボタン付きの緑の馬褂子を着用した半洋風軍服を着用していた。帽章はカッを被る。
1895年になると、西洋式教練を行う訓練隊向けに高宗32年（1895）4月8日、勅令第78号<陸軍服裝規則>が制定。明治初期の御親兵のような黒いシングルブレストの詰襟にピッケルハウベ、あるいはカッを被っていた。
続いて同年9月5日の勅令165号によって勅令第78号の全軍適用による洋装化が通達され、具軍服は廃された。

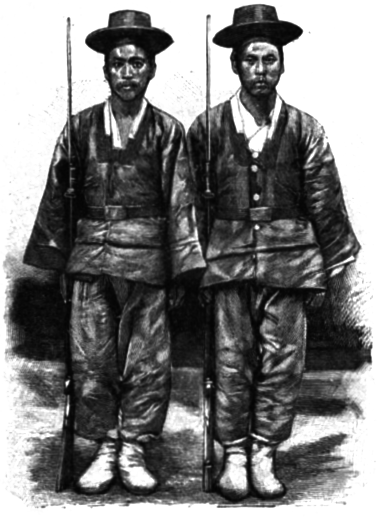
別技軍兵士（1882年ごろの写真を後年に書き写したスケッチ）
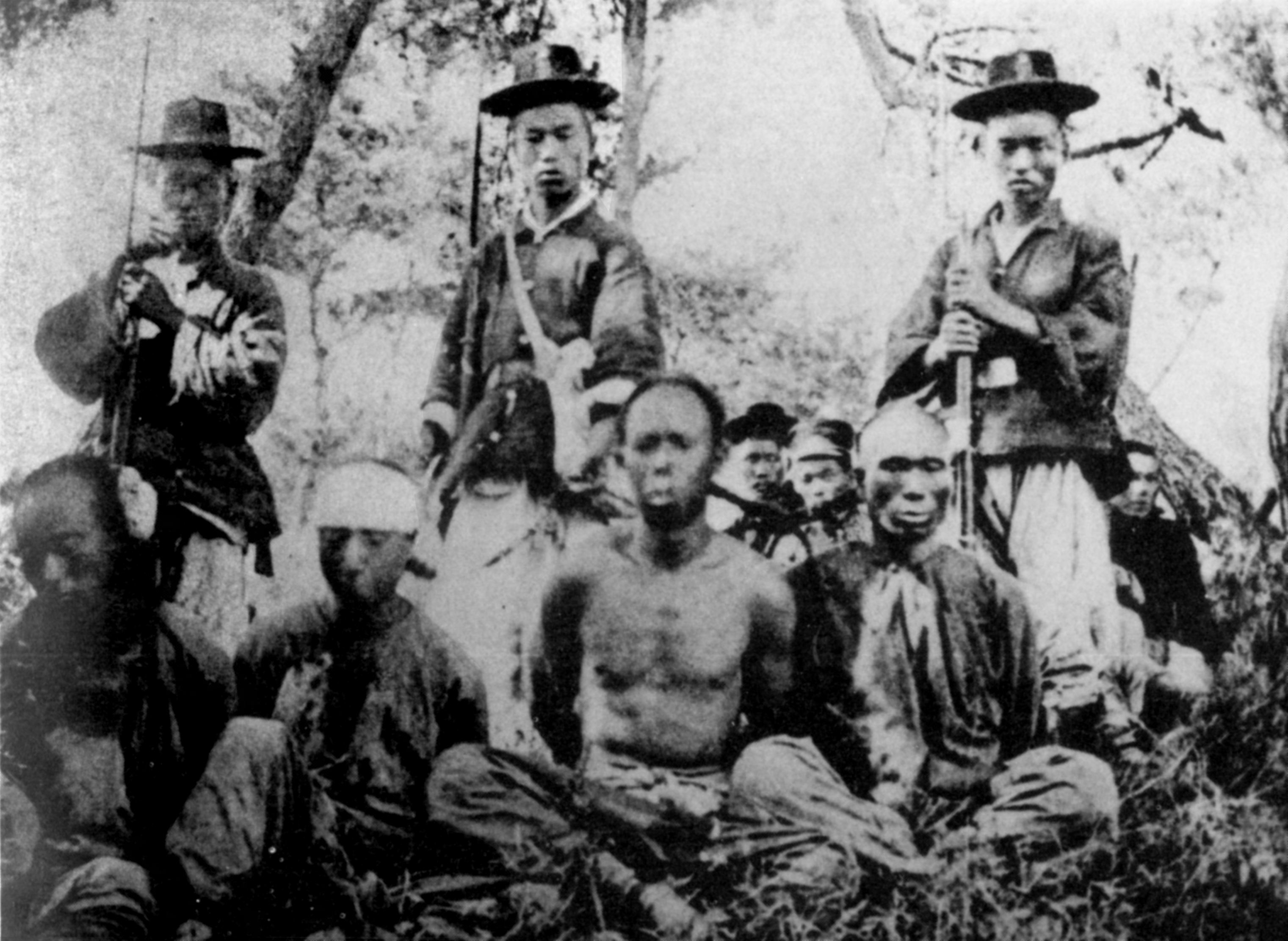
1894年～95年頃
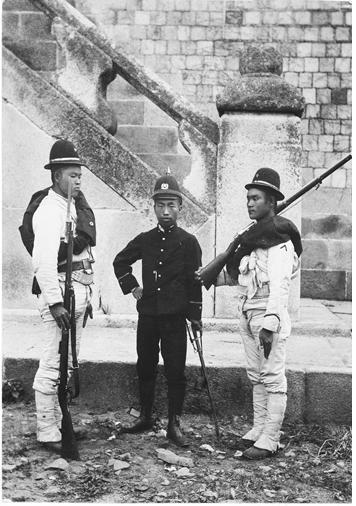
1895年制式の兵卒と将校（中央）

## 大韓帝国の軍服
1897年の大韓帝国への改号に当たり、軍装も各種バリエーションが制定された。明治19年制式とよく似ているが、大韓皇室の家紋である李花が随所に盛り込まれている。

### 韓国皇帝の御服
皇帝は1898年ごろより御用戎服を着用していたが、1899年元帥府創設を機に大元帥服装規定が制定される。1895年制式風の御常服装と、1897年制式風の肋骨服型の御礼服装から構成された。
1907年、ハーグ密使事件を機に大元帥と元帥の階級は廃止され、高宗は1900年制式礼服の袖に草花模様の刺繍の入った太上皇大礼服、純宗は1900年制式礼服と同一となる。

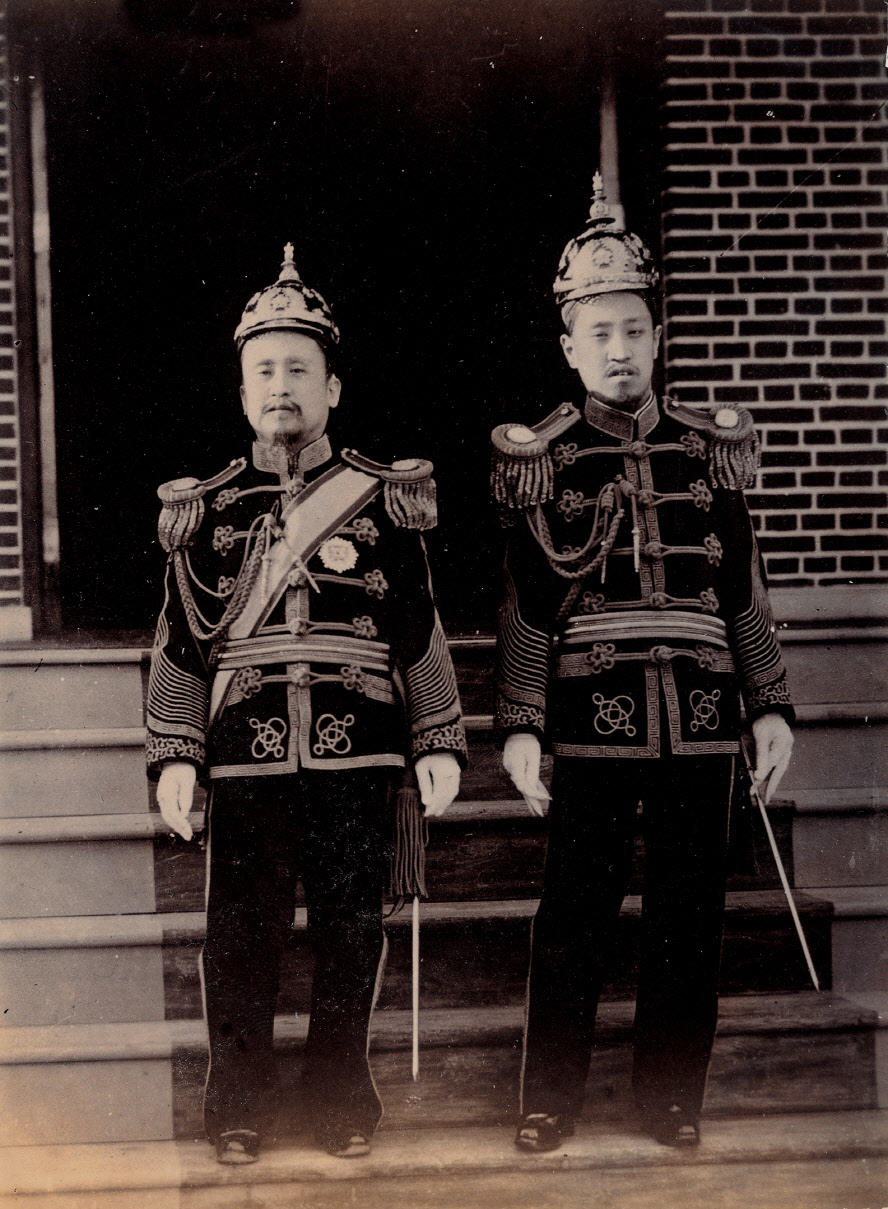
御礼服装の高宗と純宗
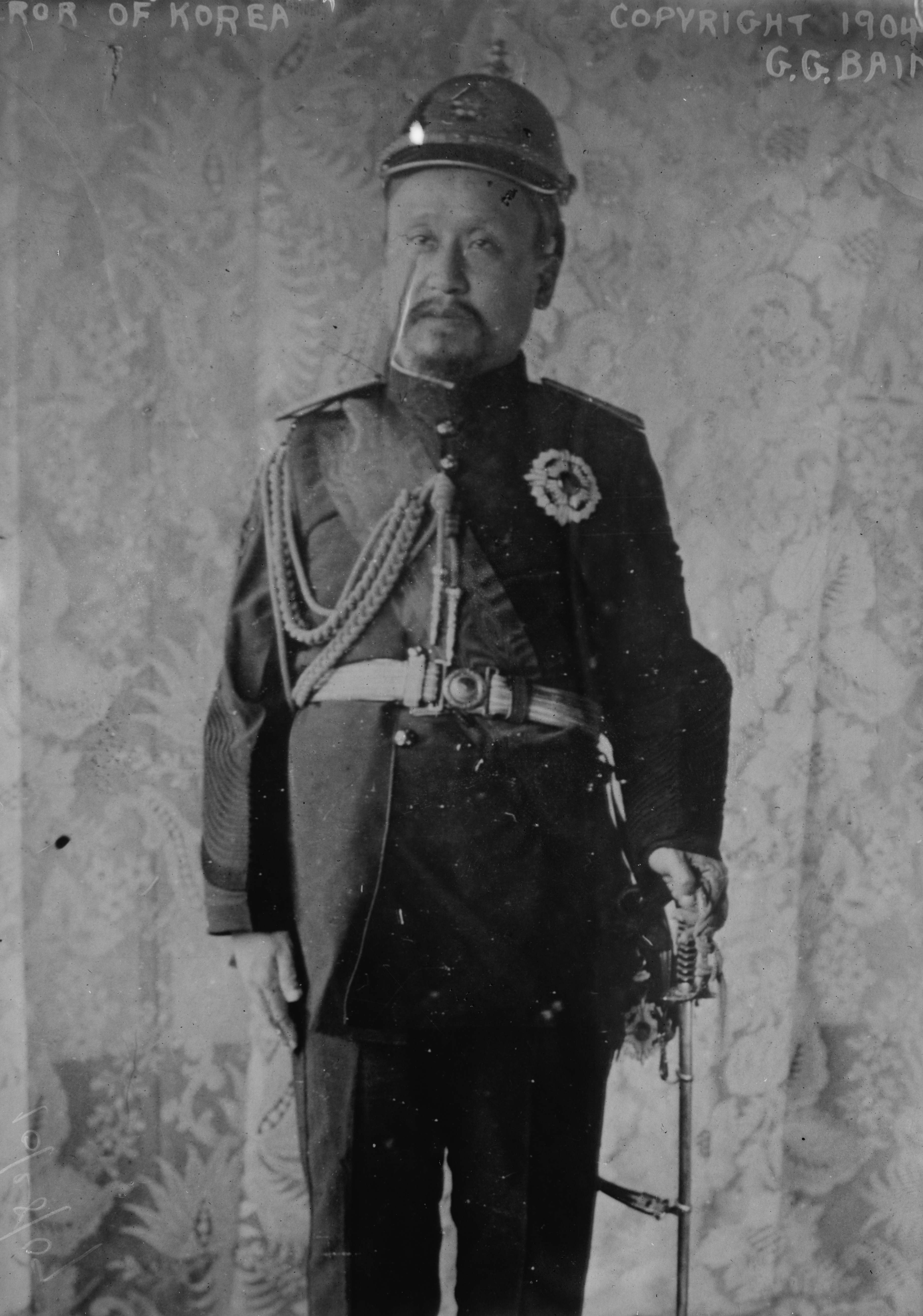
御常服装着用の高宗（1904年）
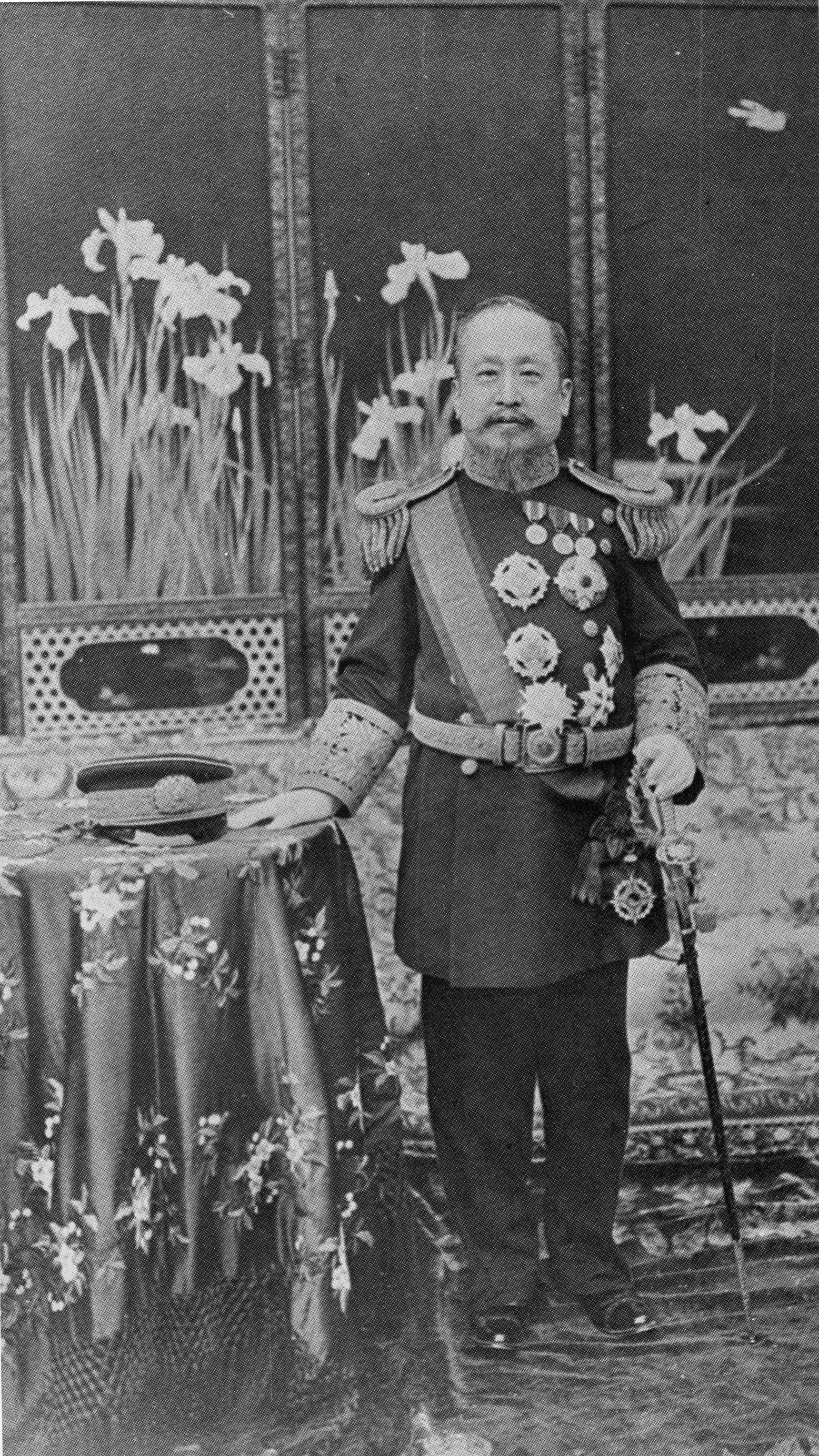
退位後のため、太上皇大礼服着用の高宗
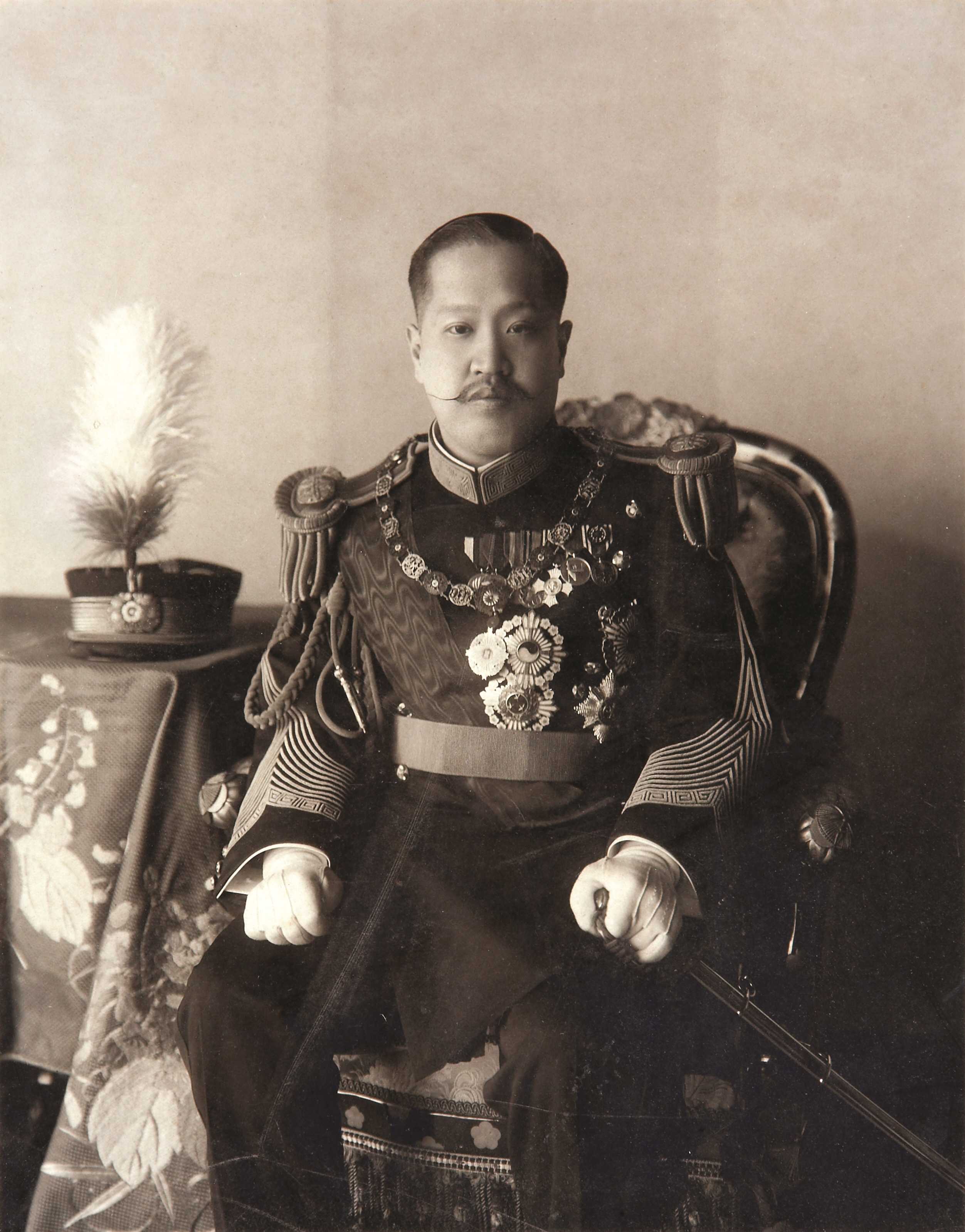
純宗（1909年ごろ）。大元帥廃止後の為、階級は陸軍大将（袖章九本線）

### 礼服

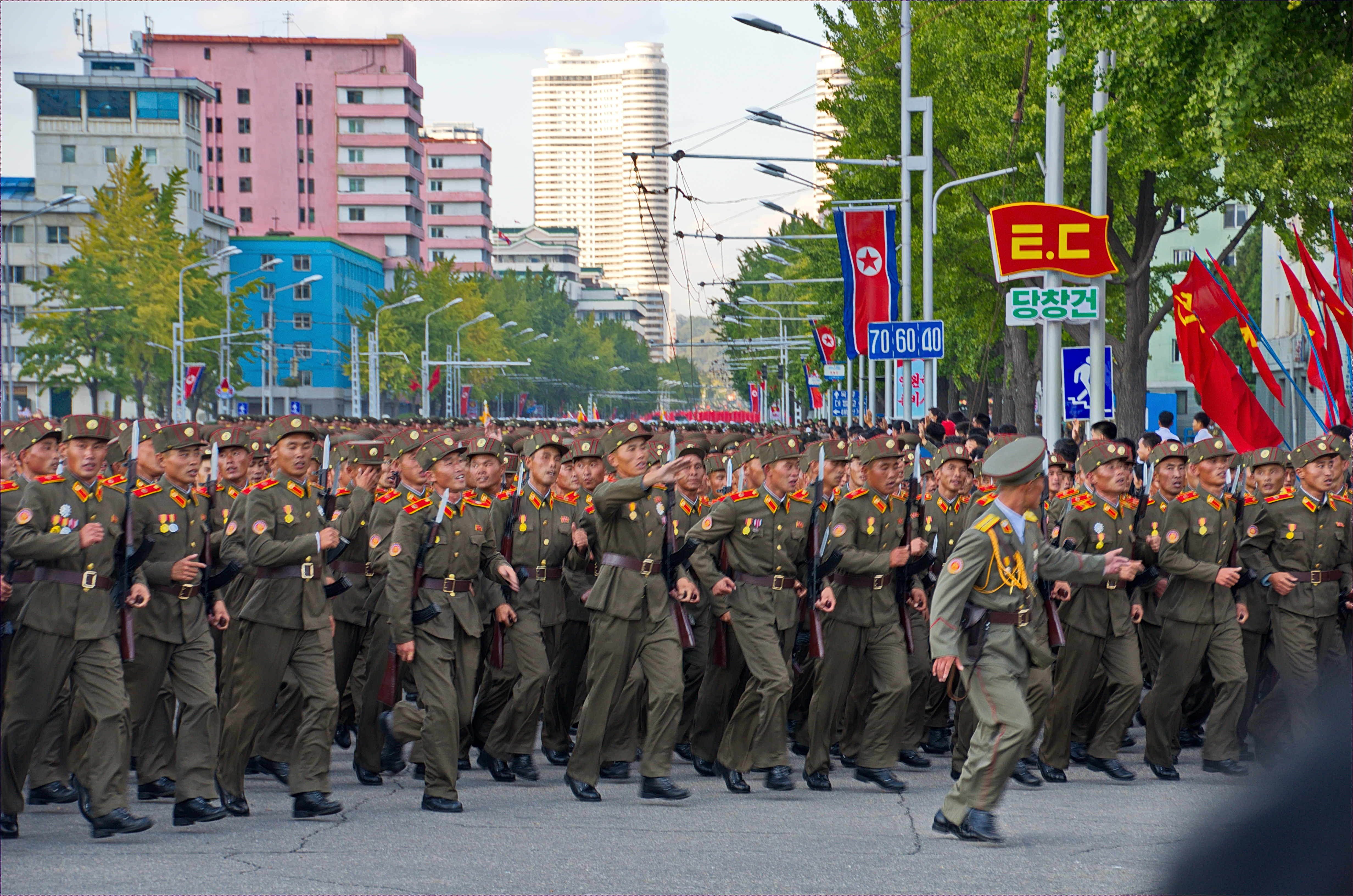

1897年制定。両側の付け根が李花の意匠となった5列の肋骨服で、エポレット式肩章とケピ帽を着用。襟には階級に応じて李花が入る。尉官で左右一個ずつ(日本のように平織金線は入らない)、領官で襟外側金線が足され、花は左右二個ずつ、将官では日本の佐官に似た電紋が入り、花は左右三個ずつとなっている。袖章は人字型の細線の頂点を李花の形に結んでおり、階級は太線の上に連なる細線の数で示す。
1900年以降、明治19年制式のようなフロックコート型となる。階級の配列は変わらないが、袖章の細線の下に太線が入るようになる。騎兵科は上衣が赤である。

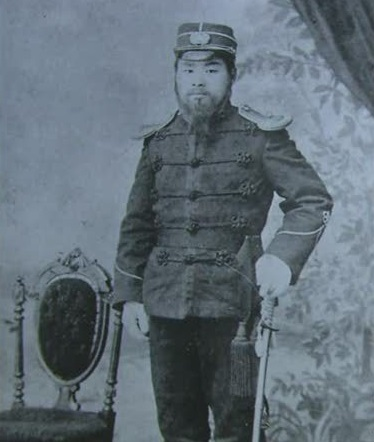
1897年制式の参尉（少尉）。朴昇煥
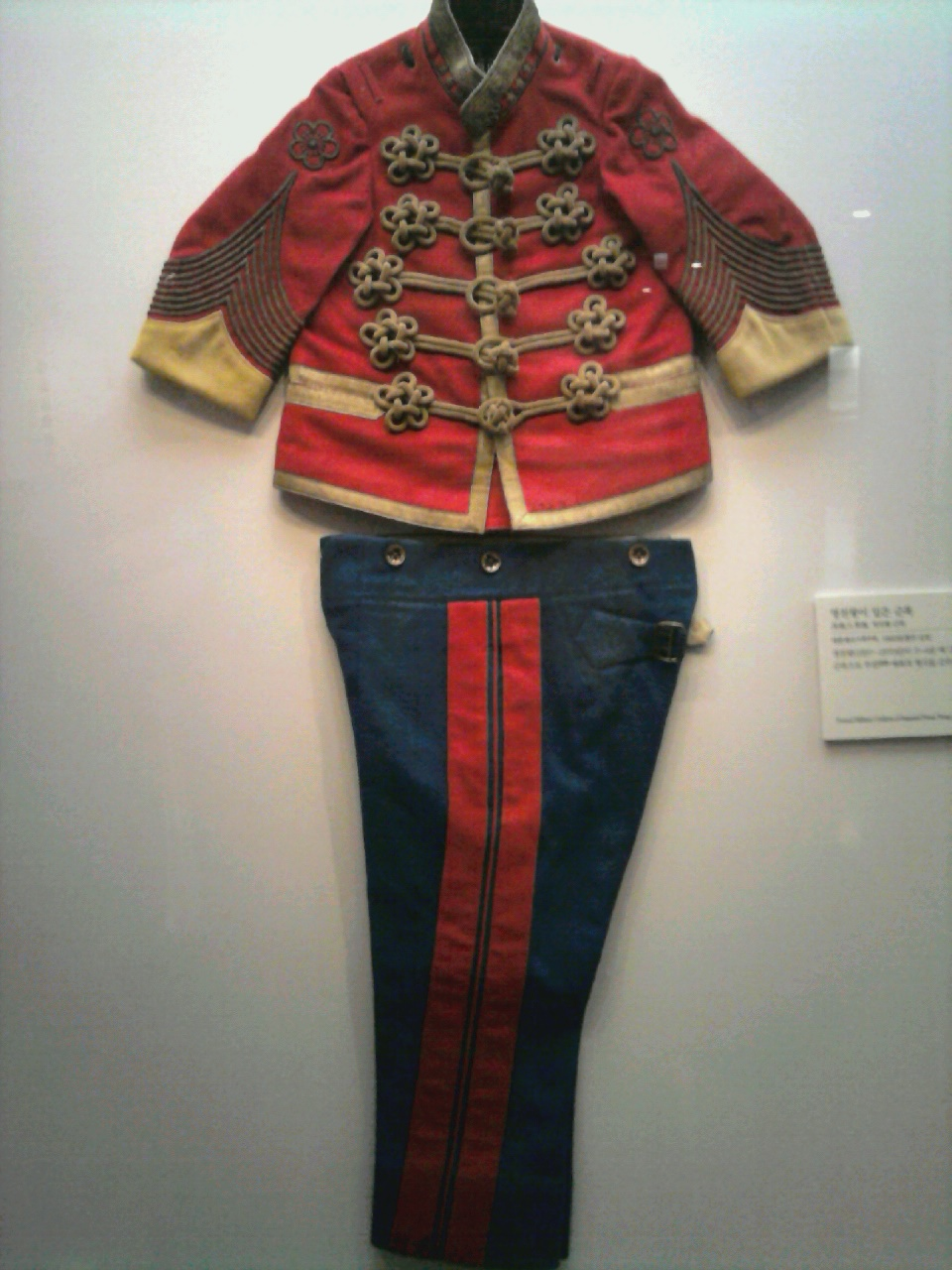
李垠の着用していた1897年制式礼服。副将（中将）だが騎兵仕様となっている。襟や肋骨は退色して白くなっているが、本来は緑であった。
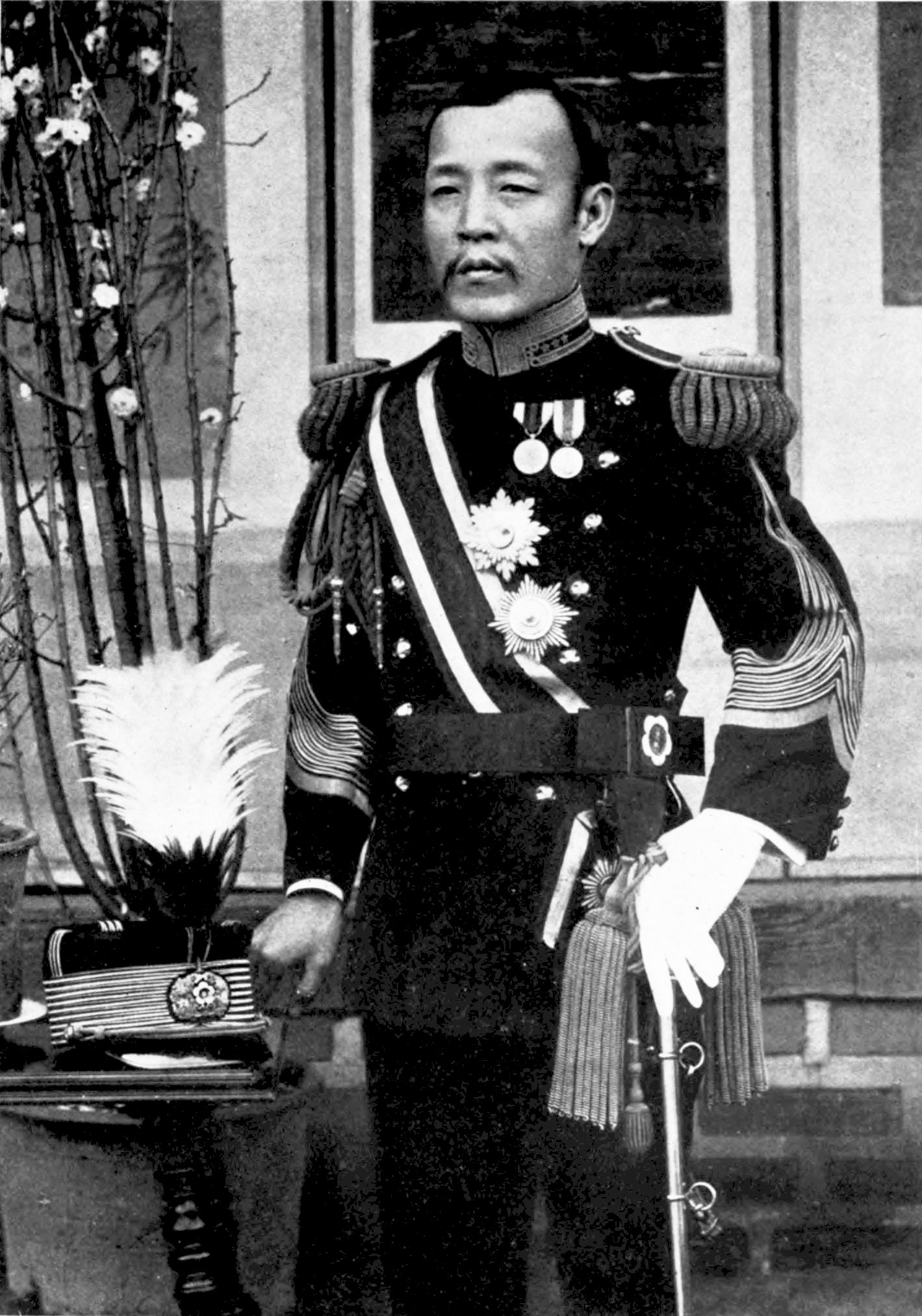
1900年制式の副将（閔泳煥、1905年）
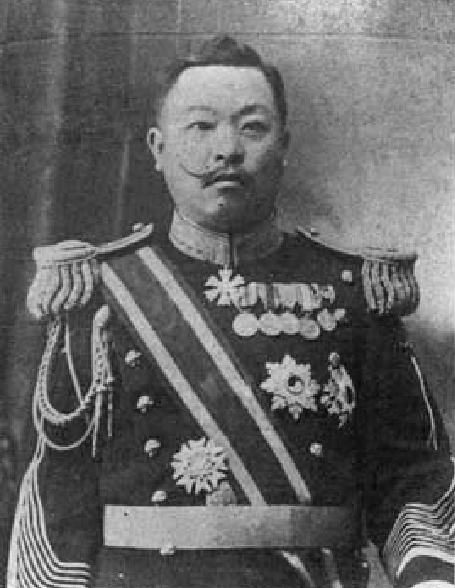
1900年制式の副将（李秉武）
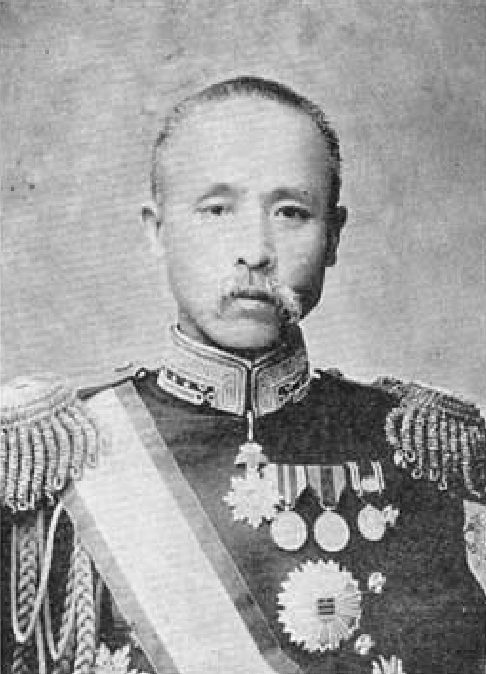
権重顕
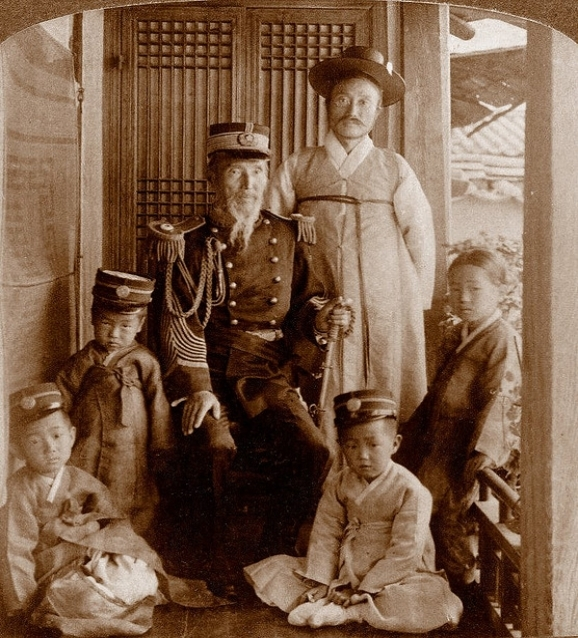
参将。尹雄烈
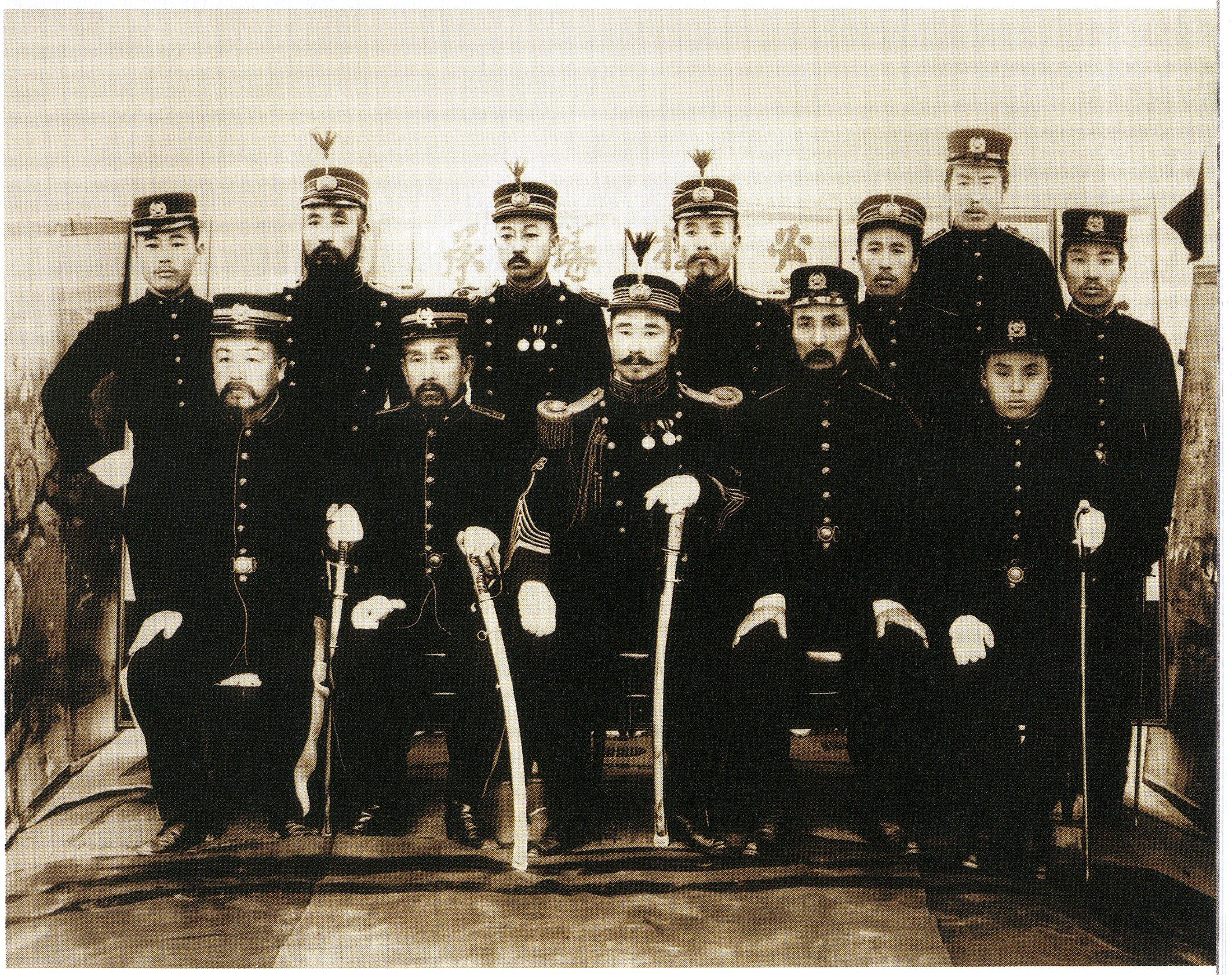
礼服の将校と常服の兵士、および将校相当官（前列左2名）

### 常服
1897年以降、明治19年制式の影響を受けた軍装となり、帽子も金属帽章の付いたケピ帽となる。将校は兵下士官同様にショルダーストラップ式の肩章が付くようになっている。袖章の黒線の配列は礼服と同じだが、この時点では礼服にまだ入っていなかった太線が細線の下に入る。兵士は明治8年制式略服の影響を受けた、あるいは日本軍から余剰品を購入したホック式の軍衣の着用も見受けられる。やがて世界的風潮に則り、1906年5月22日に勅令第24号による陸軍服裝規則を以て 明治38年制式風の帽子と軍服に明治37年戦時服のような袖章を付けた新型軍服を採用したが、大韓帝国軍は解体されてしまったため短命に終わった。

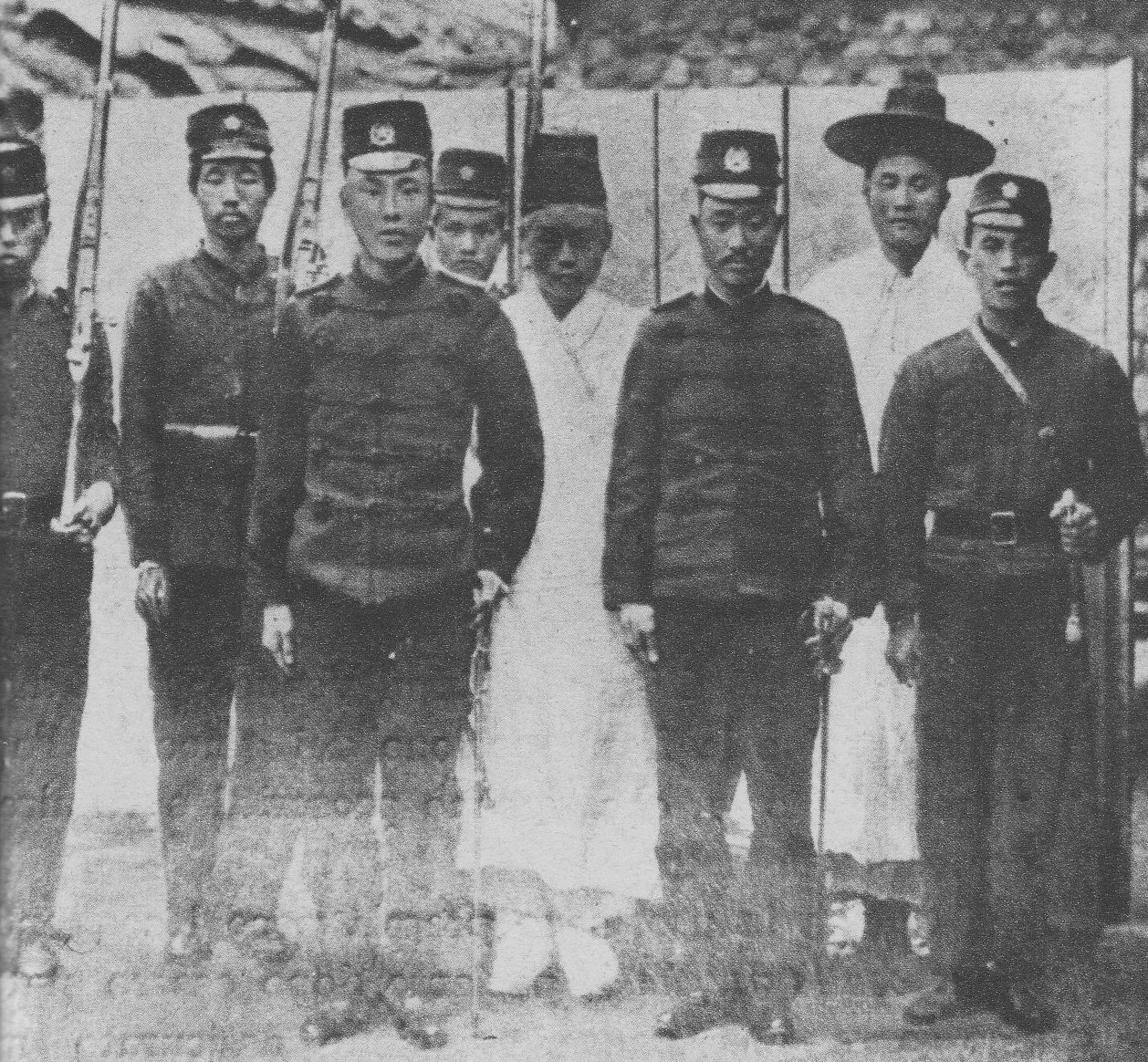
1897年制式の将兵ら。中央の将校２名は肋骨服に階級章が付いているのが分かる。
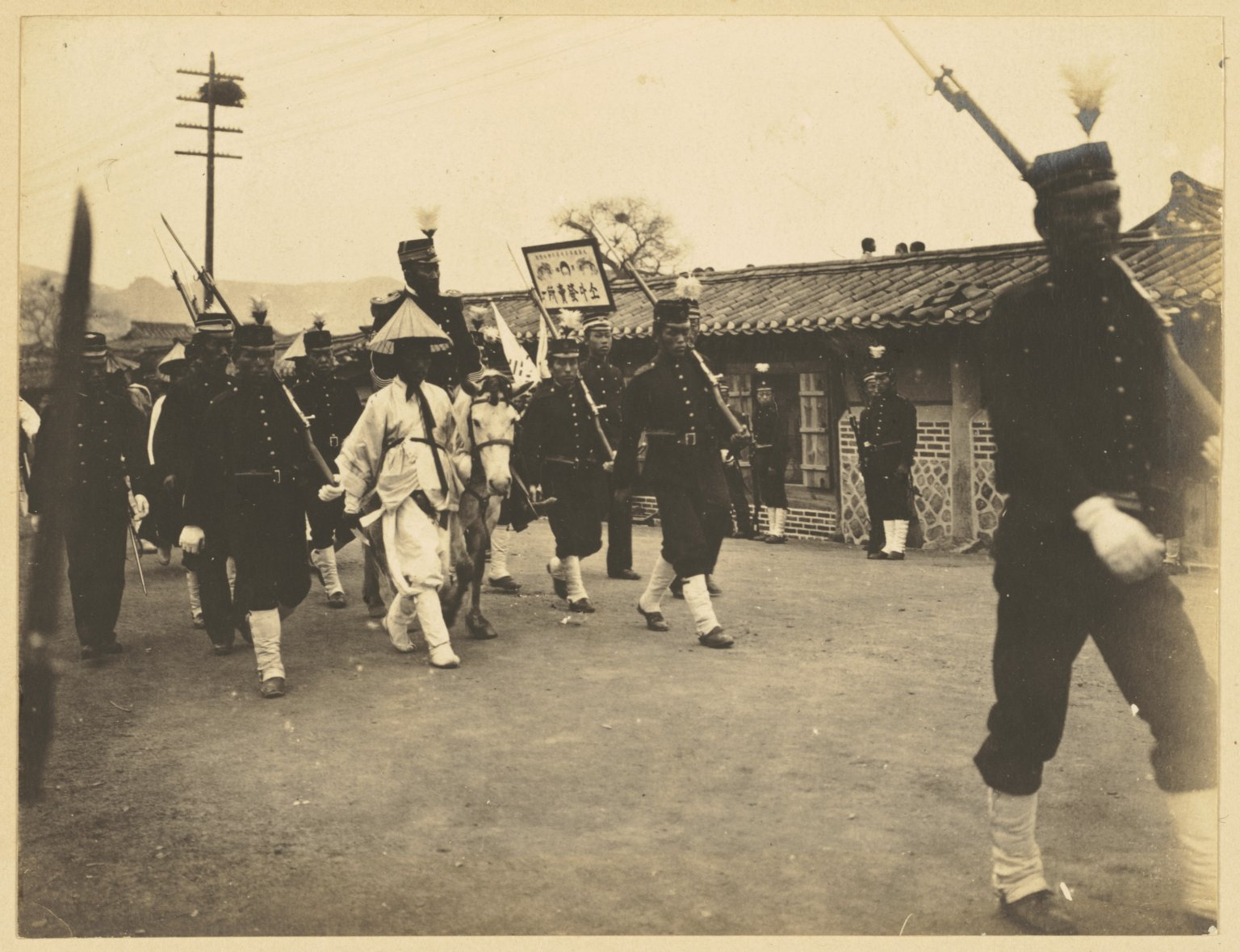
前立、布脚絆を付けた兵士（1904年ごろ）
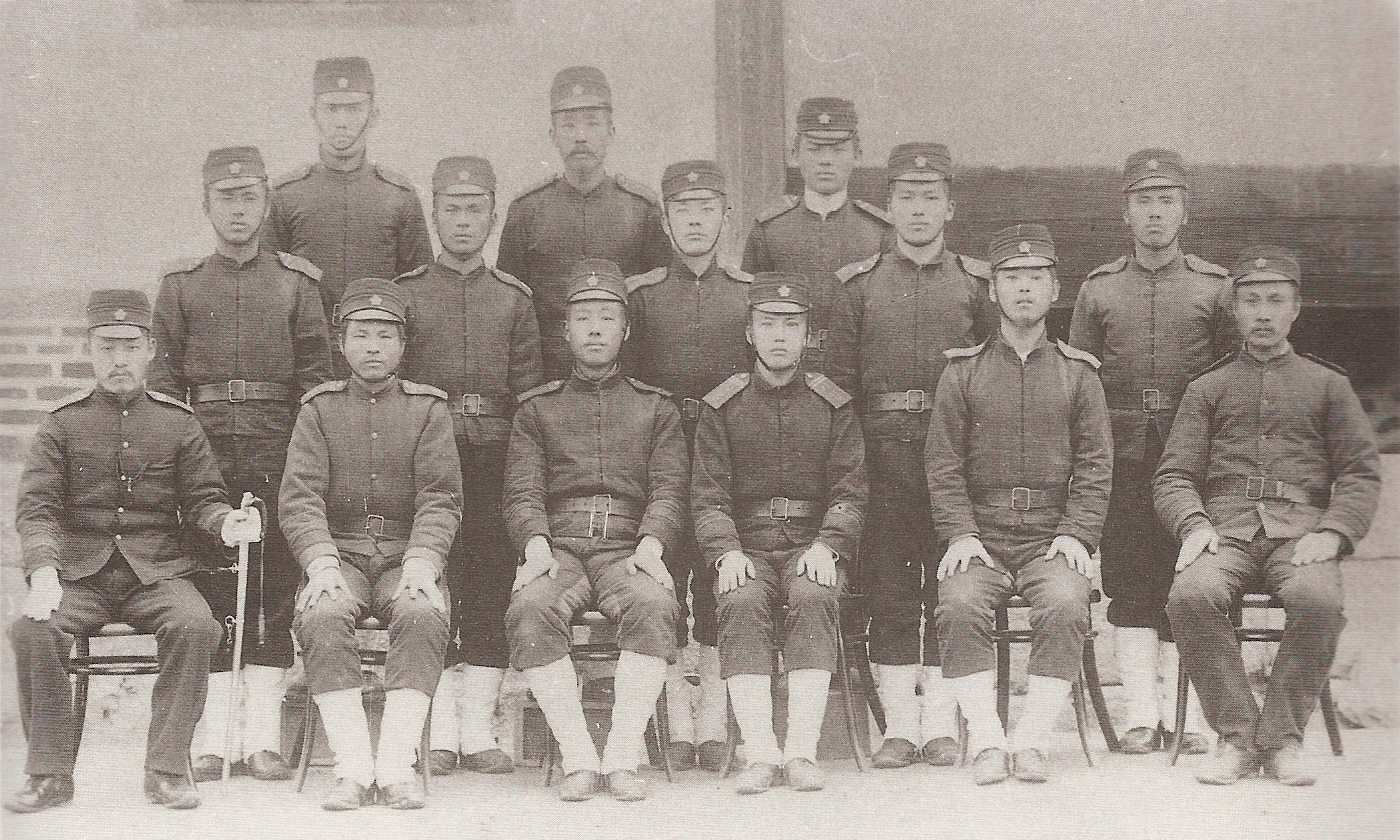
兵卒。ホック式のものとボタン式のものが混在している。1898年
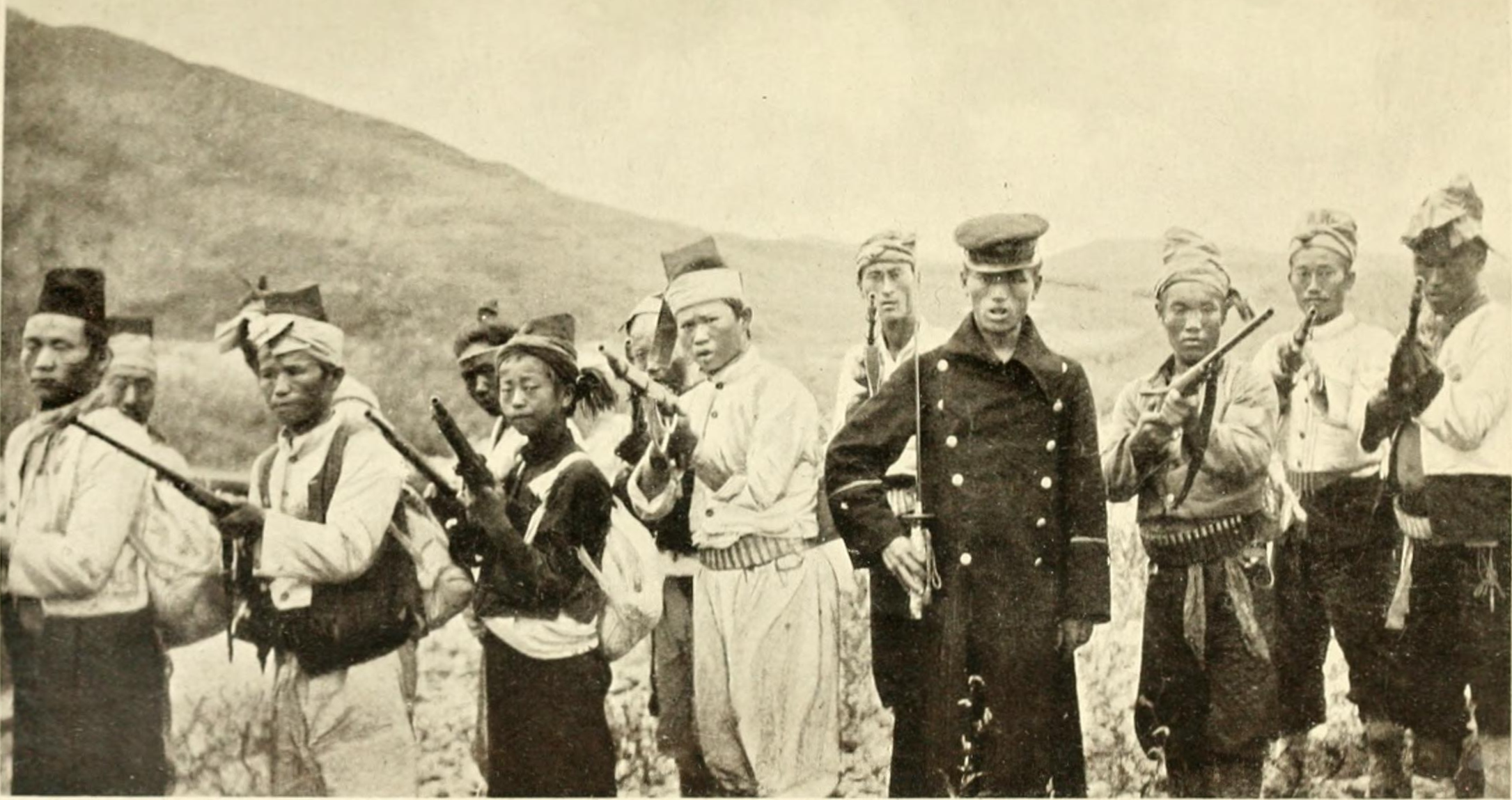
併合直前の独立派ゲリラ。右4番目の人物は元大韓帝国軍人と思われ、軍の外套を着用している。（1907年）
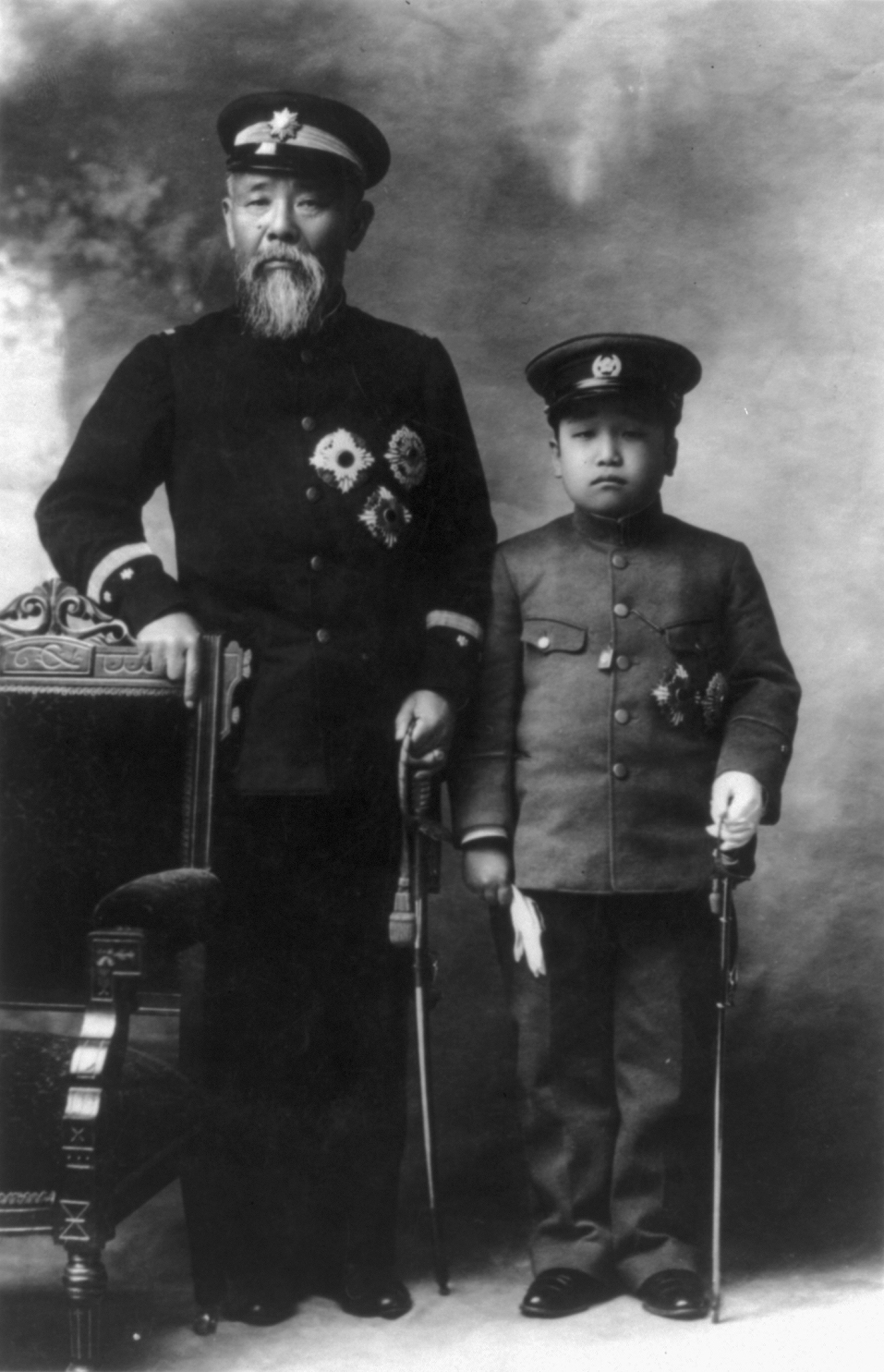
1906年制式常服を着用した李垠

## 日本統治時代の抗日組織などの軍服
朝鮮系抗日組織の多くは、国内での活動がままならず大陸を軍事拠点とした。従って、軍服もその拠点とした地域における援助組織の影響を色濃く受けている。例えば、初期の東北部を拠点とした独立軍諸派は中国北洋陸軍風、あるいはソ連赤軍風の軍服を着用しているケースが多く見受けられる。
中国国民革命軍の訓練を受けた朝鮮義勇隊は、略帽や軍衣は国民革命軍の民国18年制式や民国24年制式を供与された。
韓国光復軍の軍装は、朝鮮義勇隊と同様に国民革命軍と同じ軍装であったが、略帽は青天白日章の代わりに太極章を付けていた。この帽章は1943年、五芒星を太極章と葉で囲んだ図式へと変更される。大戦末期になると、米軍装備が中国軍に普及されたことを受け、M41ジャケットやアイクジャケット、ジャックブーツなどを使用するケースも見受けられる。1945年2月 になると、光復軍は独自の制服を有した。この制服は折襟で、胸2点はプリーツ入り丸型の貼りポケット、腰2点はフラップとなっている。左胸に部隊章を付ける、左胸ポケットに万年筆用の穴があるなど国民革命軍の影響も残る。米軍式の制帽を使用、略帽は日本軍風の顎紐の付いた戦闘帽や日本の国民服用の様な耳当ての付いた戦闘帽、米軍式ギャリソンキャップを使用するようになる。兵科章は襟に着け、階級章は軍官は肩、下士卒は袖に付ける。階級呼称は大韓帝国時代を強く意識したものとなっている。制定からわずか半年で終戦となった事で調達が間に合わなかった、あるいは調達はされどそれを着用して記念写真を撮る余裕がなかったためか、この制服を一式着用している例は上級指揮官以外少なく、多くは米軍の軍装との混用や、日本軍や開拓団から鹵獲した被服を改造した事もあった。
一方、東北抗日聯軍などの共産党系抗日パルチザンは帝国陸軍の軍装ないし開拓団の協和服を鹵獲した、あるいはその影響を強く受けたと思われる制服を着用しており、98式軍衣を彷彿とさせる折襟の軍衣にサムブラウンベルト、赤い星の付いた戦闘帽といった出で立ちであった。しかし、こうした姿はプロパガンダ上好ましくないと判断されたのか、現在の抗日パルチザンを取り扱った各種宣伝芸術では、戦闘帽ではなく紅軍のようなハンチング帽に変えられている。女性兵士はソ連式のクラッシュキャップ、プリーツスカートであった。

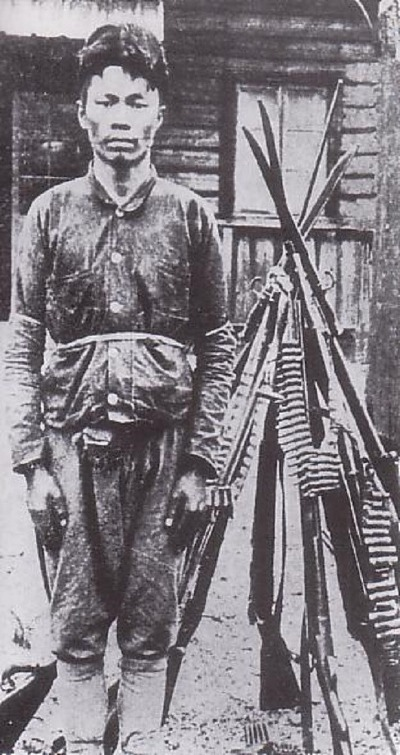
独立軍兵士
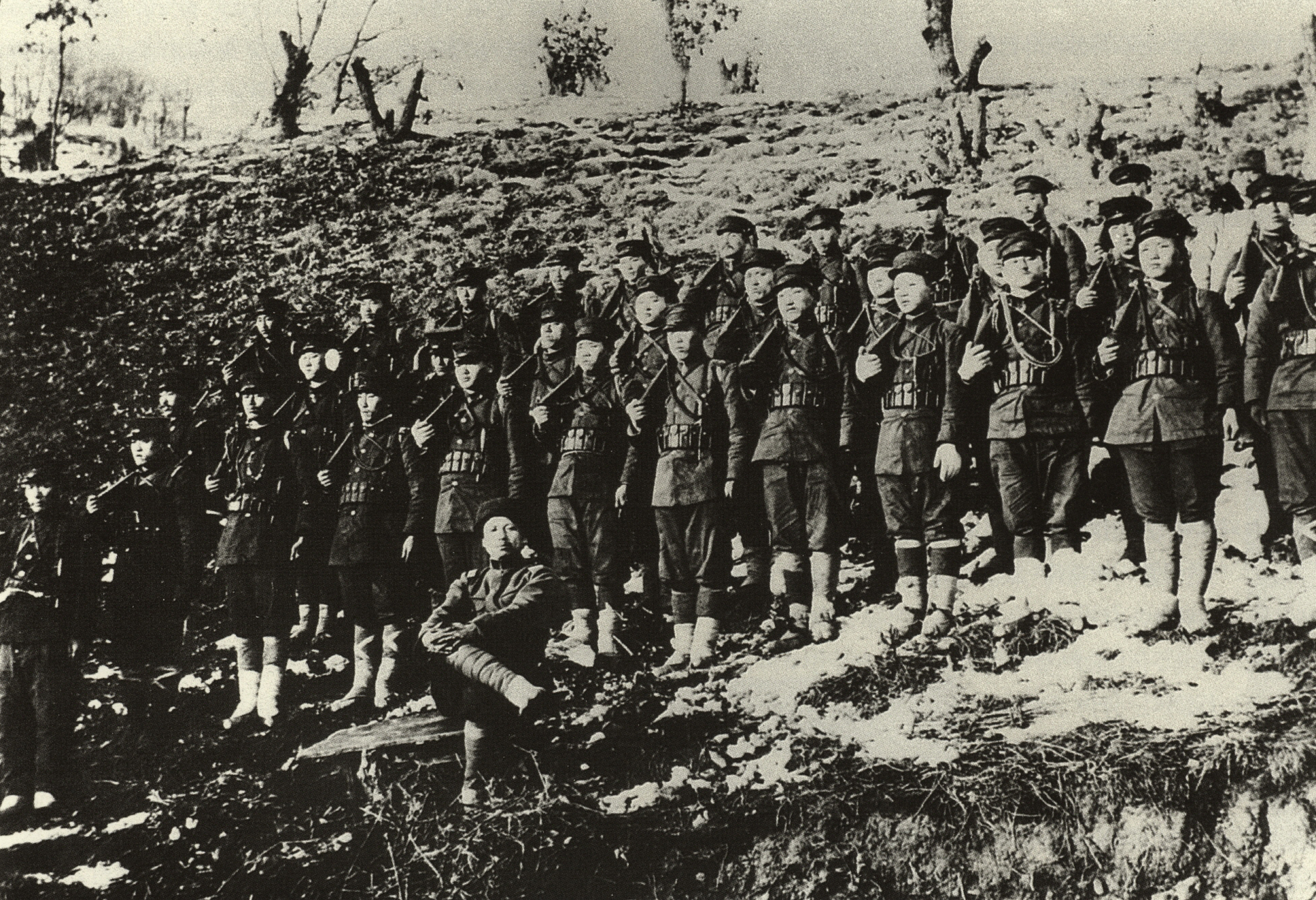
金佐鎮および北路軍政署隊員。北洋陸軍風の襟章や肩章が見受けられる（1920年10月）
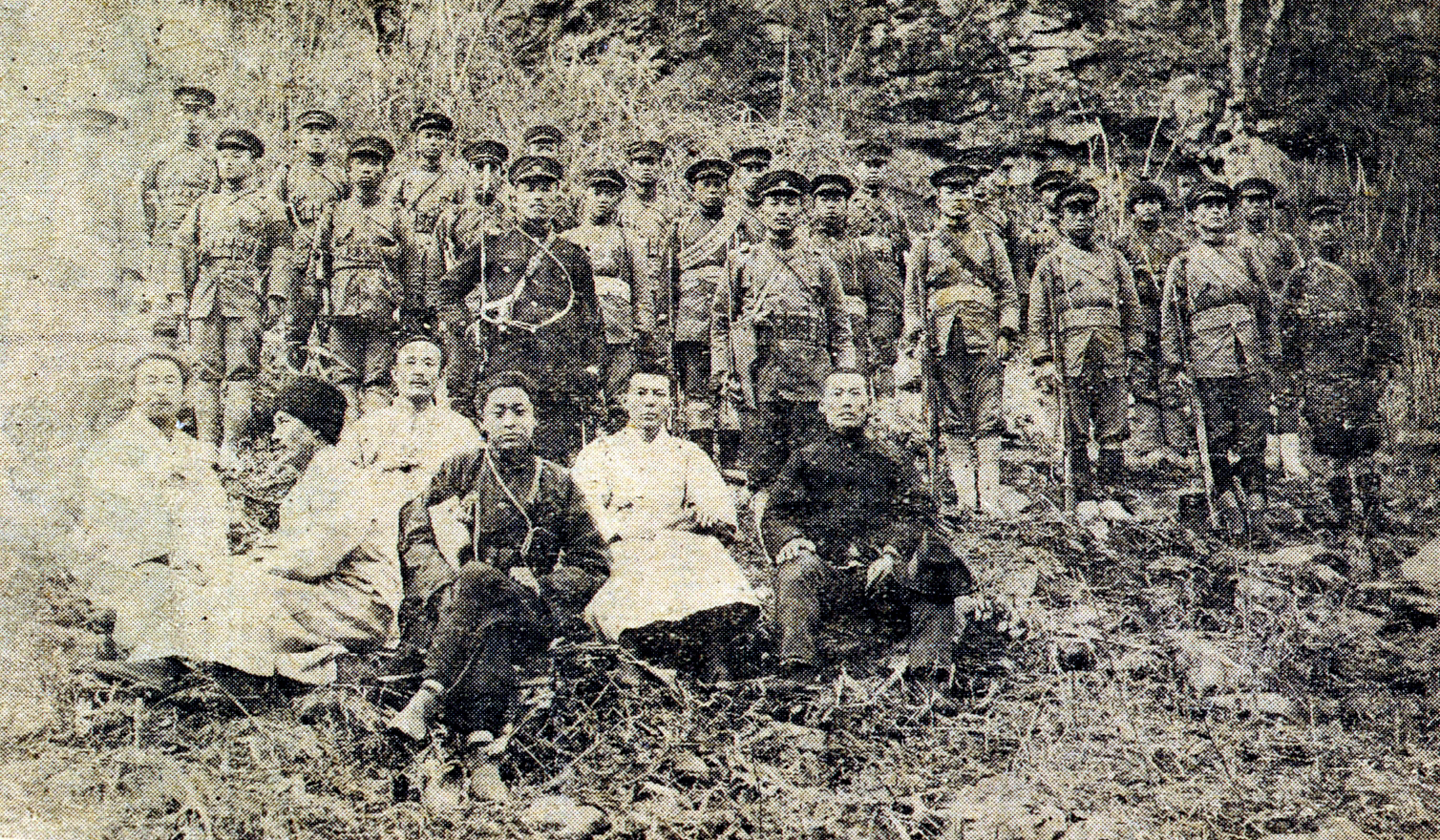
大韓民国臨時政府陸軍駐満参議府（朝鮮語版）隊員（1923年）
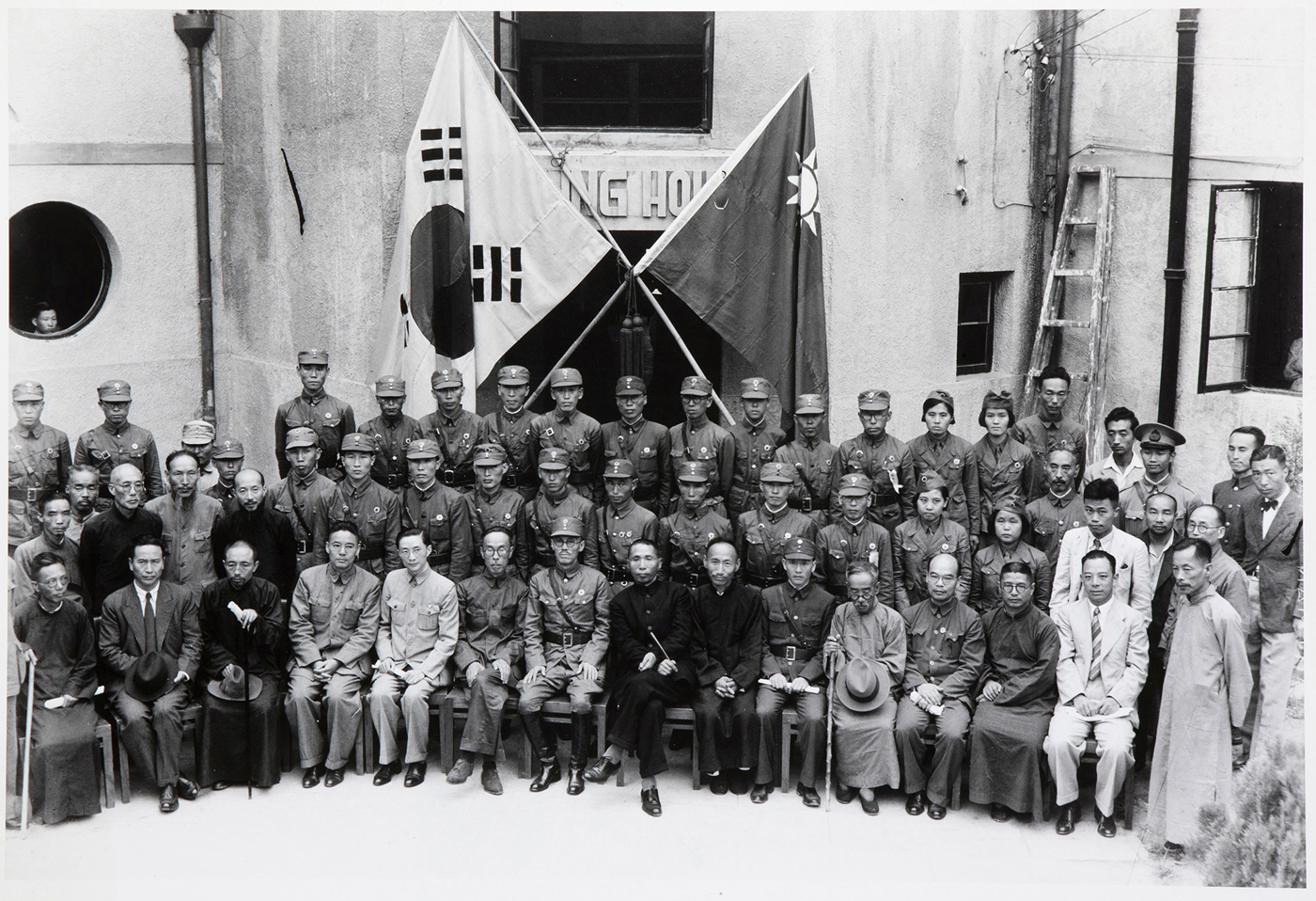
韓国光復軍将兵。国民革命軍と同一の軍装を着用しているが帽章は異なる（1940年9月、重慶）
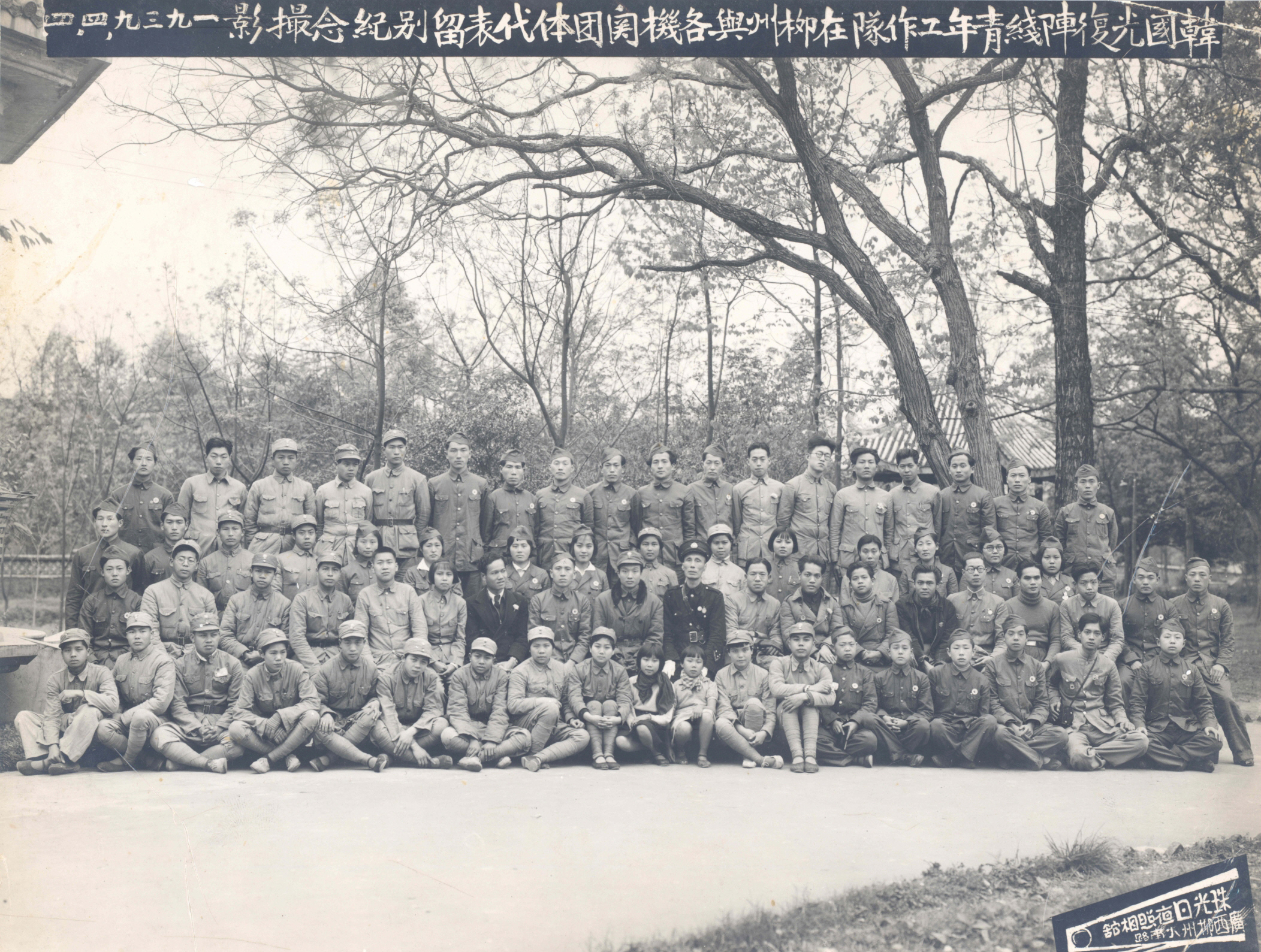
韓国光復戦線青年工作隊。国民革命軍と同一の軍装もあれば中山装もある（1939年、柳州）
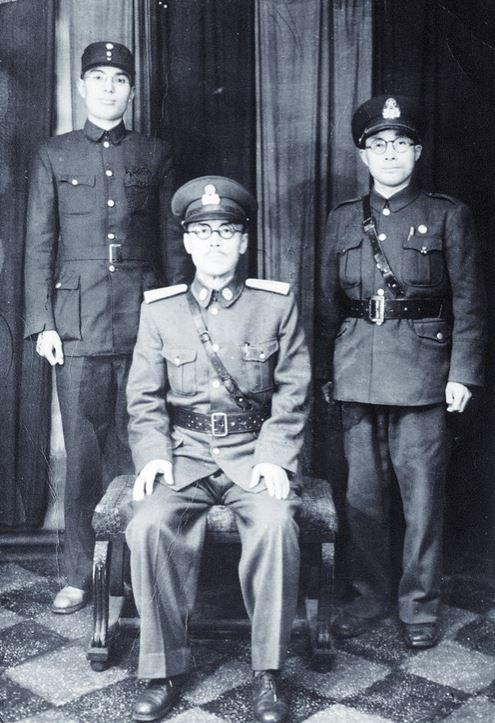
1945年制定の光復軍制服を着用した池青天総司令（中央）、金学奎（右）
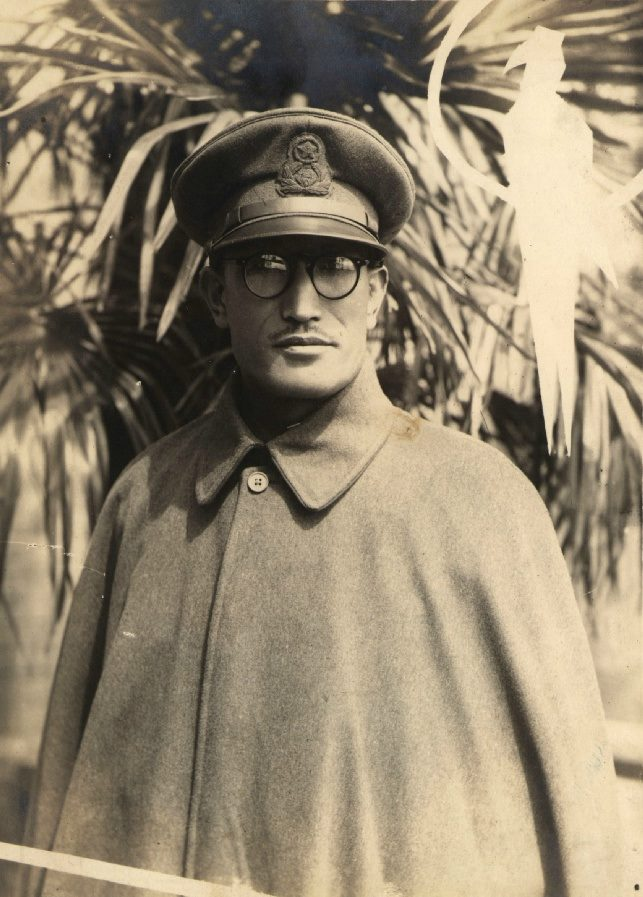
光復軍制帽。李範奭
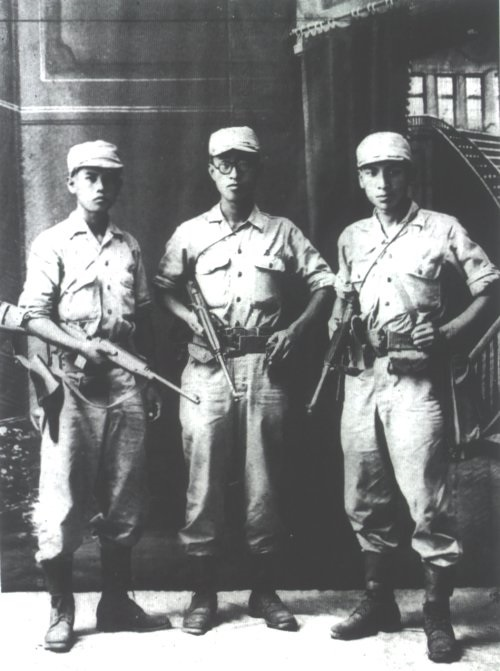
光復軍兵士。米軍風の野戦服を着用している。魯能瑞（朝鮮語版）、金俊燁（朝鮮語版）、張俊河（1945年8月）
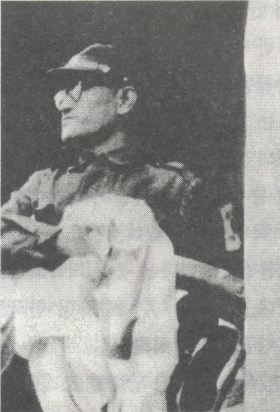
光復軍指揮官。日本軍の戦闘帽風の帽子を被っている。李範奭
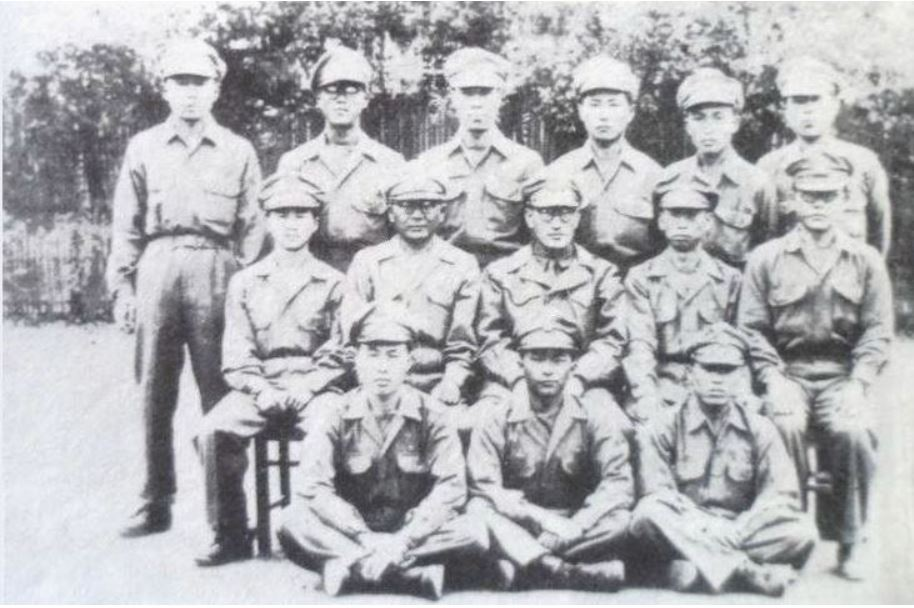
光復軍第2支隊隊員。（1940年）
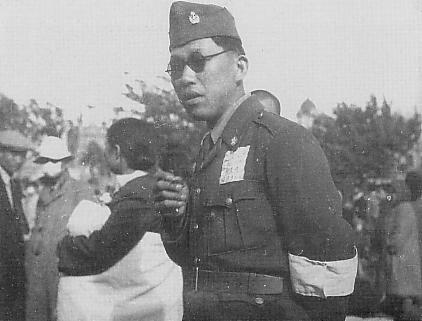
光復軍兵士。制服を開襟にして着用し、米軍風のギャリソンキャップを被っている（1946年）
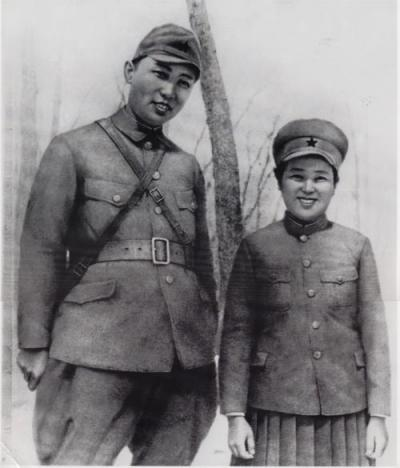
東北抗日聯軍の男女軍装。金日成、金正淑
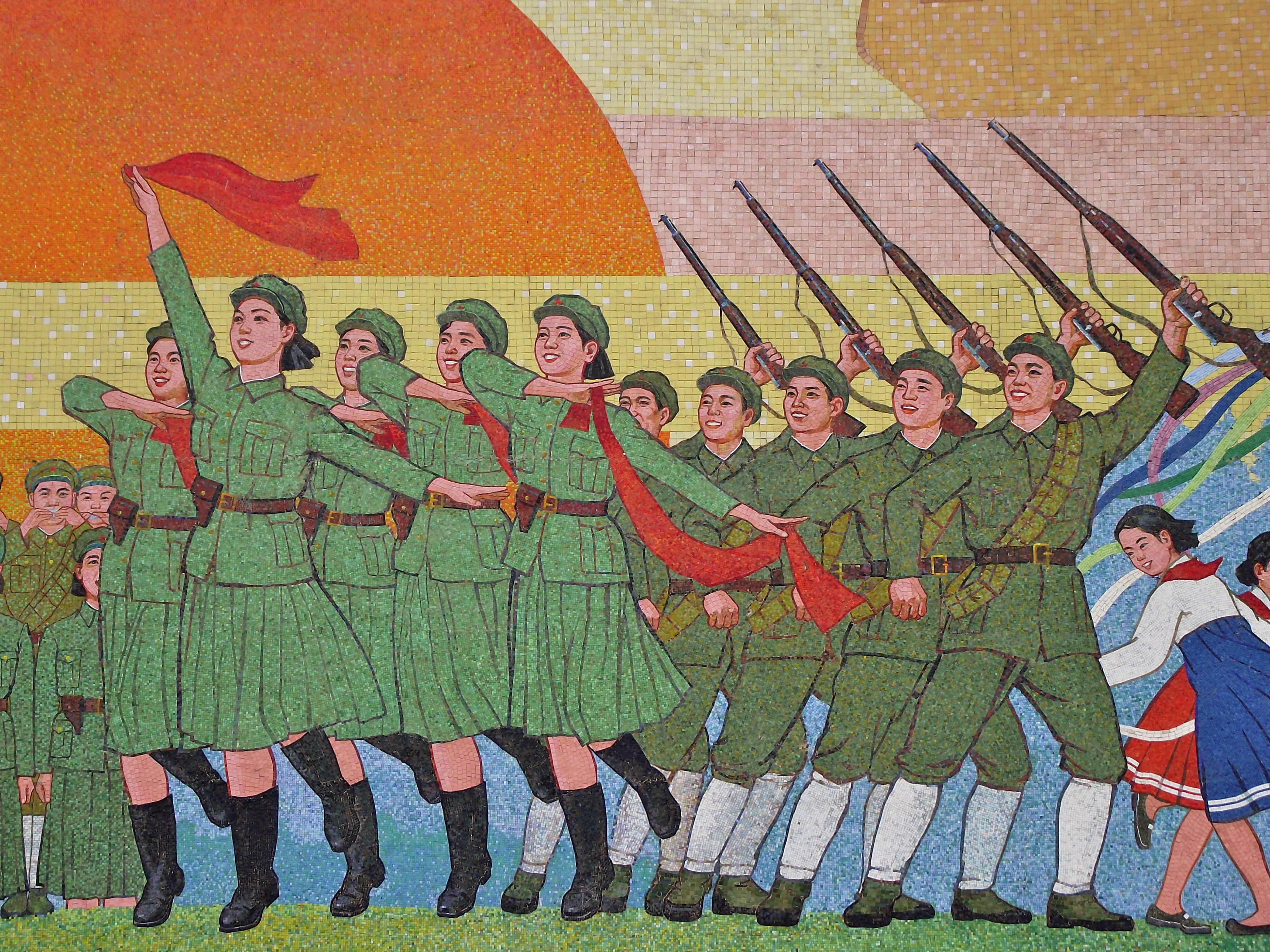
モザイク画に描かれた東北抗日聯軍。比較的実際のものに近い女性兵士と比べ、男性兵士は紅軍のようなハンチング帽に変えられているのが分かる

## 大韓民国の軍服

### 南朝鮮国防警備隊の軍服
大韓民国国軍創設前の前身組織である南朝鮮国防警備隊では、当時朝鮮半島に多く残された旧日本軍の余剰軍装品を多量に使用した一方で、米軍式の制服やアイクジャケットを導入し、軍装面からは徐々に日本軍的な要素は排除されていった。（しかし当時の指揮官の中には自身が日本軍の将校であった時代に使っていた軍刀を米軍式制服に組み合わせる者も多かった）。これは後に日本で創設される自衛隊の前身組織、警察予備隊の当時の制服の状況と非常に似た過渡期軍装であった。この時期に階級章や階級制度などが制定、整備され後の大韓民国軍軍装の基盤を作り上げていった。
1946年1月15日に帽章が制定された。将校は刺繍製、下士卒は金属製で、ムクゲの花を葉で囲むデザインである。このムクゲの花の中には4月に太極章が追加された。また、同月に米軍政庁軍務局のハリー・ビショップ（Harry D. Bishop）中佐 の考案により金属階級章も制定された。将校は縦長の長方形の中に佐官は太極章、尉官は横長の長方形で階級を示した。

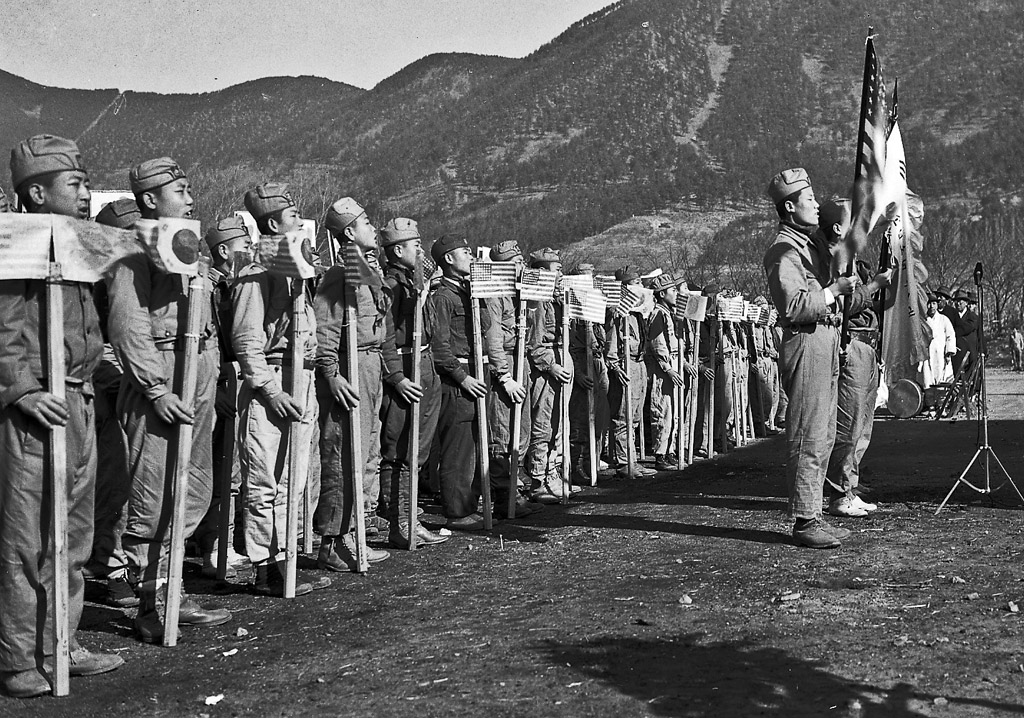
1945年
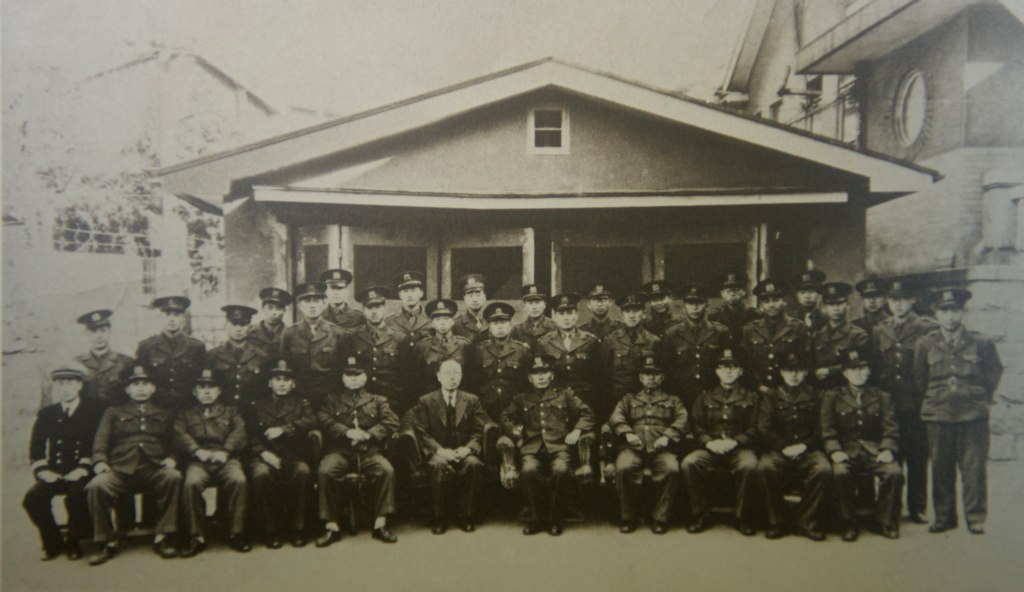
統衛部（現韓国国防部）庁舎前で朝鮮警備隊員
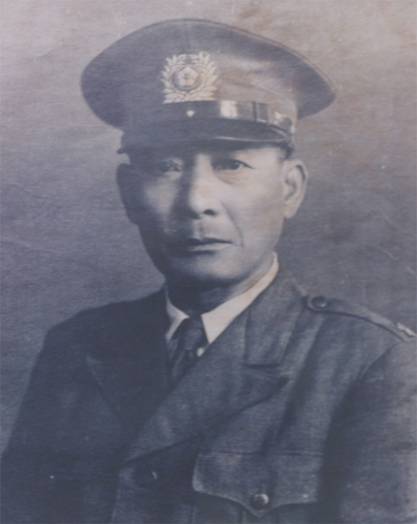
宋虎聲
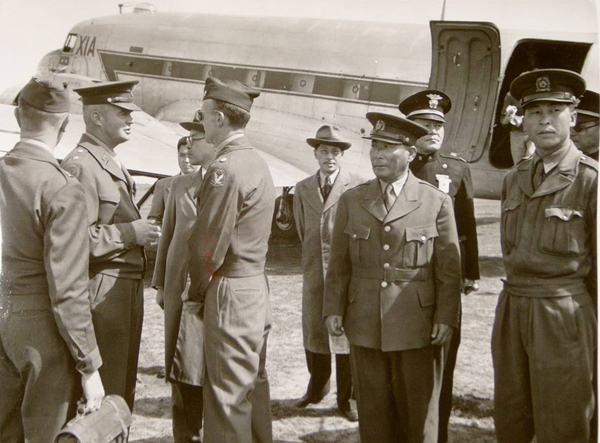
将校が着用する制服やアイクジャケット（1948年5月）
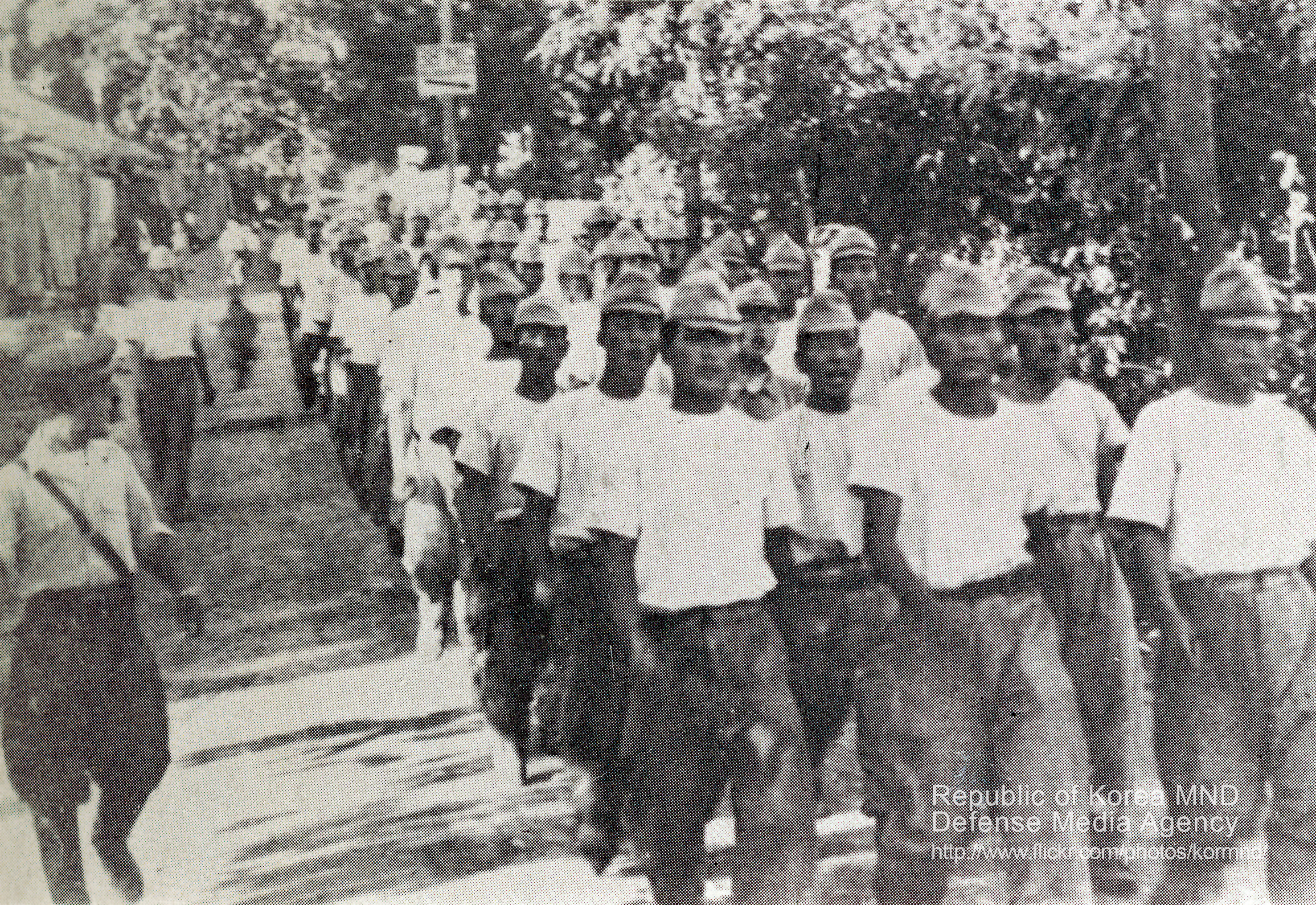
行進する南朝鮮国防警備隊兵士。旧日本軍の戦闘帽を被っており、また向かって左の士官も乗馬ズボンを穿いている（1946年）

### 大韓民国陸軍の軍服

行事服を着用する三軍儀仗兵（2013年10月1日）

朝鮮戦争までは米軍の第二次大戦時軍装、60年代～80年代まではベトナム戦争時軍装を基本とし、90年代以降は迷彩服やボディアーマーの普及と、西側諸国の世界的な流れにおおむね沿った変遷である。朝鮮戦争前後まで引き続き強く残っていた旧日本軍の影響も、1960年代にはほぼ米軍式となった。今なお残る旧日本軍の影響として、陸大卒業徽章や指揮官章などが挙げられる他、戦闘服のポケットの雨蓋に階級章を取り付ける点もその名残ではないかと指摘されている。また、近年まで背嚢には通称「蛸足」と呼ばれる天幕や飯ごうを取り付ける紐がついていた。
特戦団などの特殊部隊や郷土予備軍では1960年代、70年代からダックハント迷彩などが使用されていたが、一般部隊では1980年代まで基本はOD色の戦闘服だった。1990年代から全軍統一で米軍のウッドランド迷彩を元にした斑点迷彩が登場し、近年はACU迷彩をヒントにした新型迷彩を導入している。
装備品は実質米軍の第二次大戦装備のM1936装備やベトナム戦争装備のM1956装備を基礎にしているが、上記の背嚢など、細かな個所はやはり独自的に形や形式、材質を変えられたものが多い。
ヘルメットはアメリカ製M1ヘルメットを経て、1970年代には形状を踏襲した国産の防弾ヘルメットが採用され、2004年からアメリカ製PASGTヘルメットを参考に開発された新型防弾ヘルメット（KH-B2000）への更新が始まった。

#### 正服・勤務服・礼服

正帽の帽章

韓国軍では制服に相当するものを正服（정복）と呼称する。四季のはっきりした温帯に属する韓国では夏正服と冬正服の2種類が存在する。冬正服は国防警備隊の頃から継承され1960年代までは茶色であったが、70年代以降ダークグリーンとなった。夏正服は米軍のトロピカルドレスの影響を受けた明るいカーキ色であったが、1980年1月9日以降、冬正服と同色となっている。下士卒用も意匠は同じだが、憲兵、軍楽隊、儀仗隊を除き徴兵された兵士には支給されない。1967年に将校との区別化のため折り襟となった事があったが、71年に再び開襟に戻された。
兵科章は襟の下部両側に付ける。将校は米軍の「US」に倣い「대한」（大韓）の徽章を襟上部に付けていたが、朝鮮戦争以降は見られなくなった。
士官は袖に黒のパイピングが入り、尉官は3cm、佐官は4cm、将官は5cmとなる。副士官は精勤章を付ける。米軍の影響で2017年改定により礼服と統合されることになり、礼服と同一の袖章が追加される事となった。
正帽（정모）には1962年夏ごろより顎紐と庇部分に金色の装飾があしらわれるようになる。庇の装飾は、将官はムクゲの花2輪、佐官はつぼみ8個、葉20枚、つぼみ6個、葉14枚である。尉官はなし。将官は1975年以降腰回りにも装飾が追加され、1979年にいったん廃止されたが1980年1月9日の改定で復活した。またこの時に装飾が金属製となり、顎紐が金色となった。
女性正服は1959年に制定され、当時の正帽はギャリソンキャップであったが、1963年以降ハイバック型となった。
礼服（예복）は、夏季は白、冬季は黒となっておりエポレットに似た先の丸い形状の肩章を付ける。基本的に将官や駐在武官にしか支給されない。1961年7月1日の「国防第4672号」制定ではショルダーノッチ型であったが、1963年3月18日よりショルダーボード型に変更。その後、1967年1月9日「大統領令第2869号」改訂、1971年2月25日「大統領令第5538号」、1975年9月30日「大統領令第7837号」を経て徐々に丸みを帯びるようになり、1980年1月9日「大統領令第9713号」で現在の形となった。
儀仗兵や軍楽兵の礼服に相当するものとして行事服（행사복）がある。ともに詰襟だが、儀仗兵は上衣が灰色、軍楽兵は赤となる。軍楽兵は第5共和国時代には折襟もあった。礼砲兵は軍楽兵と同様だが帽子とズボンが黒。

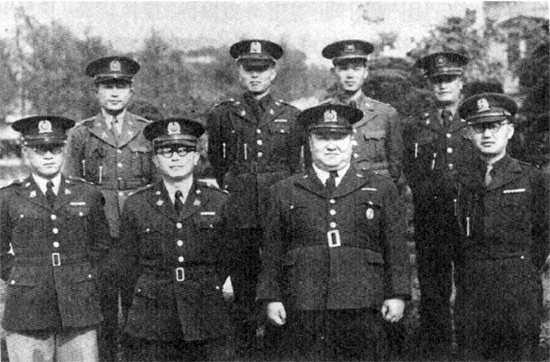
初期の制服。米軍と同じシャツやアイクジャケットなども混在している。
張暻根（朝鮮語版）、申性模、丁一権（1950年）
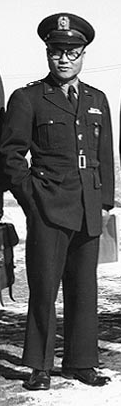
初期の制服（李亨根、1951年11月）
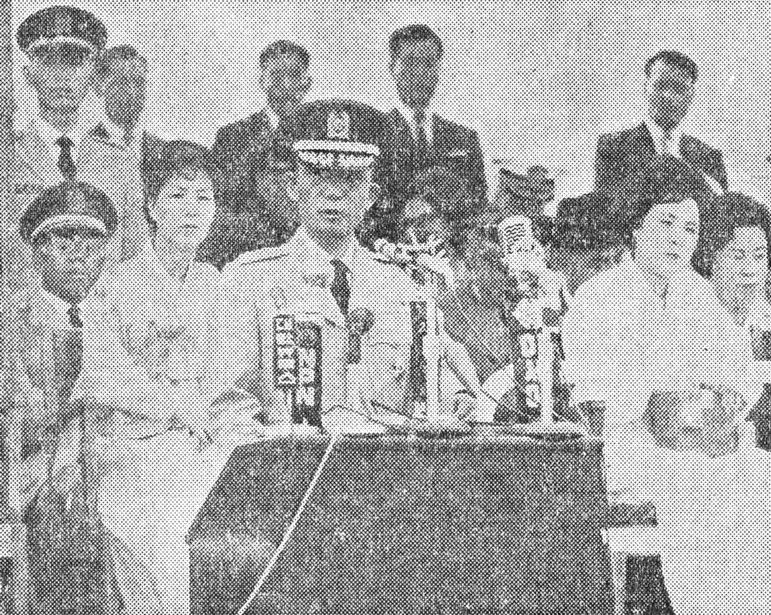
夏正服（朴正煕、1963年8月）
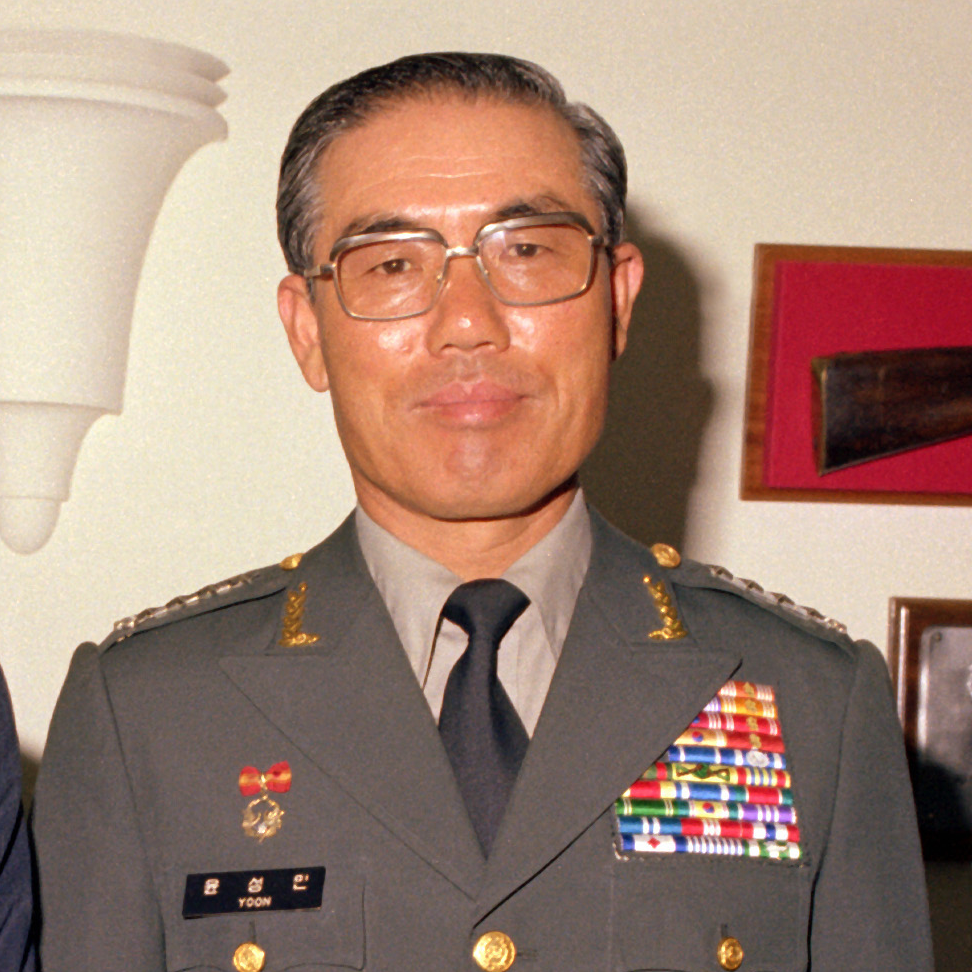
旧正服（尹誠敏（朝鮮語版）大将、1982年5月）
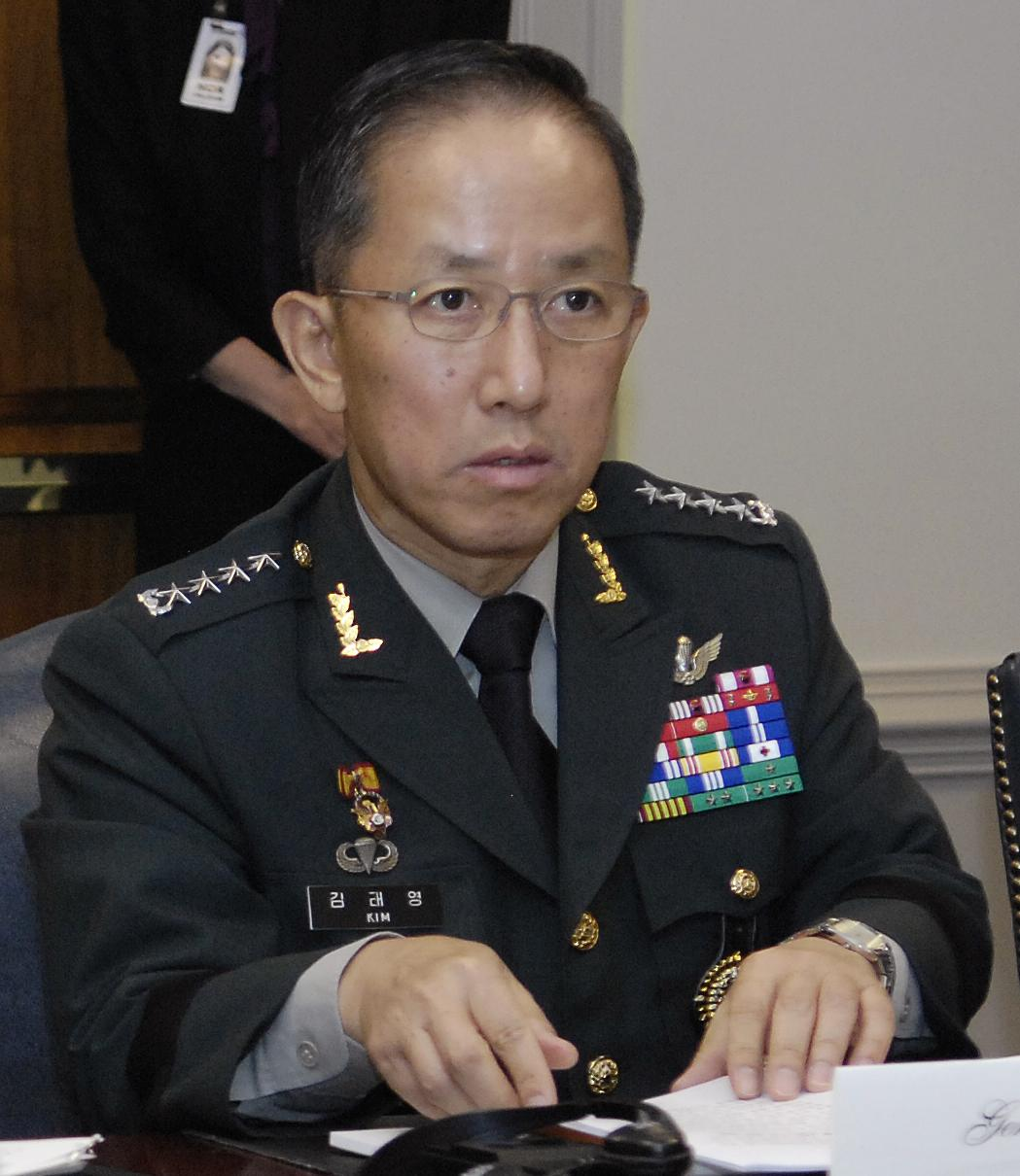
陸軍大将（金泰栄）。
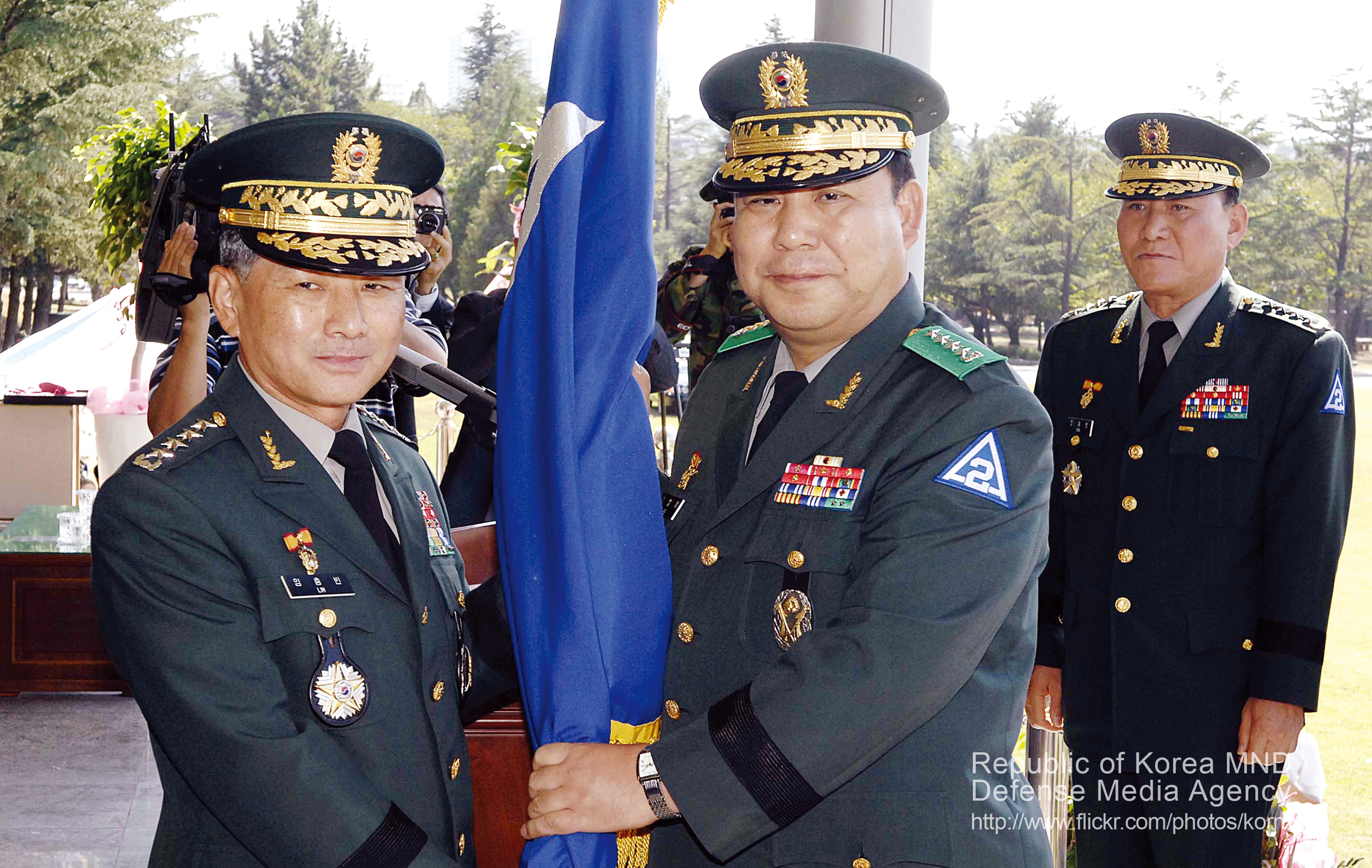
陸軍大将。右側の将官（李哲徽大将）は袖に第2軍のパッチをつけ、また肩には指揮官であることを示す緑のラベル、胸には将官指揮官徽章を佩用（2009年）
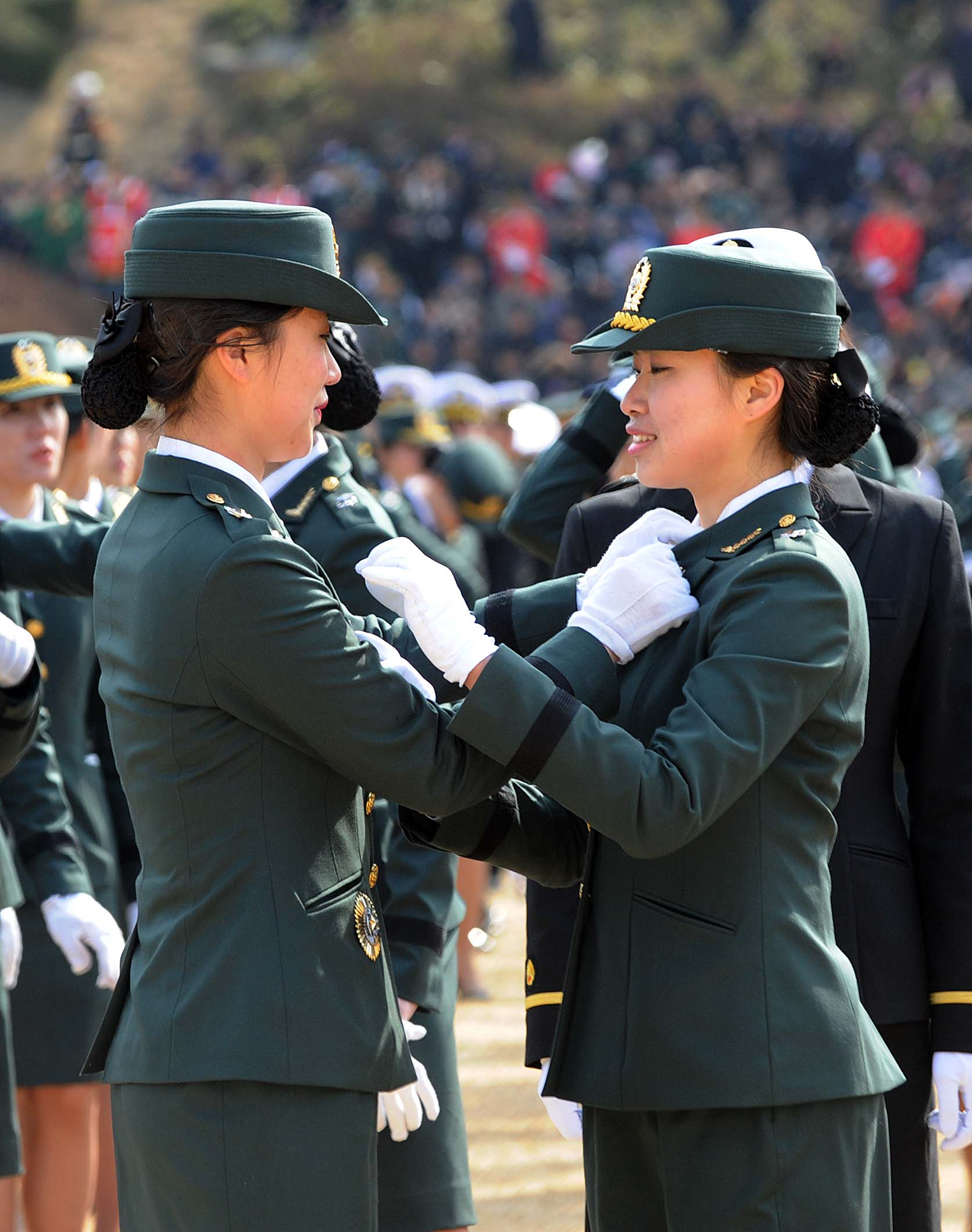
女性用正服（2014年3月）
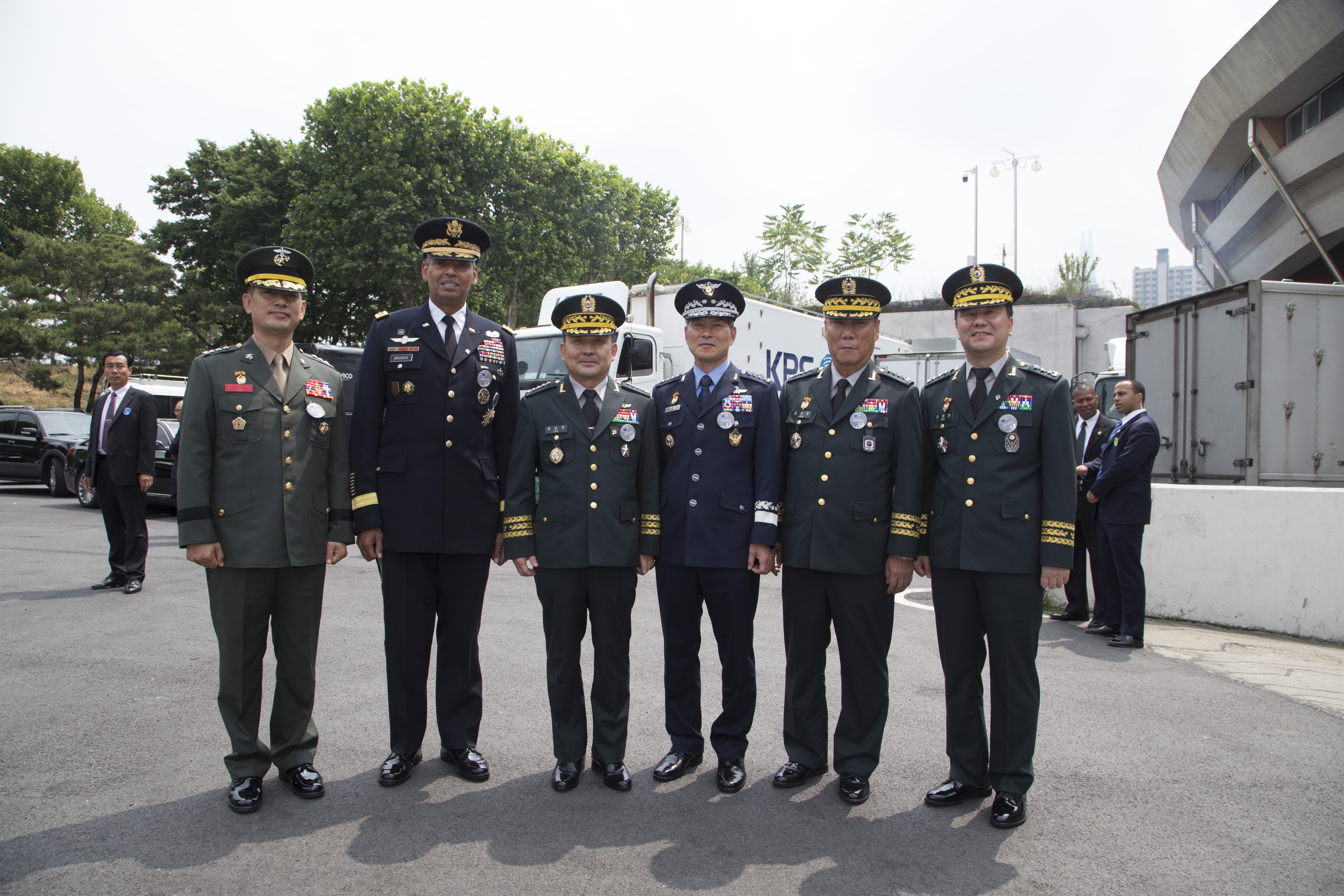
改定後の陸軍統合正.礼服（2017年6月）正服形。左から二人目は米海軍
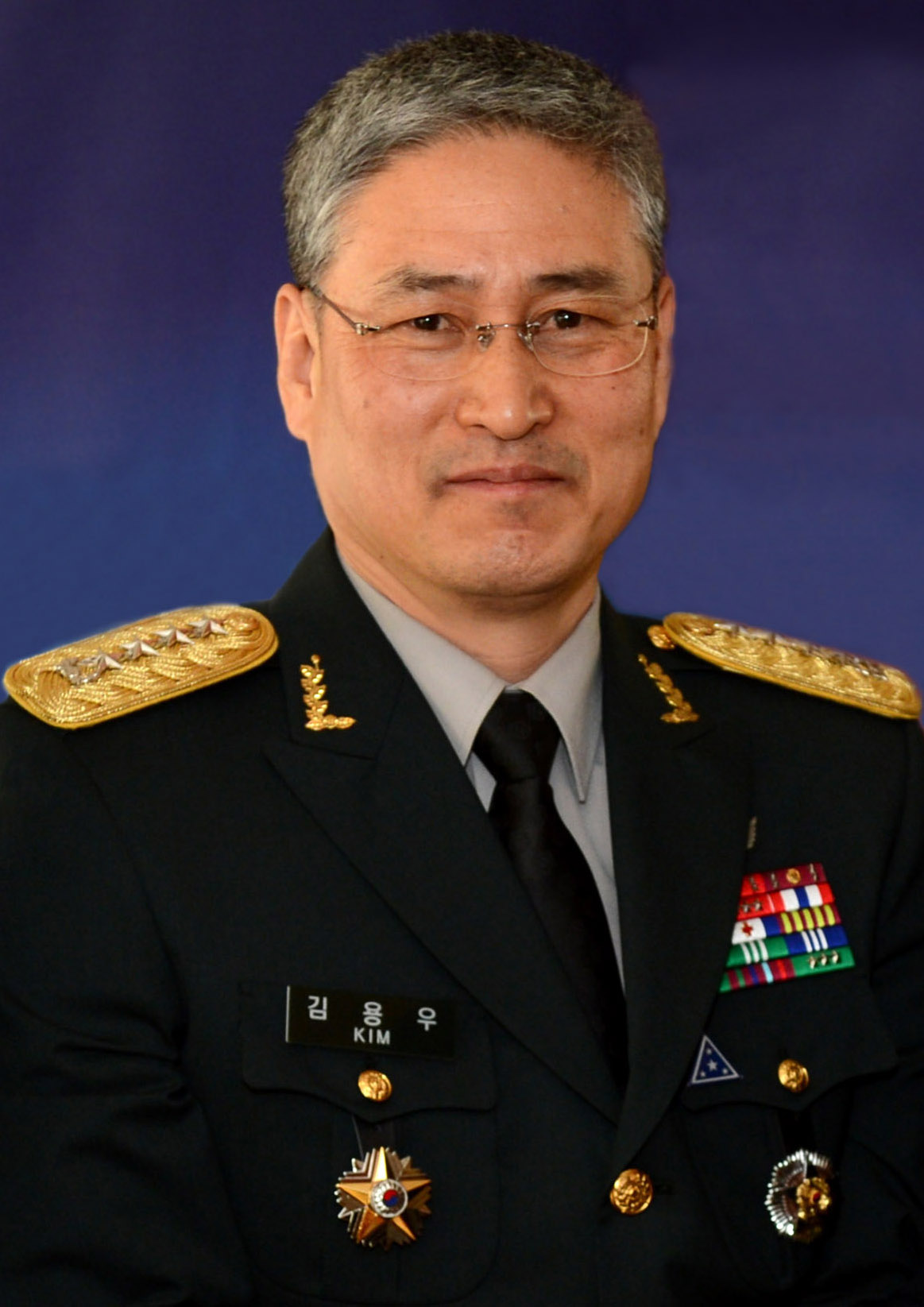
統合正.礼服の大将（金勇佑 陸軍参謀総長、2017年9月）礼服形。 まだ礼服用ワイン色のネクタイは普及されていなかった。

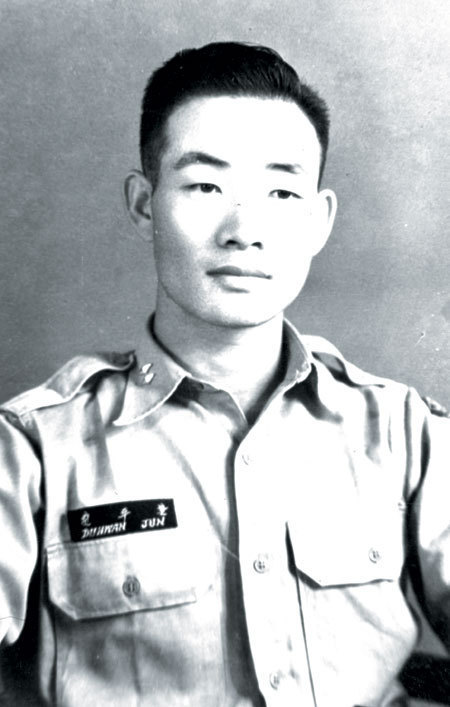
勤務服の中尉（全斗煥、1957年10月）
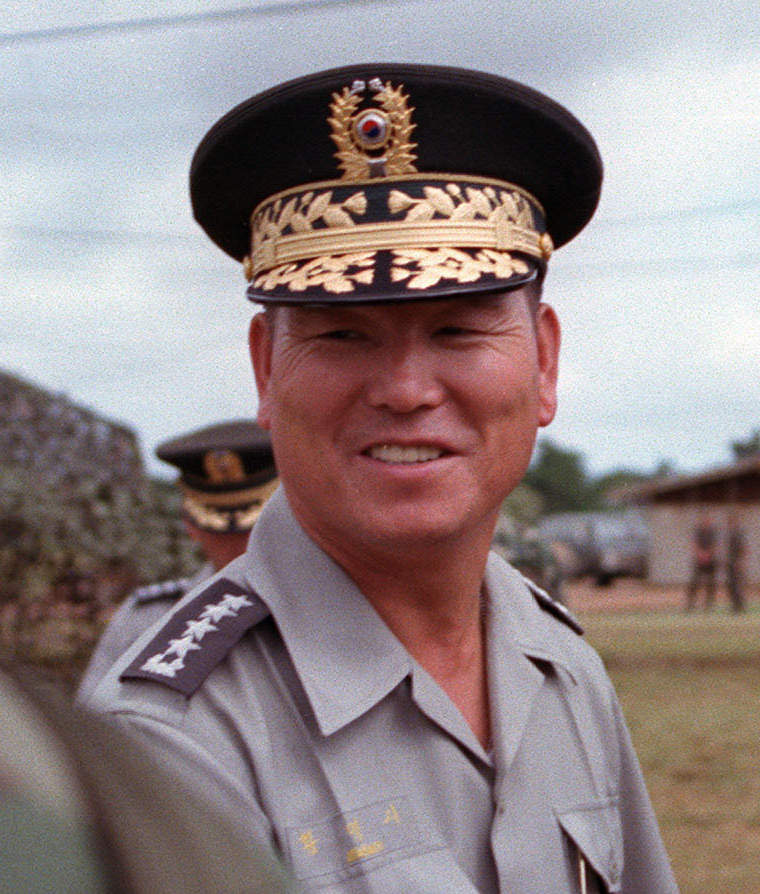
旧夏勤務服（黄永時（朝鮮語版）大将、1982年7月）
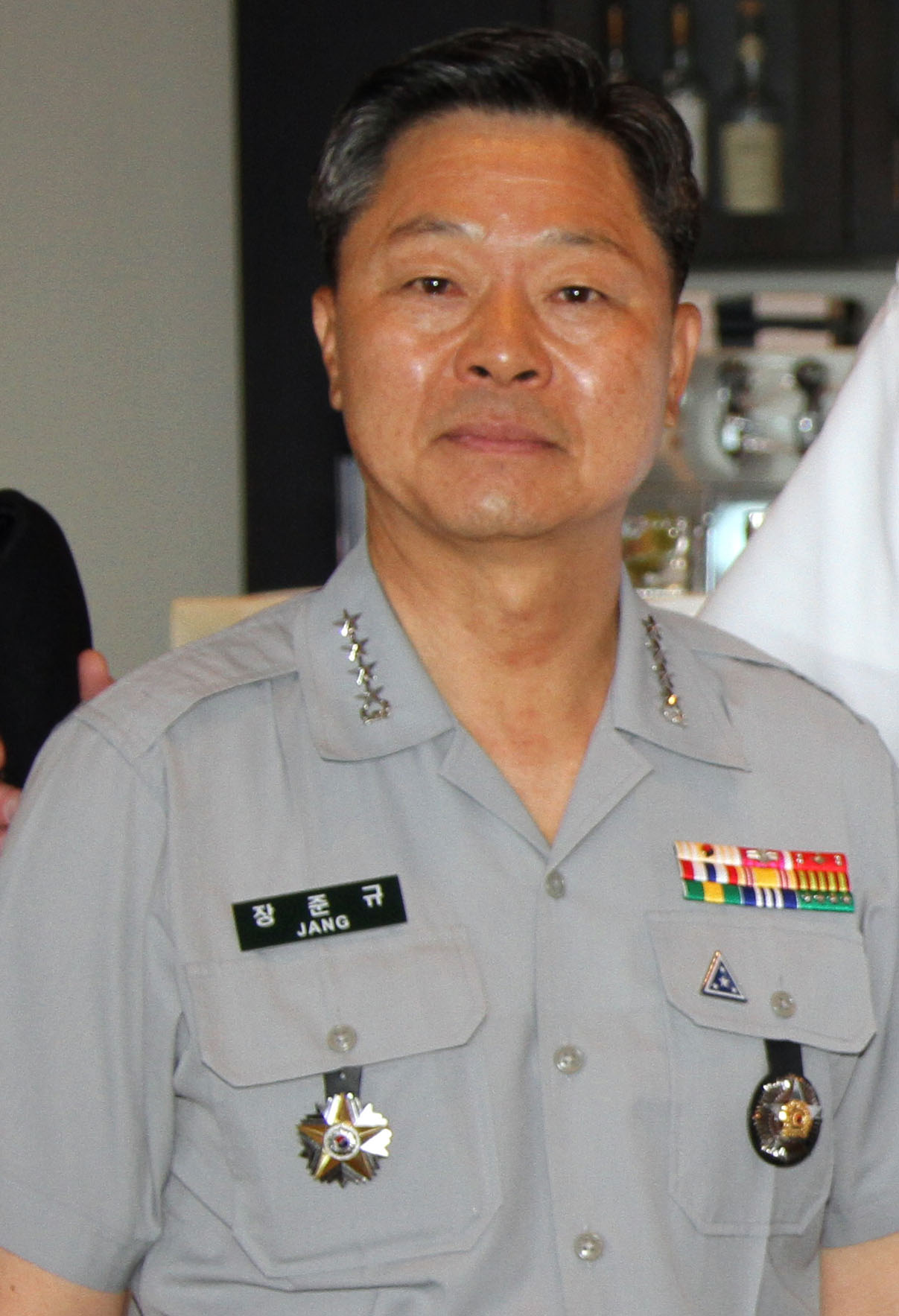
現夏勤務服（張駿圭（朝鮮語版）大将、2017年5月）
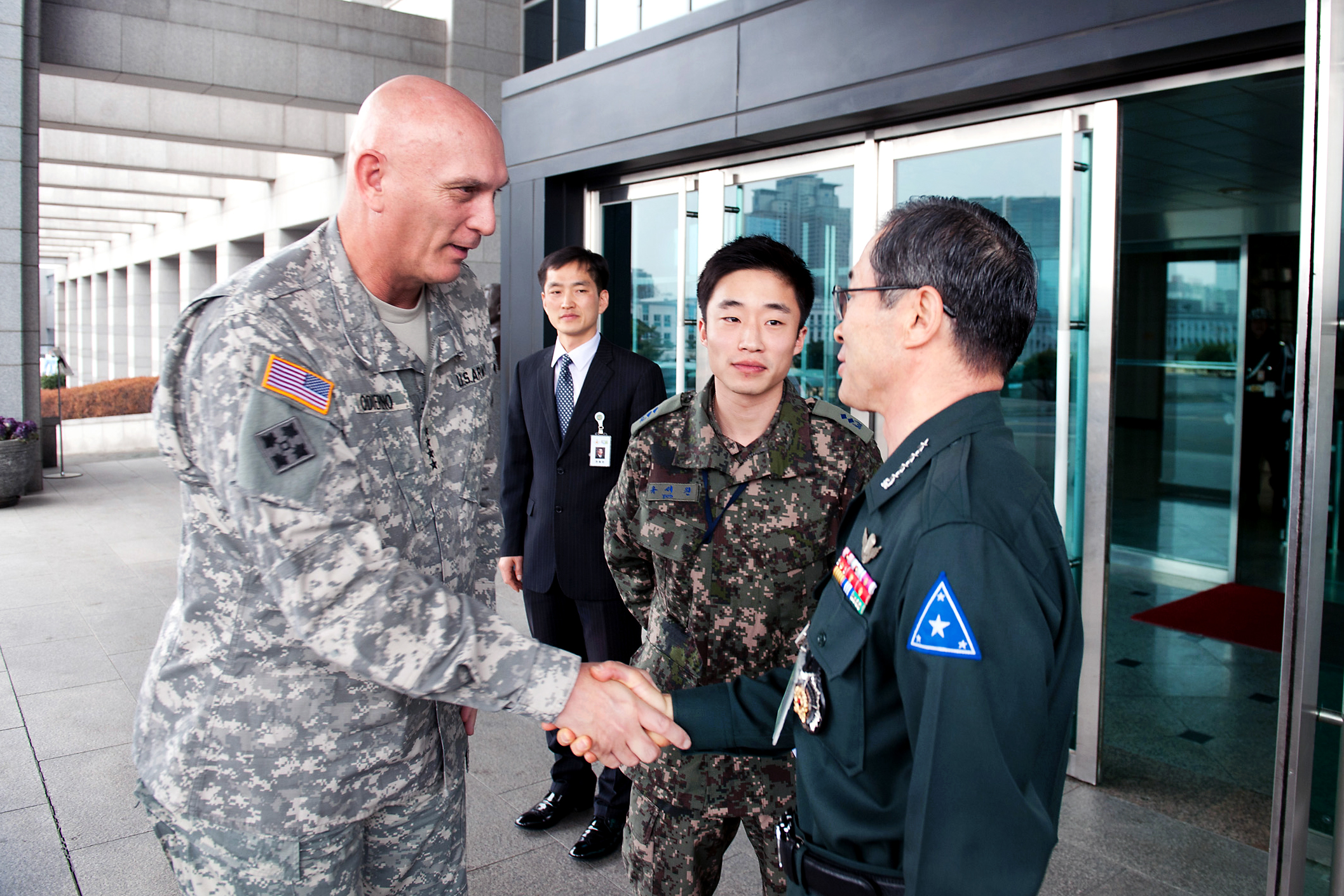
冬勤務服（金相基大将、2012年1月）

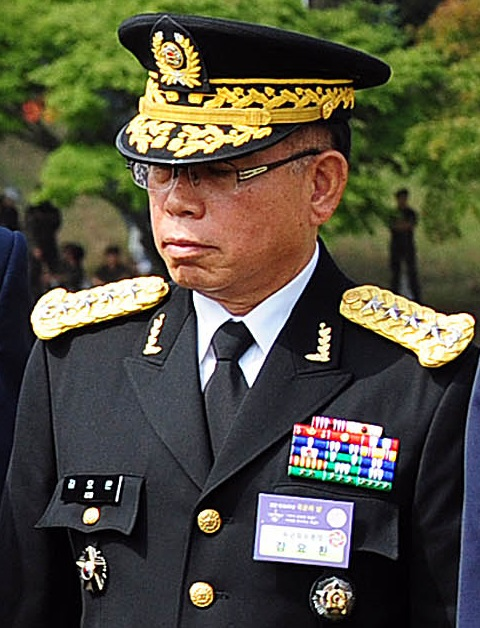
冬礼服の大将（金曜煥、2014年10月1日）
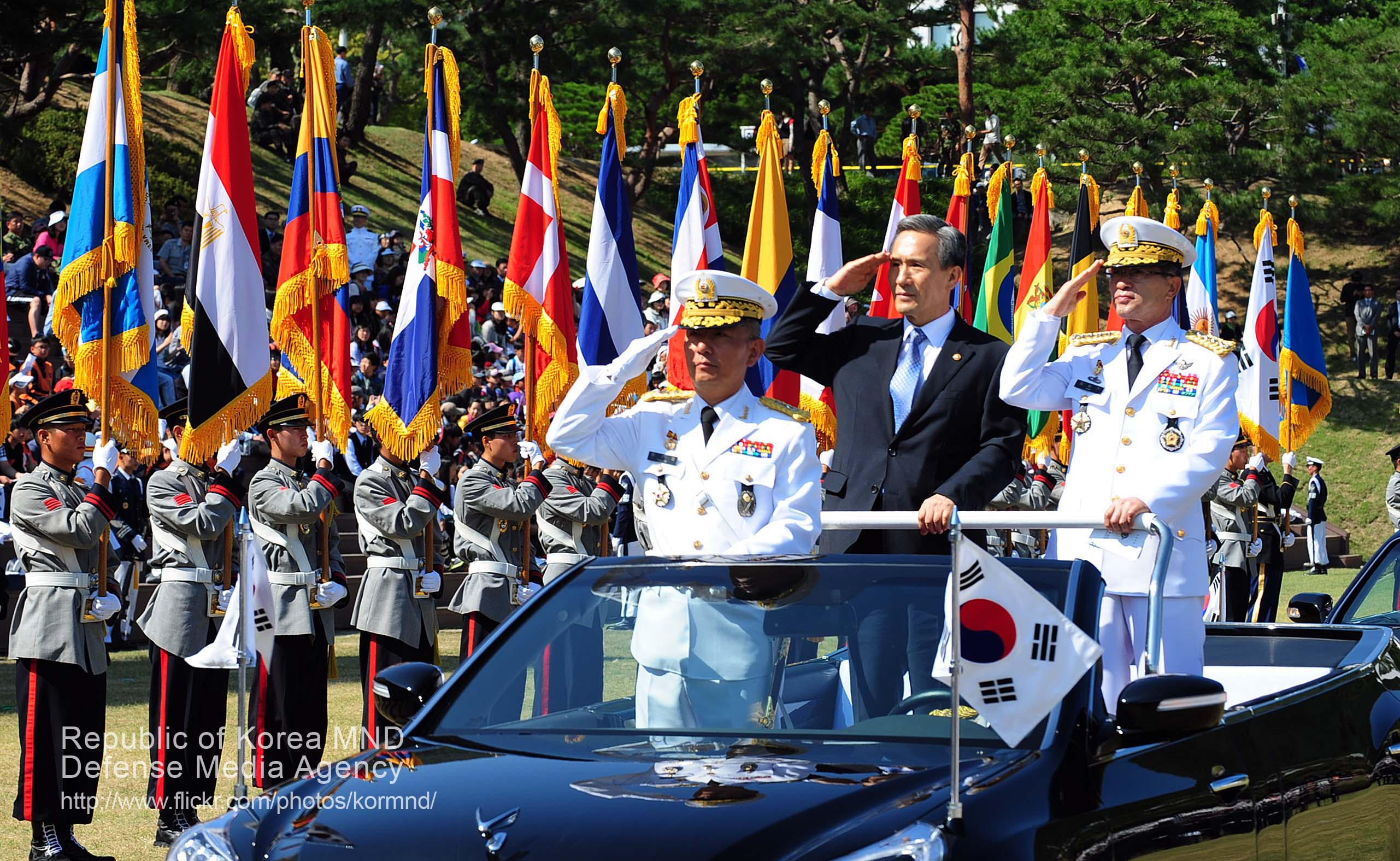
夏礼服の将官（2012年9月）
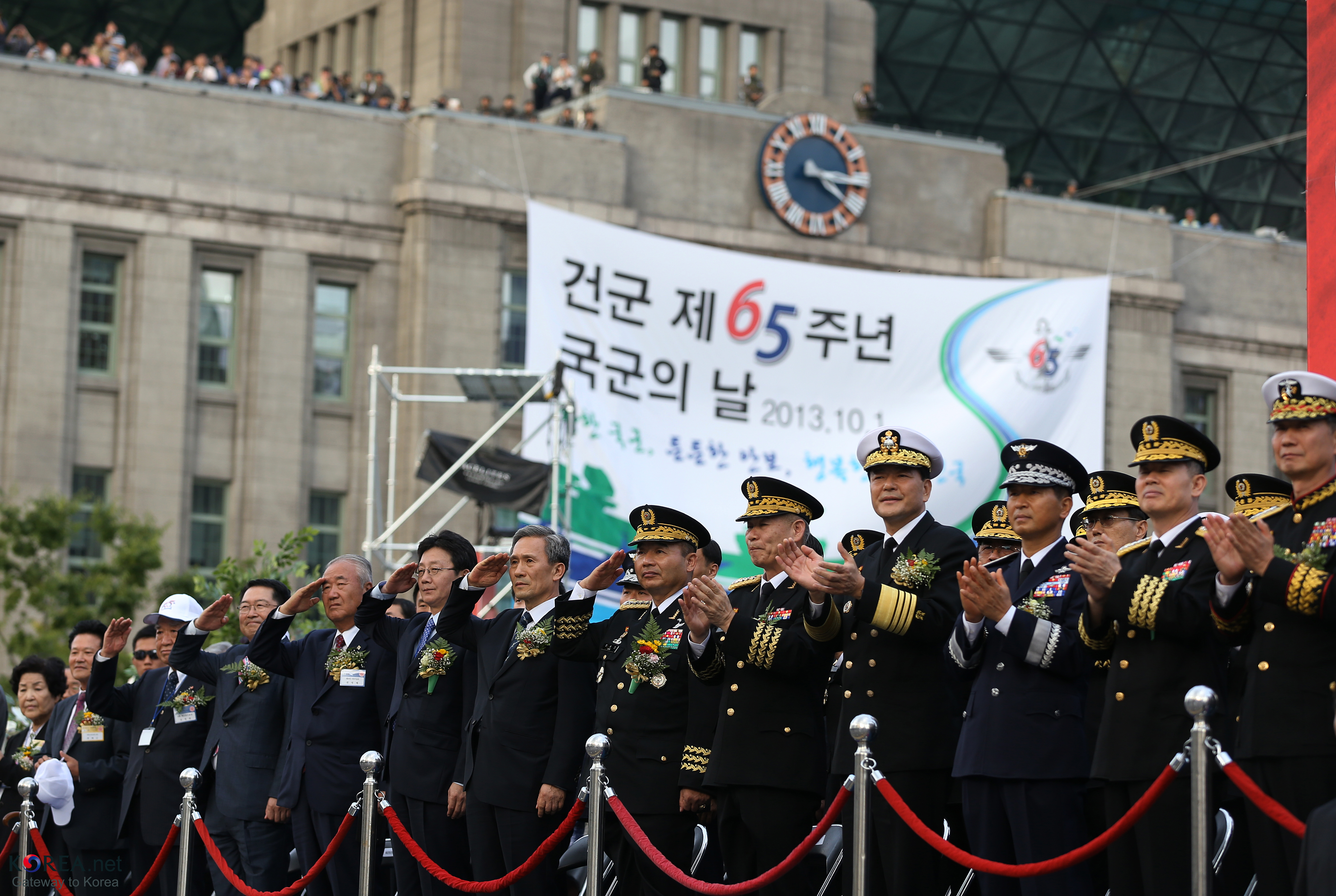
礼装の陸・海・空・海兵隊軍人ら
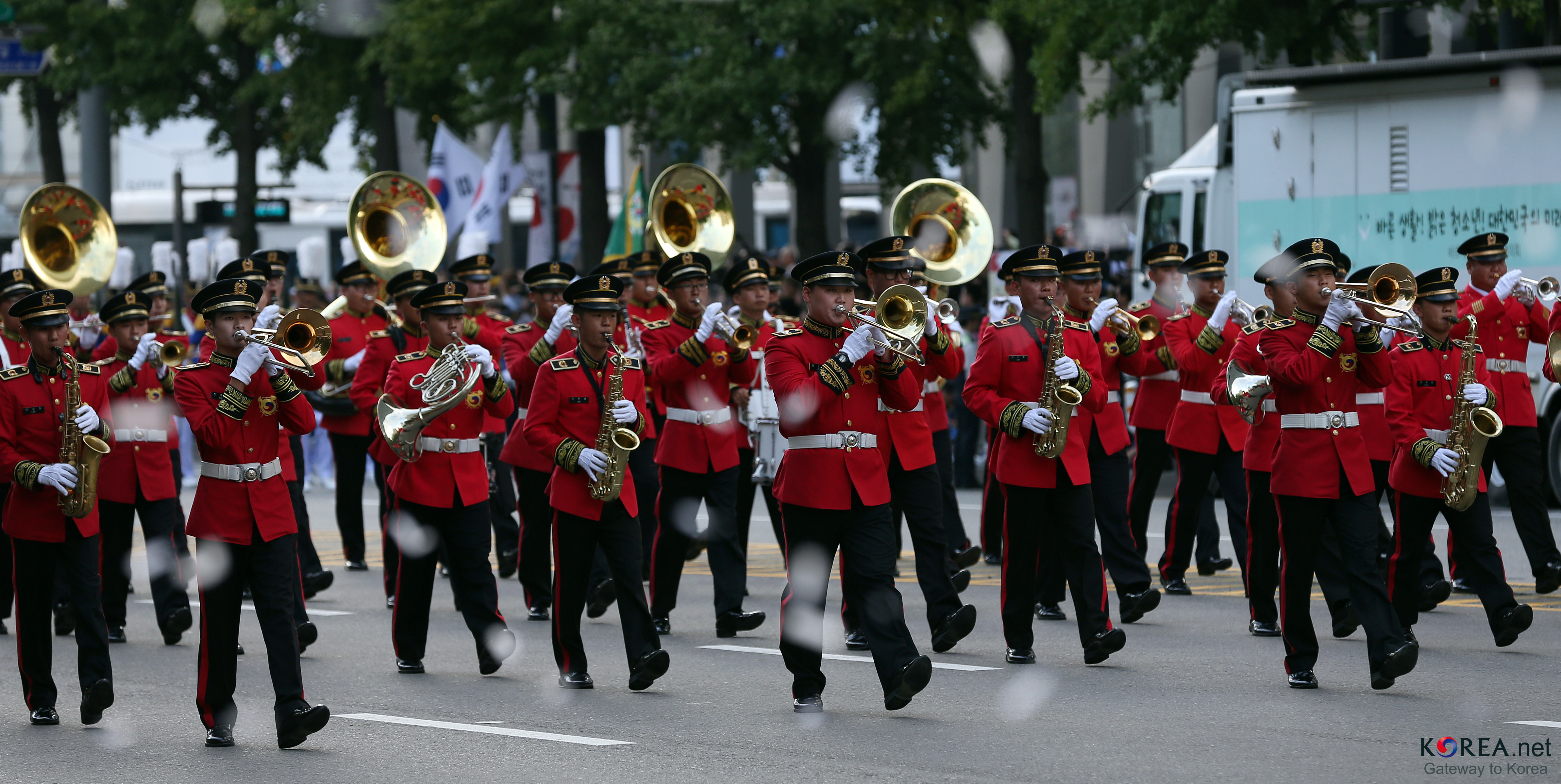
行事服の軍楽隊（2013年10月1日）
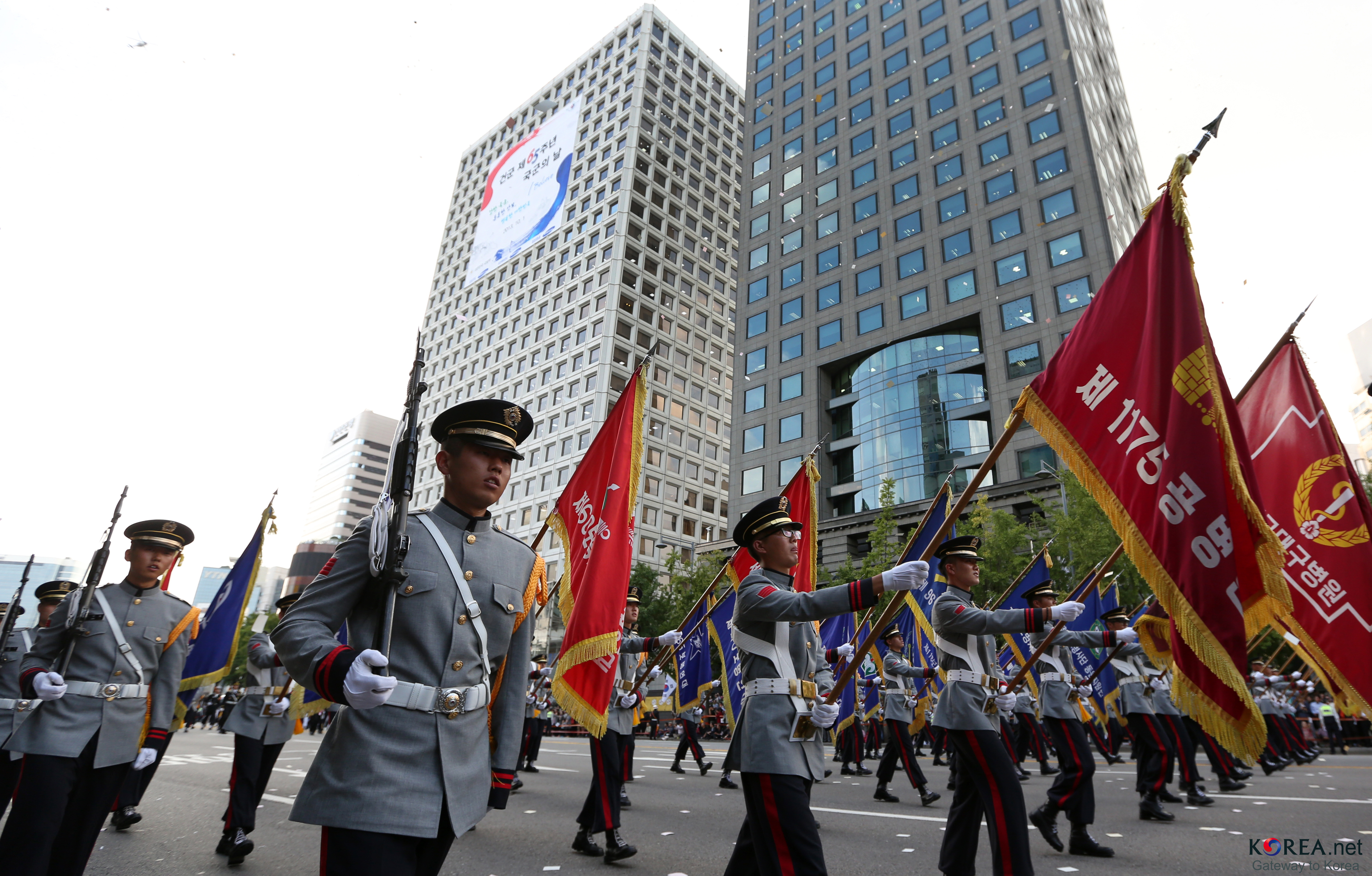
行事服の儀仗兵（2013年10月1日）

#### 戦闘服
1946年以降、朝鮮戦争全期に渡り「米国軍事援助作業服」と呼ばれる米軍のHBTジャケット戦闘服を着用していた。韓国軍の戦闘服が正式に規定されたのは1954年9月である。当時は戦闘服ではなく作業服と呼称していた。ズボンのポケットの位置を下方に調整した以外はアメリカ軍のそれと大差はなかった。
1965年、韓国軍独自の意匠として、肘・膝・腰などの摩耗しやすい部分に補強用の布パッチを取り付けた通称「トッテム軍服」（덧댐 군복）を採用したが、短命に終わった。1967年、ウイングカラーを適用しズボンのポケットを中ポケットに変えた。またこの時、正式名称を「作業服」から「戦闘服」に変更した。1971年2月には、リッジウェイ・キャップだった帽子を野球帽タイプに変更。また裾をズボンの外に出す形で着用したが、背が低く見えるという理由から不評であった。1973年にはポケットを小型に変更。
1990年11月23日より全軍共通で緑・カーキ・茶・黒の4色より構成されたウッドランドタイプの斑点迷彩が採用された。夏季と冬季の2種類があり、夏季はポリエステル65％、コットン35％となっている。将校用階級章にはダークグリーンの肩章が採用されたが、判別しづらいという事で93年に明るいグリーンへと変更された。また1996年ごろには迷彩の色調が全体的にやや明るく変更された。
2006年11月よりデジタル迷彩への改正案が発表され、2010年10月12日、5色のデジタル迷彩が正式導入された。基本的に陸海空共通だが、海兵隊および特戦のみ迷彩のパターンや色彩が若干異なる。生地はポリエステル65％、コットン35％で、伸縮性・防臭性に優れ、斑点迷彩の問題点であった耐久性が解消された。
また裁断面では、上衣がボタンからファスナー式へと変更され、裾は1971年制式のようにズボンの外に出す形で着用することになった。また、韓国軍の大きな特徴であったアイロンがけをする必要もなくなった。
靴は防水性に優れた皮革となり、重量も3分の1へと軽量化された。
一方で、オールシーズンであった事から夏季の通気性に難があり、兵士からの不満が続出した。これを受け、新型デジタルでは禁止されていた袖まくりが許可されることとなった。
2014年5月23日、3年間の混用期間が終了。8月25日には旧型斑柄戦闘服が軍服取締りの対象からも除外された事が発表され、これを以て陸海空軍全ての部隊がデジタル迷彩への完全移行となった
。
部隊章は上腕部のポケットの上に縫い付けていたが、2015年1月ごろからACU迷彩のようにポケットと一体となり面ファスナーとなった。
帽子はデジタル迷彩導入に伴いJSA警備や海軍・空軍を除きダークグリーンのベレー帽となった。兵士は布刺繍の帽章、副士官（下士官）は階級章を配し、兵卒は帽章のみである。
後述の特戦要員の他にも、郷土予備軍は1970年代からレパード迷彩、捜索隊や特攻隊は1980年ごろから一般部隊に先駆けてウッドランド迷彩を使用していた。この他、首都防衛司令部では通称「維新服(유신복)」と呼ばれるハニカム構造の様な独自の迷彩服が支給されていた。国軍情報司令部ではタイガーストライプやDPM迷彩、ERDL迷彩など複数の迷彩を使用していた。
捜索隊、偵察隊、特攻隊は任務中はブッシュハットを使用する事が多い。
ガスマスクはM9A1のコピー品であるKM9A1であったが、1980年代より国産のK1ガスマスクが導入された。
戦闘靴は軍人共済会などより支給されるものであったが、非常に劣悪だったため全面改正に合わせて2009年9月よりトレックスタと供給契約を締結、同社製造のゴアテックス戦闘靴が支給されている。

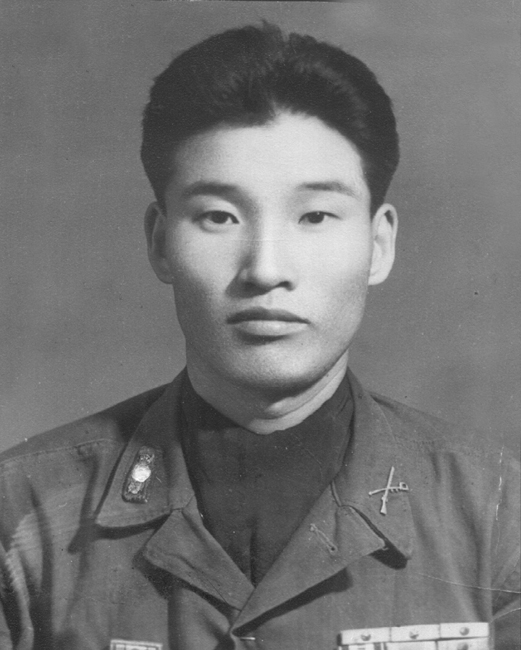
朝鮮戦争時の歩兵大尉（金王虎（朝鮮語版））。初期の作業服は生地の肌触りが悪かったため、中に私服のシャツやセーターを着こんだり首周りに襟巻を入れるケースが多かった。
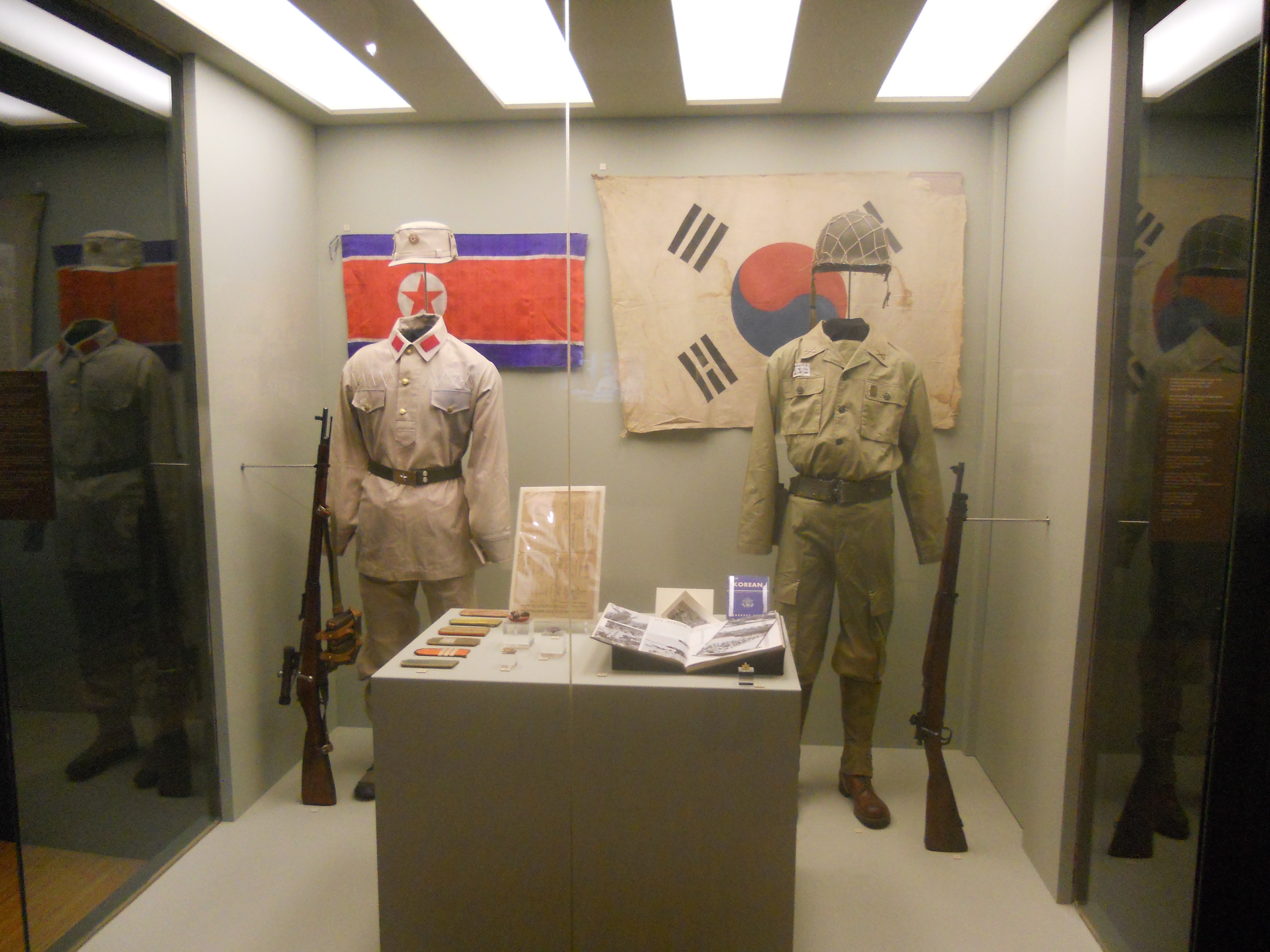
朝鮮戦争時の戦闘服装
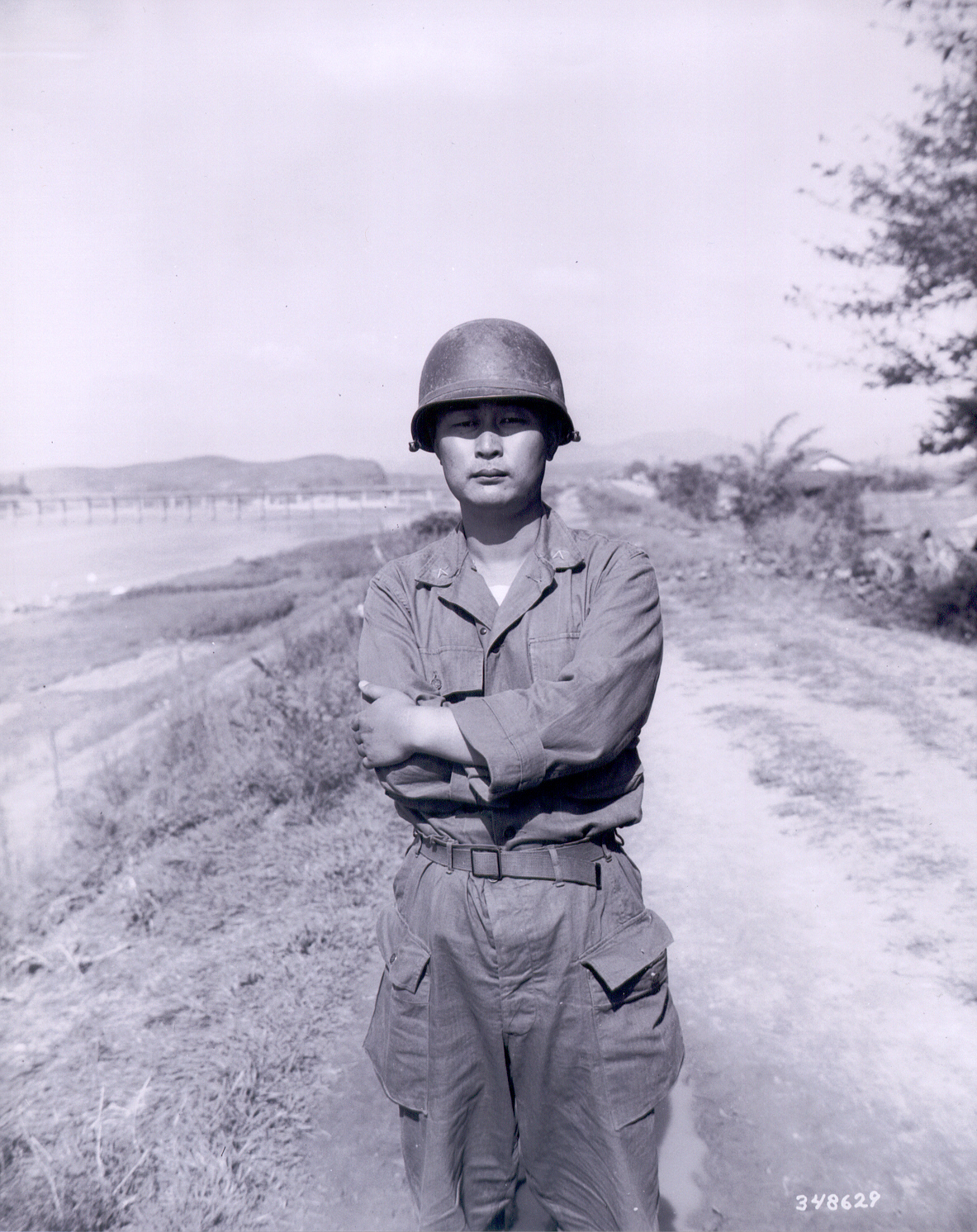
准将。白善燁、1950年
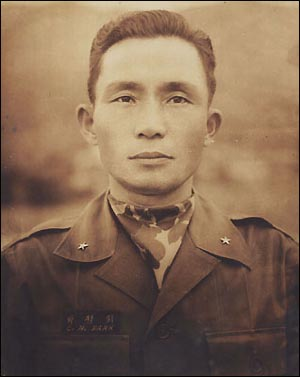
准将（朴正煕、1957年3月30日）
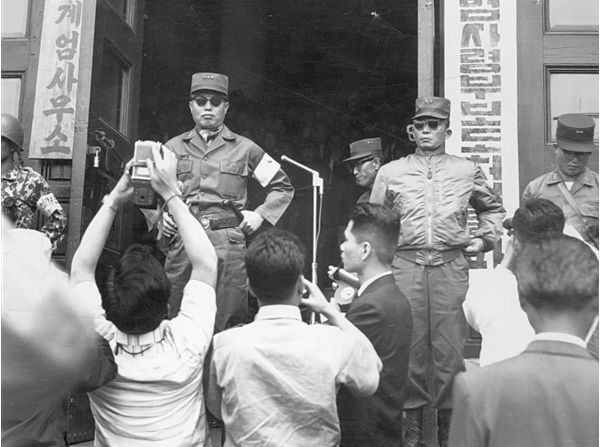
中将（左、張都暎）と少将（右、朴正煕）（1961年5月20日）
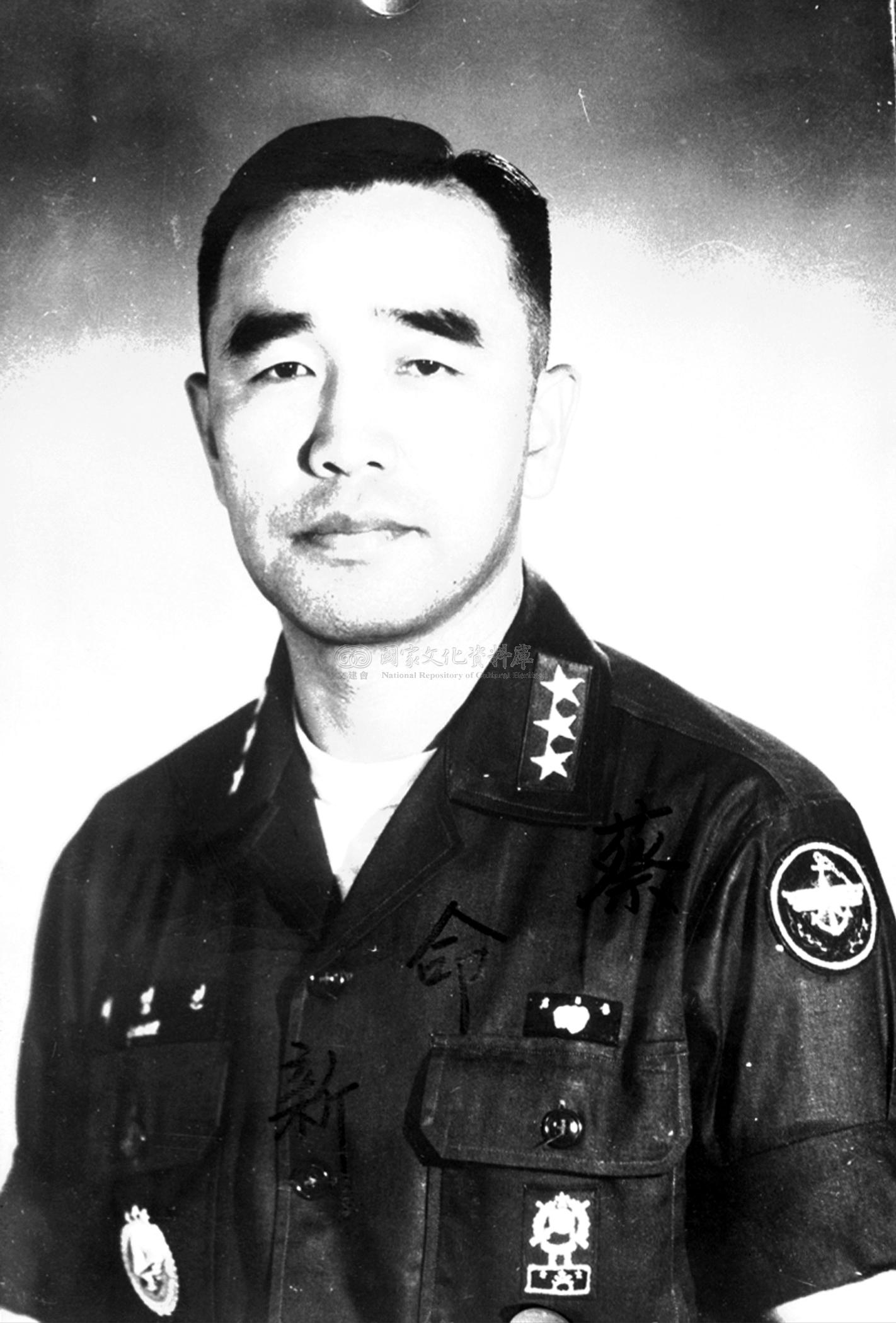
ベトナム戦争時の中将。蔡命新（1969年5月）
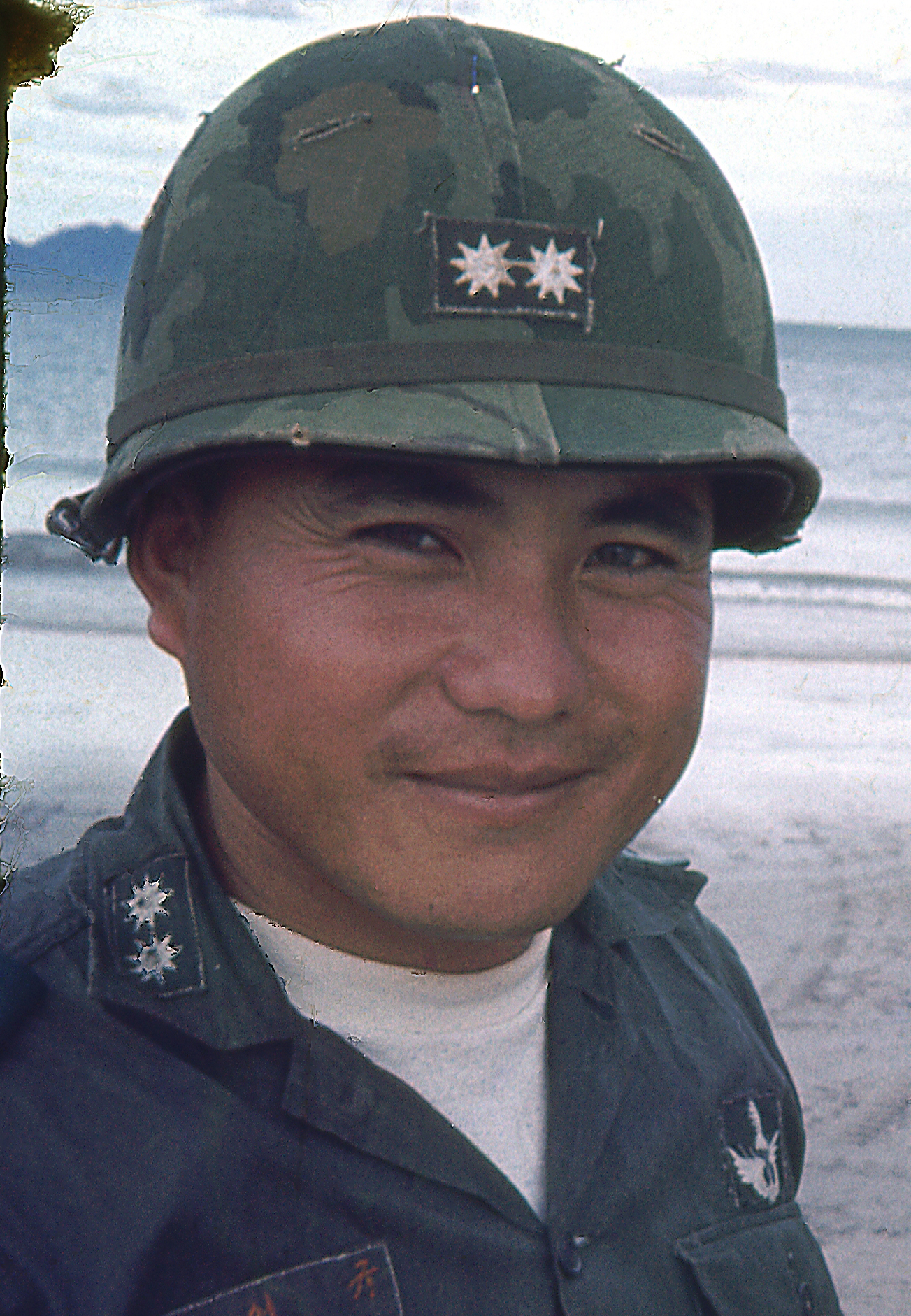
ベトナム戦争時の中佐
無地戦闘服の兵士（いずれも上等兵、1977年1月）
勤務用外套着用の中尉（1980年2月）
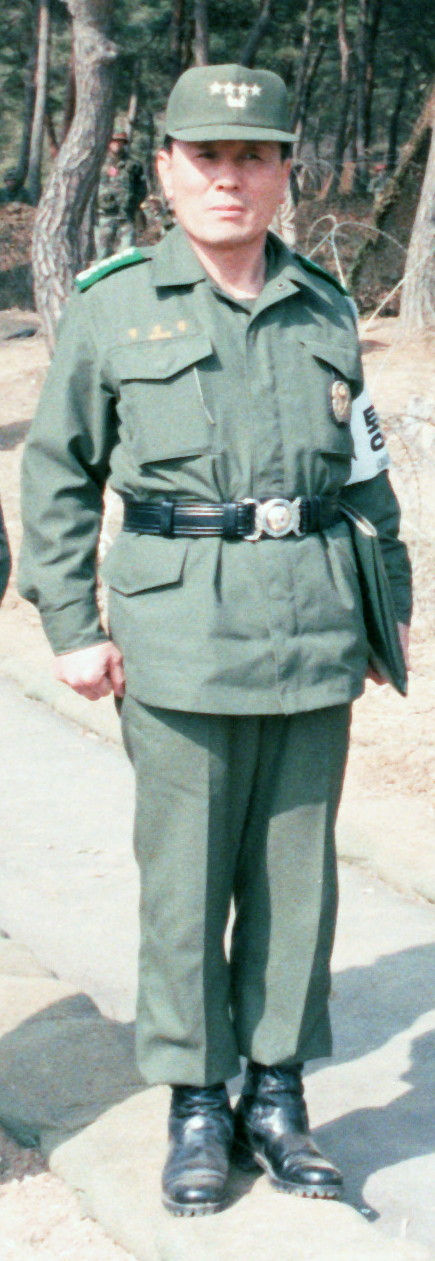
無地戦闘服の大将。鄭鎬溶（1989年）
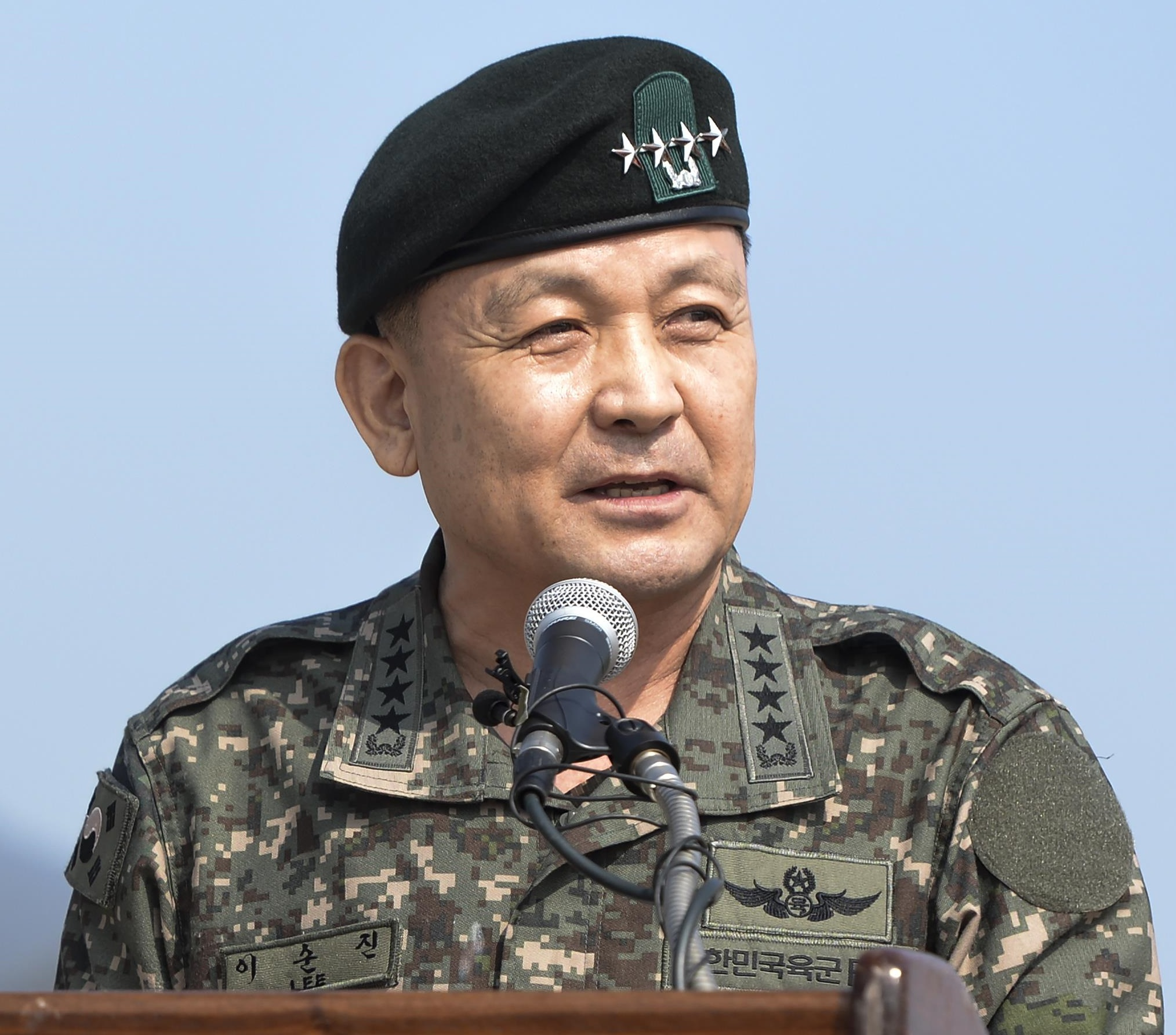
新型迷彩にベレー帽の大将。李淳鎮（朝鮮語版）（2016年）
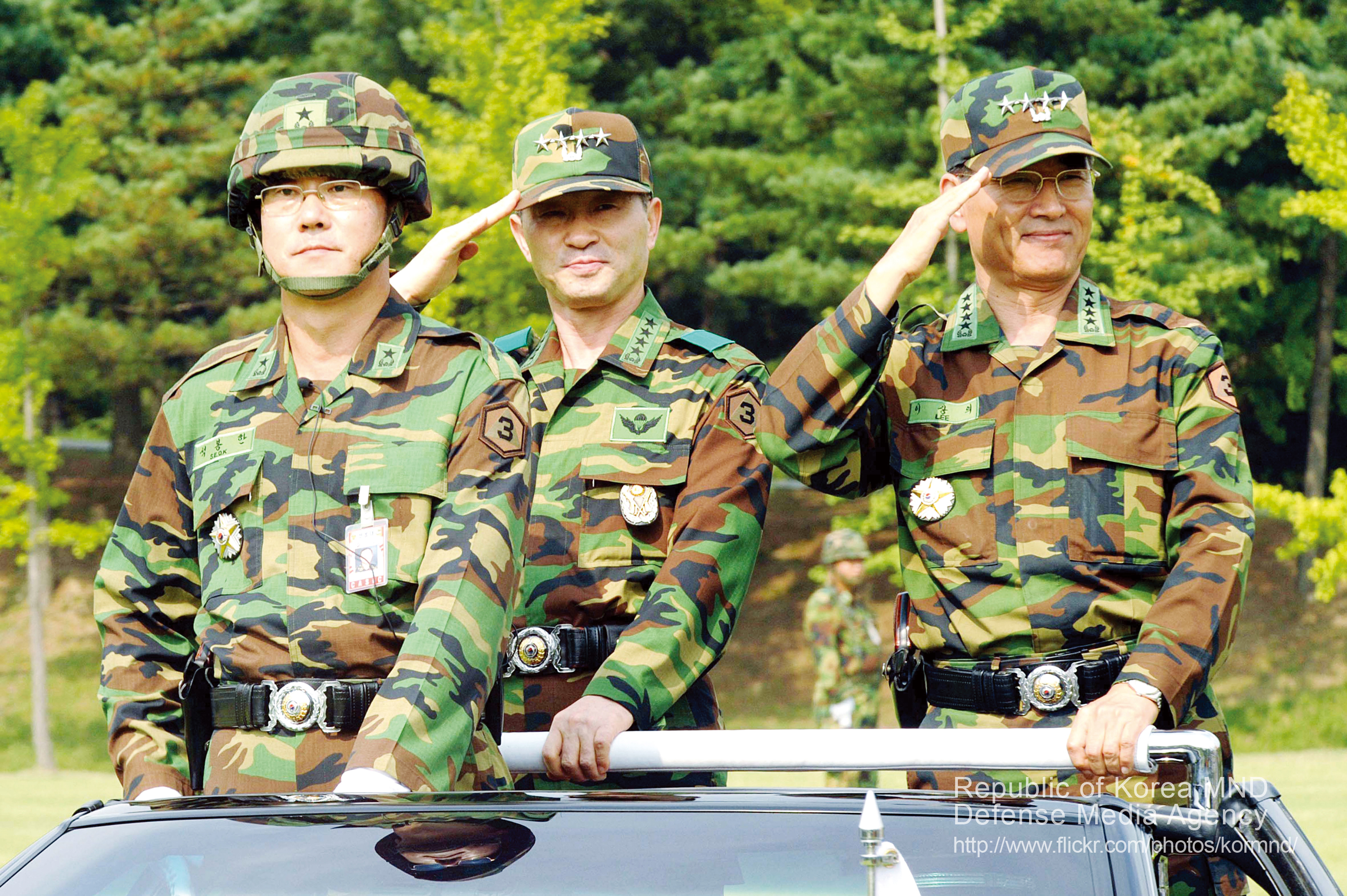
斑柄迷彩服の第3軍司令官ら。中央の大将（金相基）は肩に司令官章を付けている。左右の将官が胸に佩用しているのは勤続30年記念徽章（2009年9月）
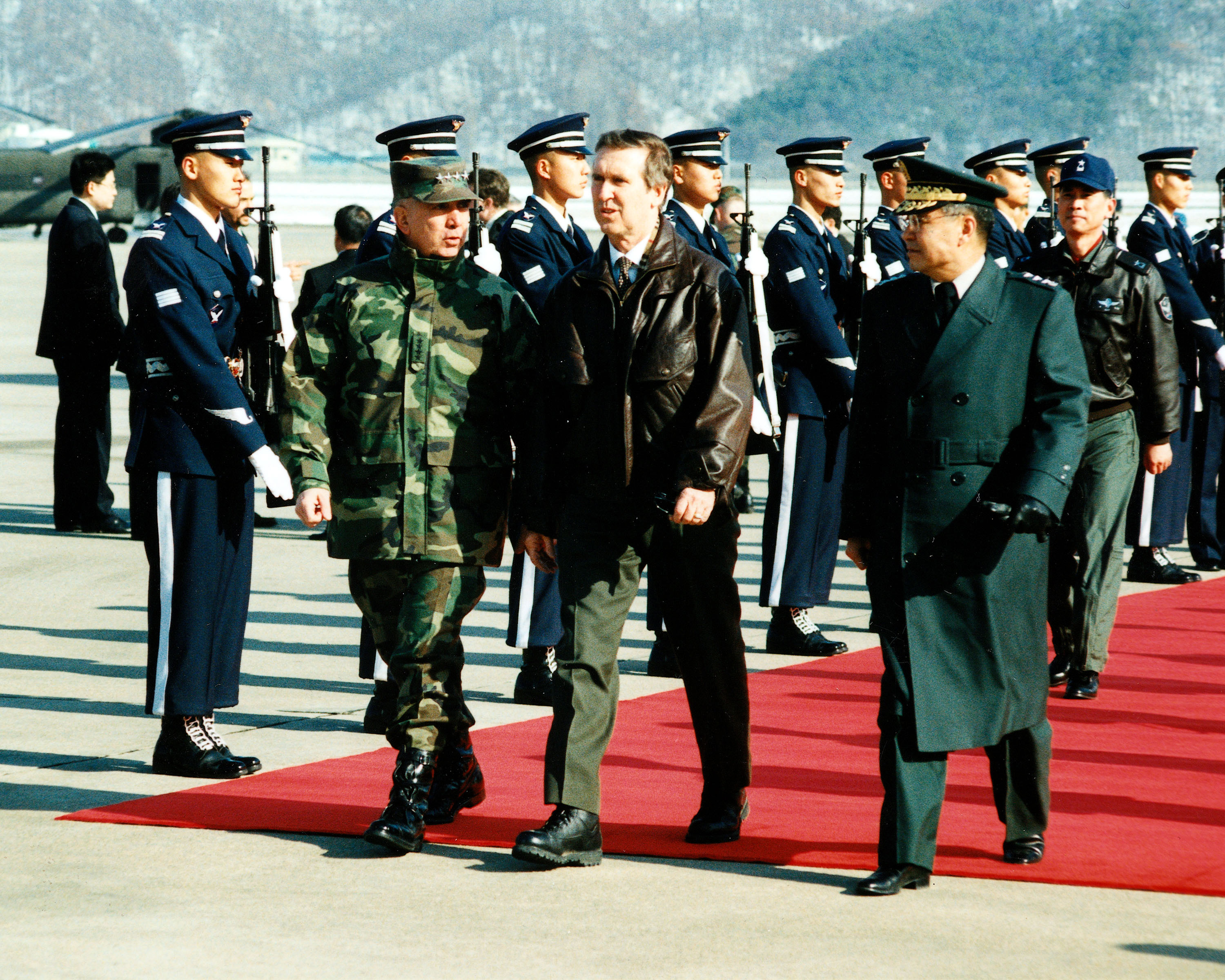
陸軍士官のオーバーコート (前列右端)。後方の儀仗隊たる空軍下士官兵は行事服を着用 （1998年1月）
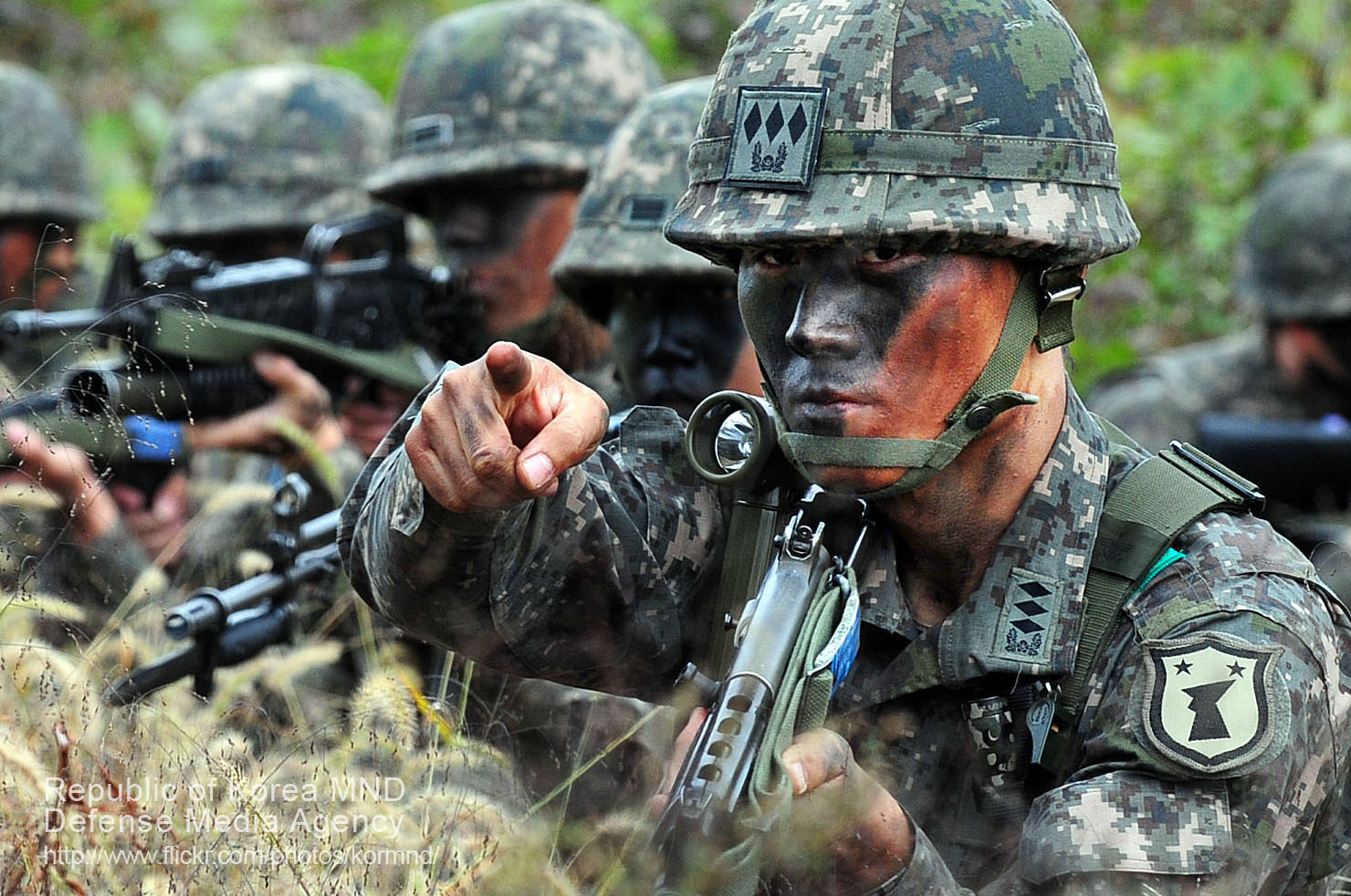
花崗岩迷彩の陸軍第32歩兵師団大尉
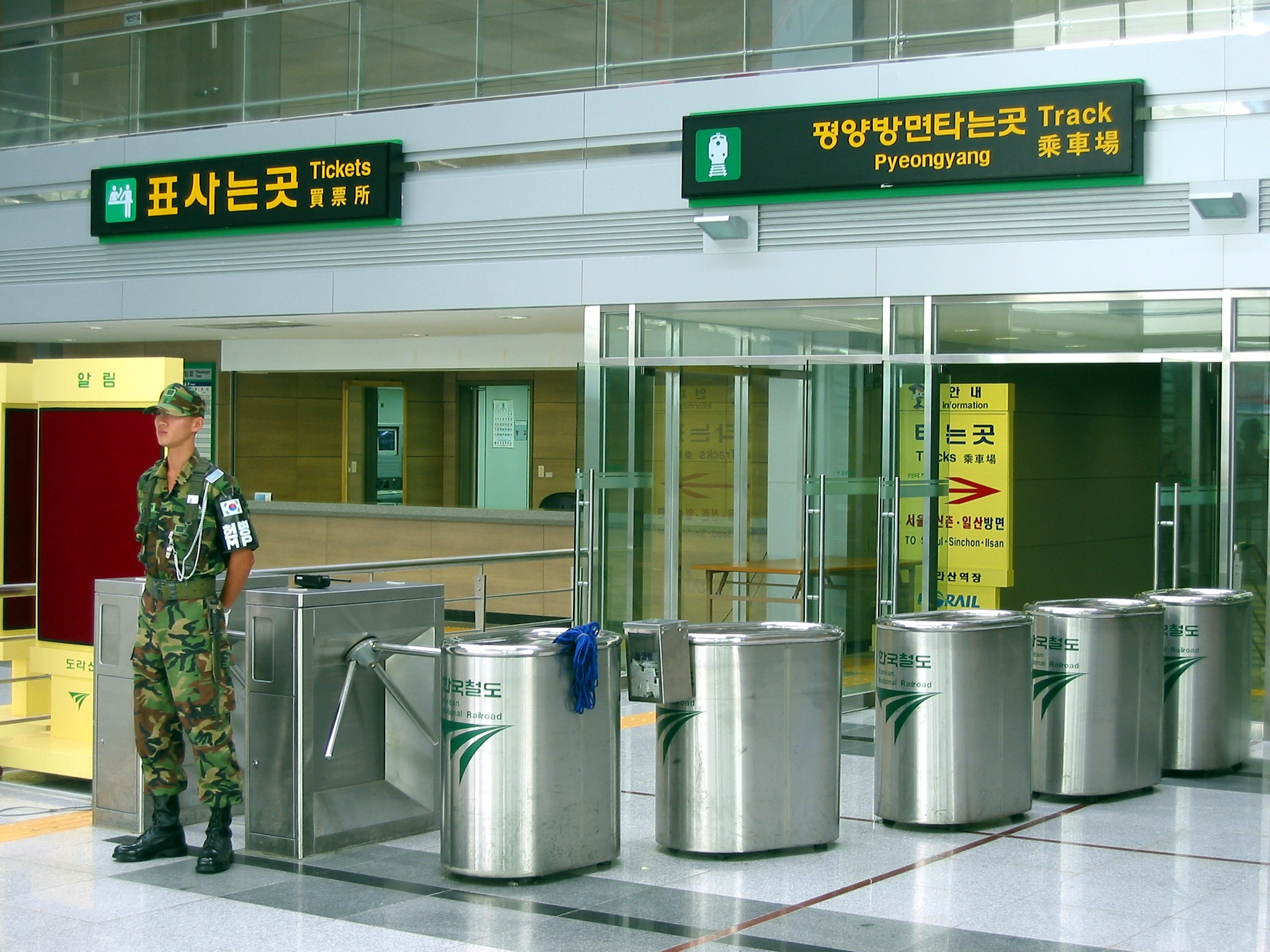
戦闘服姿の陸軍憲兵
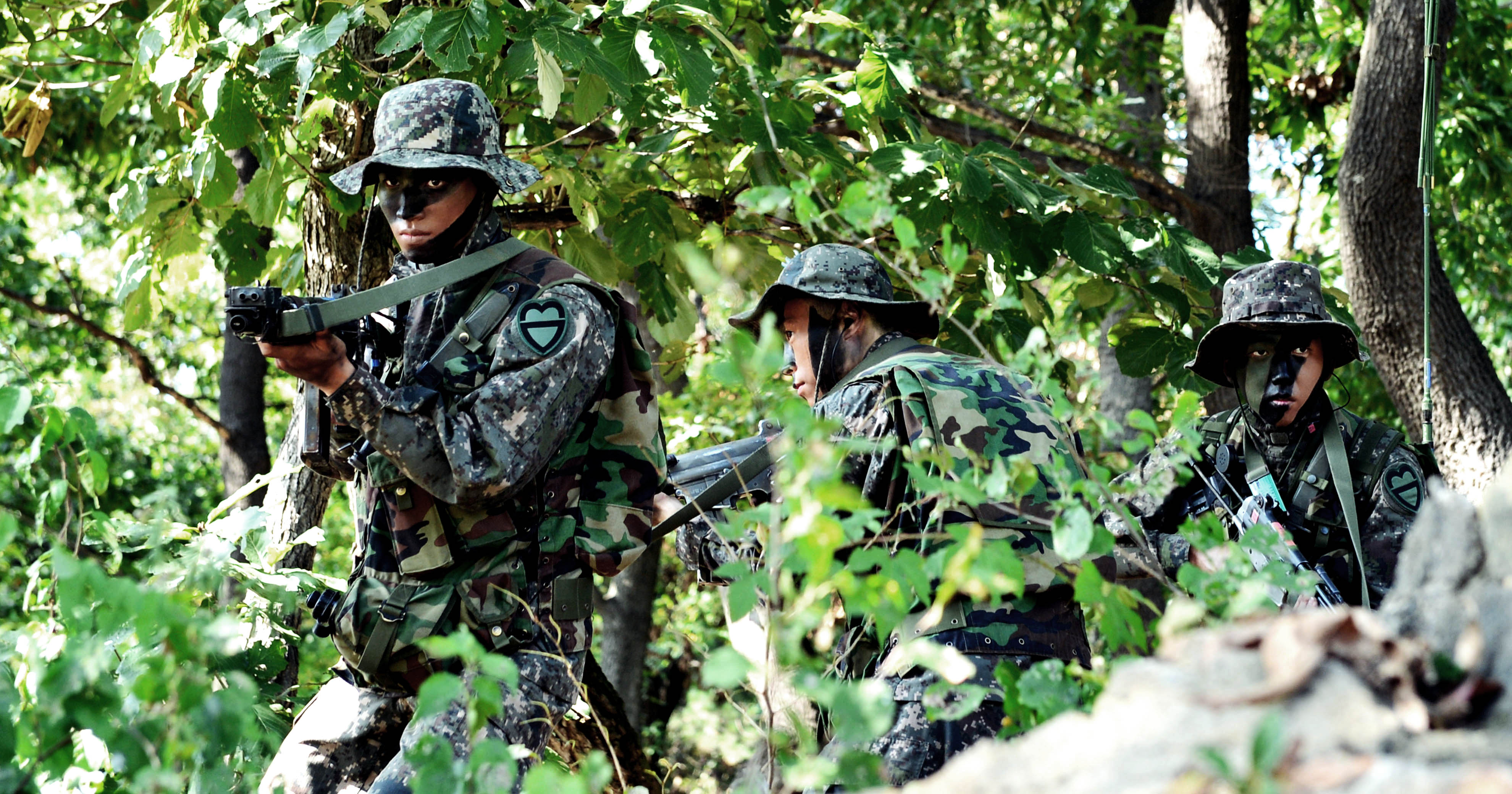
浸透訓練中の第30機械化歩兵師団偵察隊将兵（2014年9月）
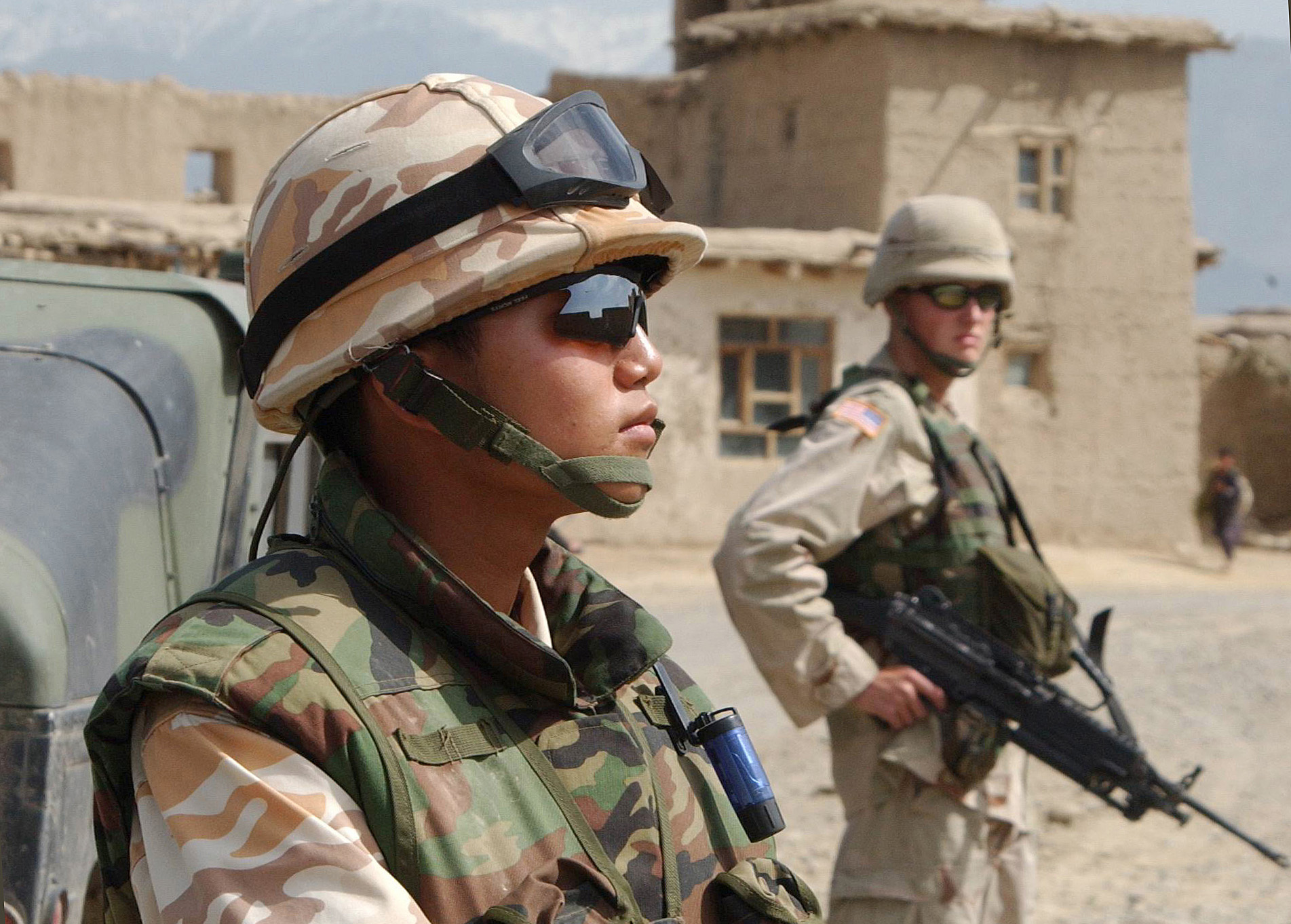
国際治安支援部隊参加の茶山部隊（朝鮮語版）と思われるデザート迷彩の兵士。砂漠迷彩のベストの普及が間に合わず通常のベストを着用している（カブール、2004年5月17日）
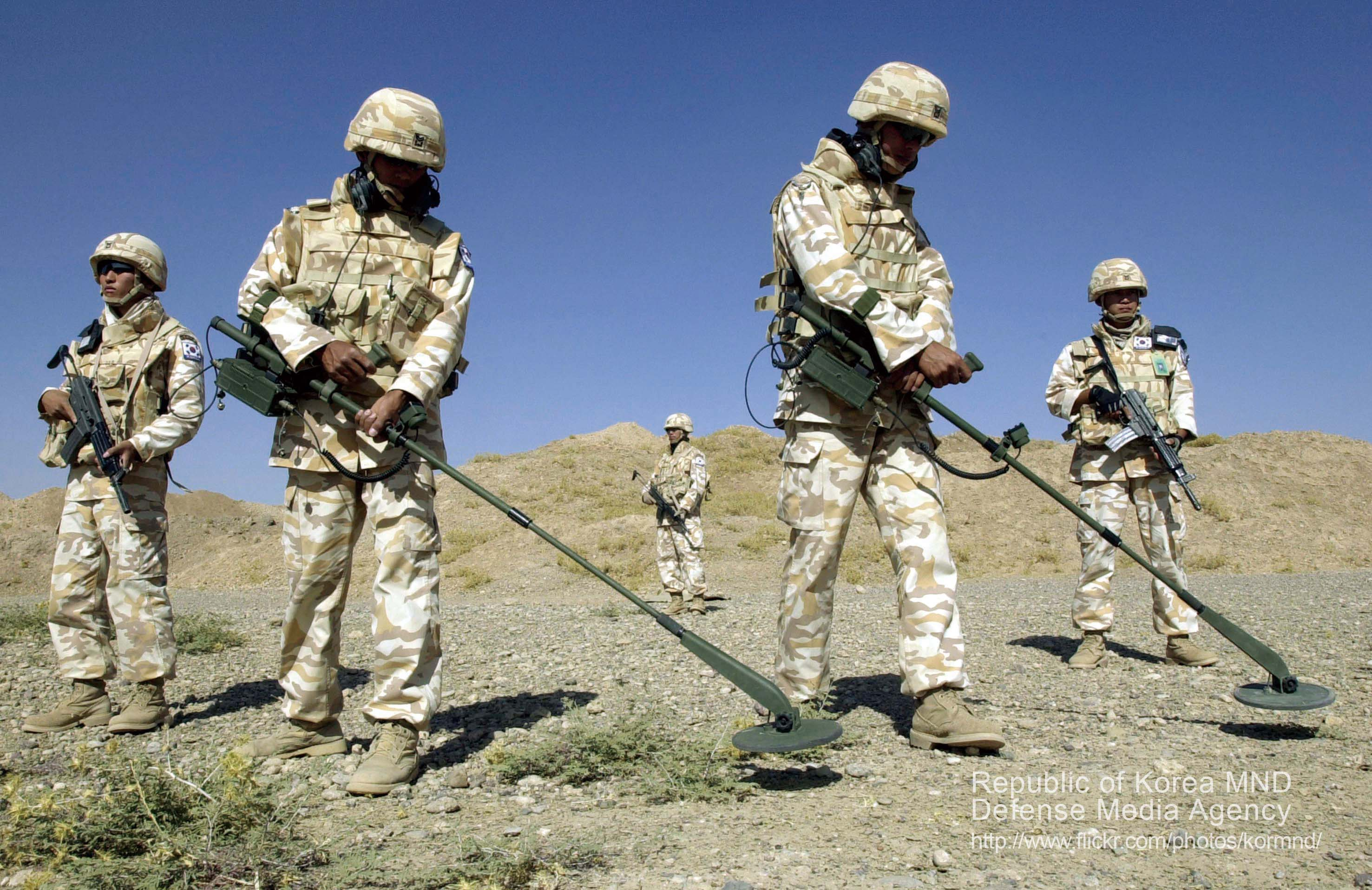
イラク戦争におけるザイトゥーン部隊デザート迷彩（2004年9月）
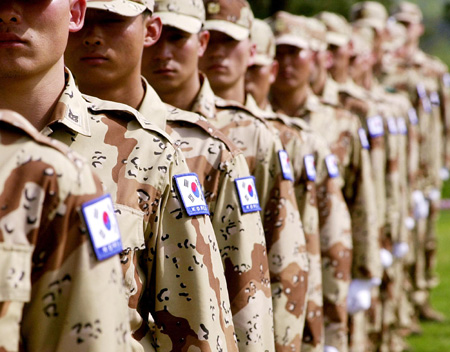
ザイトゥーン部隊チョコチップ迷彩（2003年）
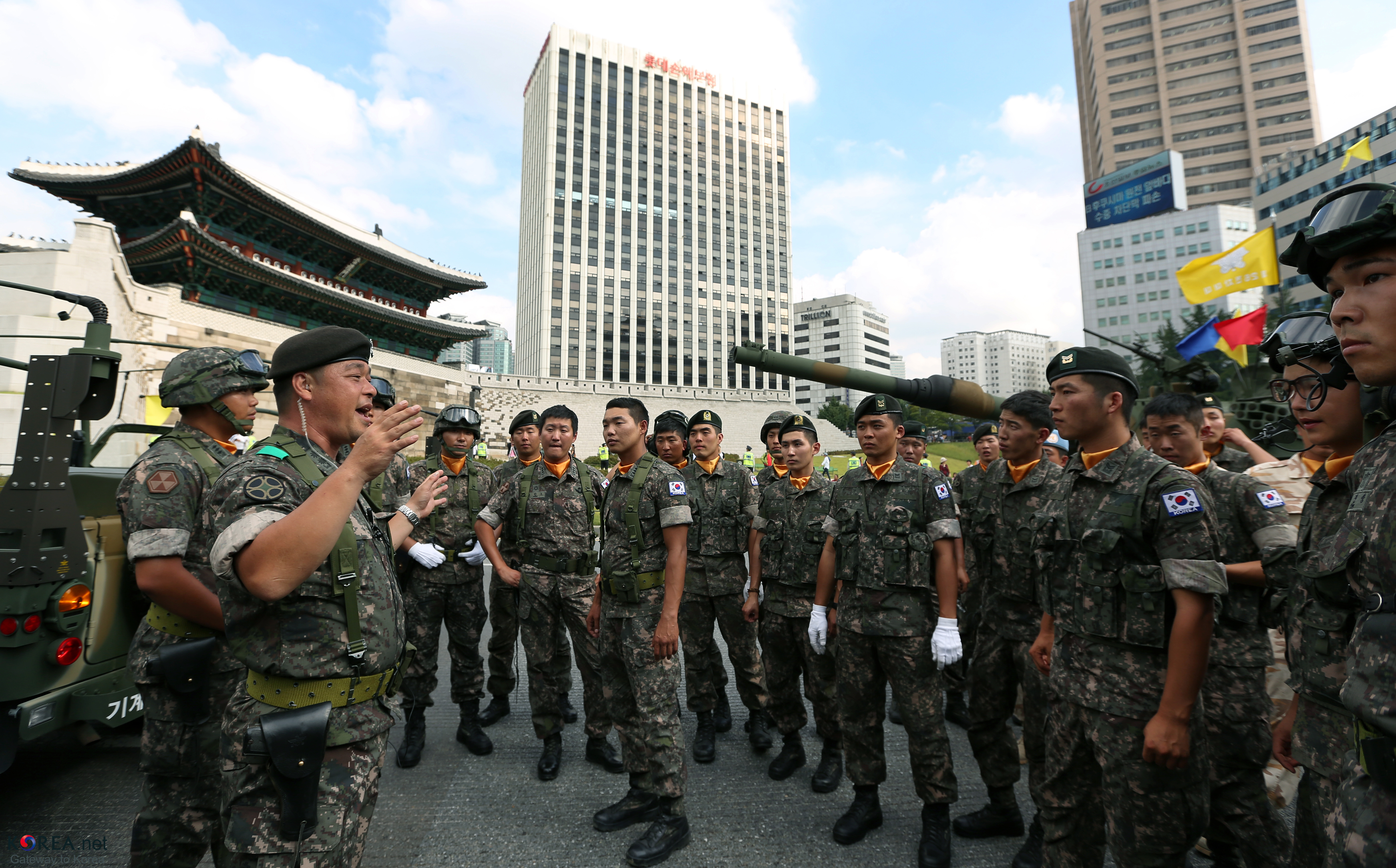
陸軍の花崗岩迷彩。左前方の中領（ベレー帽の人物）の部隊章は第26機甲師団、その左奥の大尉は第6軍団の所属であることを示す（2013年10月1日）
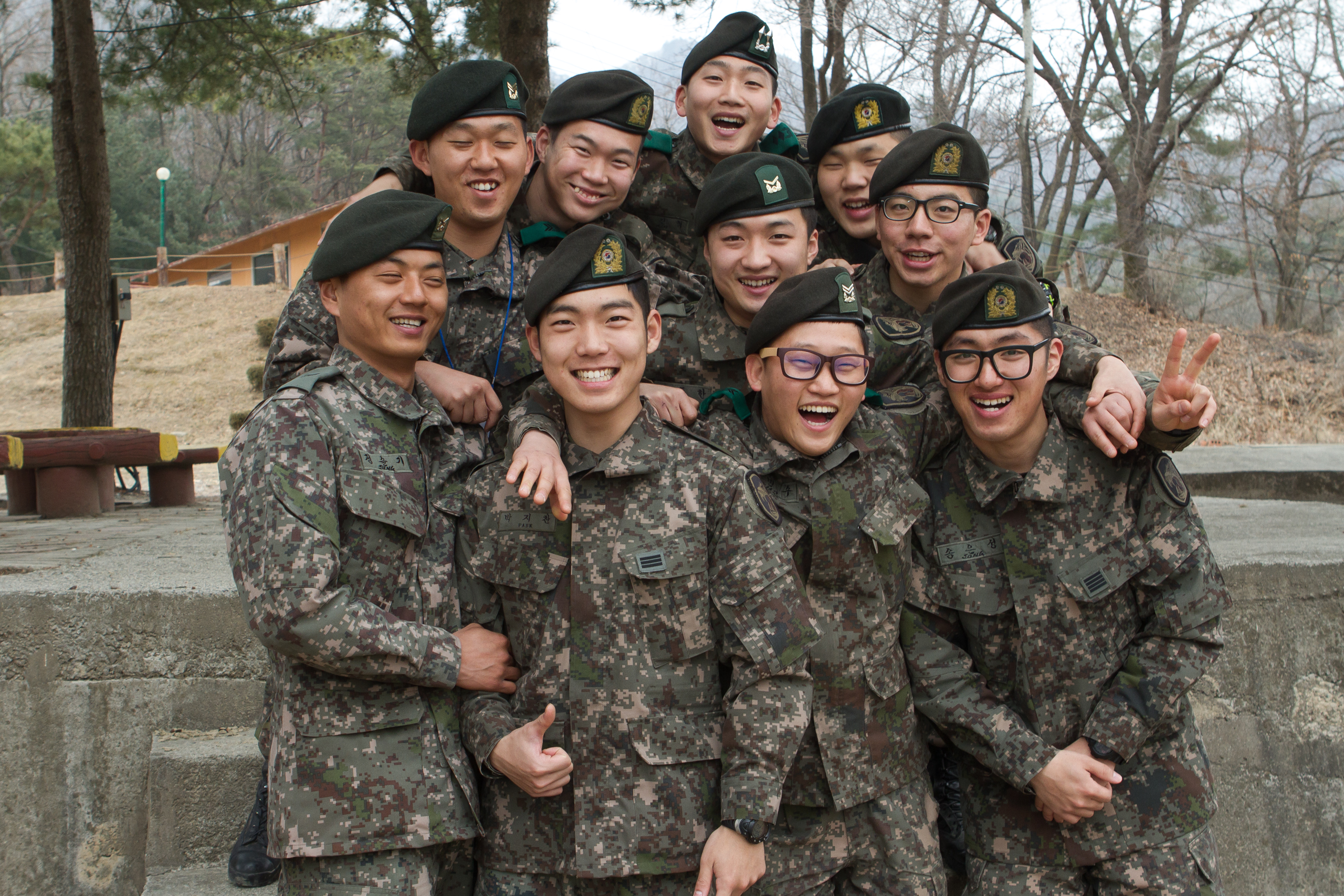
首都機械化歩兵師団部隊員。ベレー帽には兵士は帽章、副士官は階級章が付く（2015年3月）
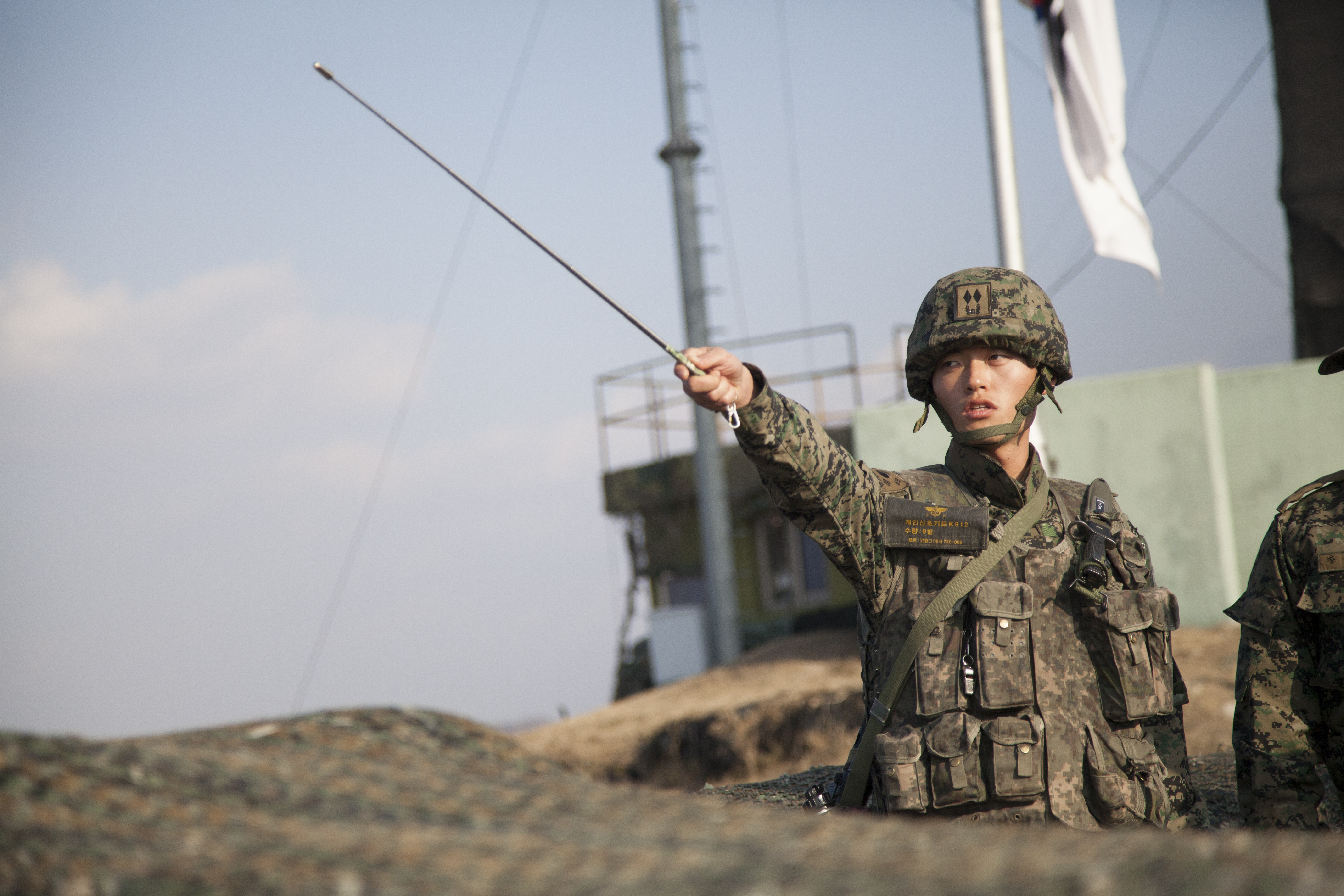
迷彩服の上より防弾ベストを着用するJSA警備大隊所属の中尉。右肩に発煙筒、左肩にKM7銃剣を付けている。なお着用しているのは特戦迷彩だが、現在は花崗岩迷彩となっている（2013年12月）

特戦迷彩
特殊戦司令部要員は特戦空挺旅団の草創期以来独自の戦闘服を有しており、また最大の特徴として黒いベレー帽を被っている事が挙げられる。
第3共和国～第4共和国期にはダックハンター迷彩や「忠誠服」（충정복）と呼ばれるヌードルパータン迷彩が、第5共和国期には米軍ウッドランドBDUの影響を受けた毒蛇迷彩が使用されていた。1990年には一般部隊と同様のウッドランド迷彩が導入されたが、上衣左上腕部のシガーポケットおよびファスナー、下衣の臀部ポケットの雨蓋の有無、ボタンフライの数など細部が異なる。
2010年以降のデジタル迷彩は一般部隊よりやや明るめの色調となっている。
なお、707特殊任務大隊や旅団偵察隊などの特別任務に就く部隊は独自の黒い戦闘服を着用し、EXFILヘルメット等の使用例も見られる。同様の戦闘服は各軍団の憲兵特殊任務隊（SDT）などでも用いられる。
階級章はベレー帽と肩に付け、部隊章は右胸に付ける。幹部（士官・副士官）は階級章を、兵は特戦徽章をベレーの黄色い楯状の布に付けていたが、2014年4月1日の改定により、幹部は階級章の上に将校用特戦徽章、兵は兵用特戦徽章のみを付着するようになった。
なお、JSA警備大隊 も特戦迷彩であったが、2016年ごろに通常師団と同じ花崗岩迷彩となった。

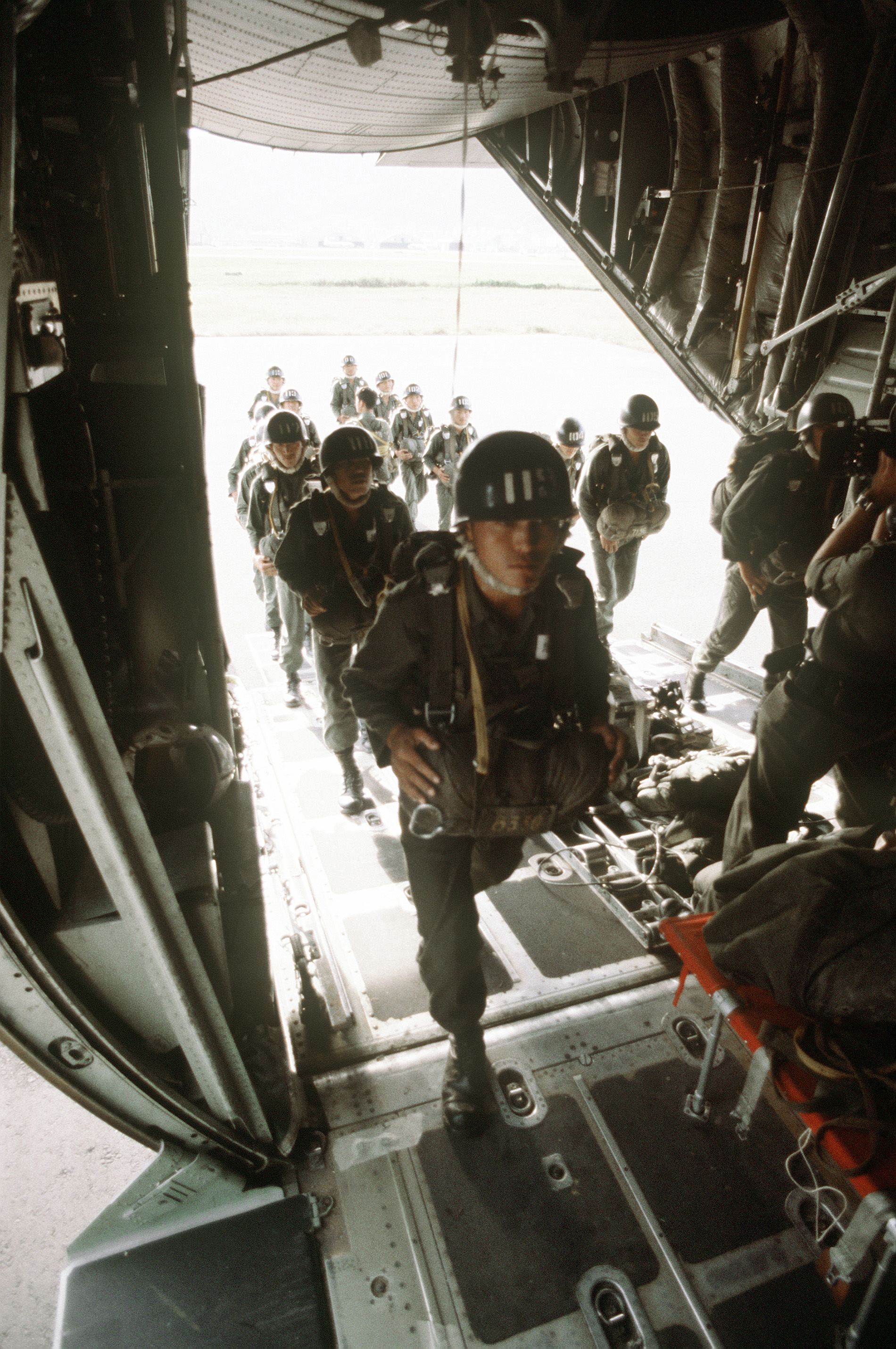
無地戦闘服の特戦空輸隊員（1980年）
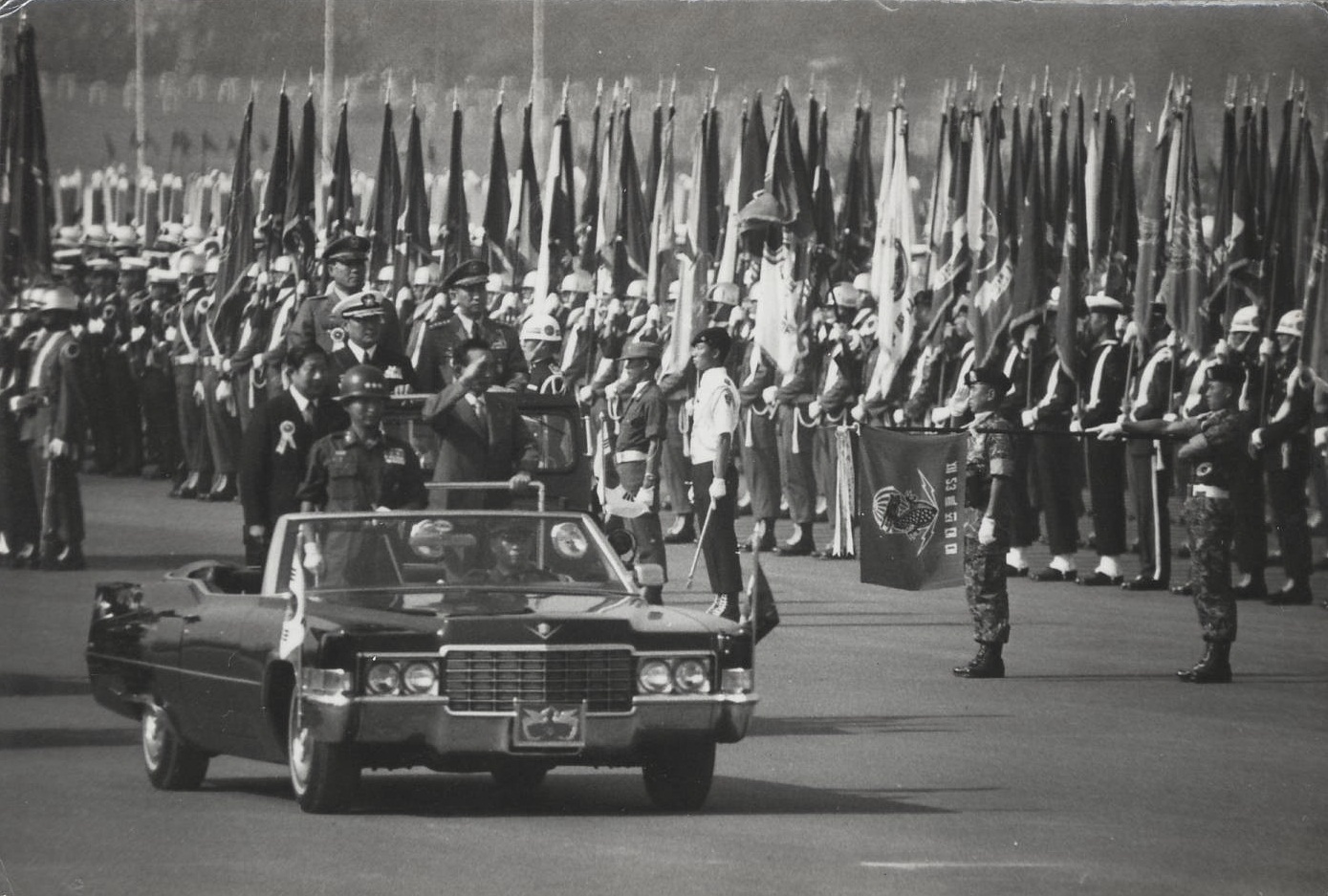
閲兵式に参加する特戦（戦闘服姿、1973年）
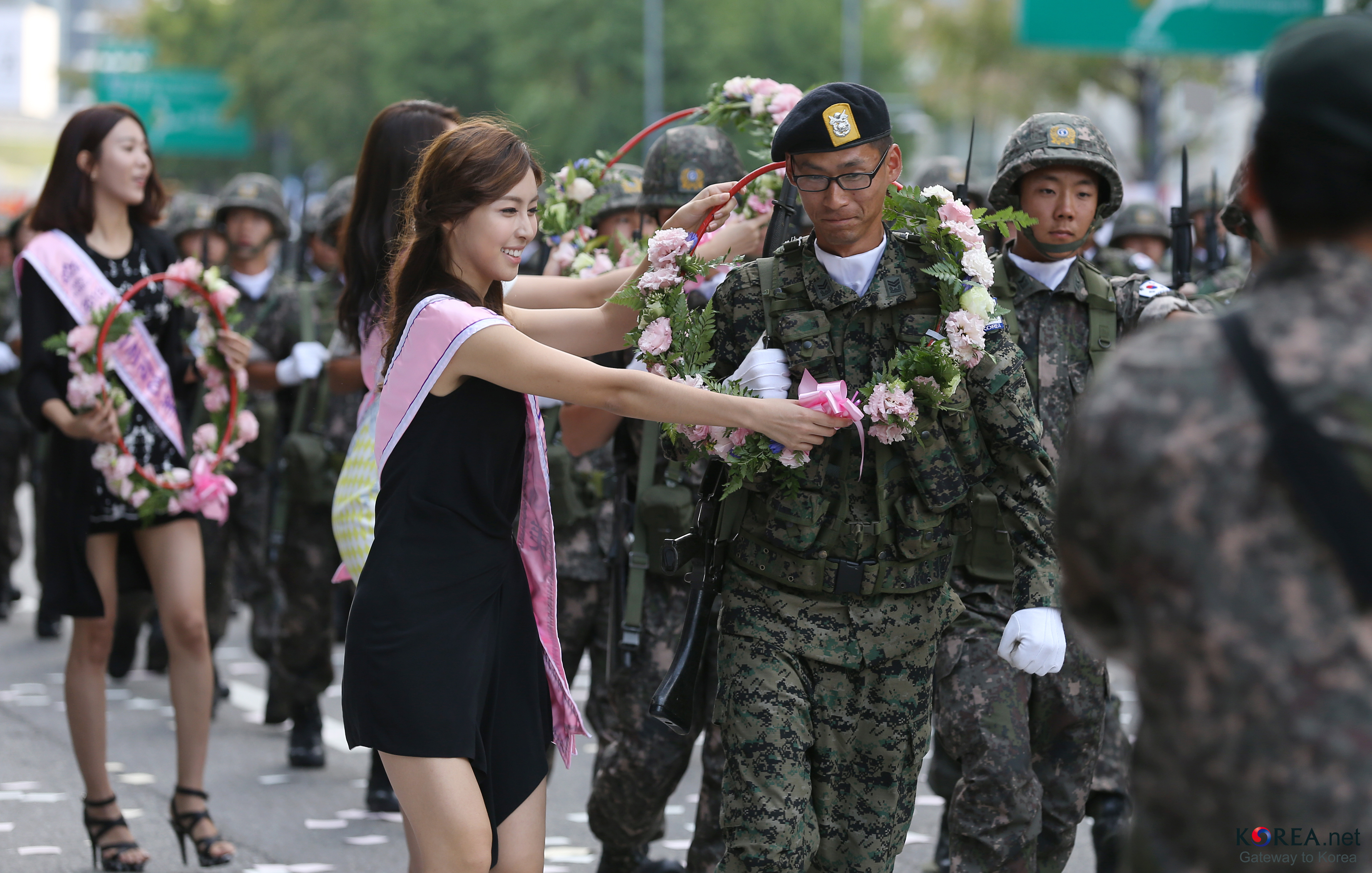
花崗岩迷彩服を着用した特戦司の中士（軍曹に相当、中央のベレー帽の人物）ら（2013年10月1日）
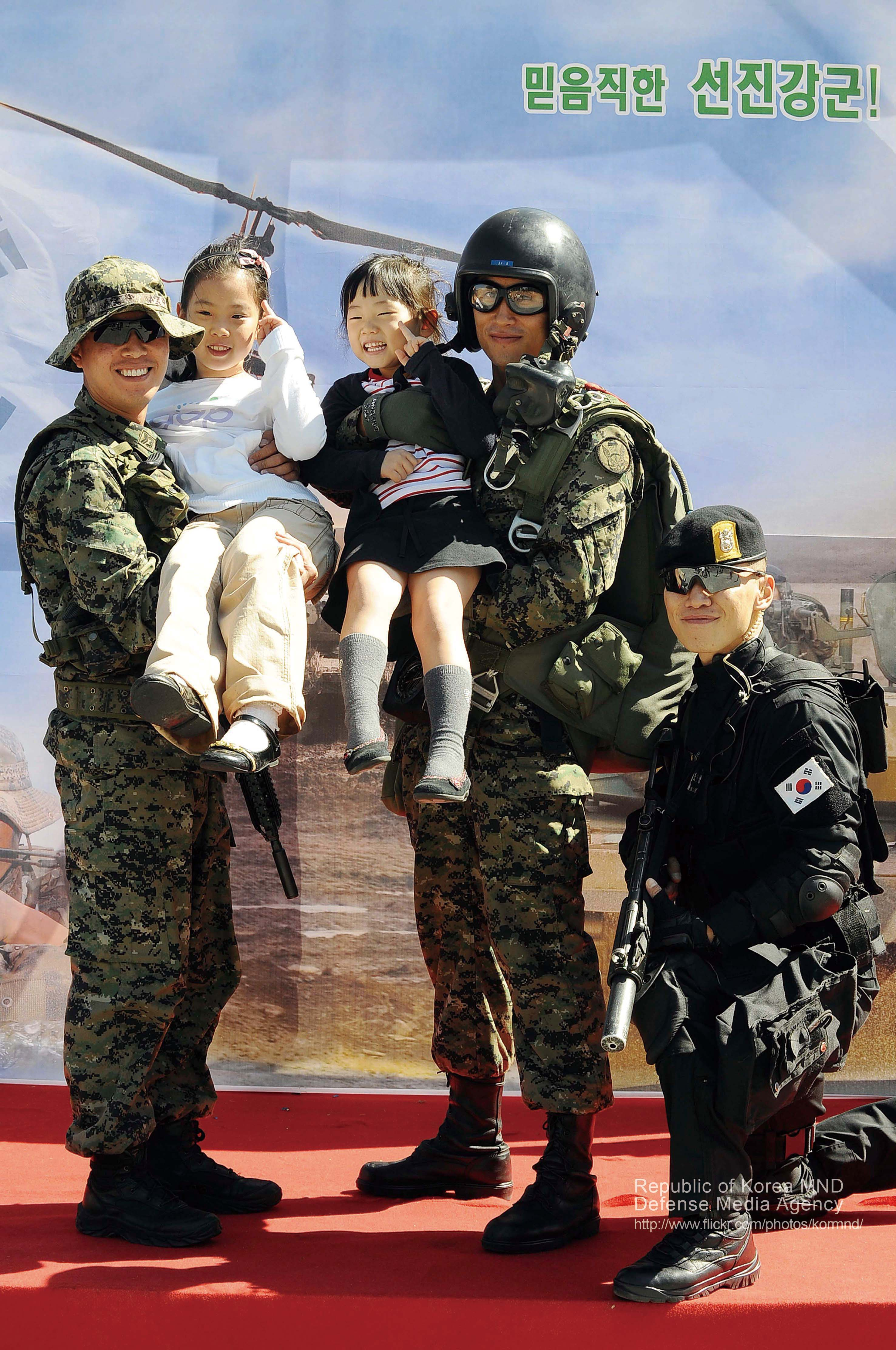
特戦各種軍装（2010年9月）
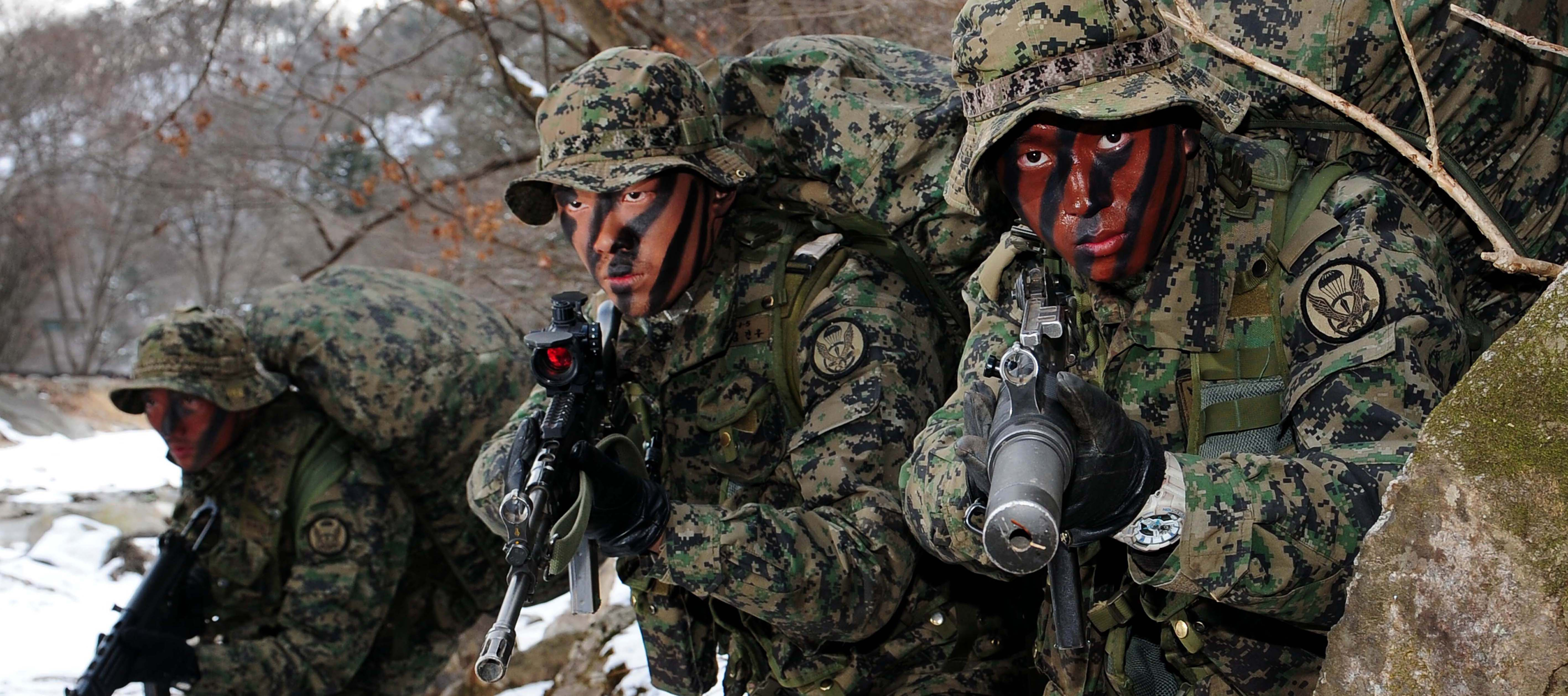
第1空輸特戦旅団兵士
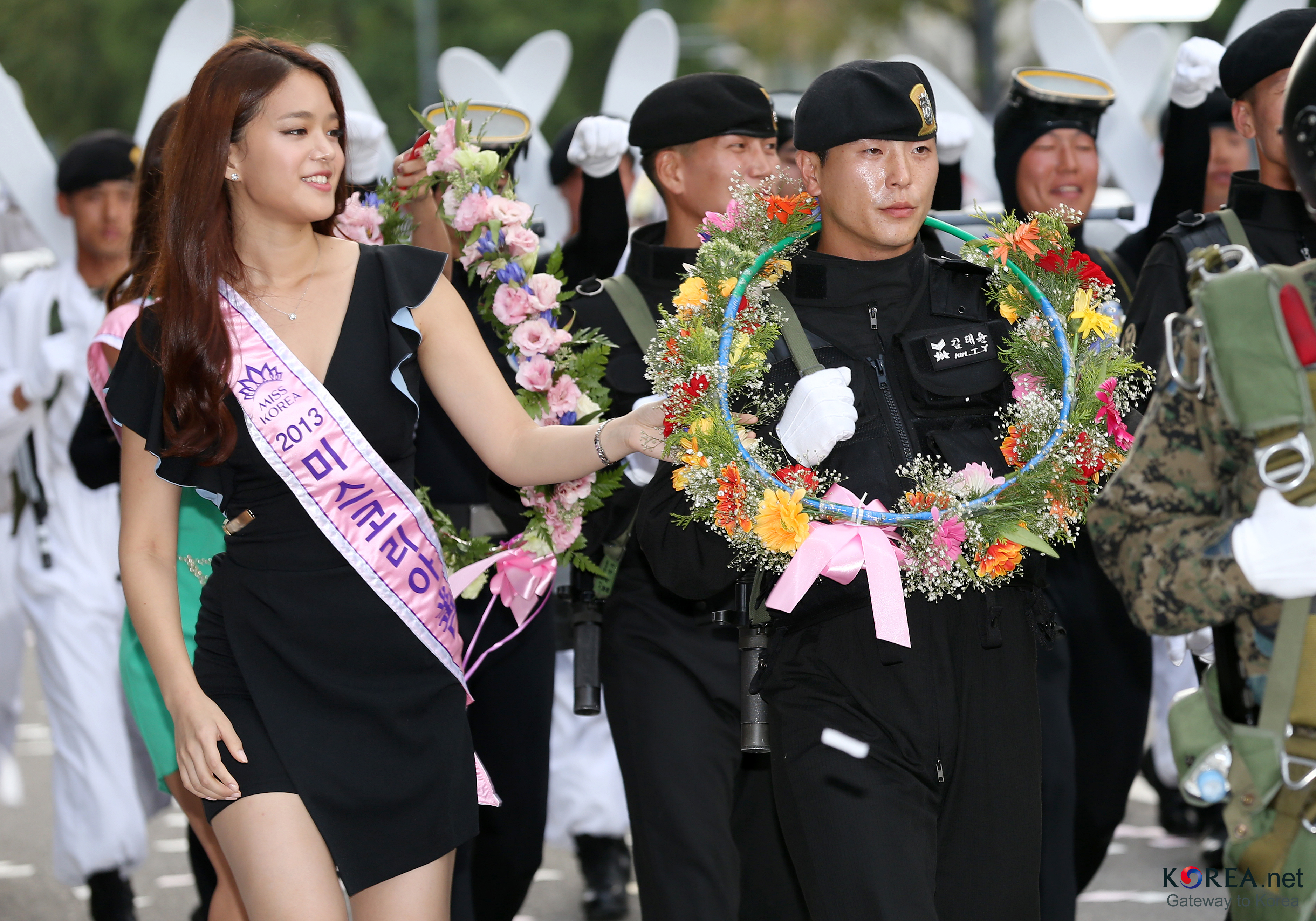
第707特殊任務大隊所属の兵士（中央）。空挺降下装備（前方右端）、UDT過程の特戦（後方の水中メガネ着用）の姿も
ISAF派遣中の特戦兵士（2010年8月）
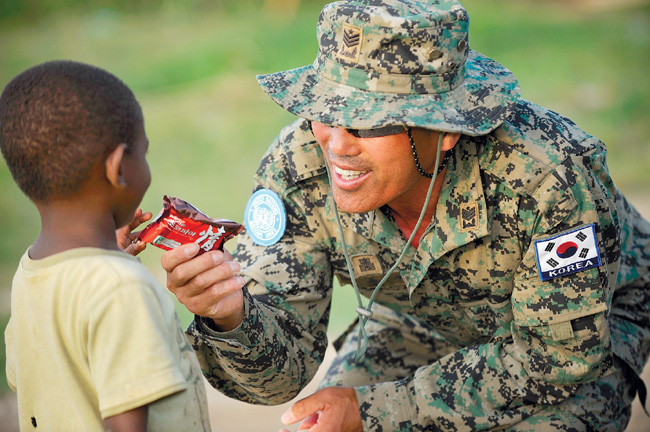
領内活動帽を被ったハイチ派遣の特戦元士（曹長に相当、2010年4月14日）
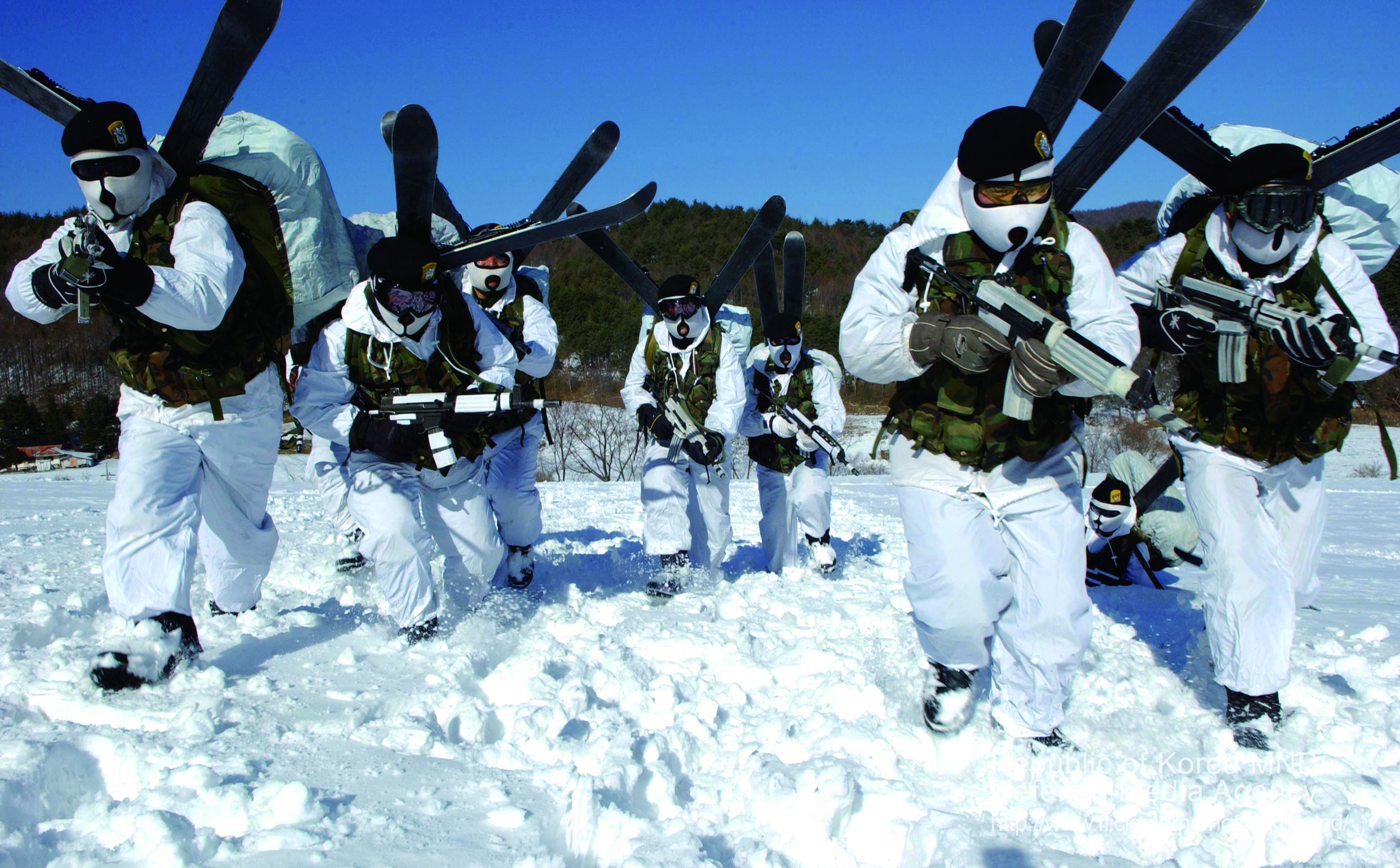
スキー装備の第1空輸特戦旅団隊員。
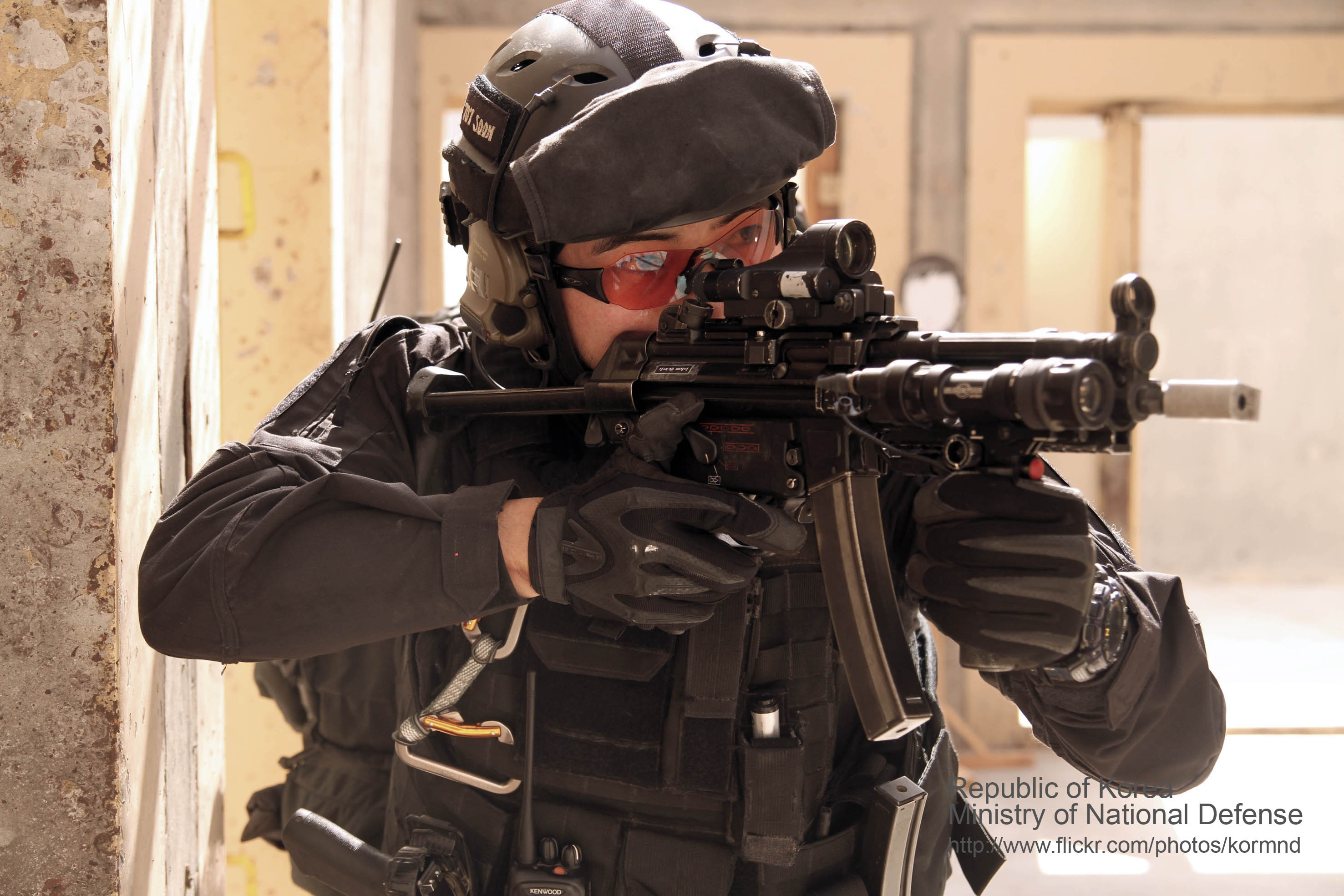
UAE派遣中の第707特殊任務大隊所属の兵士
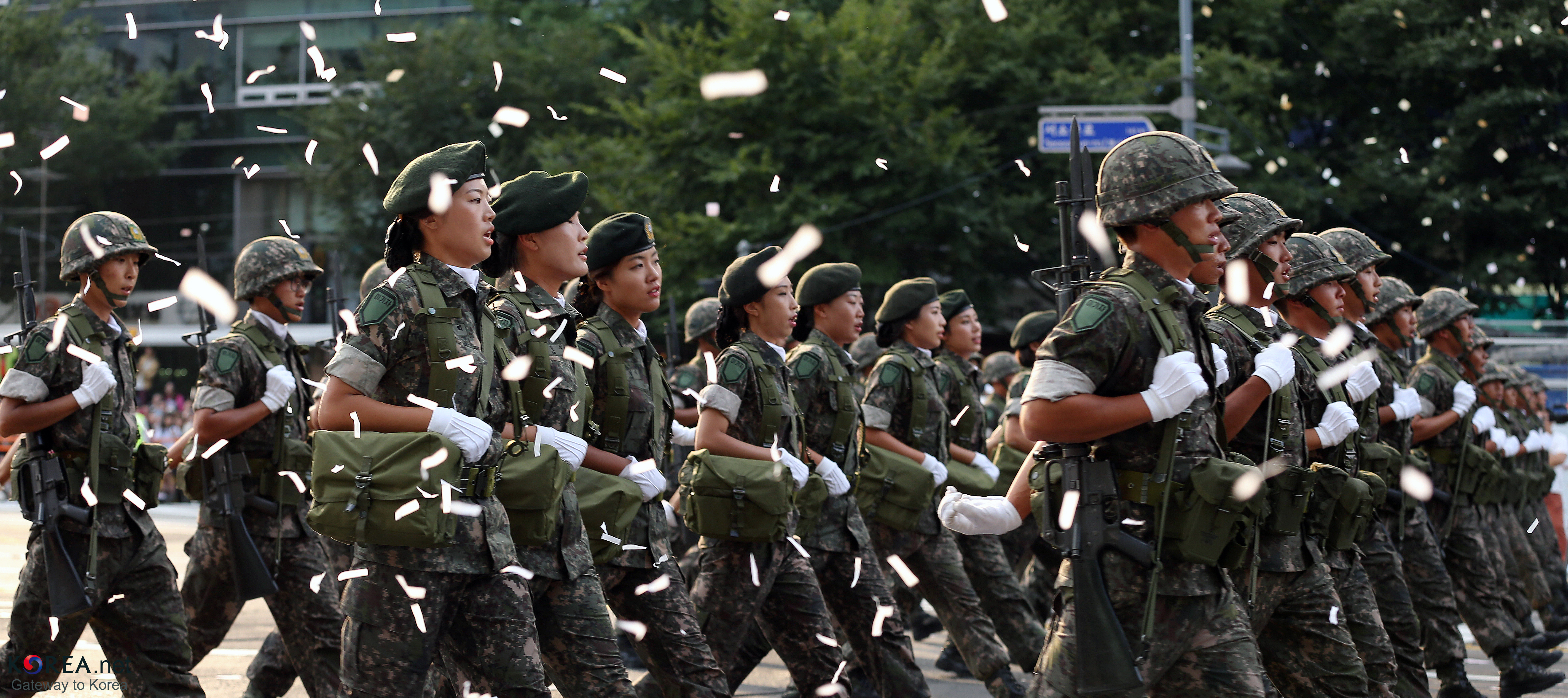
M16A1を手にしてパレードに参加する兵士
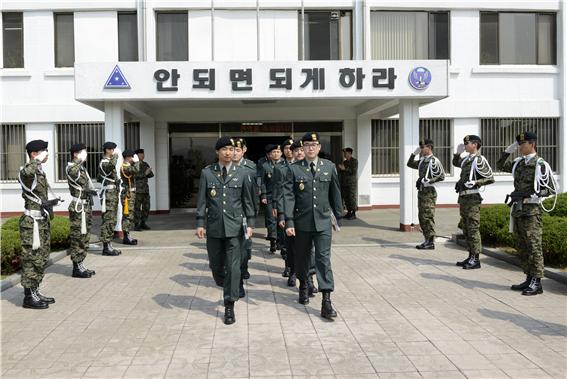
特戦士官。制服にベレー帽と戦闘靴を着用。

#### その他特殊被服
新兵訓練における遊撃戦訓練を指導する「遊撃教官」は、庇が長く角ばった帽子を被る。この帽子は下士卒は赤、士官は黒である。また、一般の戦闘服に半分だけ白生地を張り付けた独自の戦闘服を着用する。
板門店でも見る機会の多い憲兵は、冬は詰襟、夏は半そでシャツを着用。両肩に白い飾緒を付ける。学生軍事教育団士官（ROTC）候補生は「団服」（단복）と呼ばれるダブルブレストのブレザー制服を着用。

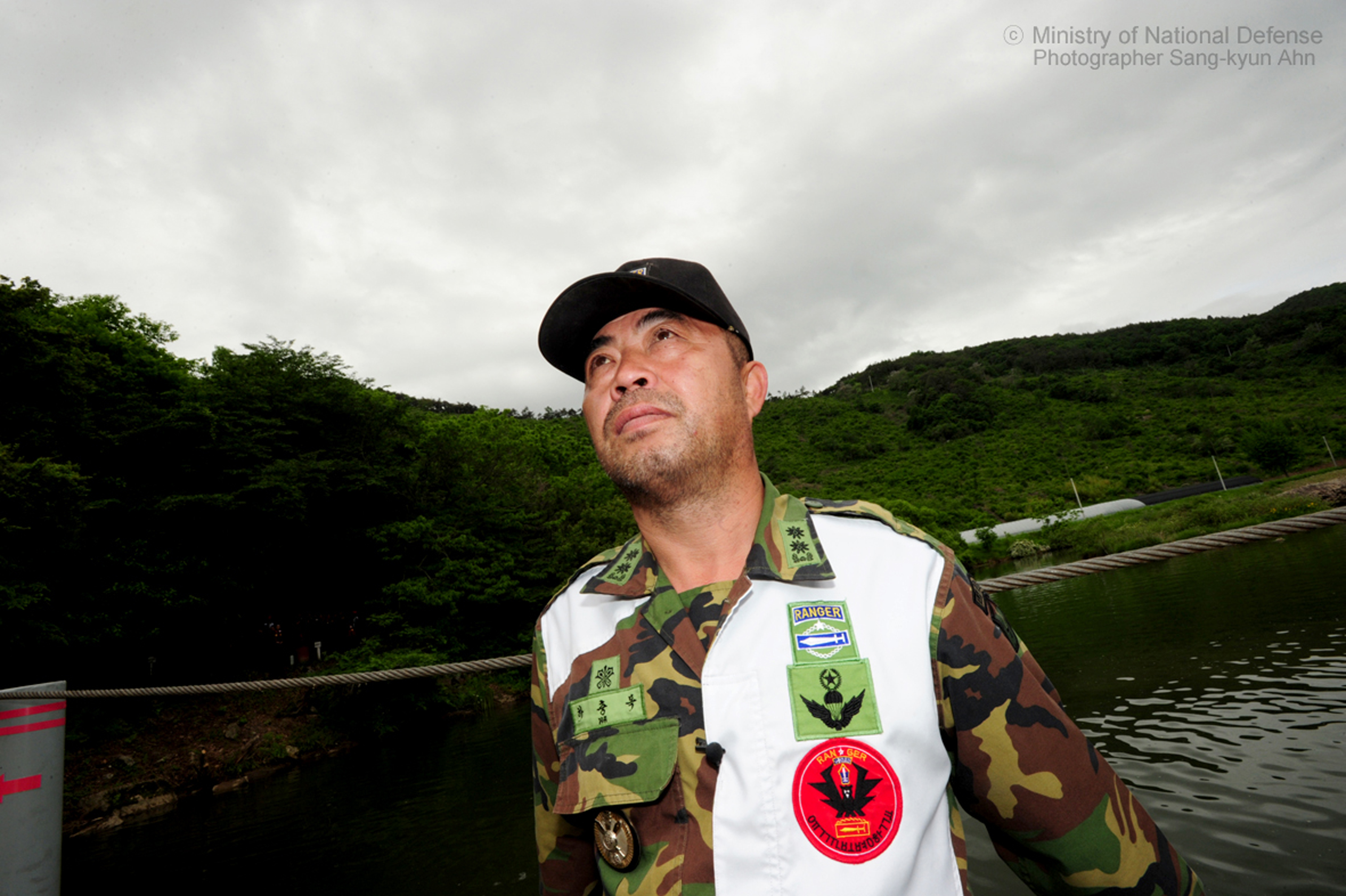
遊撃教官たる中領（2011年5月）
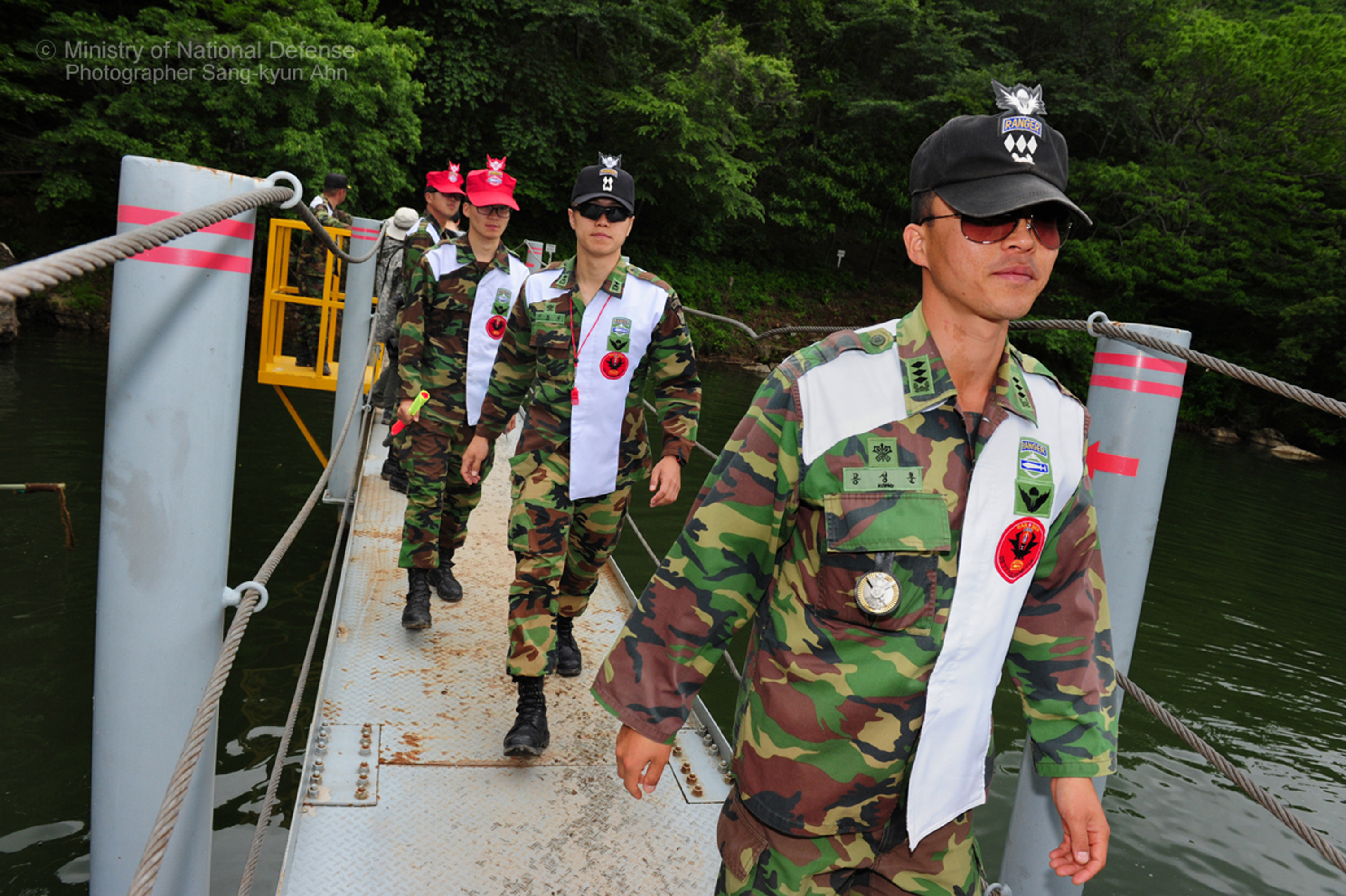
遊撃教官たる将校（手前、黒帽）と遊撃助教たる下士官（後方、赤帽）（2011年5月）
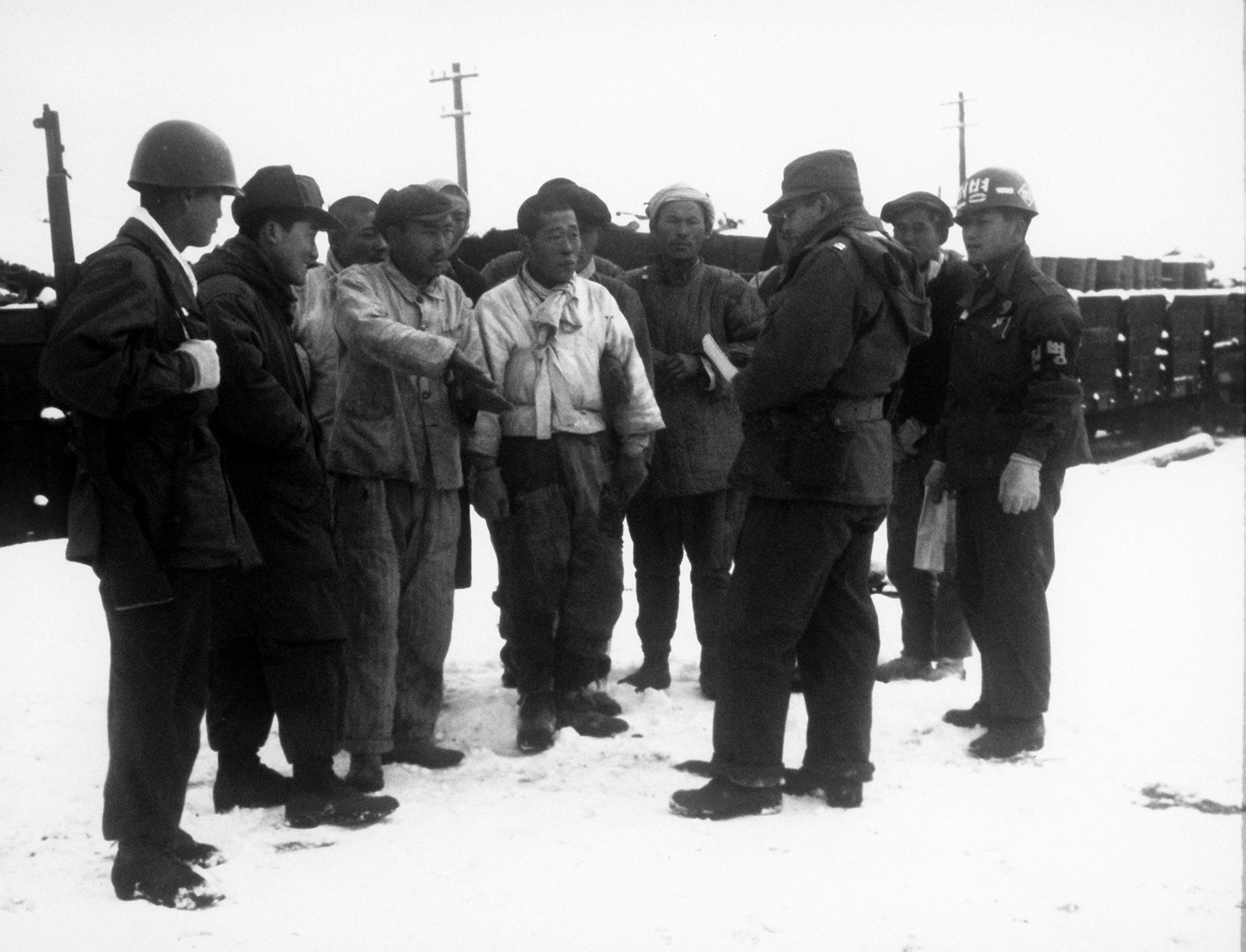
朝鮮戦争における憲兵（右奥）
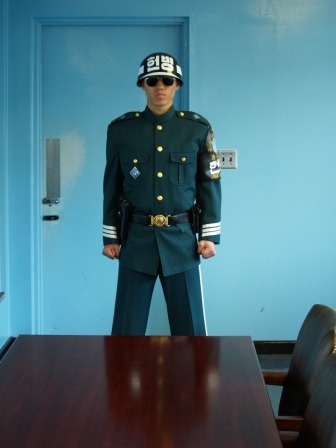
JSAで観光客を護衛している憲兵
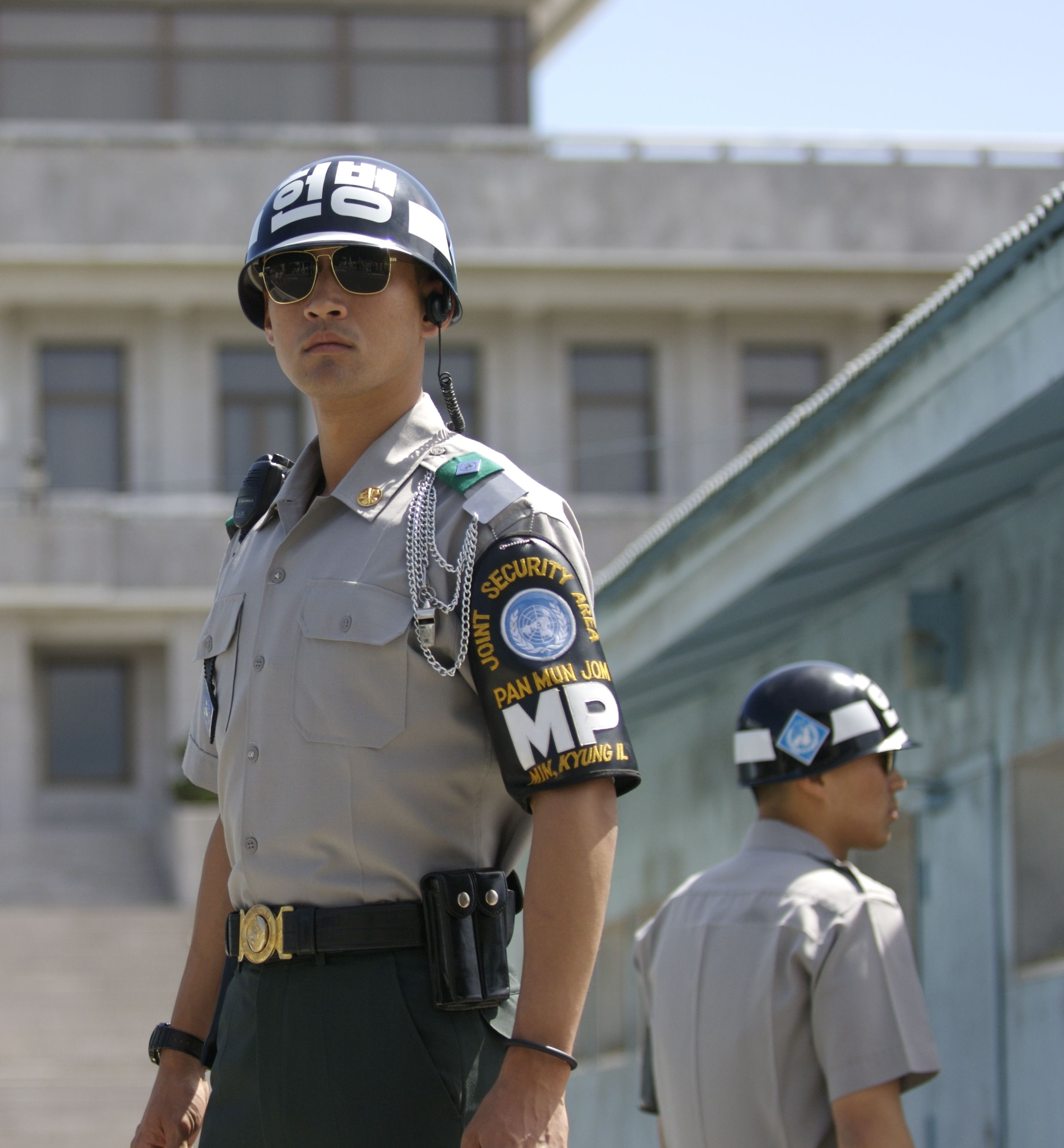
夏勤務服の憲兵
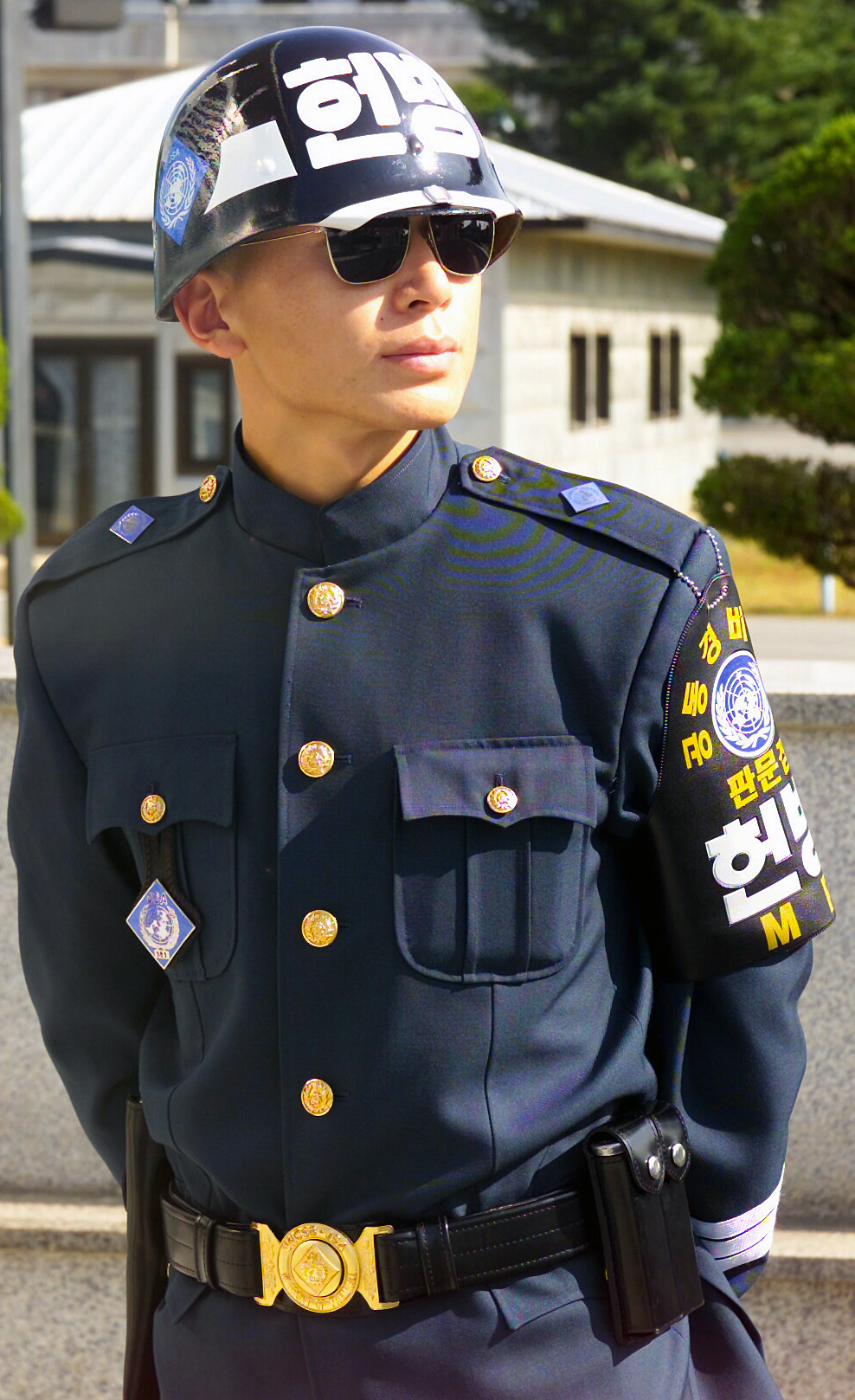
憲兵
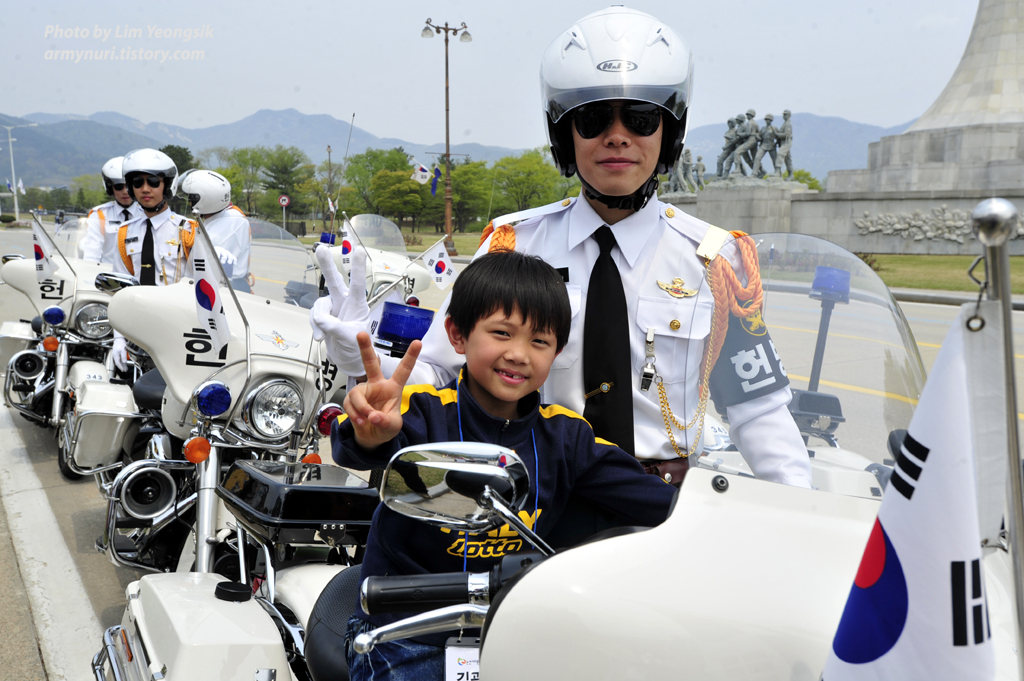
白バイ憲兵（2013年5月）
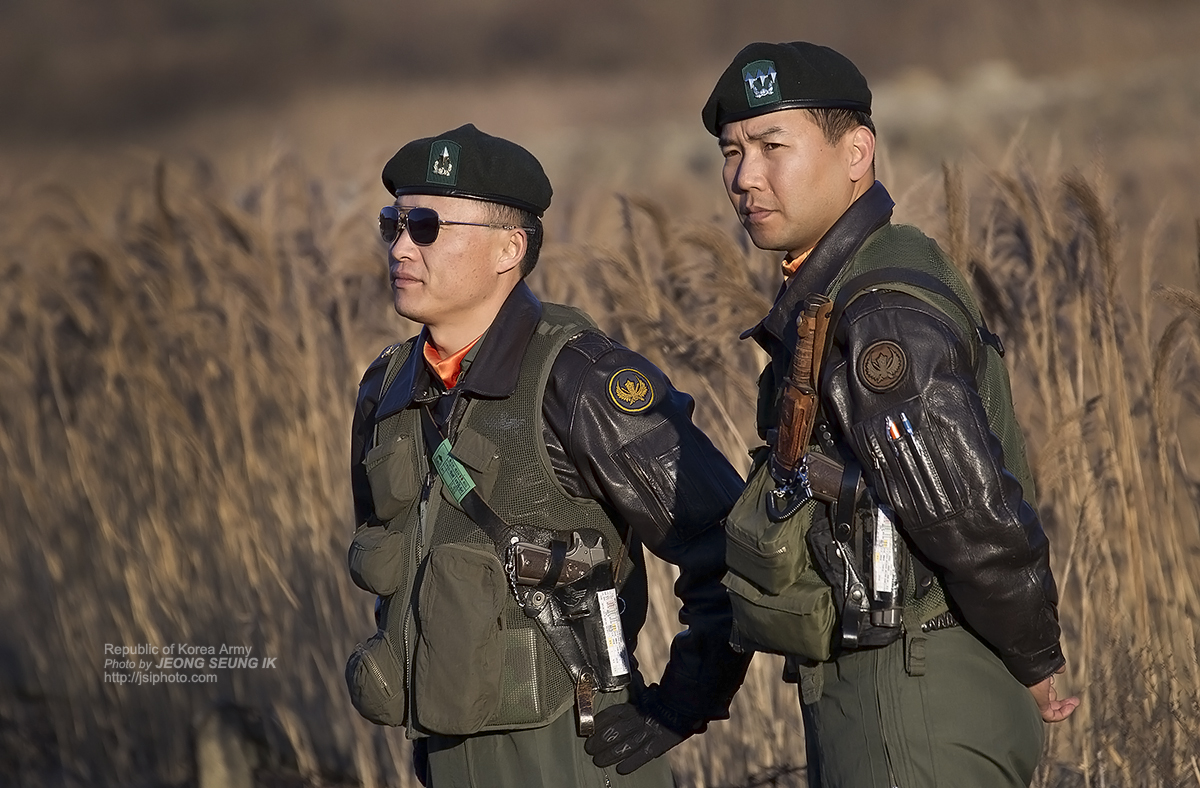
ヘリコプター搭乗員
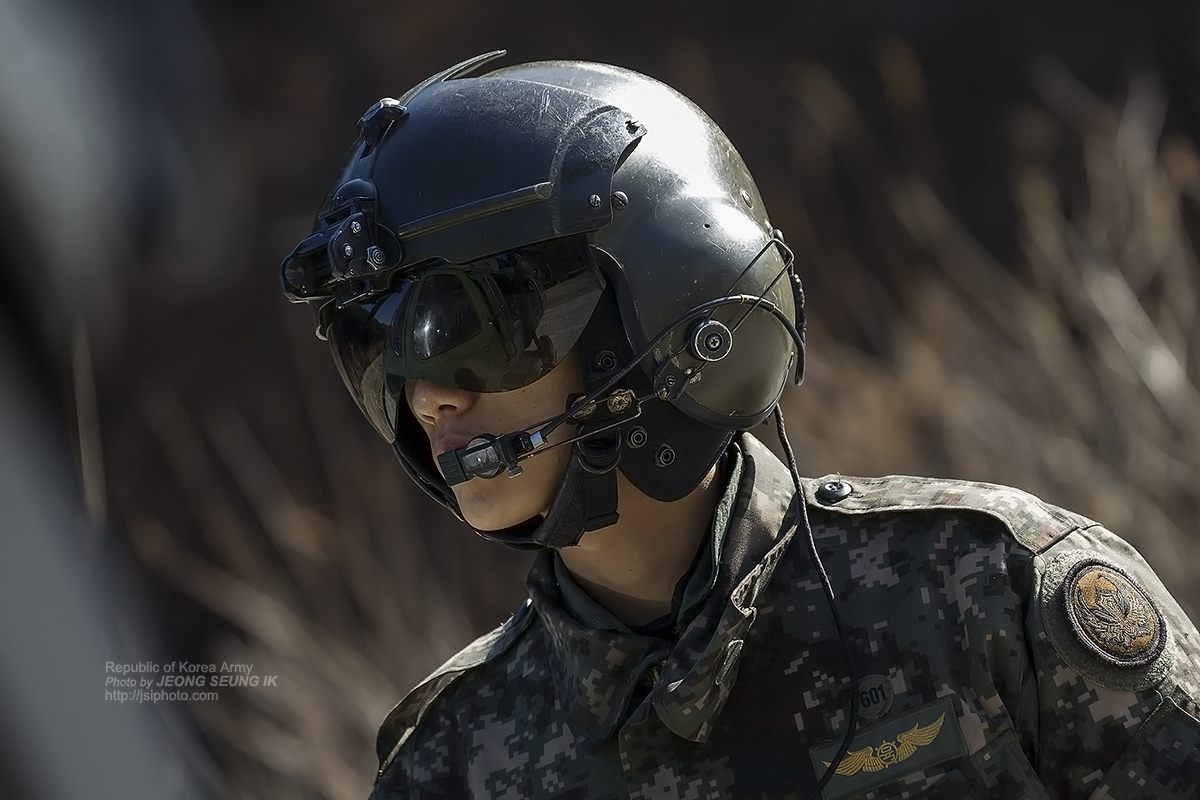
ヘリコプター搭乗員用ヘルメット
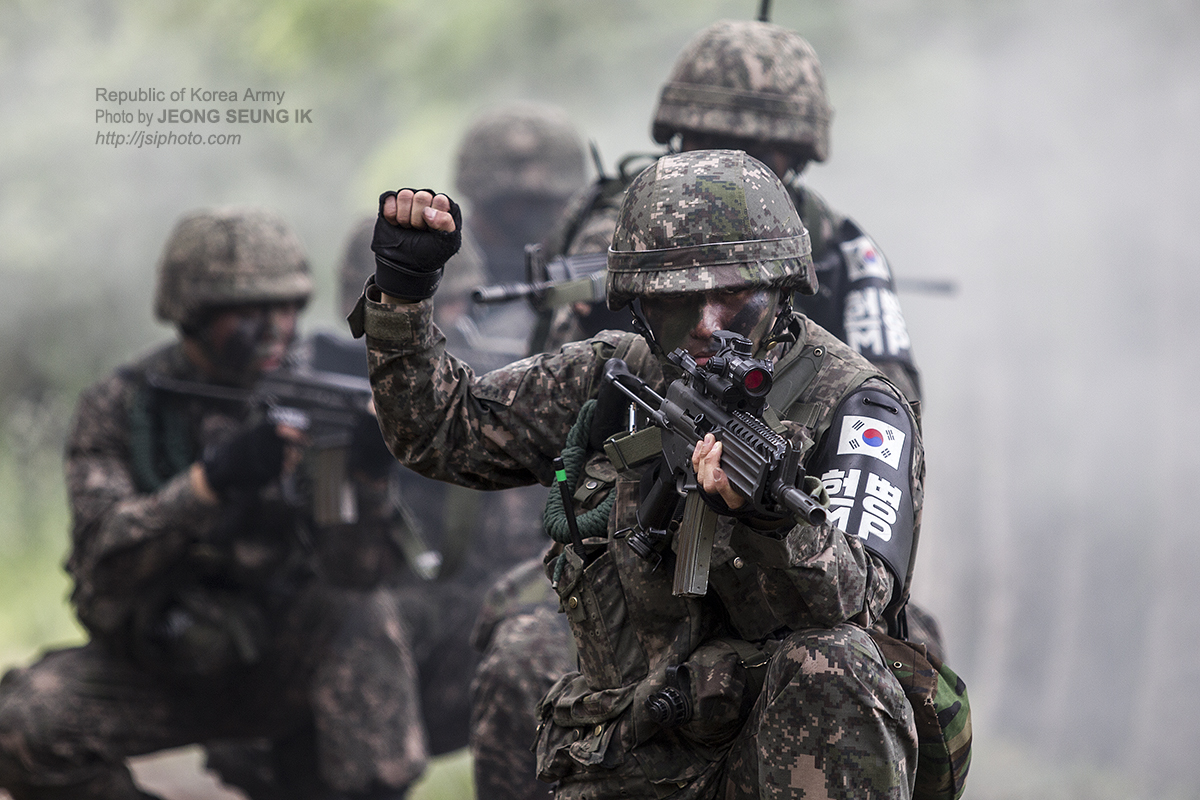
完全武装した歩兵第3師団所属の憲兵
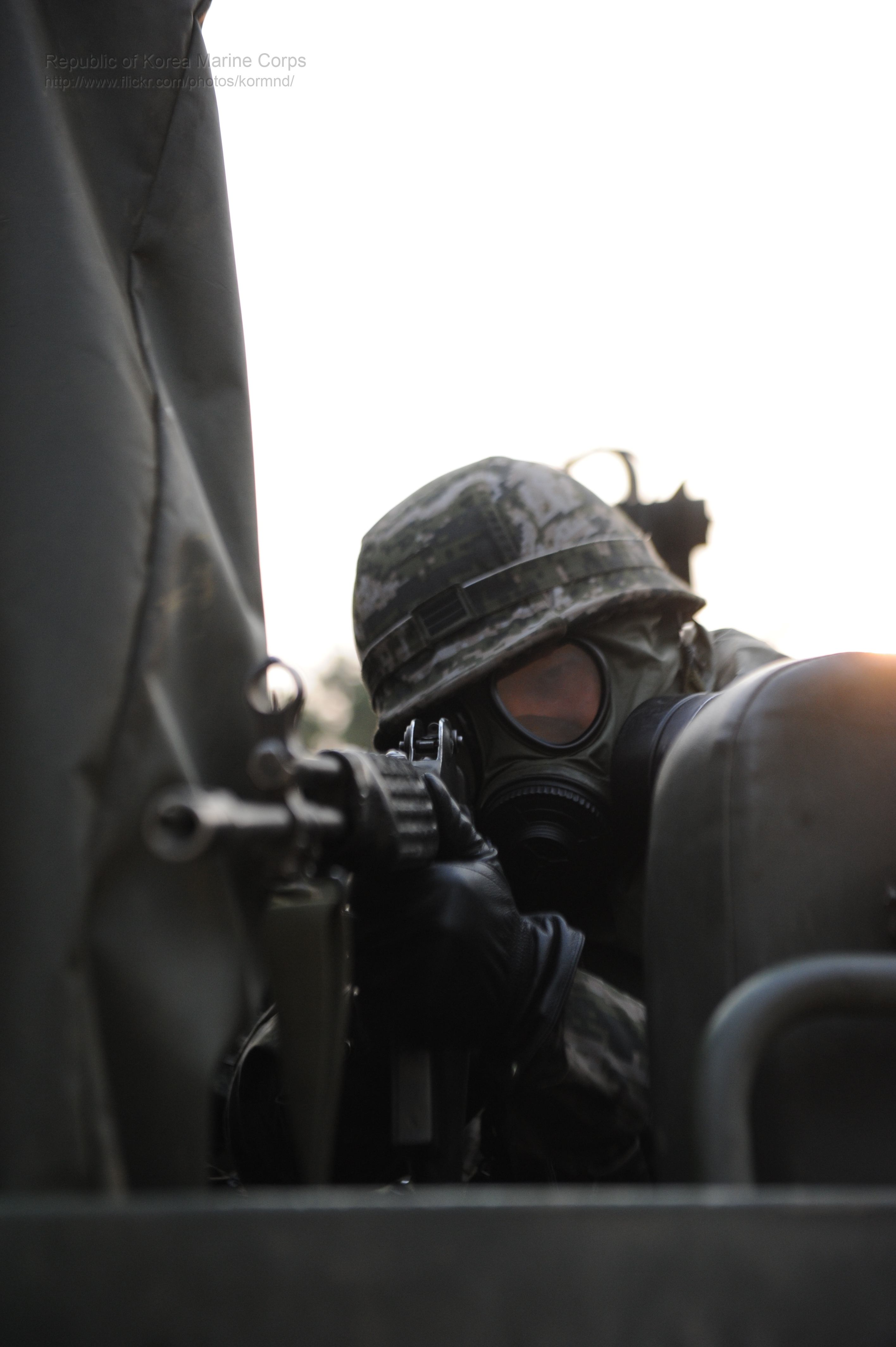
K1ガスマスクを使用する上等兵（2013年11月）
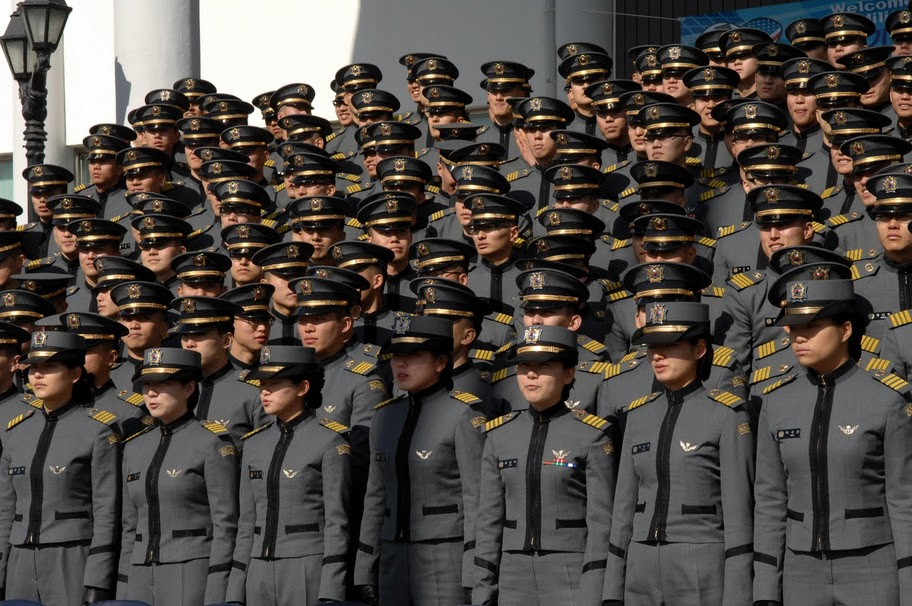
陸軍士官学校生徒の制服。
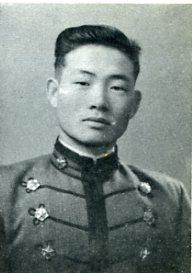
陸軍士官学校生徒の制服。全斗煥。
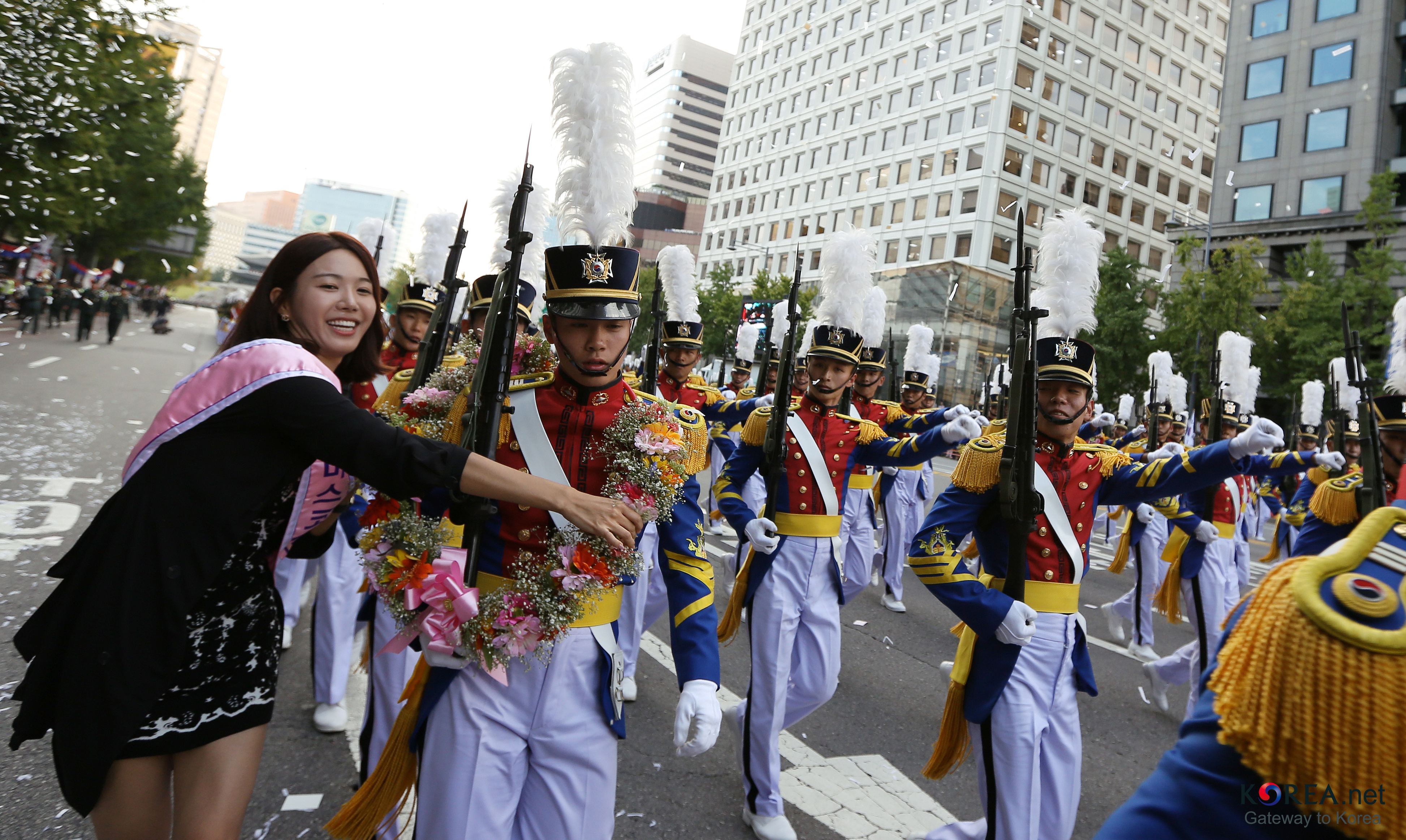
士官学校生徒行事服
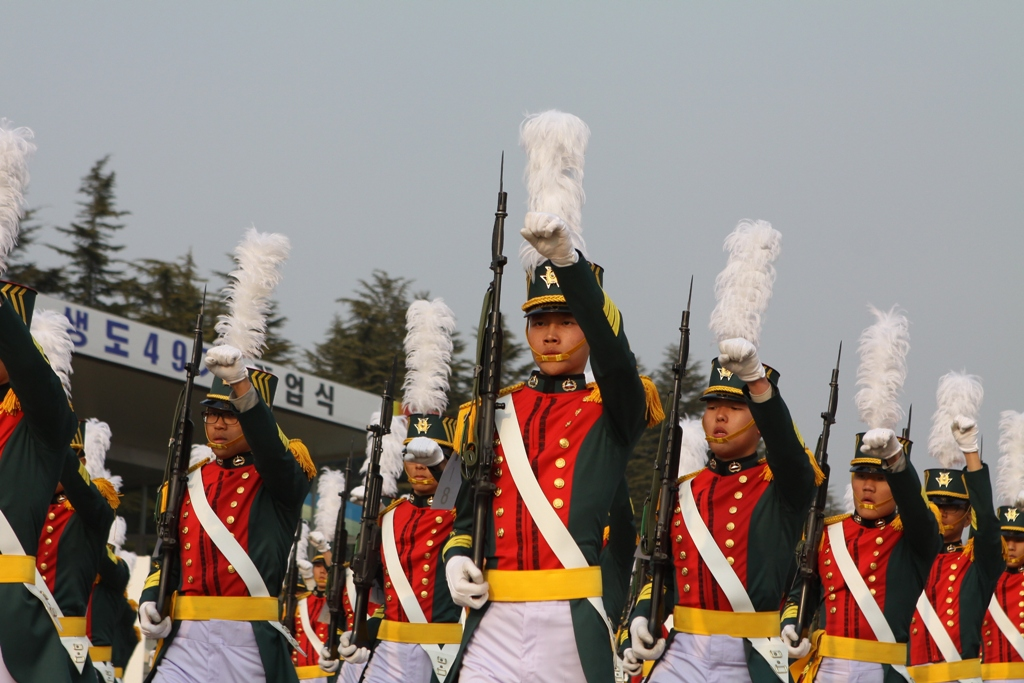
三士官学校生徒行事服（2014年2月）
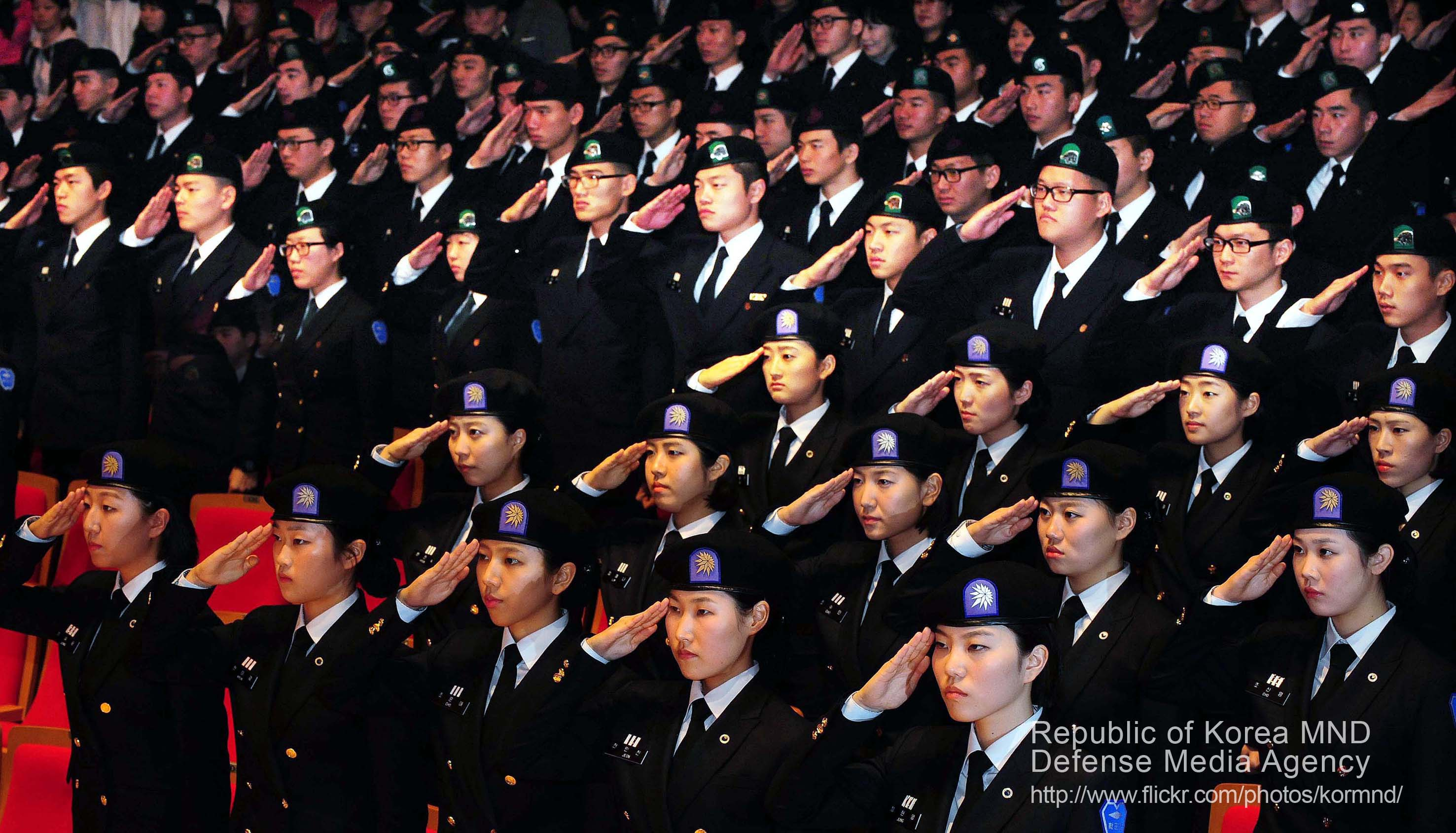
学生軍事教育団士官（朝鮮語版）（ROTC）候補生ら（2011年12月）

### 大韓民国海軍
1946年2月に将校、6月に副士官および兵の階級が制定された。初期の軍服は日本海軍の影響を色濃く残しており、副士官は詰襟であった。また水兵帽のペンネントは漢字で「大韓民國海軍」（大韓民国海軍）と表記されていた。1952年に「海軍服制令」を制定して 以降はほぼアメリカ式となり、水兵帽のペンネント表記も「대한민국해군」（大韓民国海軍）とハングルになっている。また、海上自衛隊の海士の制服と比べて、丈が長いなどアメリカ海軍の様式に近いデザインである。
海兵隊も米軍の影響を非常に受けた意匠であり、緑のブレザーにカーキのネクタイとシャツ、礼服は詰襟、戦闘服はタイガーストライプ柄で八角帽を着用。
また、一般部隊も迷彩服を着用する事もあるが、デジタル迷彩導入後も野球帽タイプのままである。
UDTや海難救助部隊（SSU）のウッドランド迷彩は陸軍通常部隊と異なり、4つポケットのエポレットなし、下衣のポケットに蓋が付くという構造であった。UDTでは迷彩のベレー帽、SSUでは八角帽が使用された。デジタル迷彩導入後、UDTでは灰色のベレー帽となり、SSUは引き続き迷彩柄の八角帽。また、UDTではマルチカム迷彩を使用する事もある。
正服/略正服
将校および副士官はサービスドレス・ブルーに相当する冬正服とサービスドレス・ホワイトに相当する夏正服のほか、サマー・ホワイトに相当する開襟の半袖シャツの夏略正服がある。
冬正服は1987年11月より一時陸軍型階級章を付けることがあったが、1992年11月に廃止された。
水兵の正服はセーラー服で、正帽は水兵帽型の「A型」と米海軍のディキシー・キャップ型の「B型」がある。夏正服と正帽A型は儀仗隊と軍楽隊のみ支給される。夏略正服は半袖シャツであったが、2017年9月29日よりセーラー服型となった。士官学校生徒は襟と袖に錨の徽章が入る。
外套は将校はシングルブレストのコート、兵用は4つボタンのピーコート。

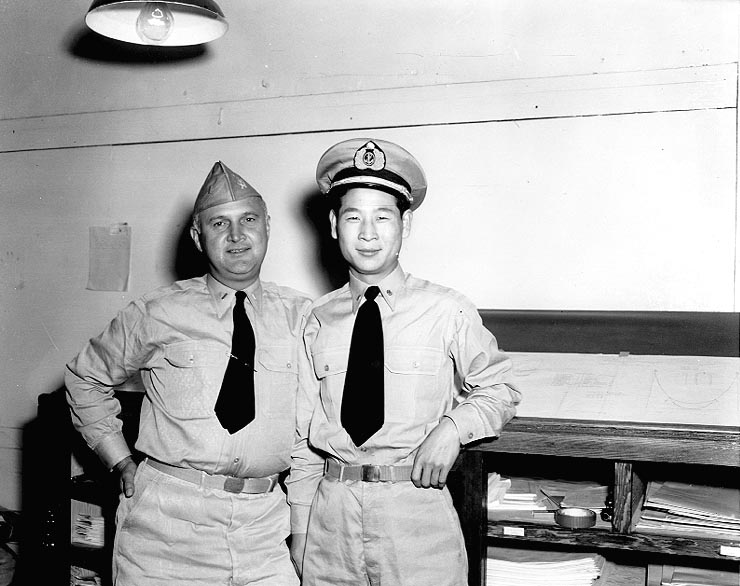
初期の少領（右側）。現在と帽章が異なり、旧日本海軍士官の軍帽帽章に近い意匠である。（1950年11月22日）
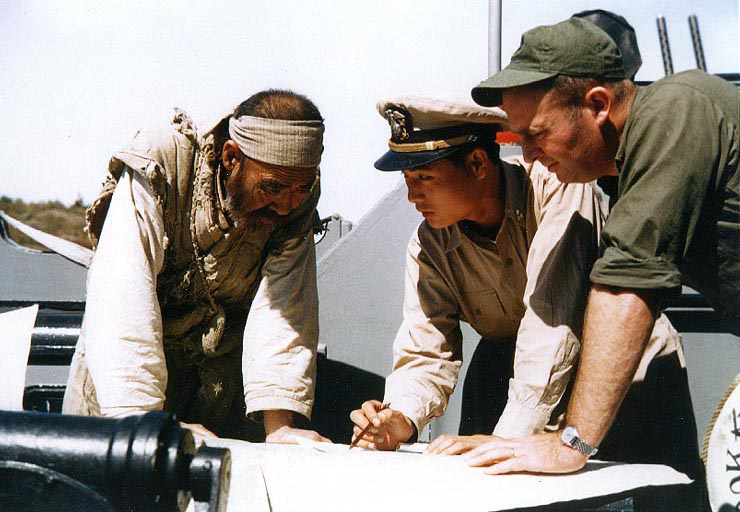
帽章変更後（1952年9月）
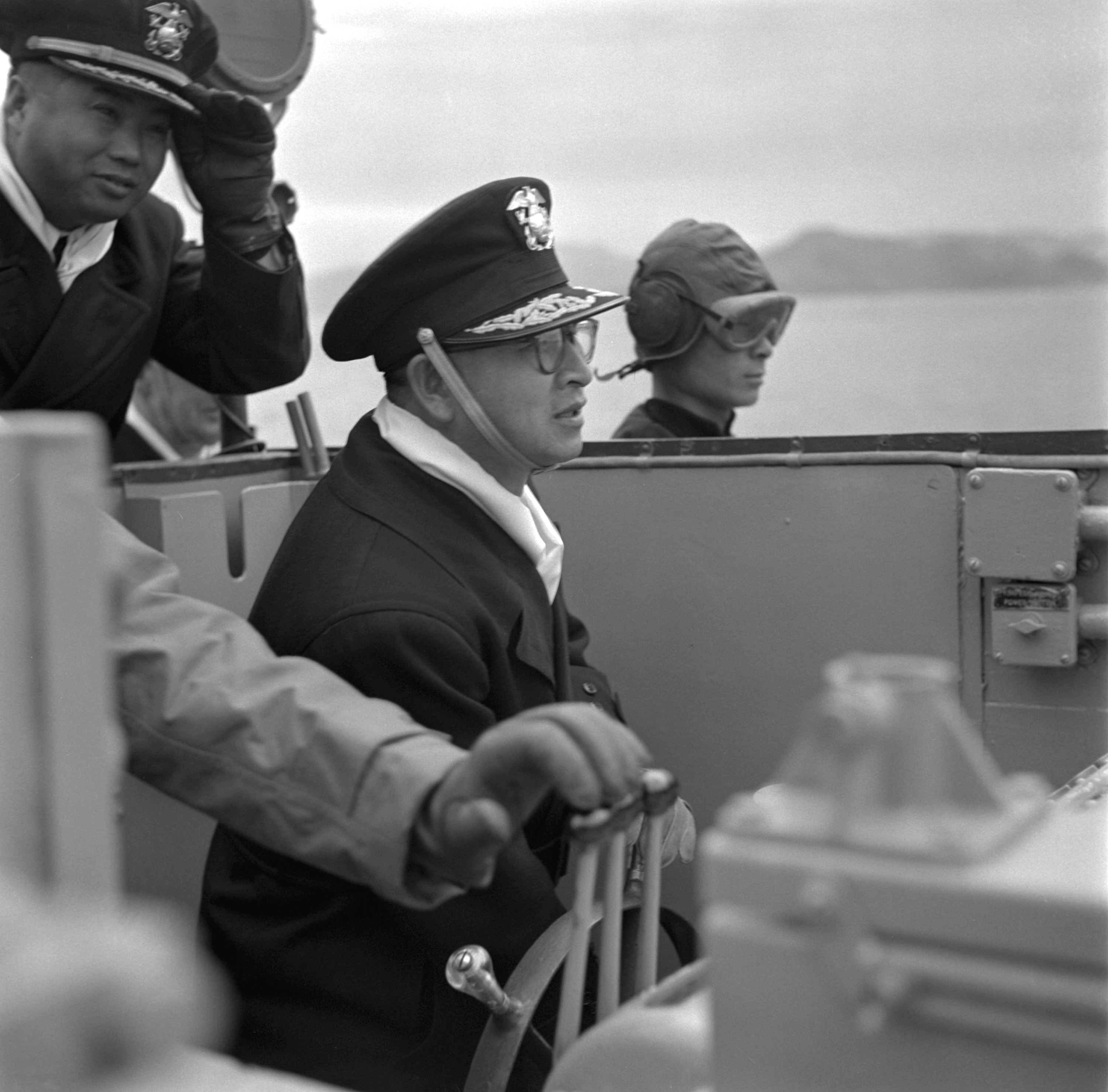
初期の中将（孫元一海軍参謀総長。1952年1月）
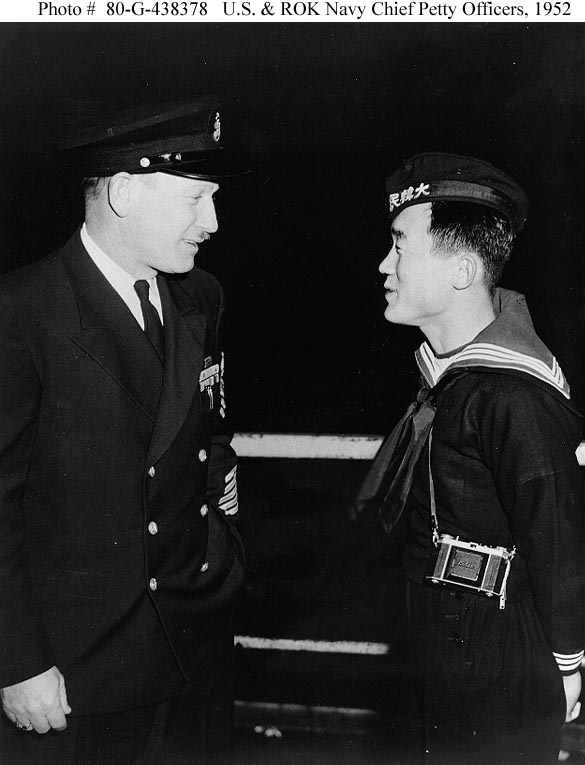
右側はかつての水兵冬服。ペンネントには右から左へ「大韓民国海軍」とある。
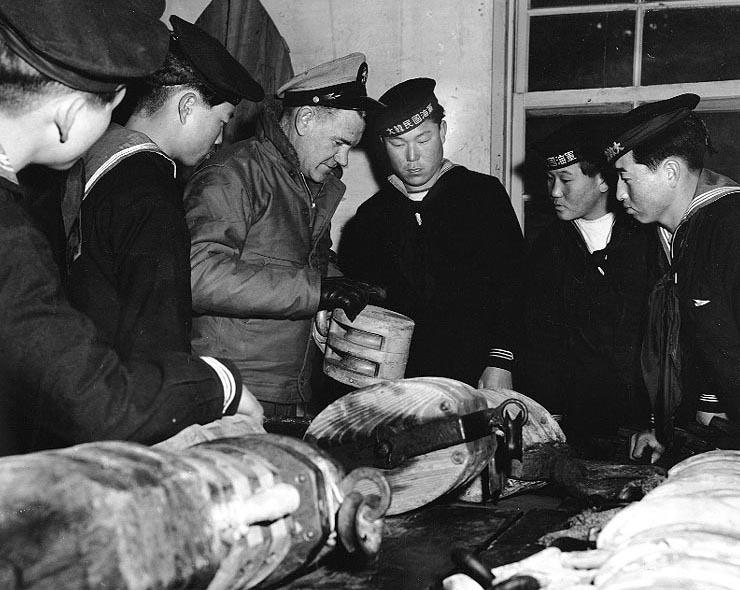
初期の水兵冬服。正面の水兵のペンネントには左から右へ「大韓民国海軍」とある。
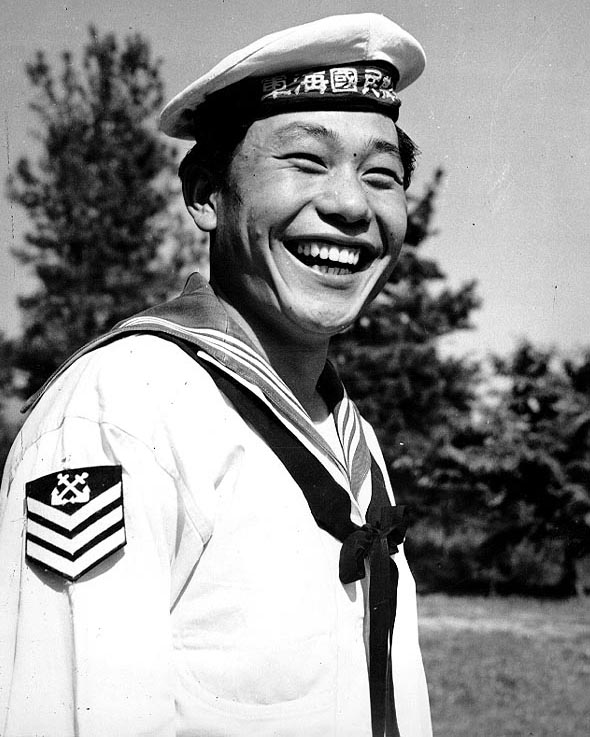
初期の水兵夏服。現在と帽章や階級章等が異なる。
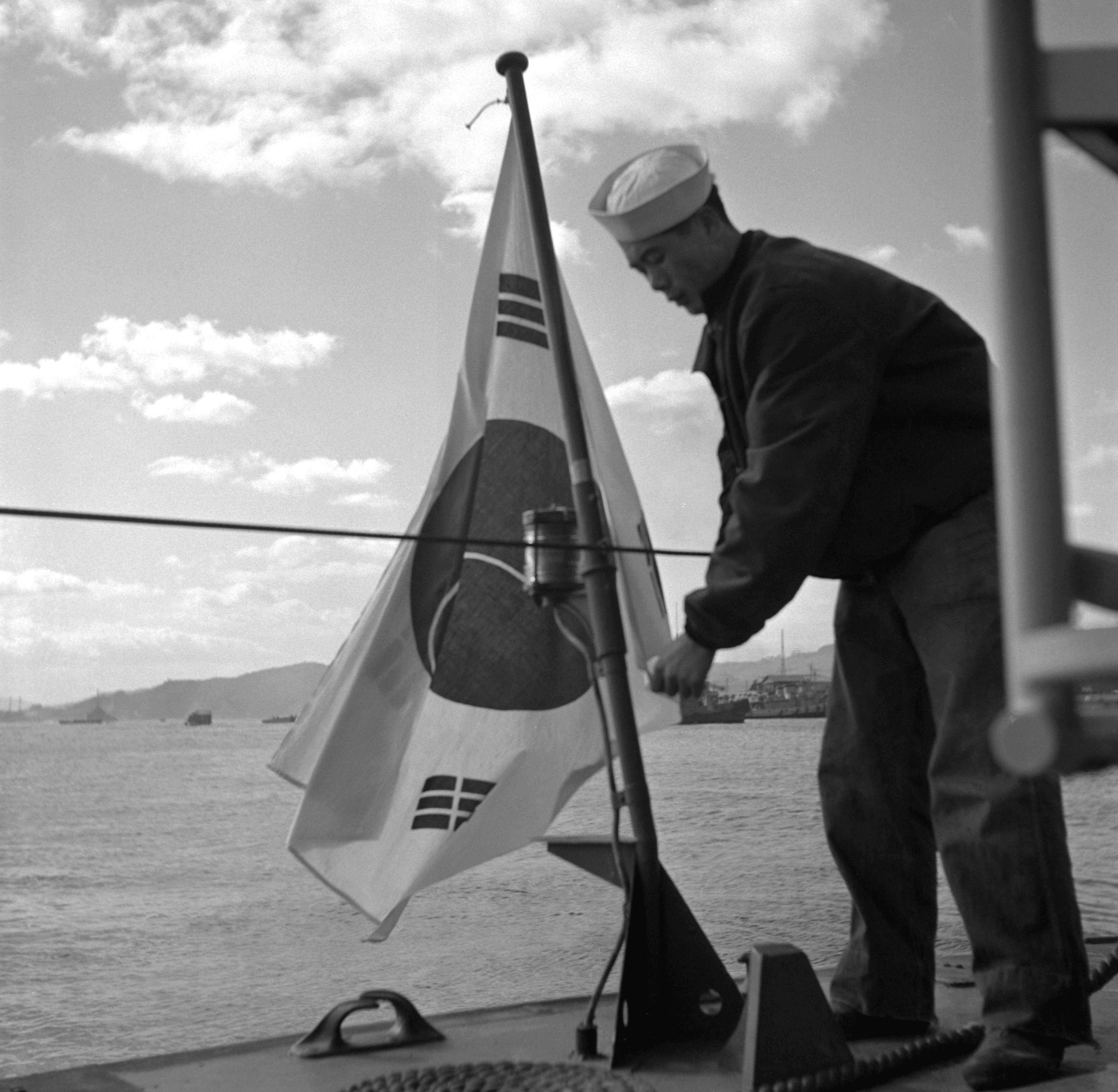
かつての水兵。米海軍型の水兵帽が使用されている。
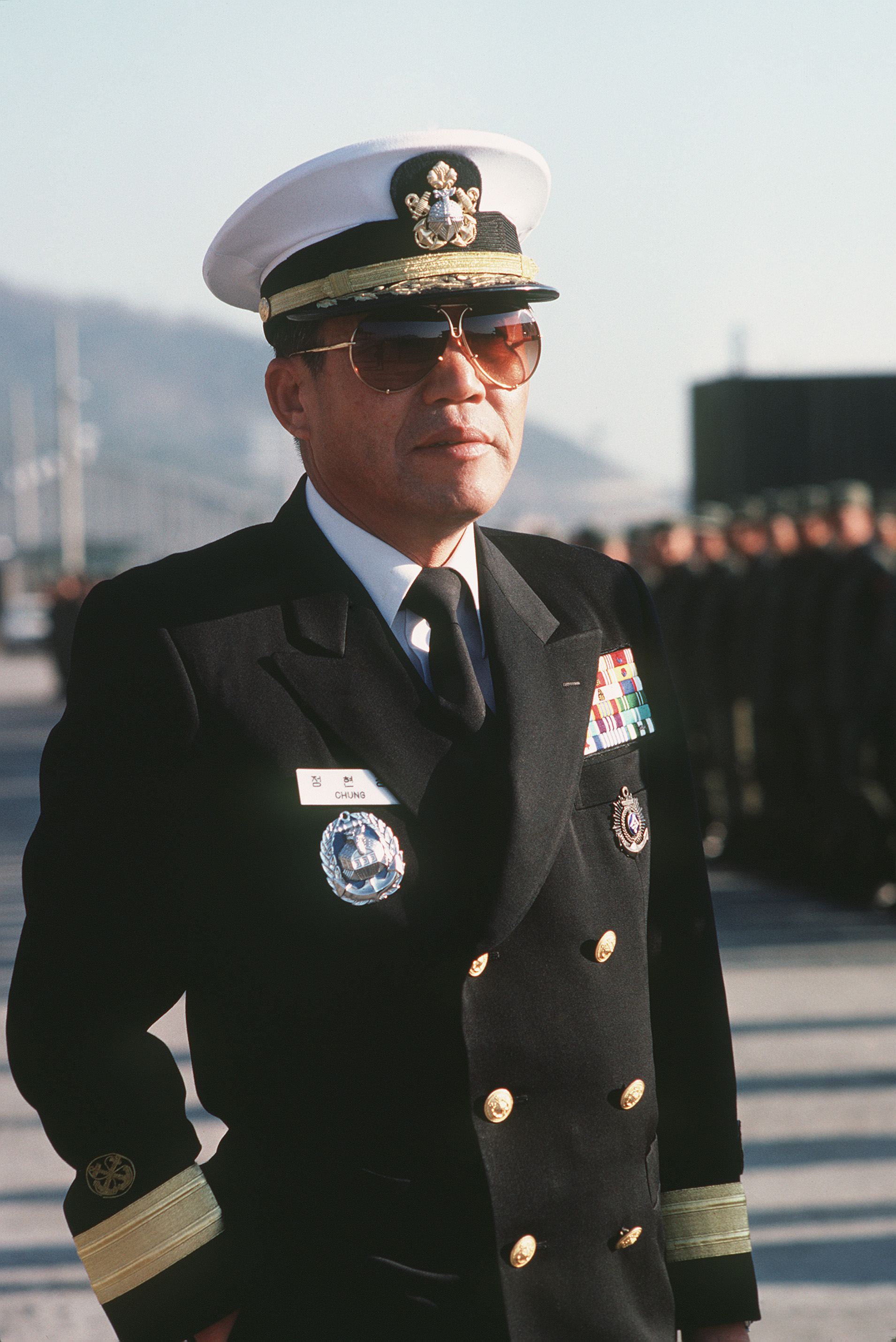
冬正服の海軍准将
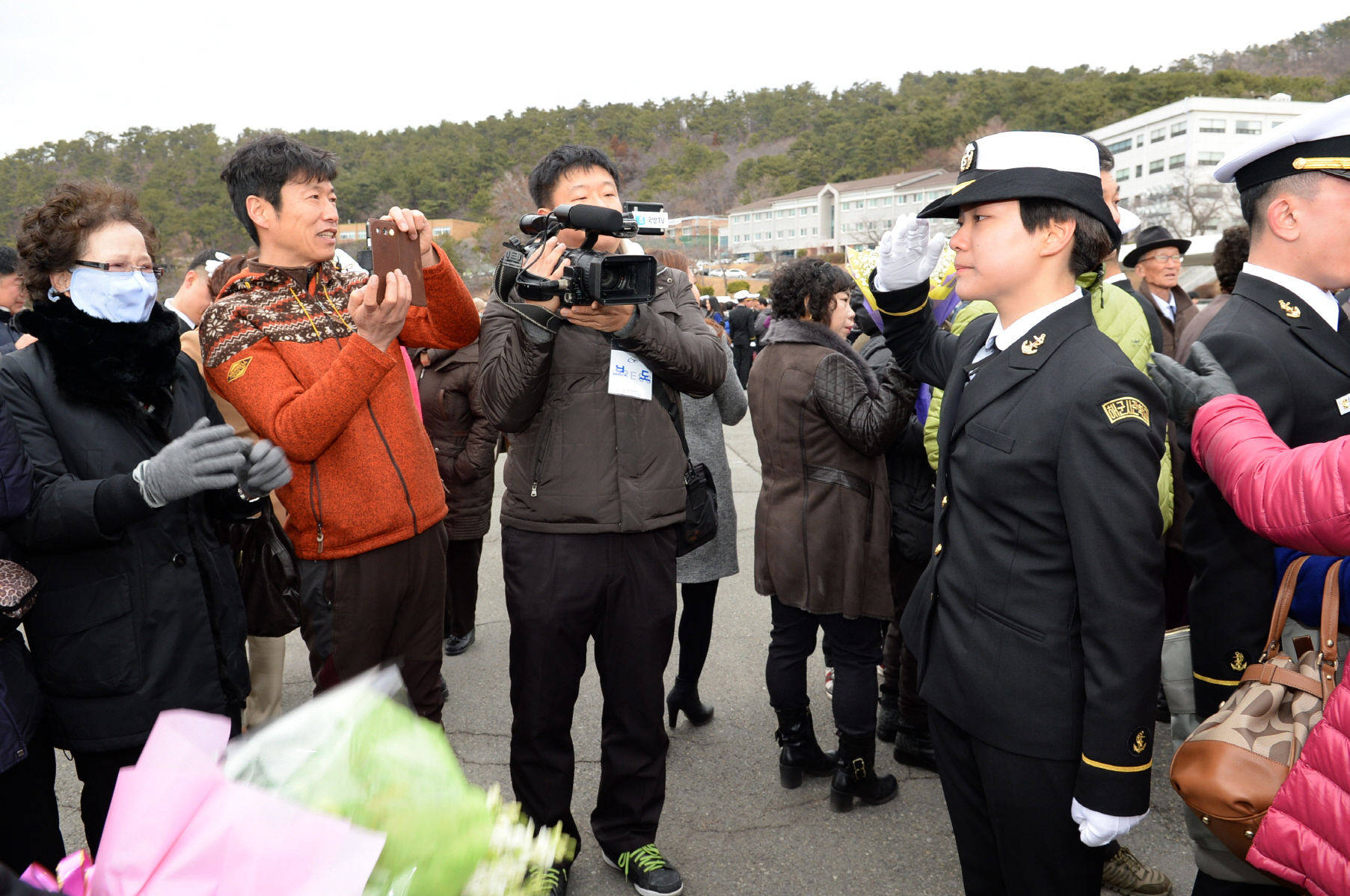
士官学校女性生徒（2014年2月14日）
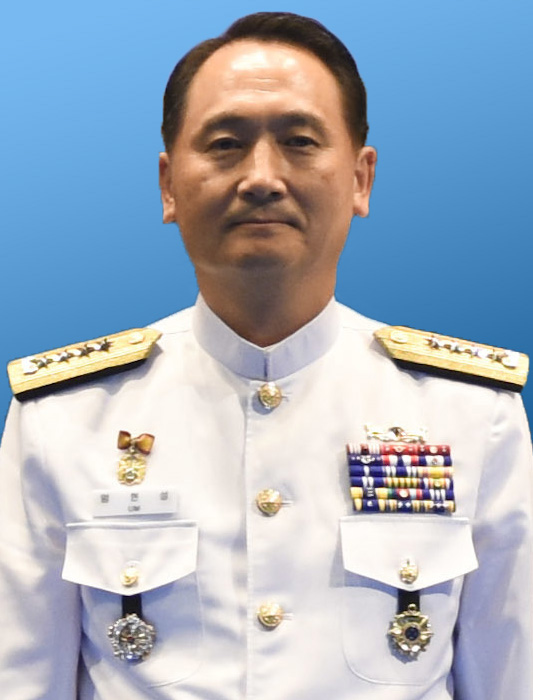
夏季正服の大将（厳賢聖海軍参謀総長。2017年9月）
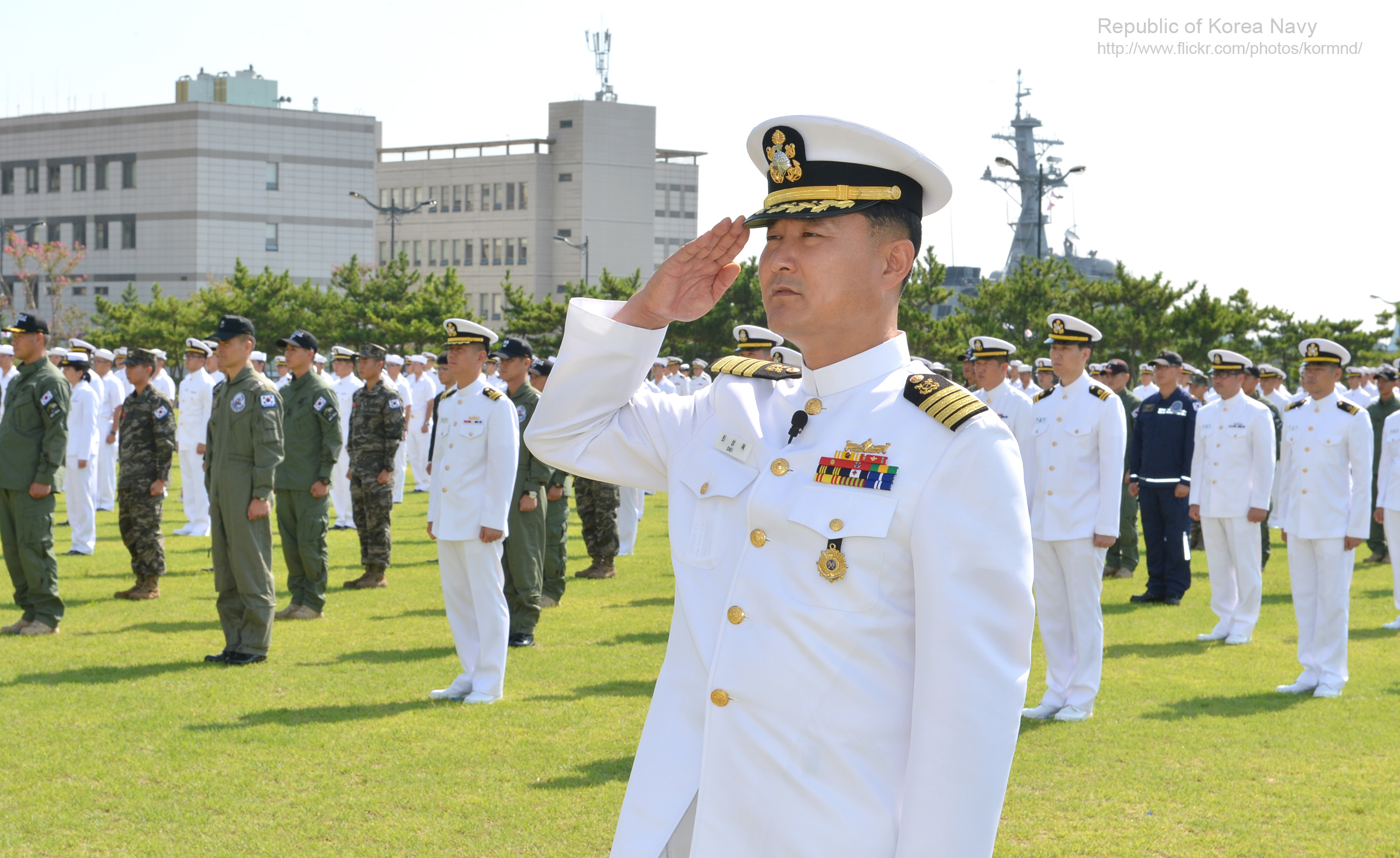
夏季正服の大領（2013年9月）
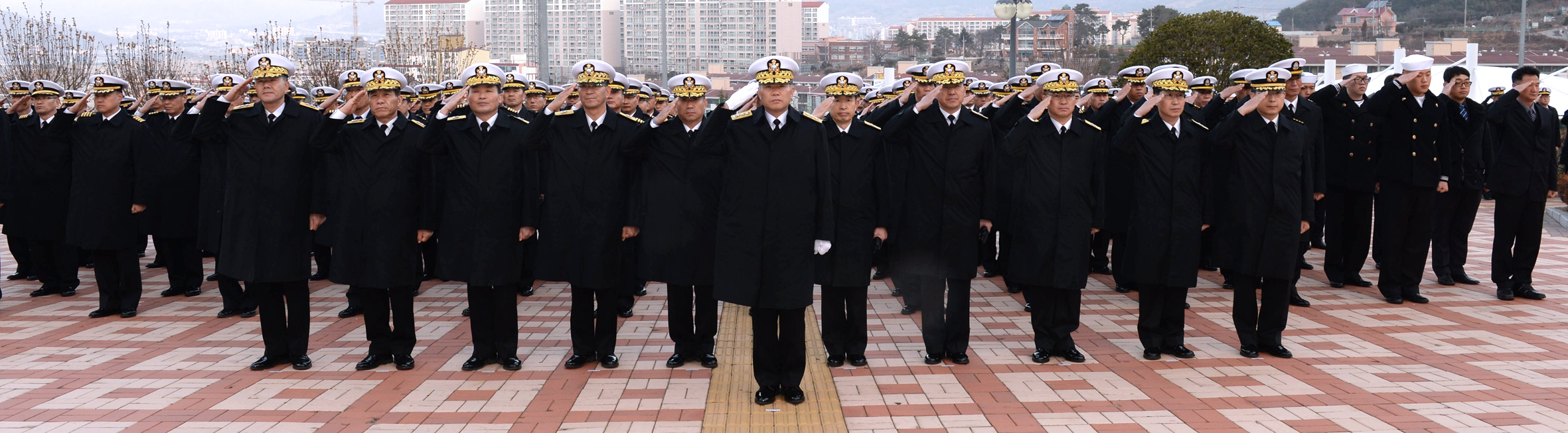
将校用外套。左一列は兵用外套（2014年1月）
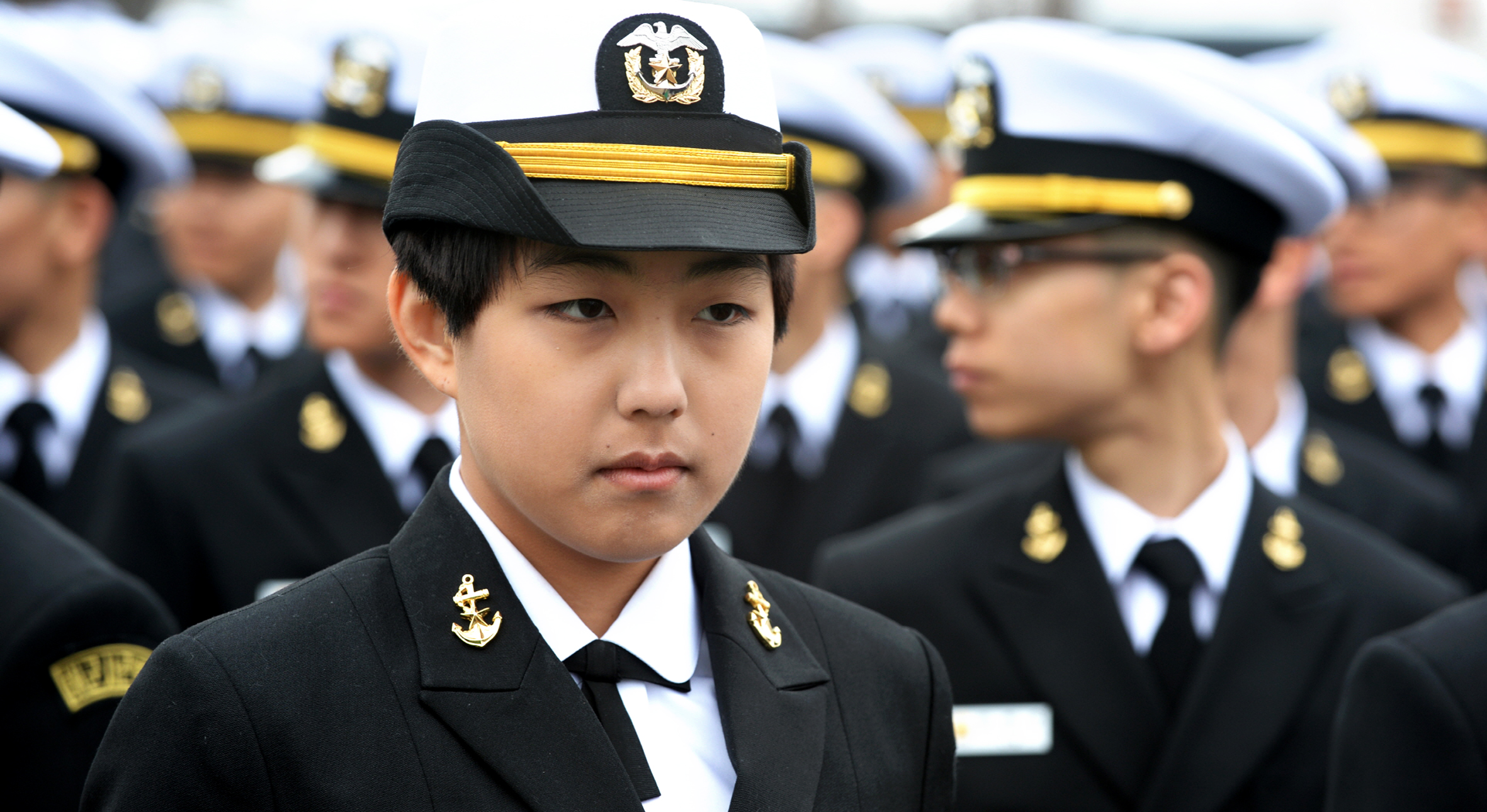
女性用制帽（2014年2月）
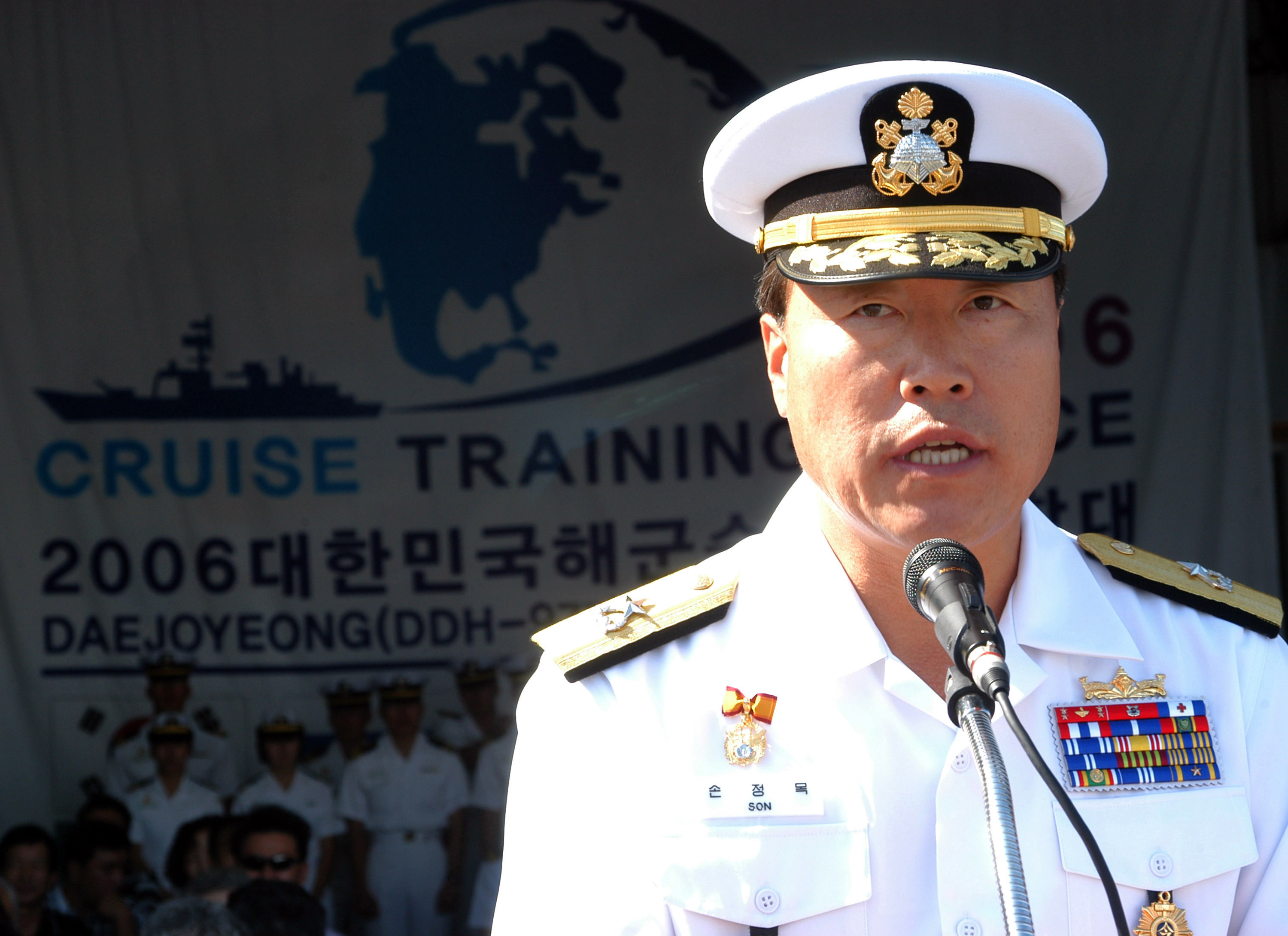
夏略正服の孫正睦准将
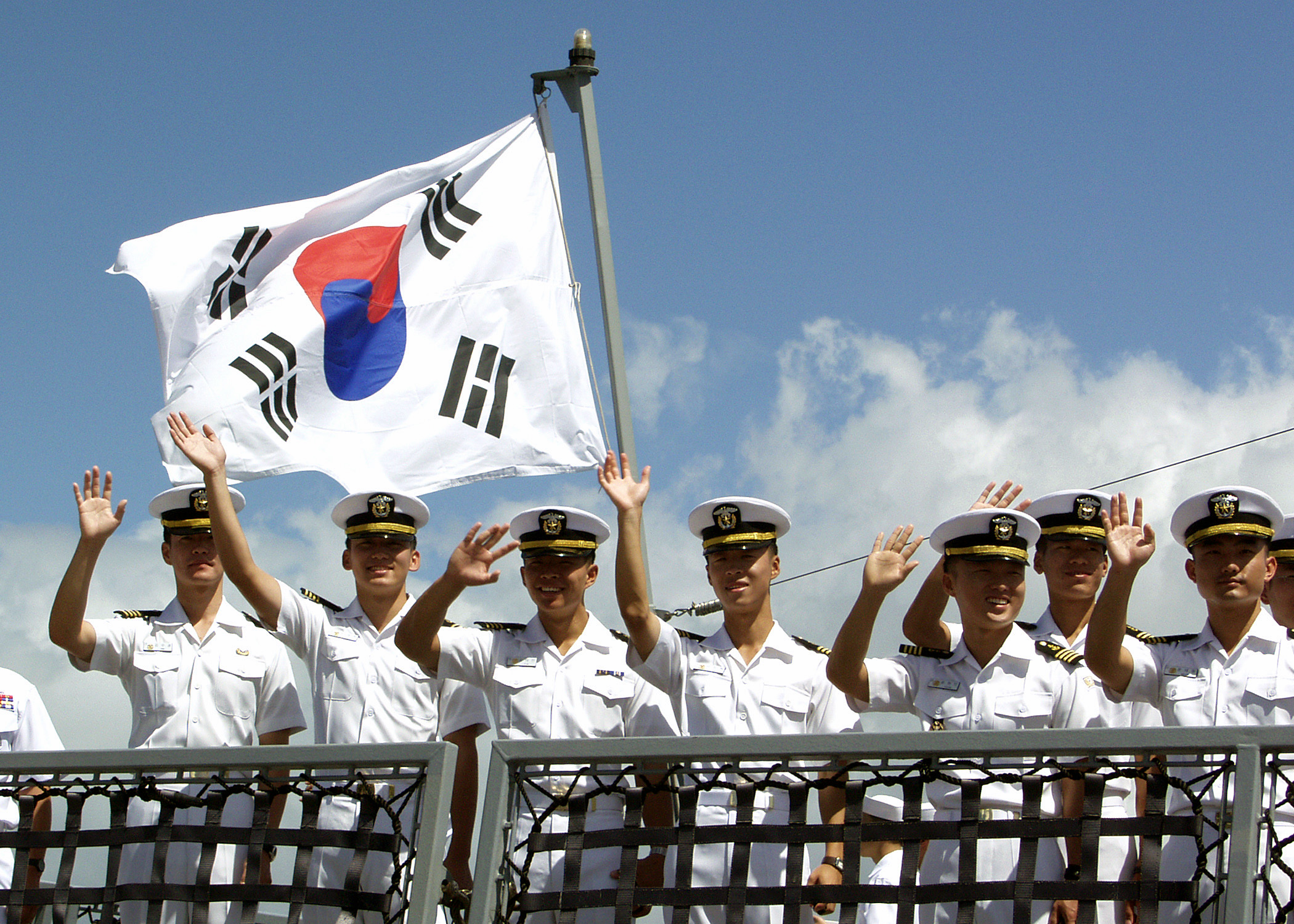
夏略正服の士官
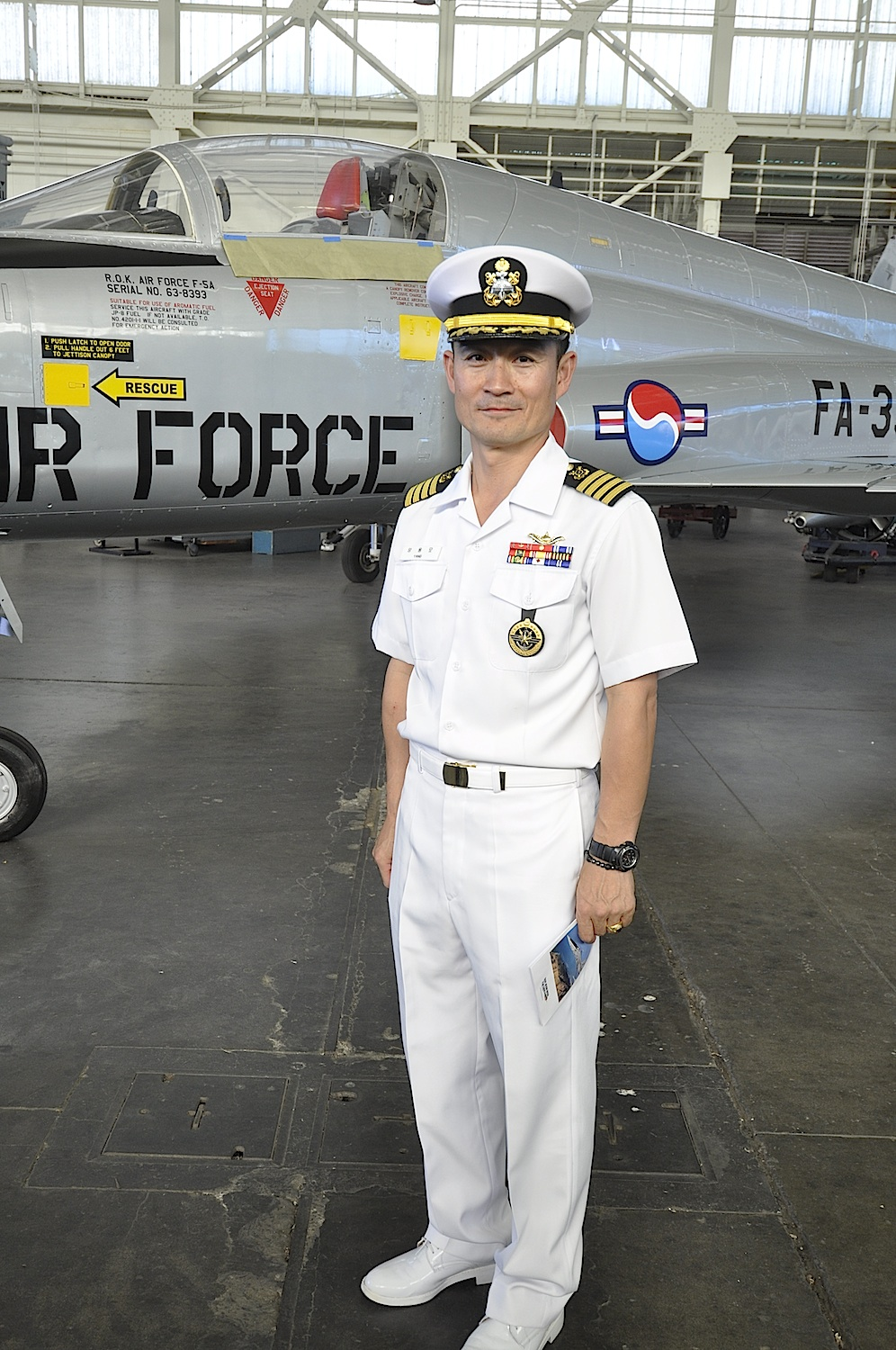
夏略正服の大領（2012年11月）
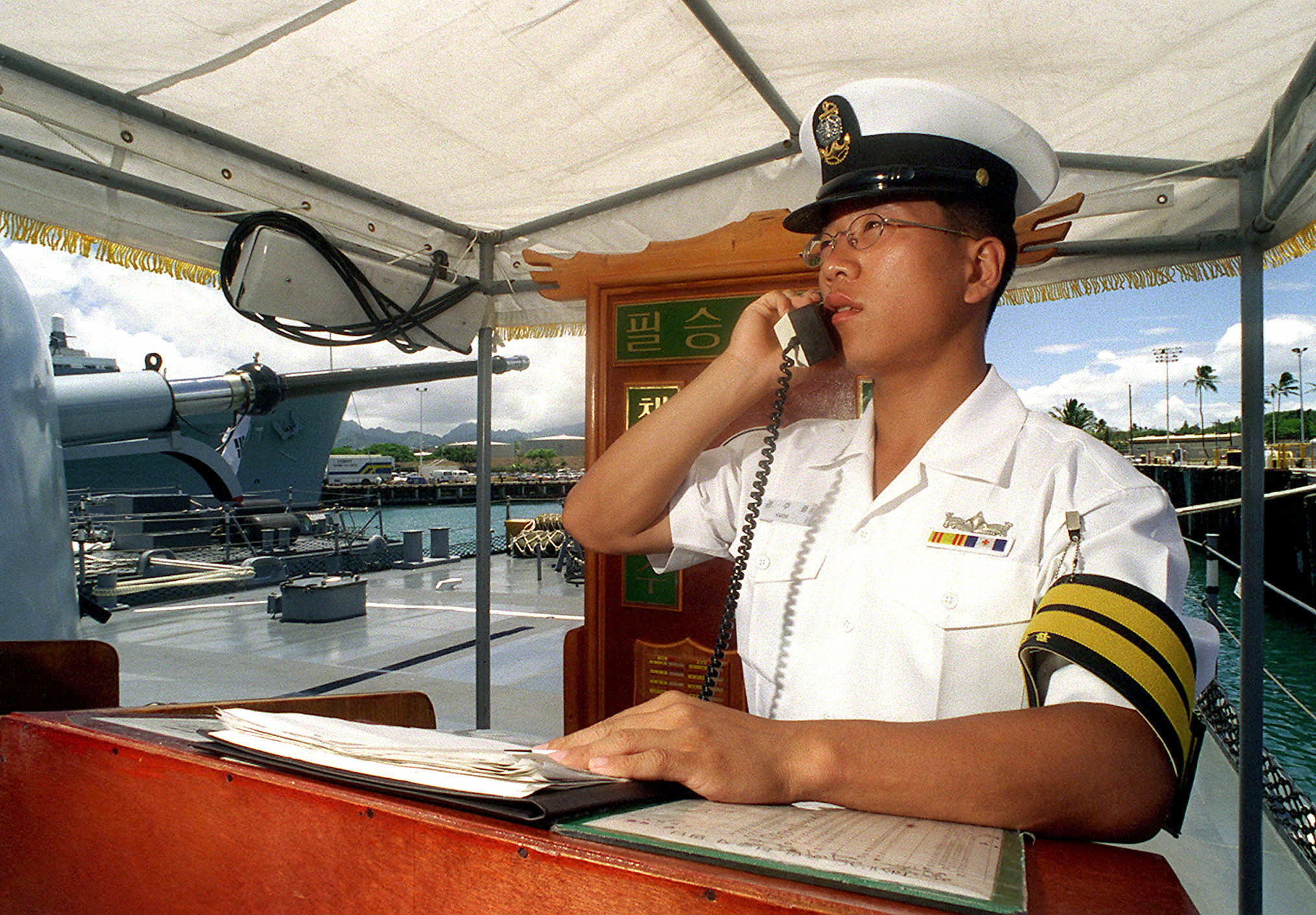
当直任務に就く夏略正服の副士官
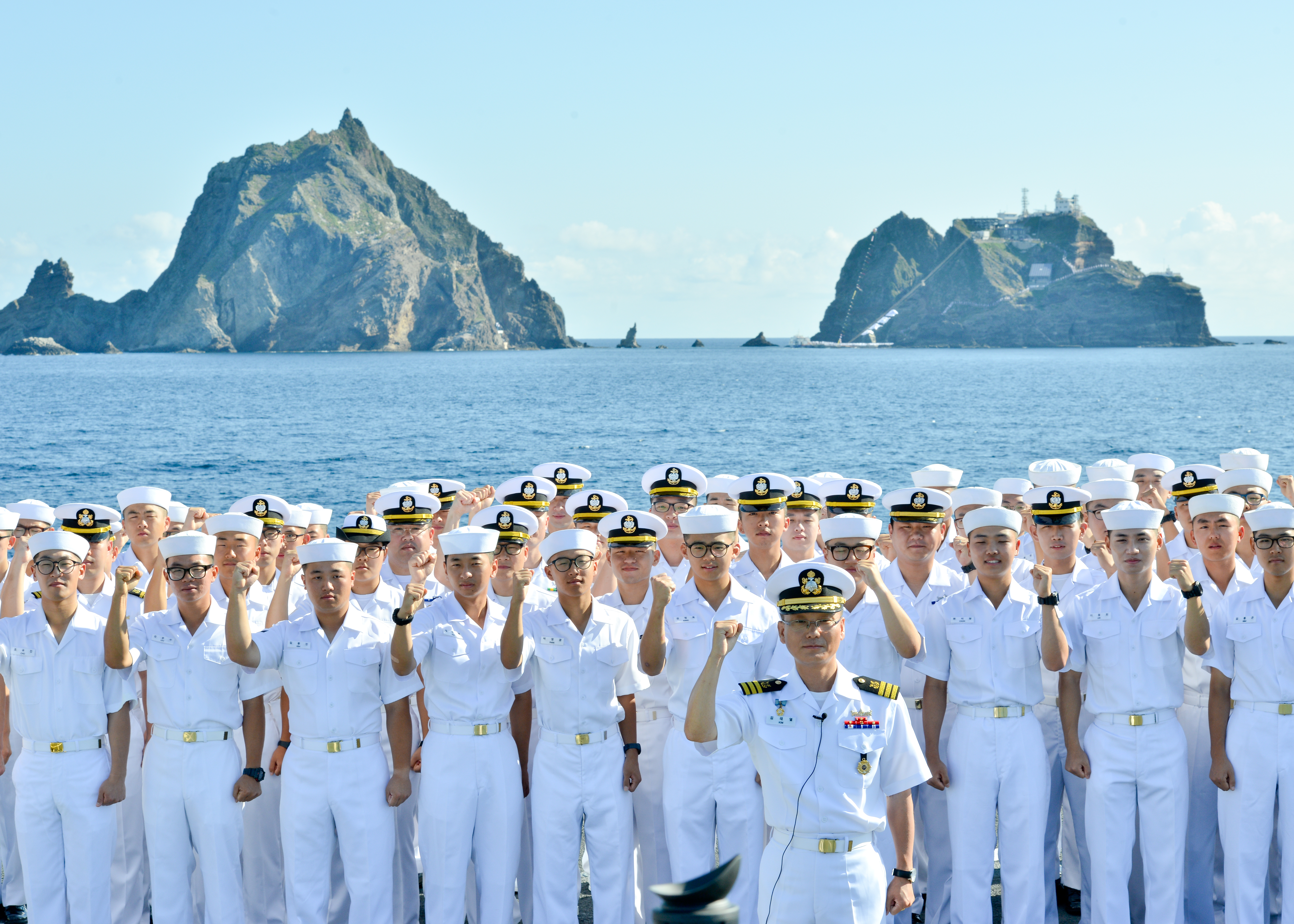
夏略正服の副士官および水兵（2015年8月15日）
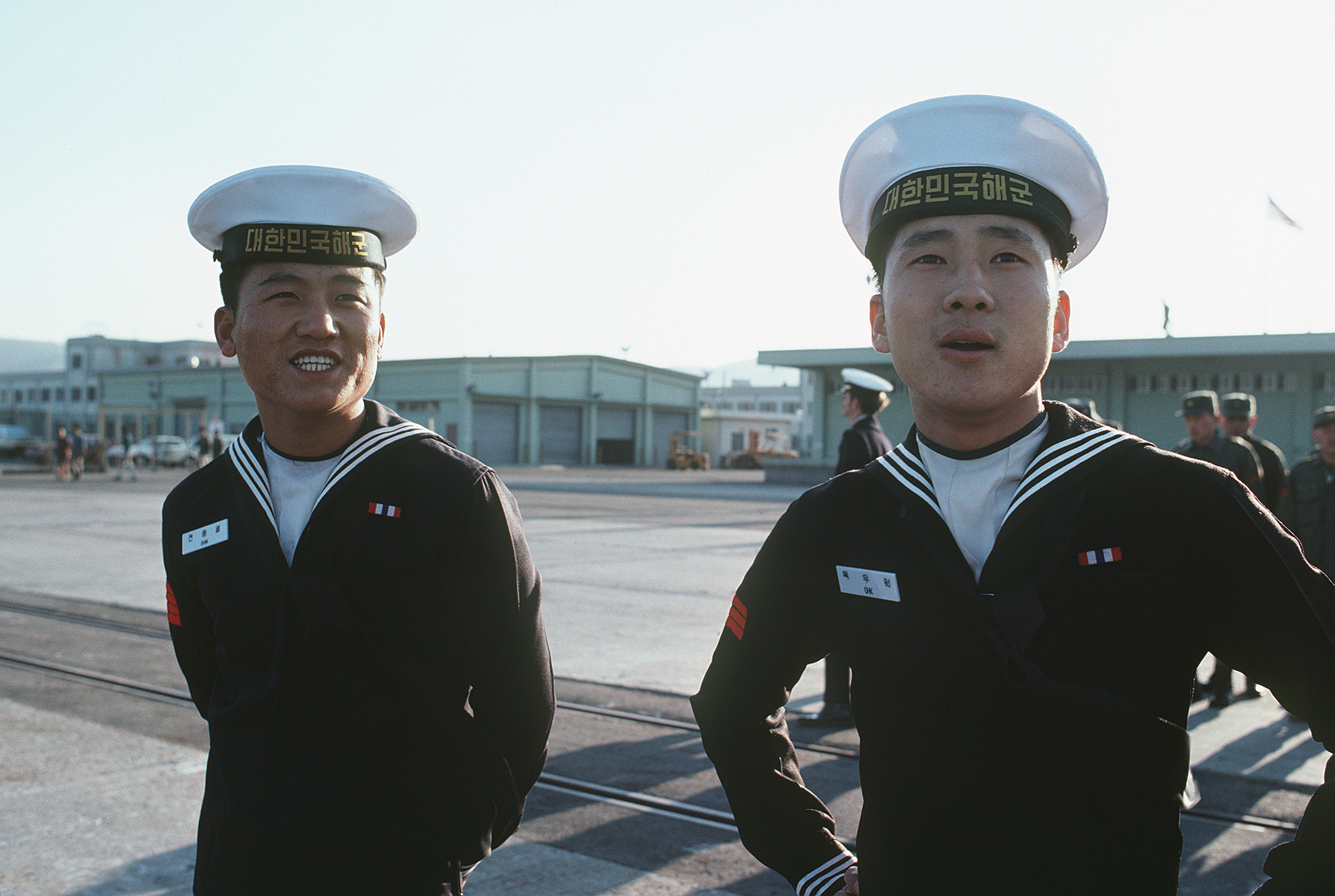
兵冬正服（1981年）
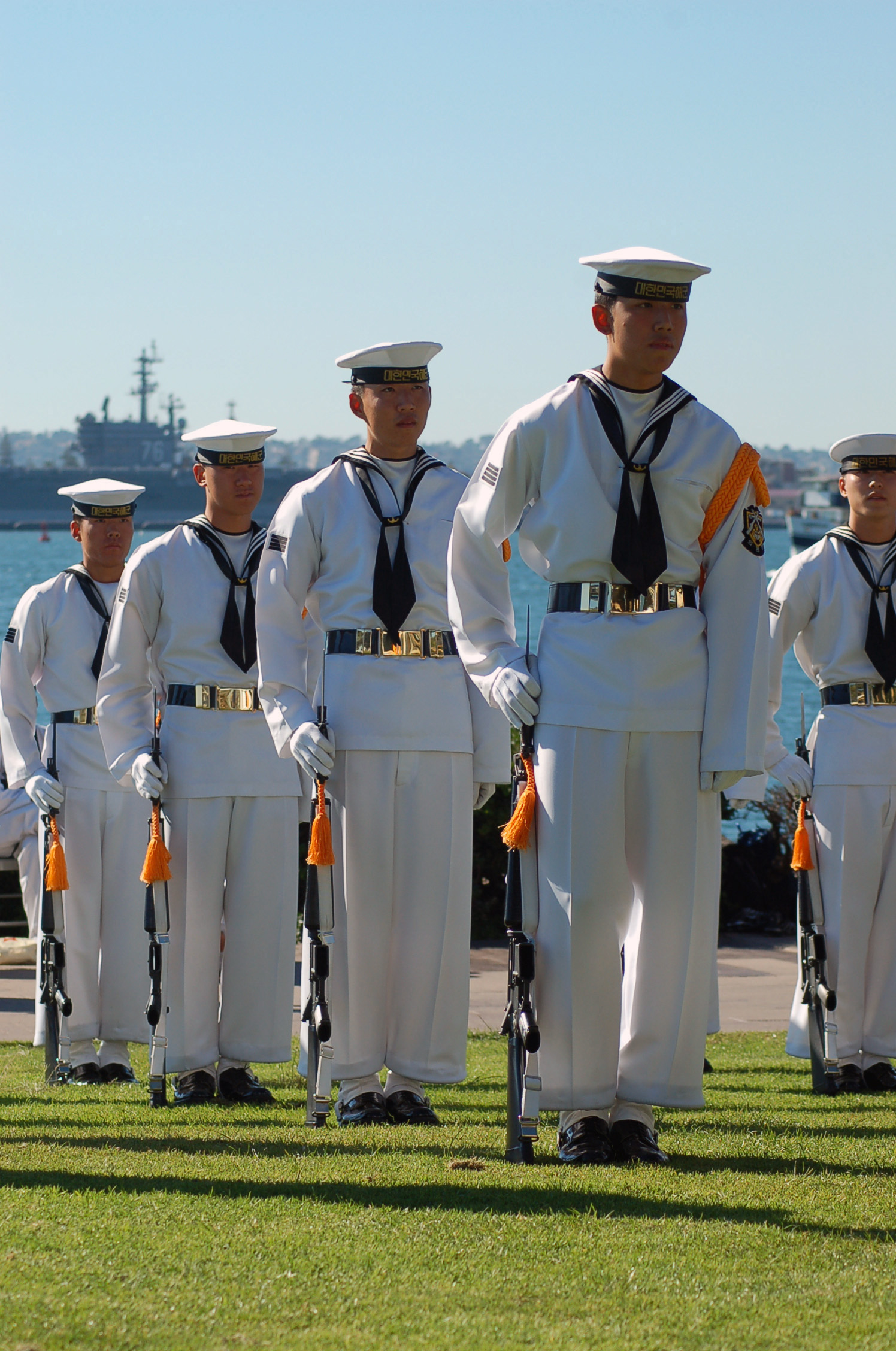
兵夏正服の儀仗兵（2006年10月20日）
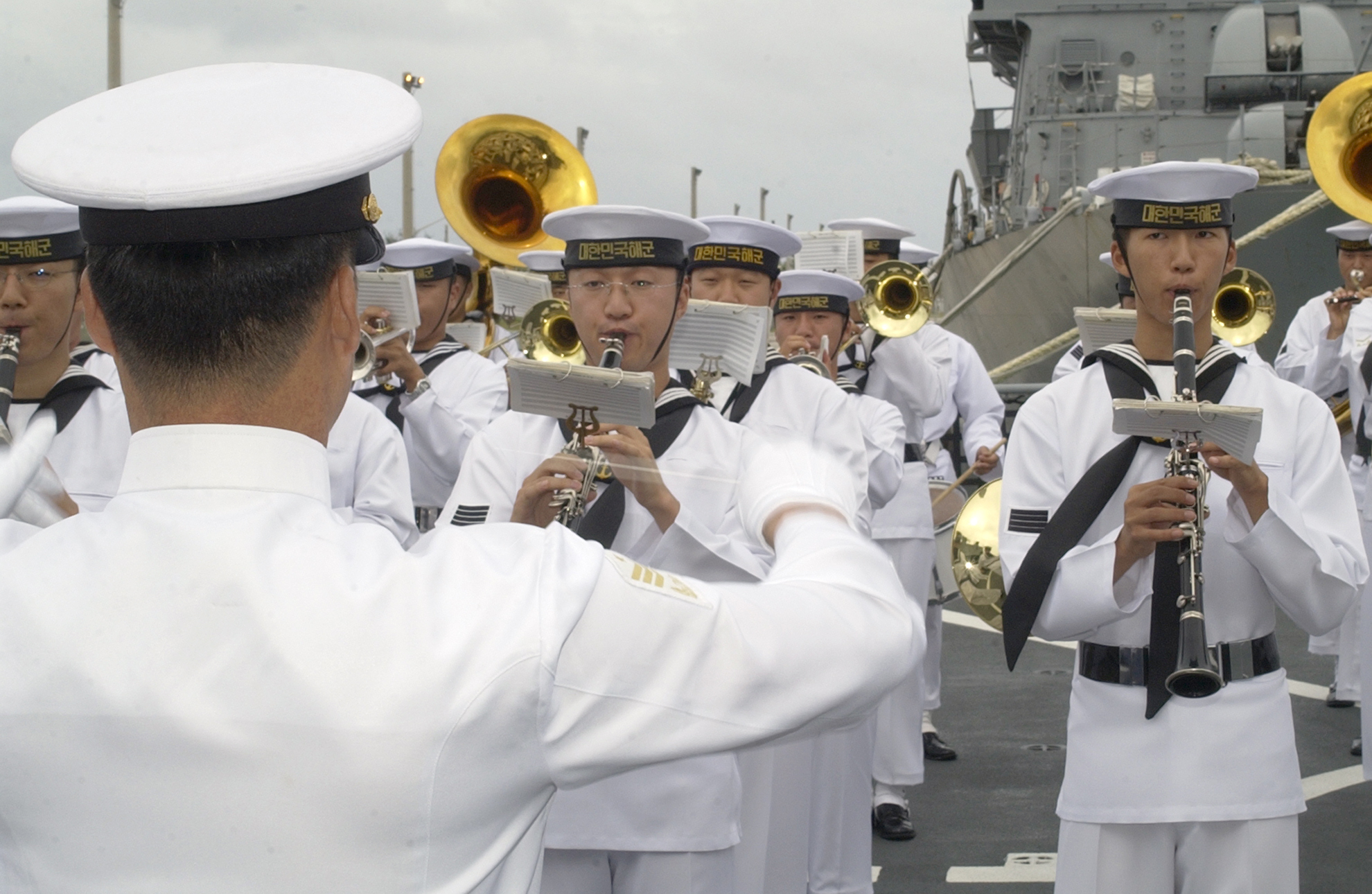
兵夏正服の軍楽兵。

勤務服
将校の冬勤務服は藍色、夏勤務服はカーキ。防寒用に陸軍と同じジャンパーを着用。兵には米海軍のユーティリティに相当する「海上兵戦闘服」（해상병전투복）がある。
この他、大鷲型哨戒艇乗組員は全階級統一で「高速艇服」と呼ばれる上下ツナギ型勤務服が支給される。潜水艦乗組員にも「潜水艦服」と呼ばれる独自の勤務服が支給される。一見通常の勤務服と似ているが、耐火性に優れているほか、左腕には戦闘服のように腕のポケットがあり、背中には腕を上げたときに袖が後ろに引かれないように処理されている。

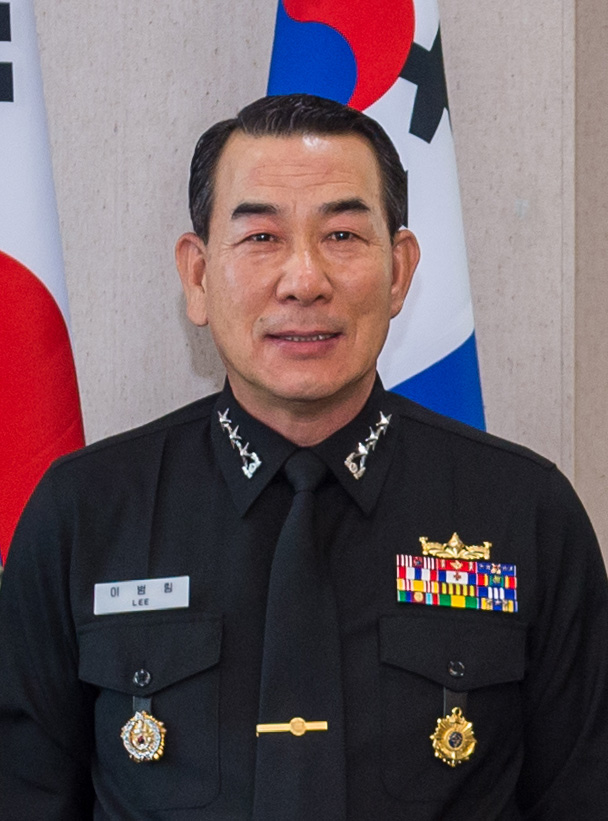
冬勤務服の中将（李範林海軍教育司令官。2018年3月12日）
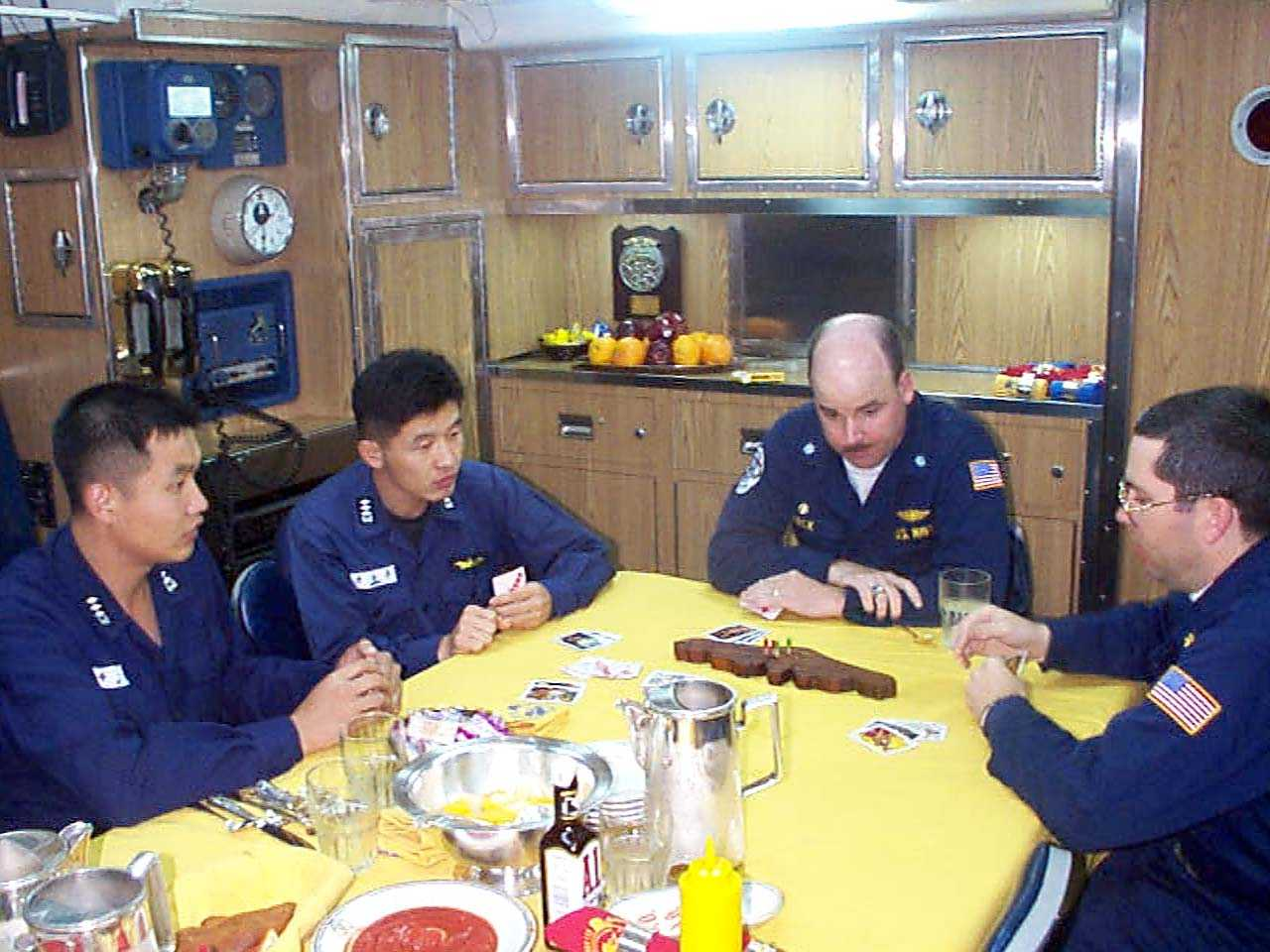
米海軍士官と親睦を深めている冬勤務服の士官（左二名）。両者とも階級は大尉（2000年8月）
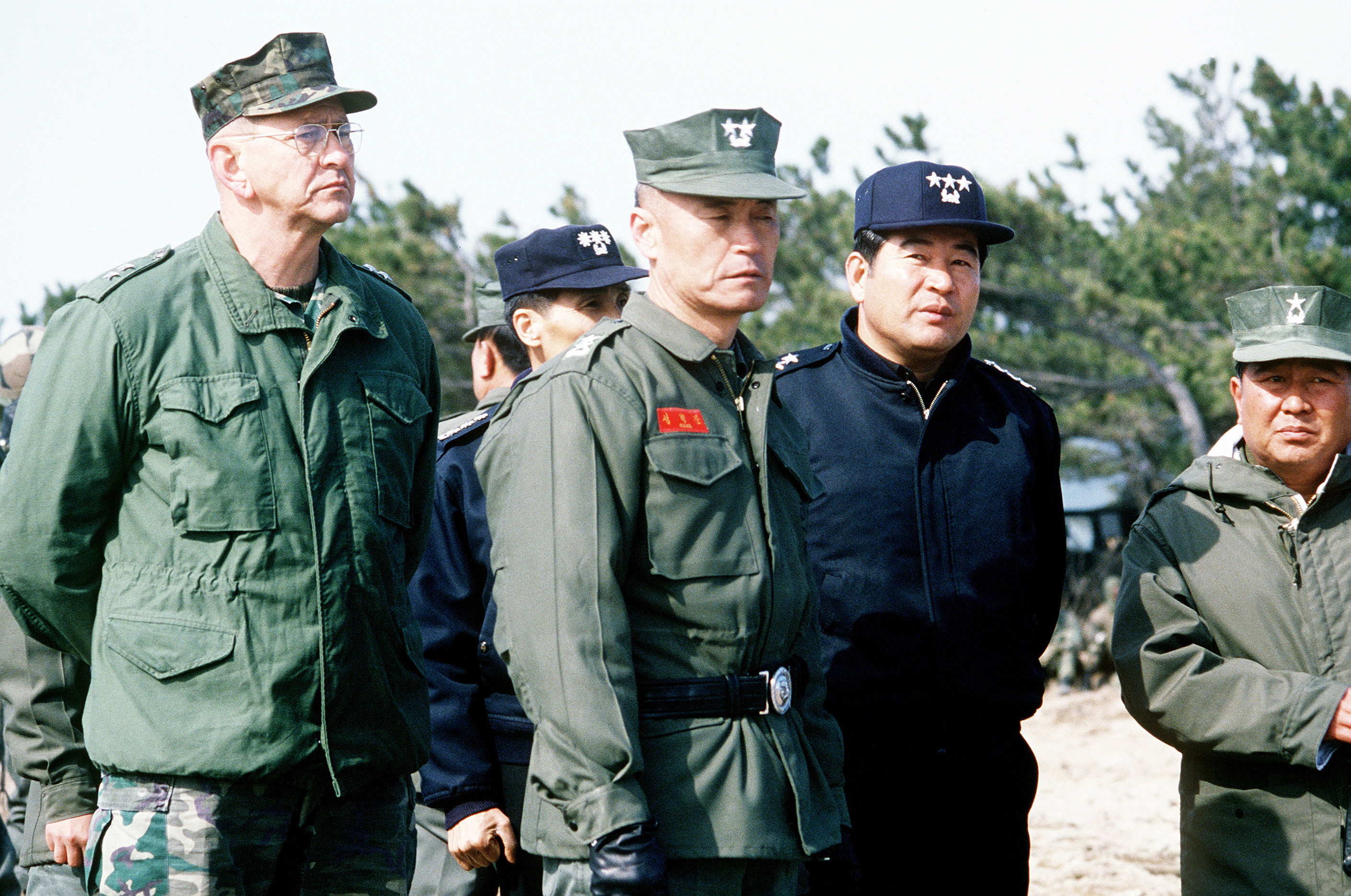
冬勤務服ジャンパーの将官（青い服）
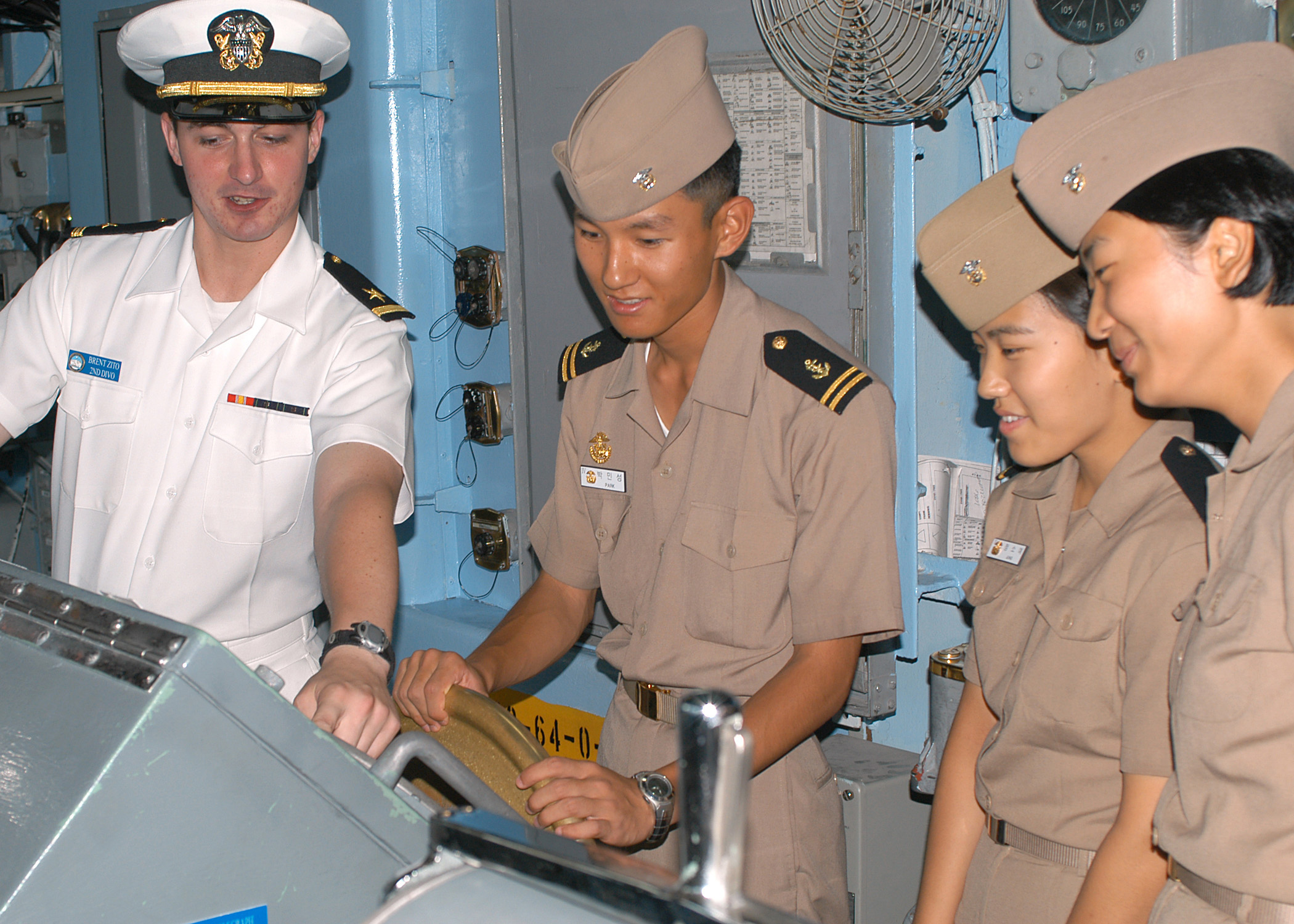
夏勤務服の兵学校生徒（2003年10月）
夏勤務服の兵学校女子生徒。手前は米海軍軍人。
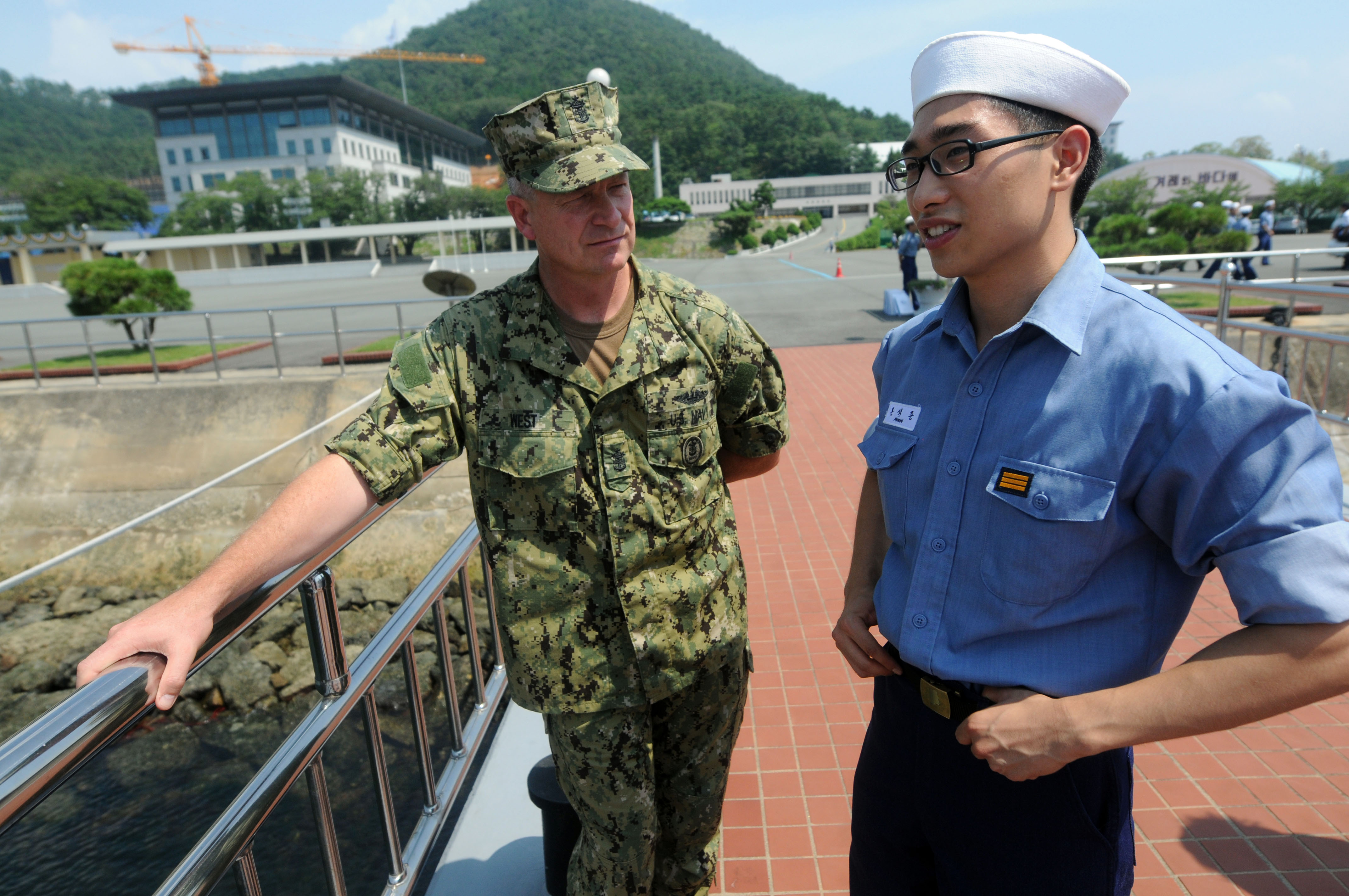
海上兵戦闘服の上兵（2010年8月26日）

戦闘服その他

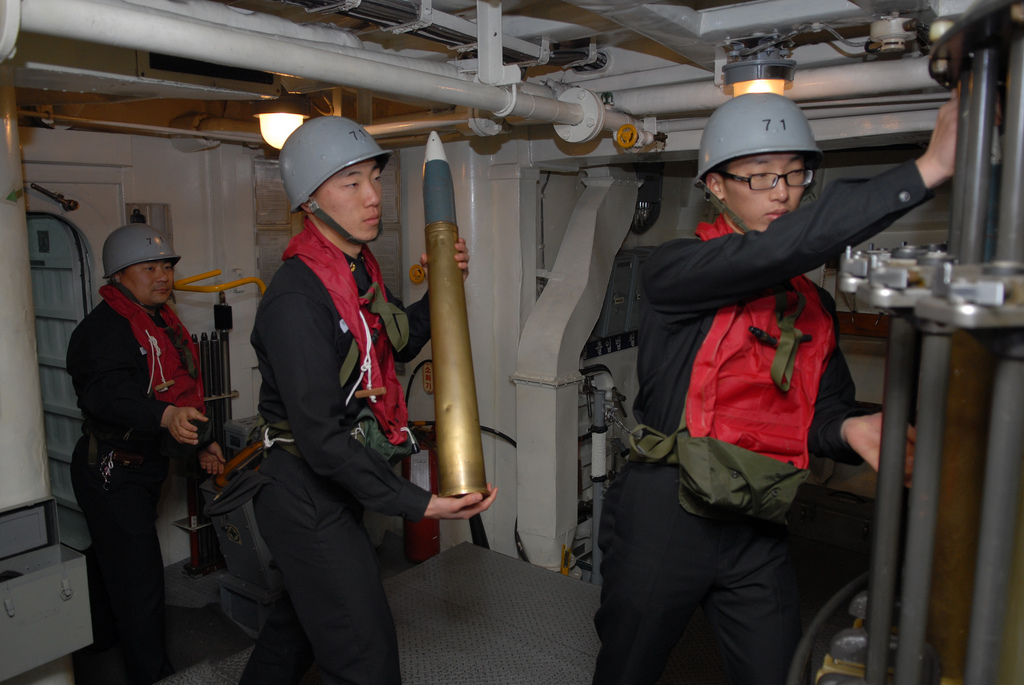
浦項級コルベット乗組員（2012年7月11日）
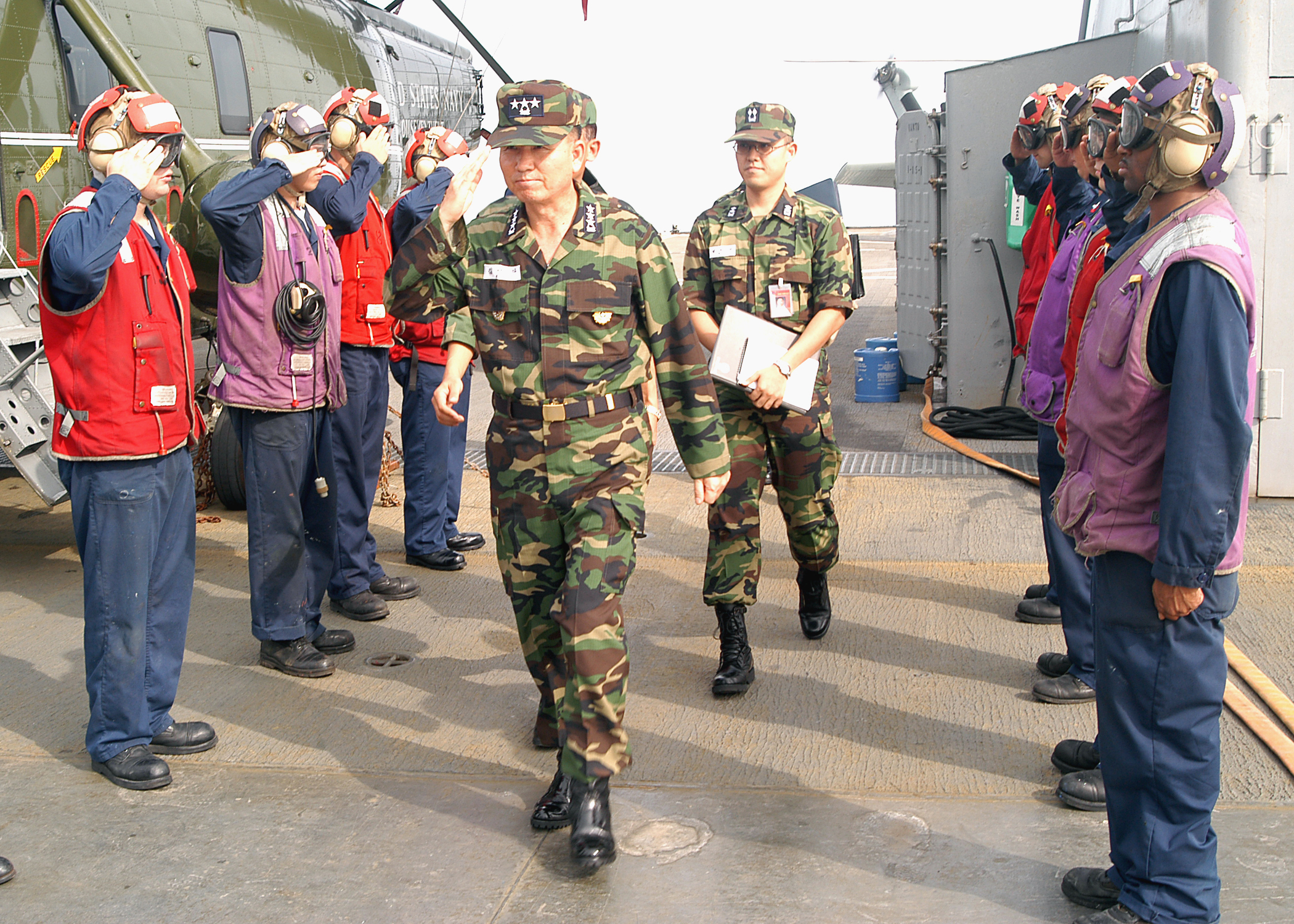
迷彩服姿の海軍中将 (金成萬海軍作戦司令官)。階級章は1992年まで陸軍が使用していたものと同型である（2003年8月）
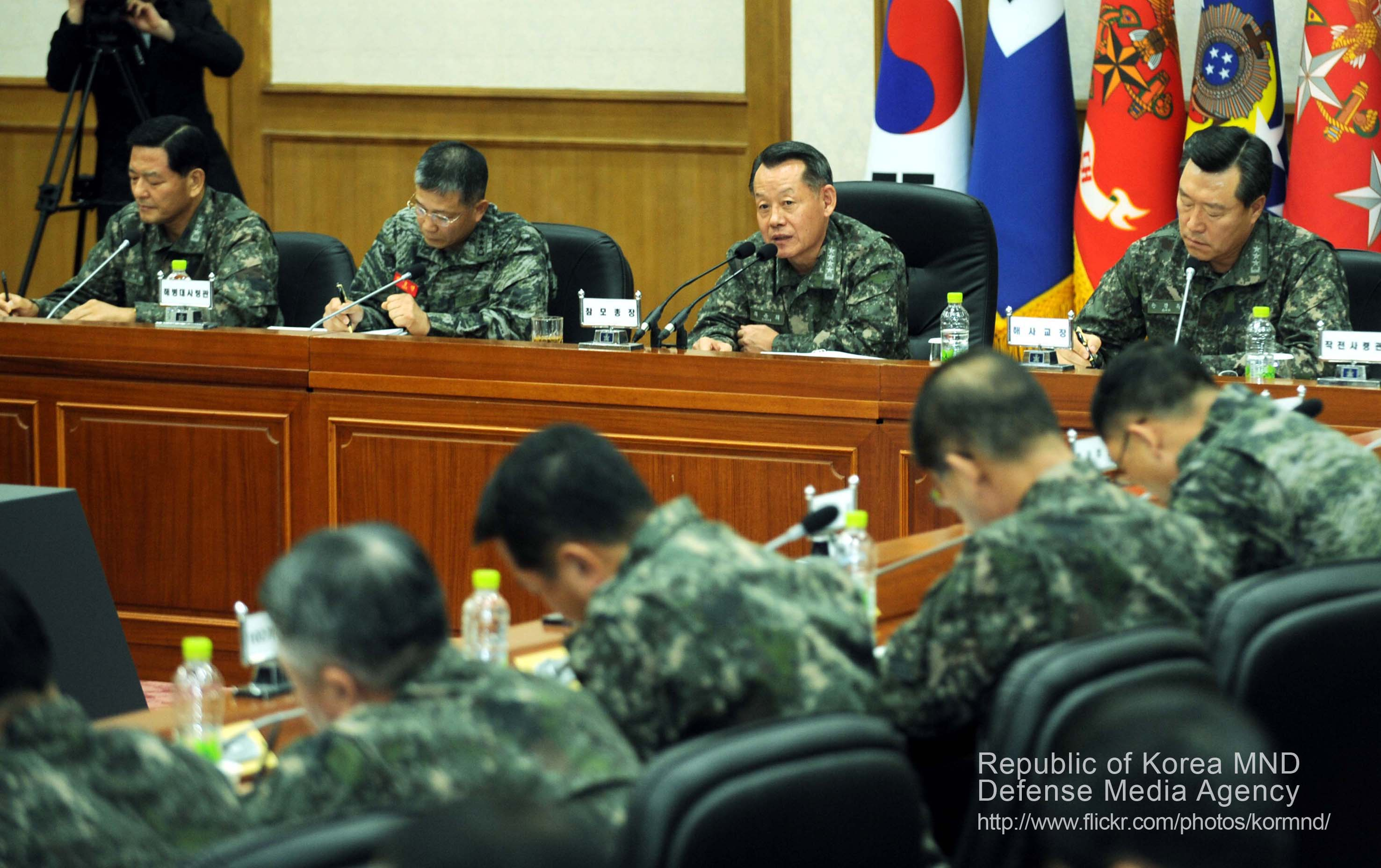
デジタル迷彩服姿の海軍将官ら (2011年12月)
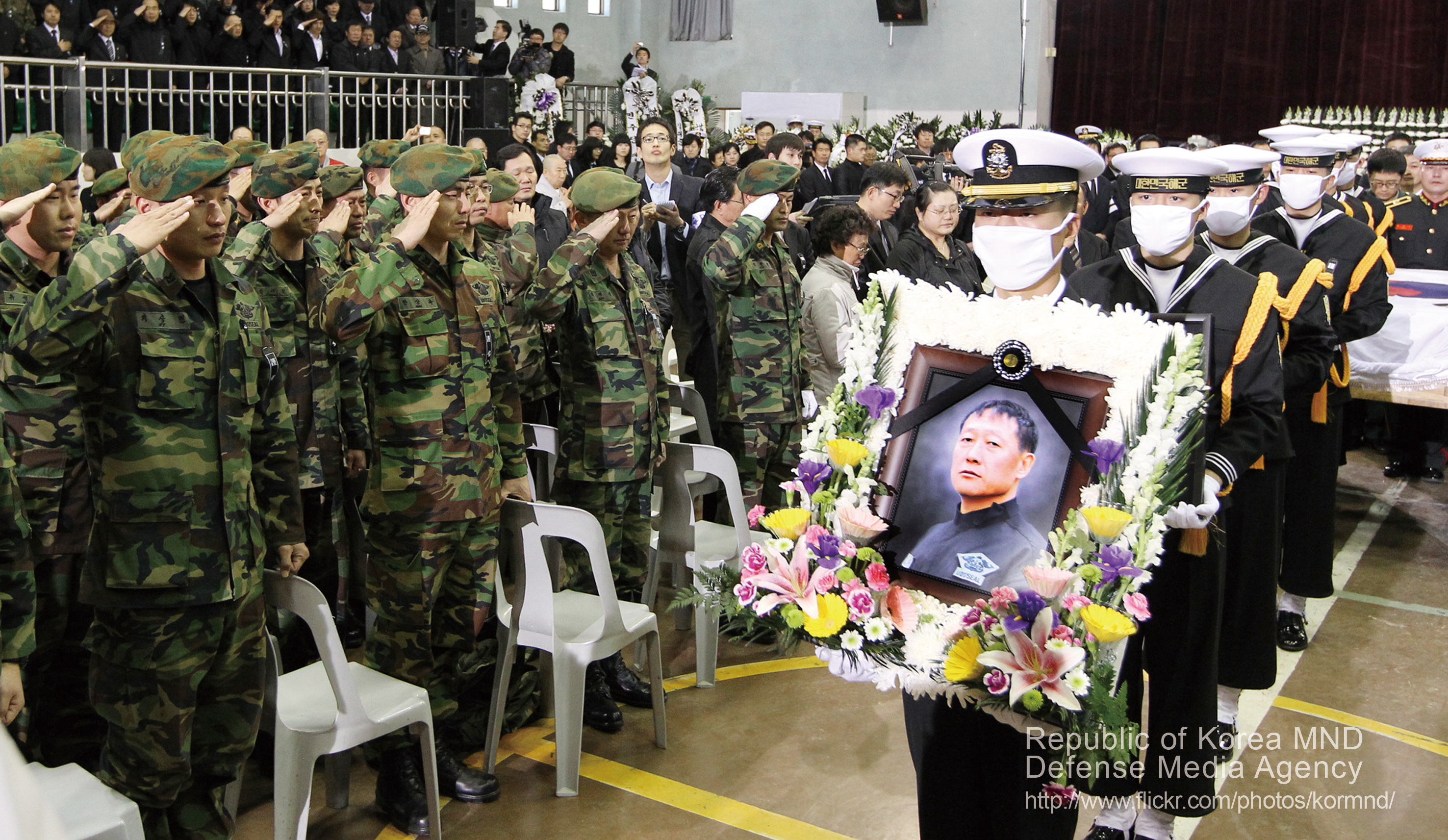
斑柄戦闘服姿のUDT/SEALs隊員（2010年4月3日）
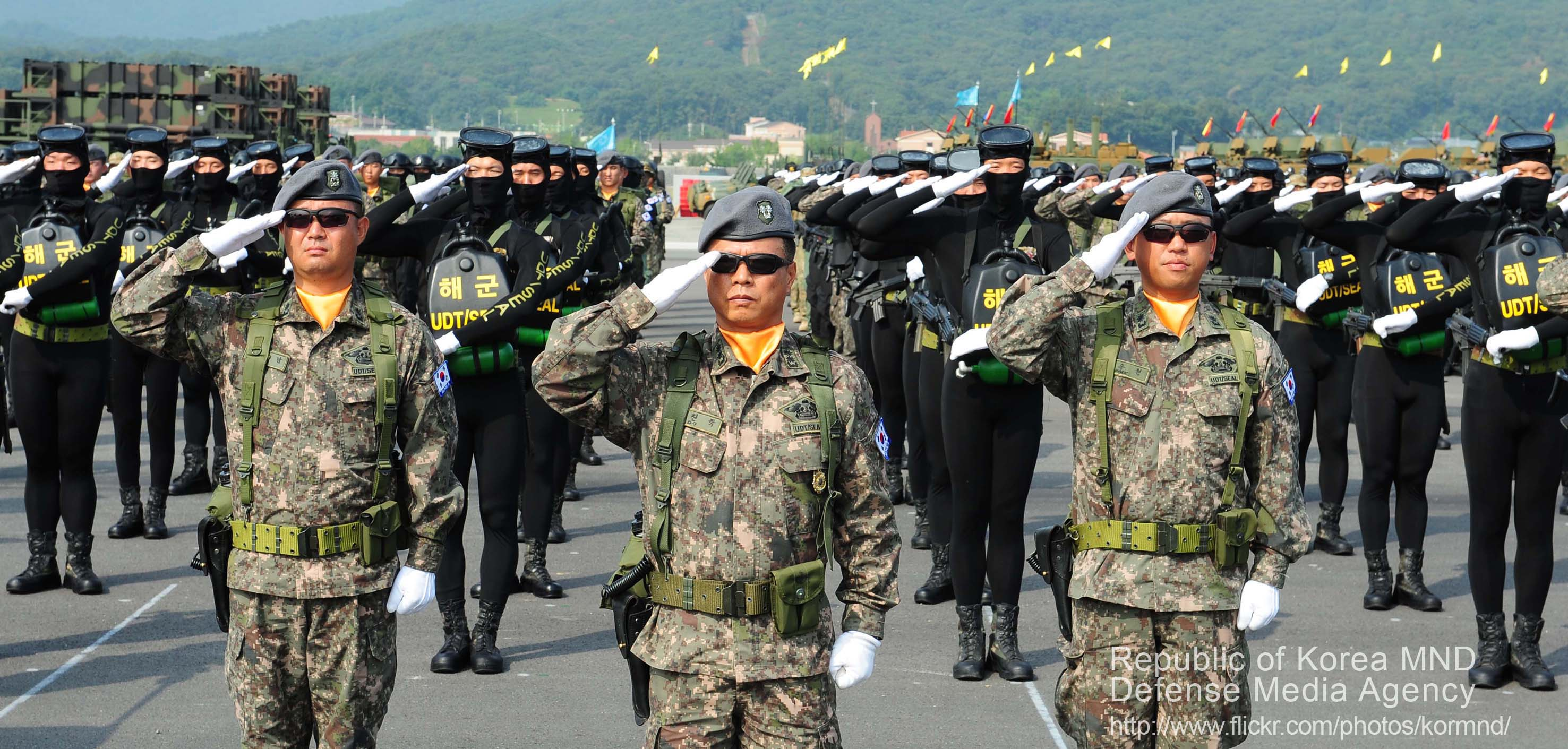
迷彩服姿のUDT/SEALs部隊長（手前）およびウェットスーツ姿の隊員（2013年9月17日）
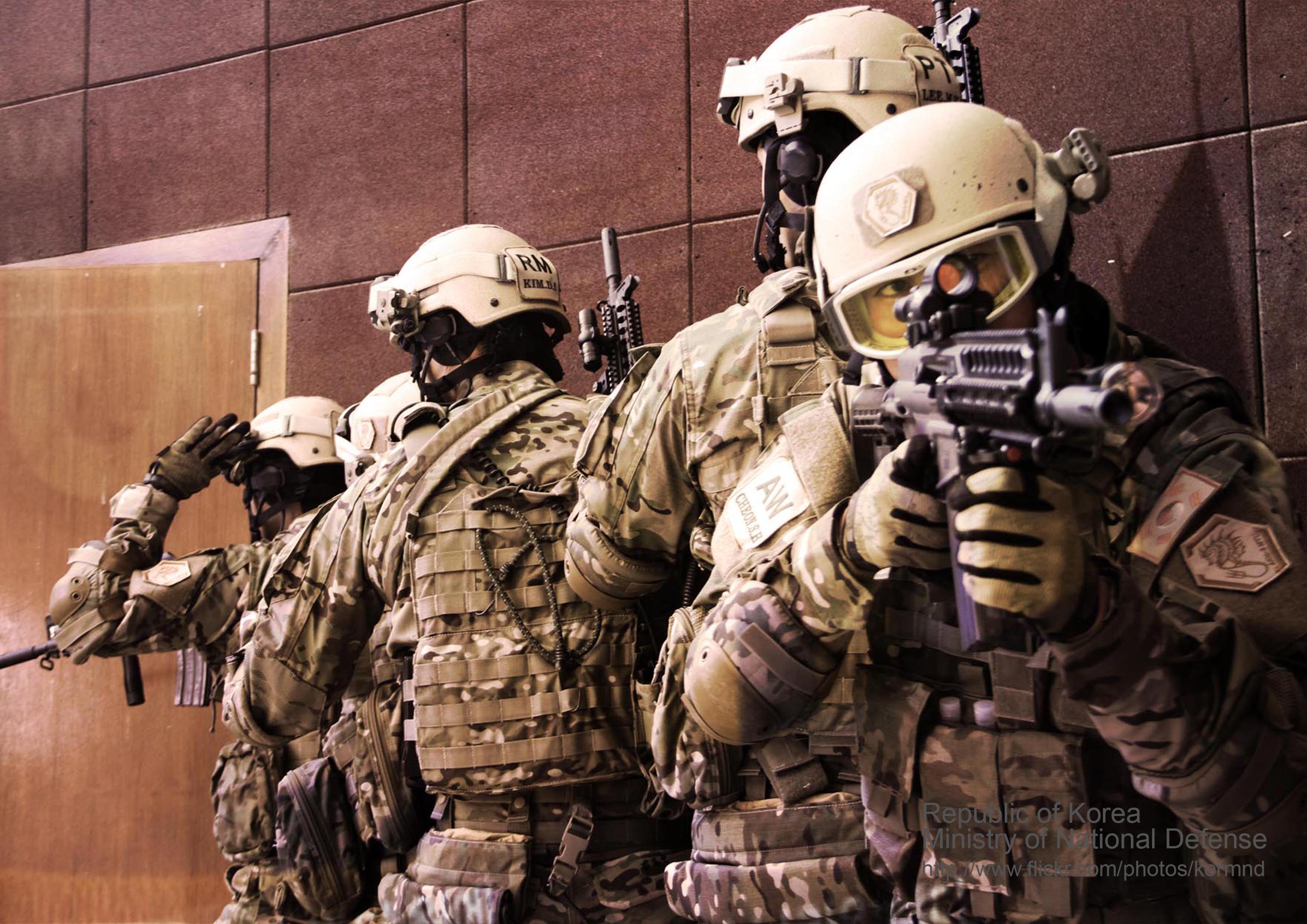
UDT/SEALs隊員（2012年6月13日）
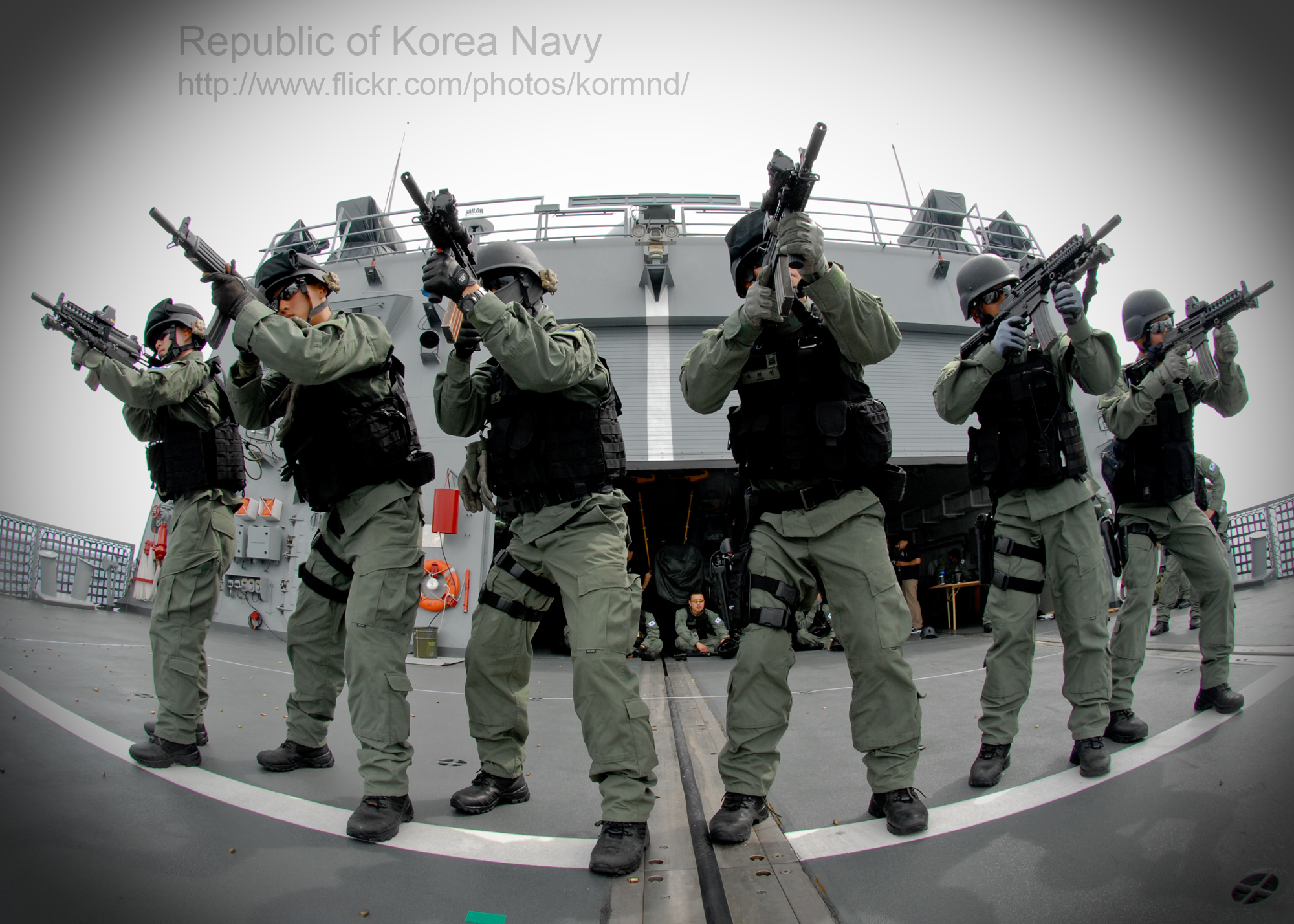
清海部隊隊員（2009年7月21日）
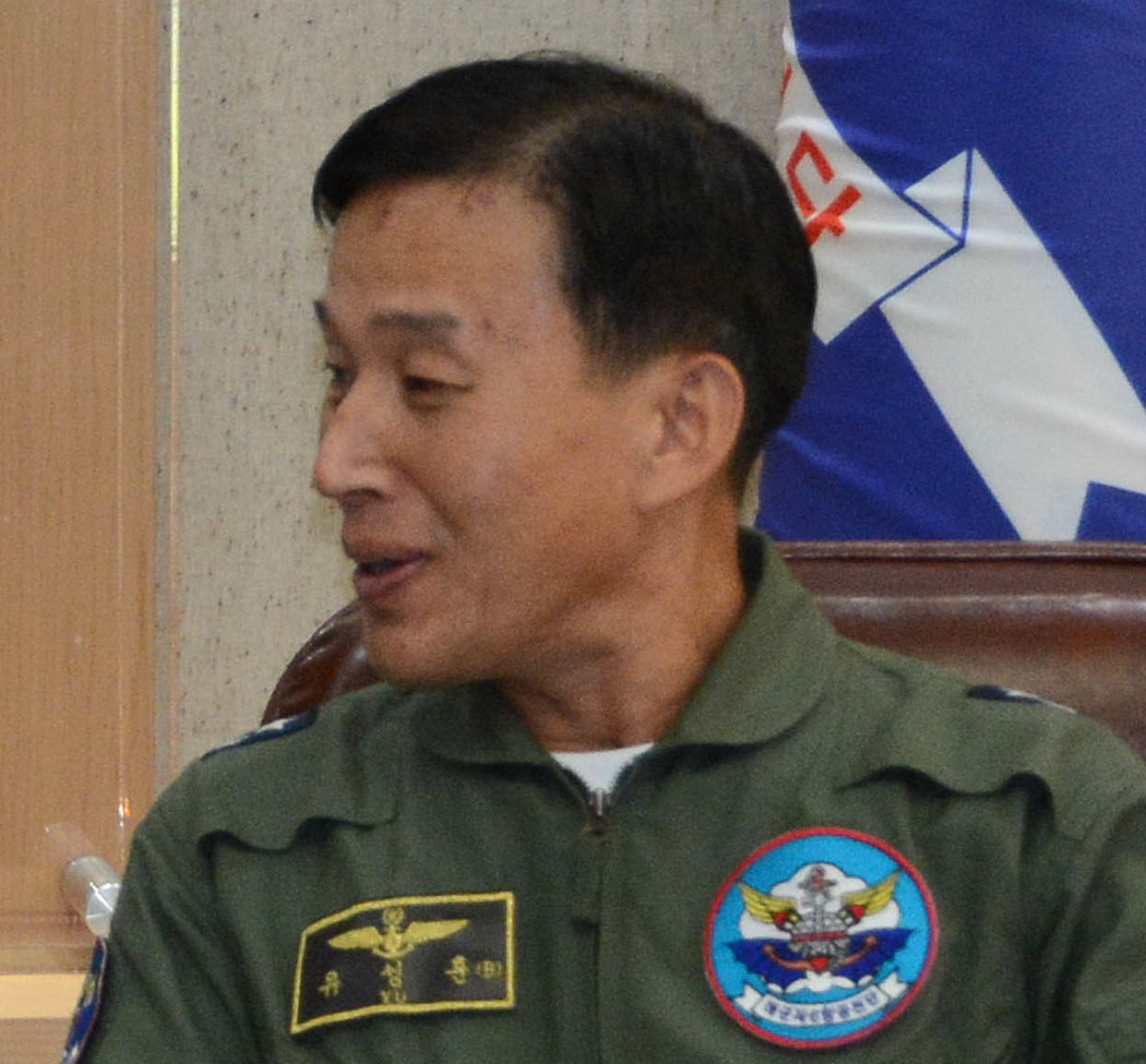
海軍飛行服姿の兪聖薰准将（2014年9月）
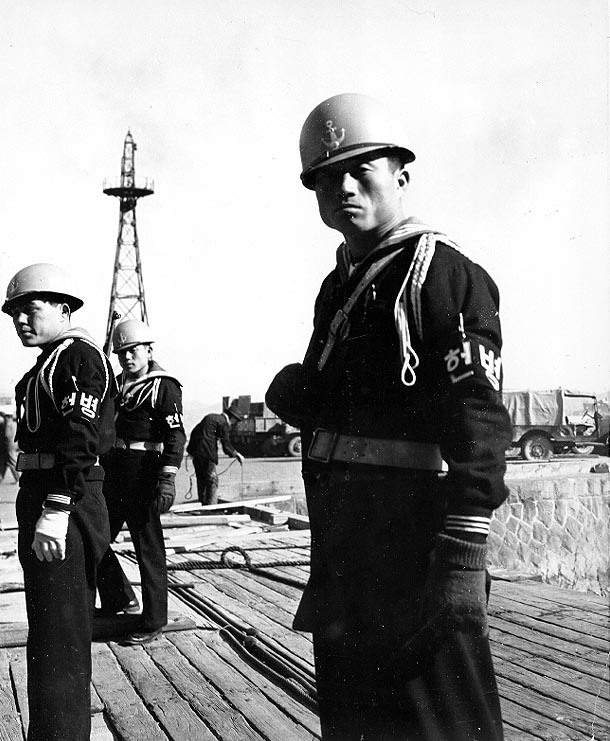
朝鮮戦争期の海軍憲兵（1950年）
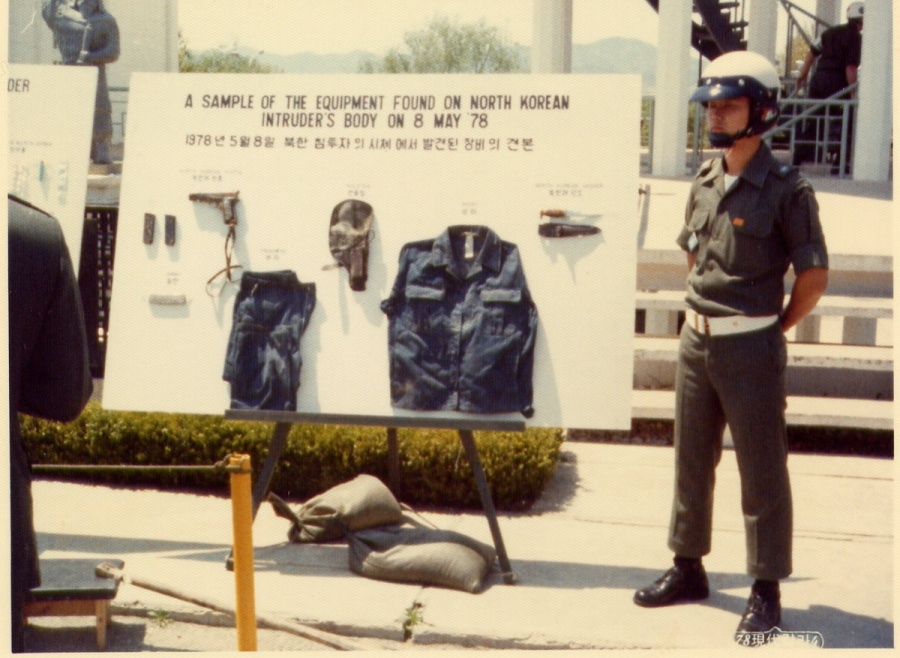
板門店勤務の海軍憲兵（1978年）
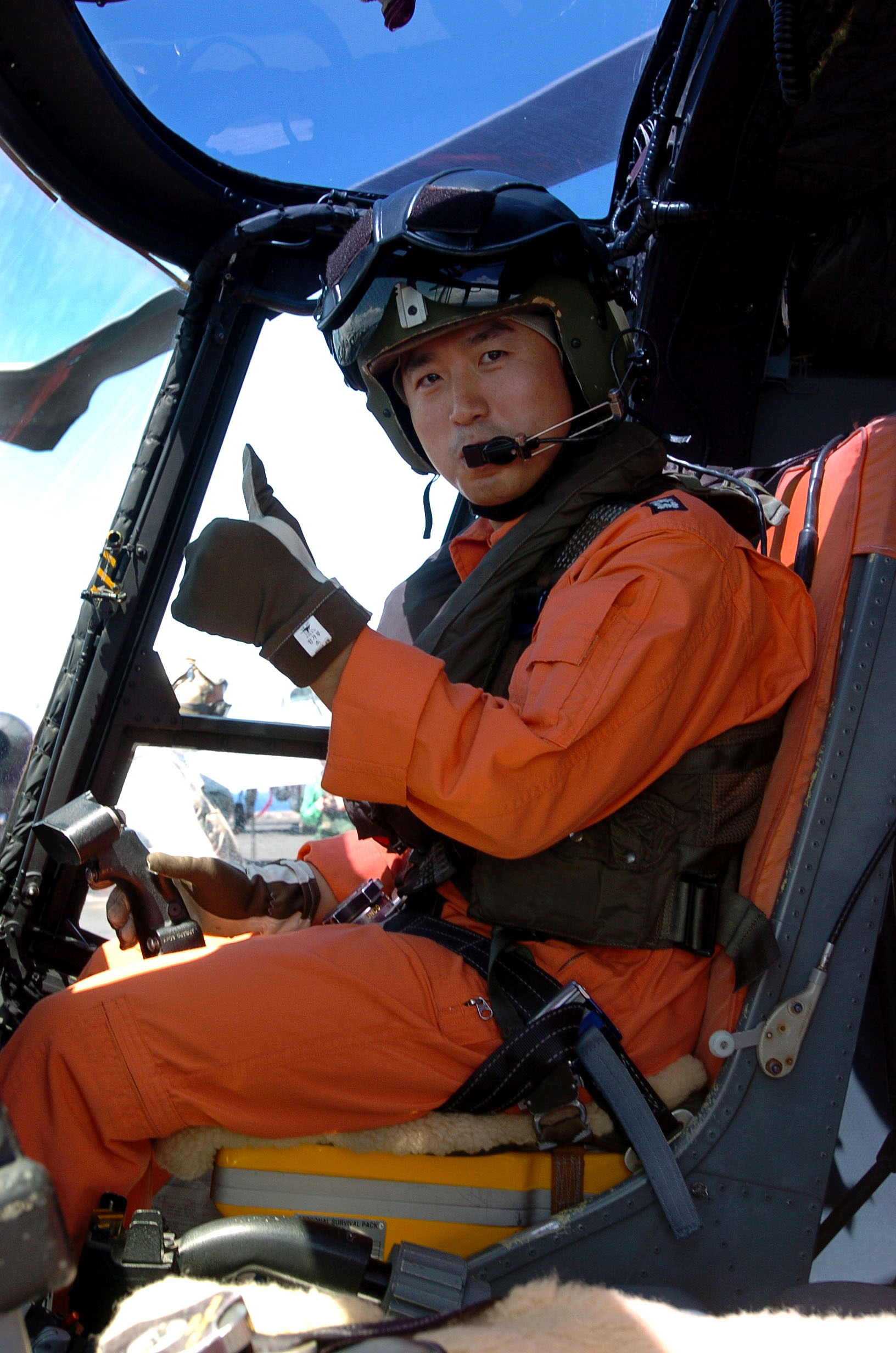
ヘリコプター搭乗員（2004年7月12日）
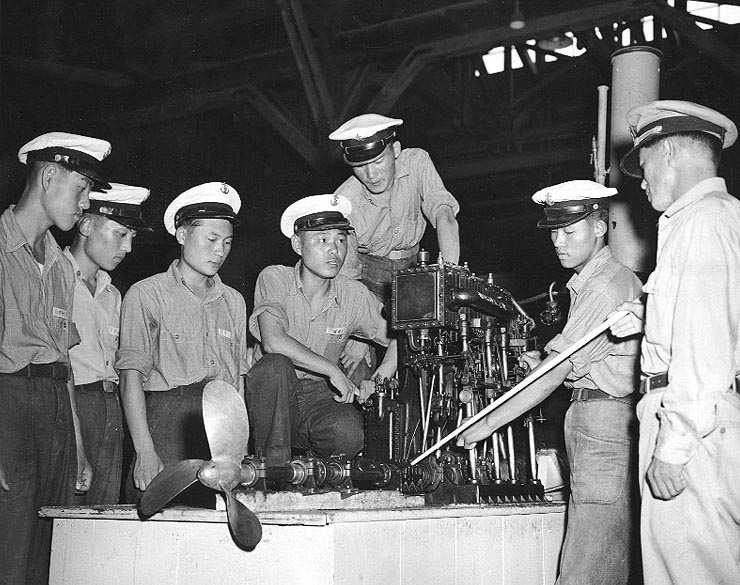
士官学校生徒（1952年）
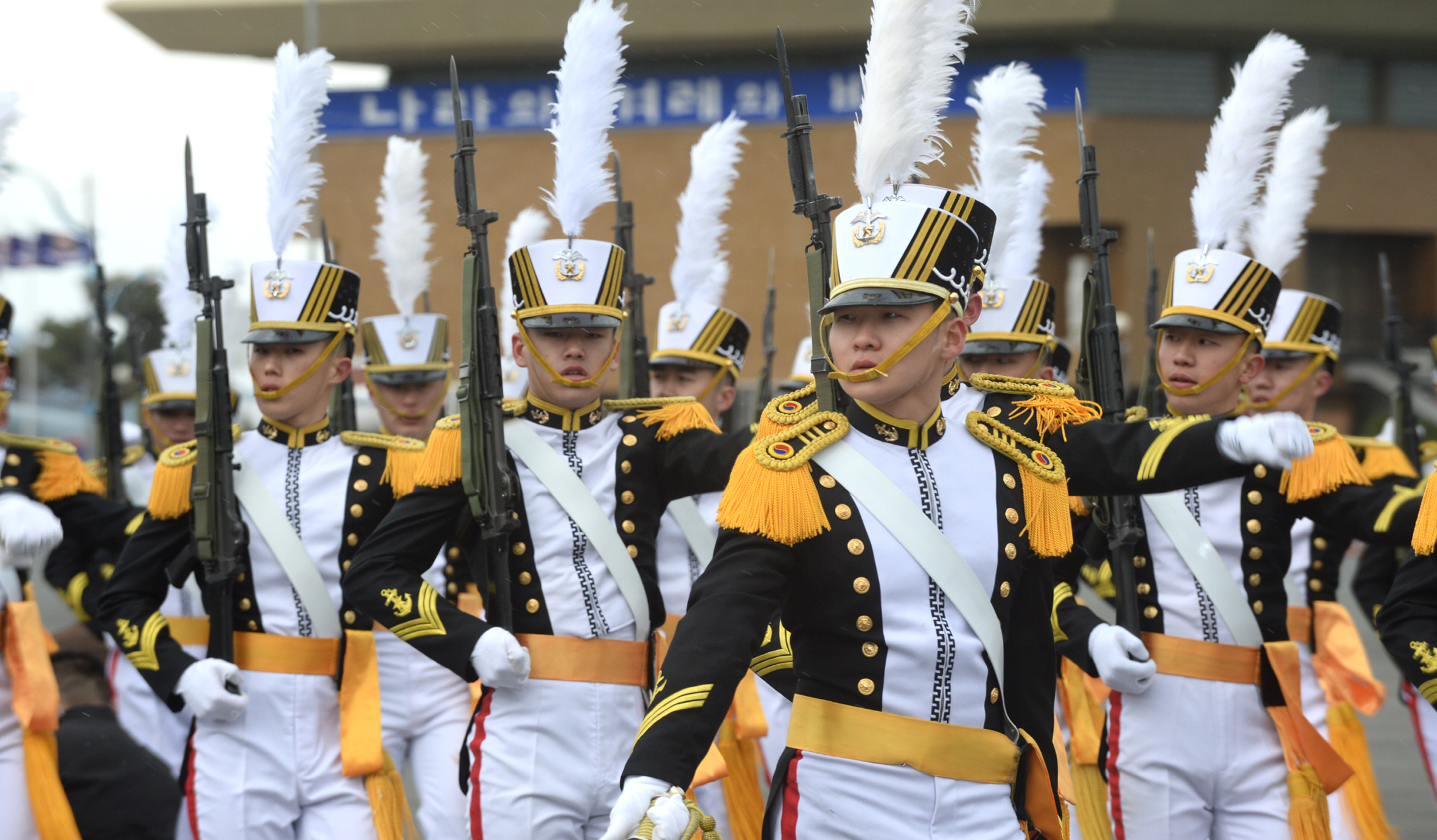
海軍士官学校生徒

#### 海兵隊の軍服
冬季正服は基本的に陸軍と同じデザインだが、ブレザーは緑が強く、中に着用するシャツとネクタイはカーキ色である。夏季は半そでとなる。
かつては夏季にも上下カーキ色のブレザータイプの正服が使用されていたが、1970年に廃止された。現在の夏季正服はそれまで夏略正服ないし夏勤務服として使用されていたものを夏季正服としたものである。夏季ズボンはカーキ色と冬季と同じグリーン色が混在していたが、1982年にグリーンに統一された。
冬季正服は採用以来大きな変化はないが、1970年に袖章が追加され、1986年にブレザーの色が「スイカ色」と呼ばれる青みのかかった緑に変更された。また、当初襟には階級章が付いていたが、1987年1月に廃止された。礼服は1960年代に制定されたもので、夏は海軍一般部隊と似たギャバジン製の白い詰襟、冬は黒の詰襟で襟に装飾が入る。
勤務服は緑色で、1987年以降襟がノータイ式に変更。勤務服には制帽、もしくは八角帽を着用していたが、2016年より海軍一般部隊同様、略服にもギャリソンキャップが導入される事になった。
戦闘服は、1960年代は特戦のダックハンター迷彩等を使用していたが、1977年よりブロックパターン迷彩（石垣迷彩）を使用。1990年には陸軍と同じ斑柄迷彩服となったが、2010年以降のデジタル迷彩は海岸を想定しタイガーストライプ調となっている。ネームプレートを右胸ポケットと平行に取り付けるのも大きな特徴である。八角帽の前面には階級章を付けるが、2014年から兵卒は付けなくなった。

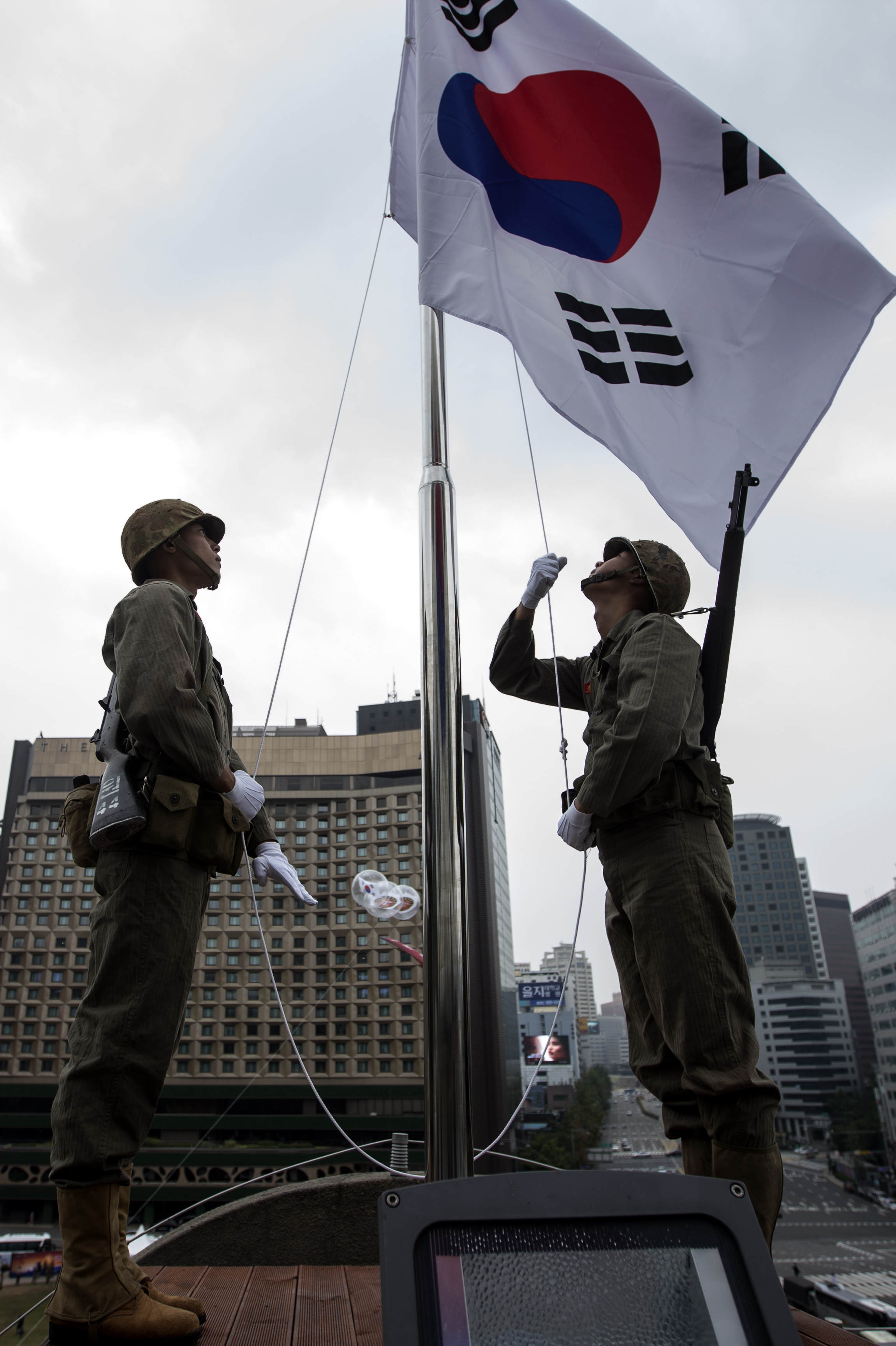
朝鮮戦争時代の海兵隊制服
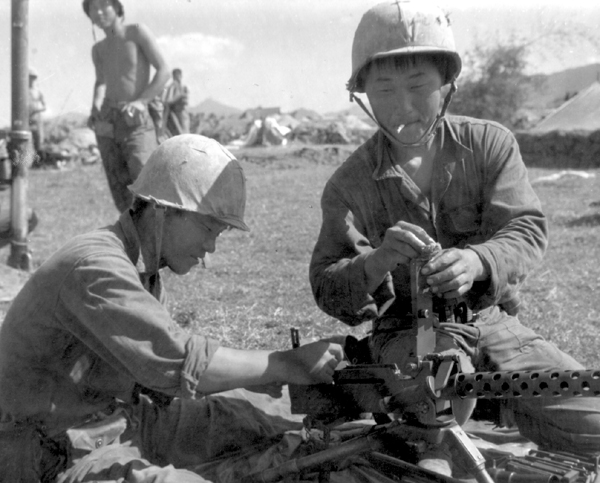
ベトナム戦争における第2海兵旅団所属の隊員
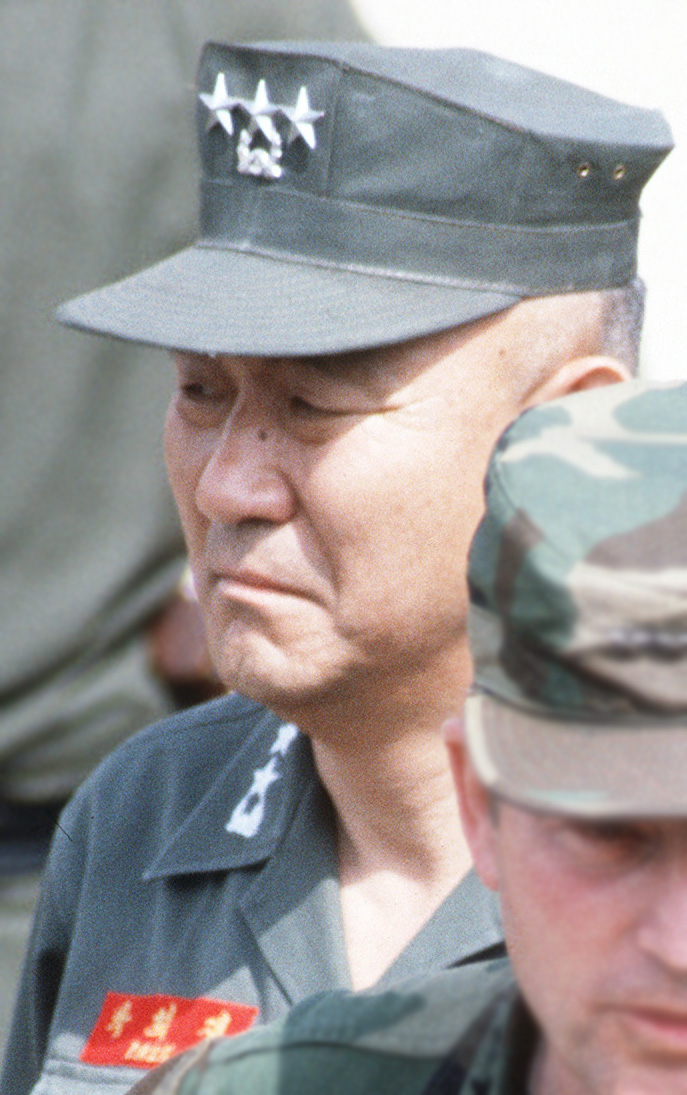
将官用戦闘帽（朴喜宰中将、1984年5月9日）
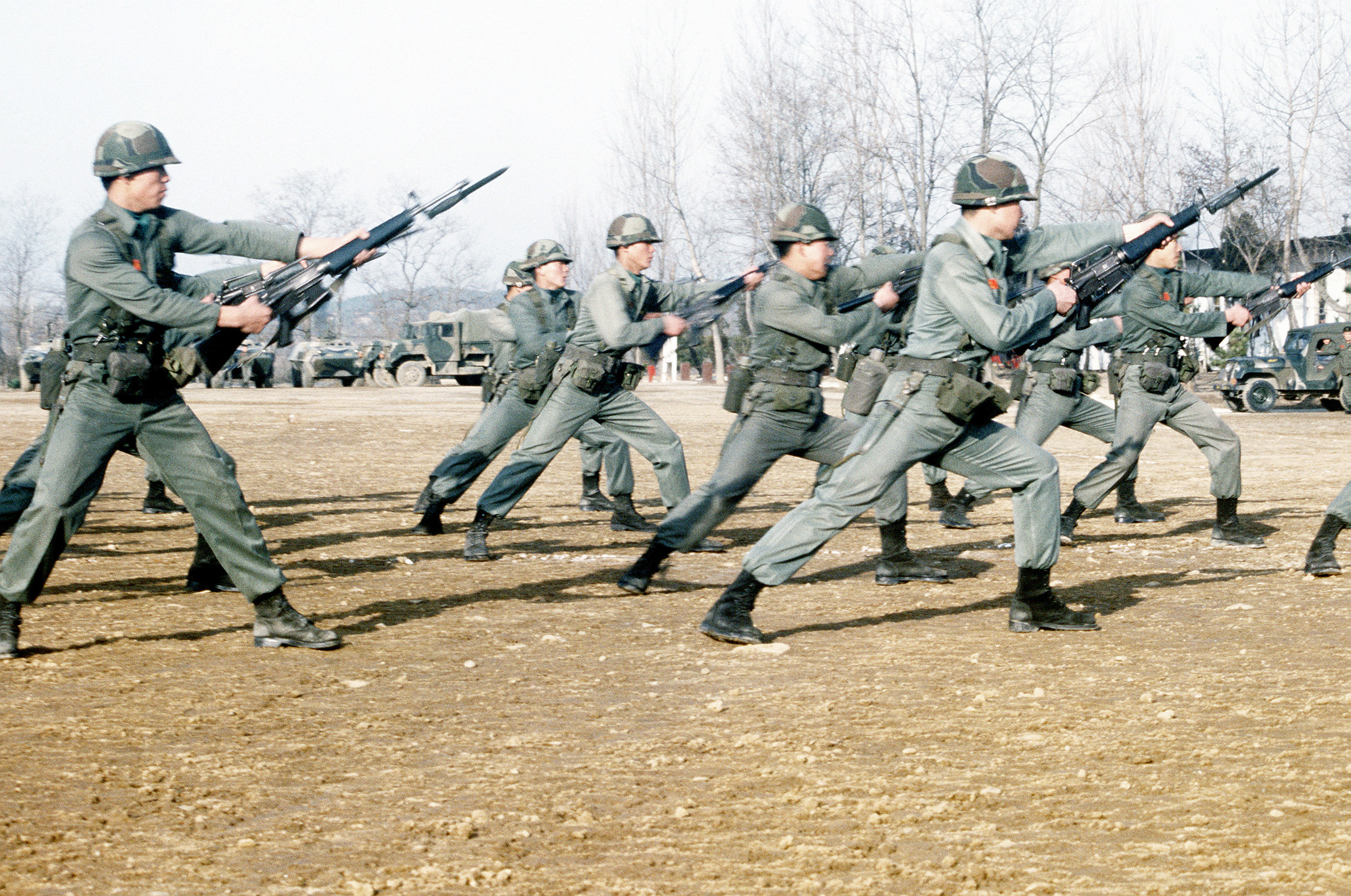
海兵隊戦闘服（1983年3月）
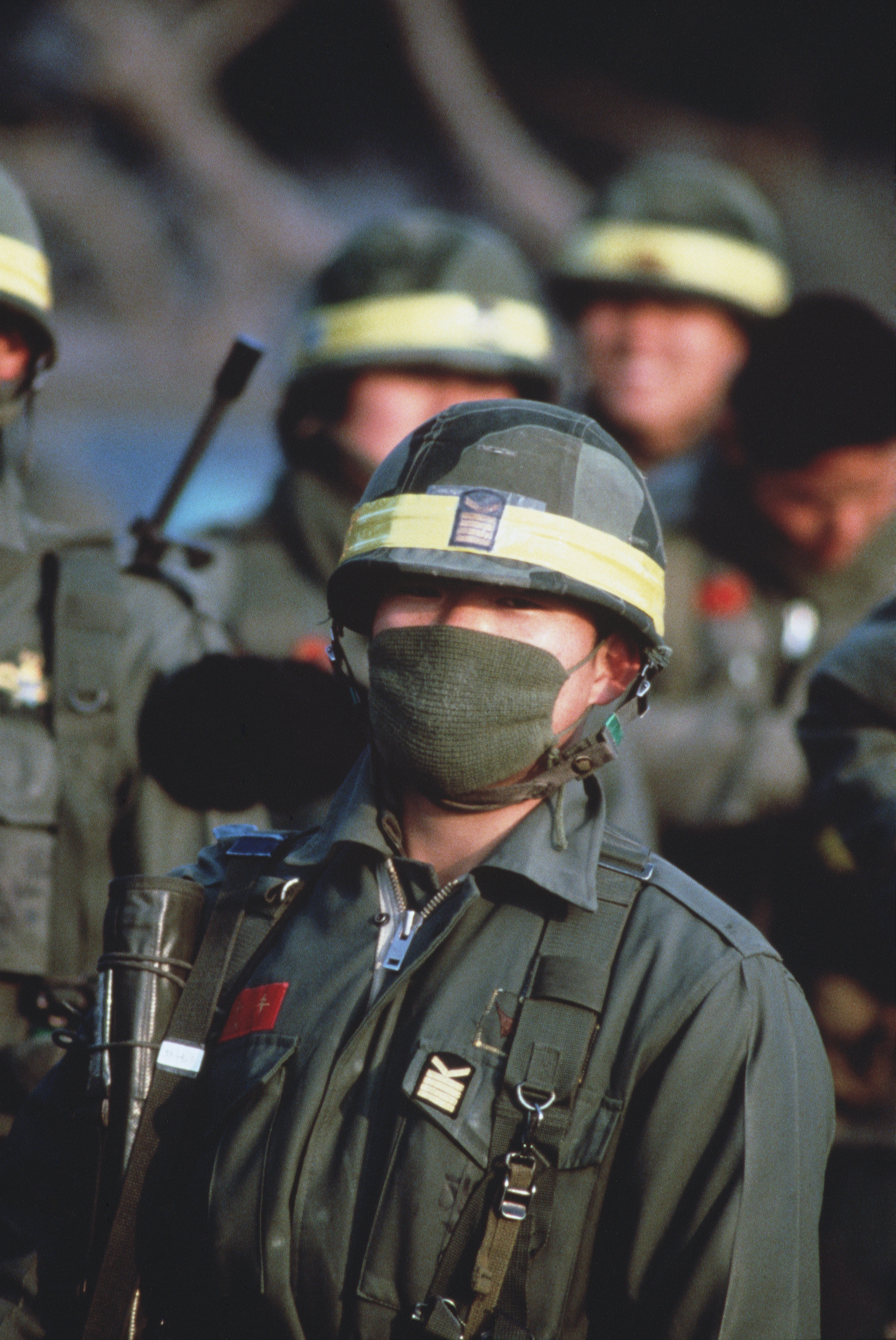
旧式階級章（海兵下士）
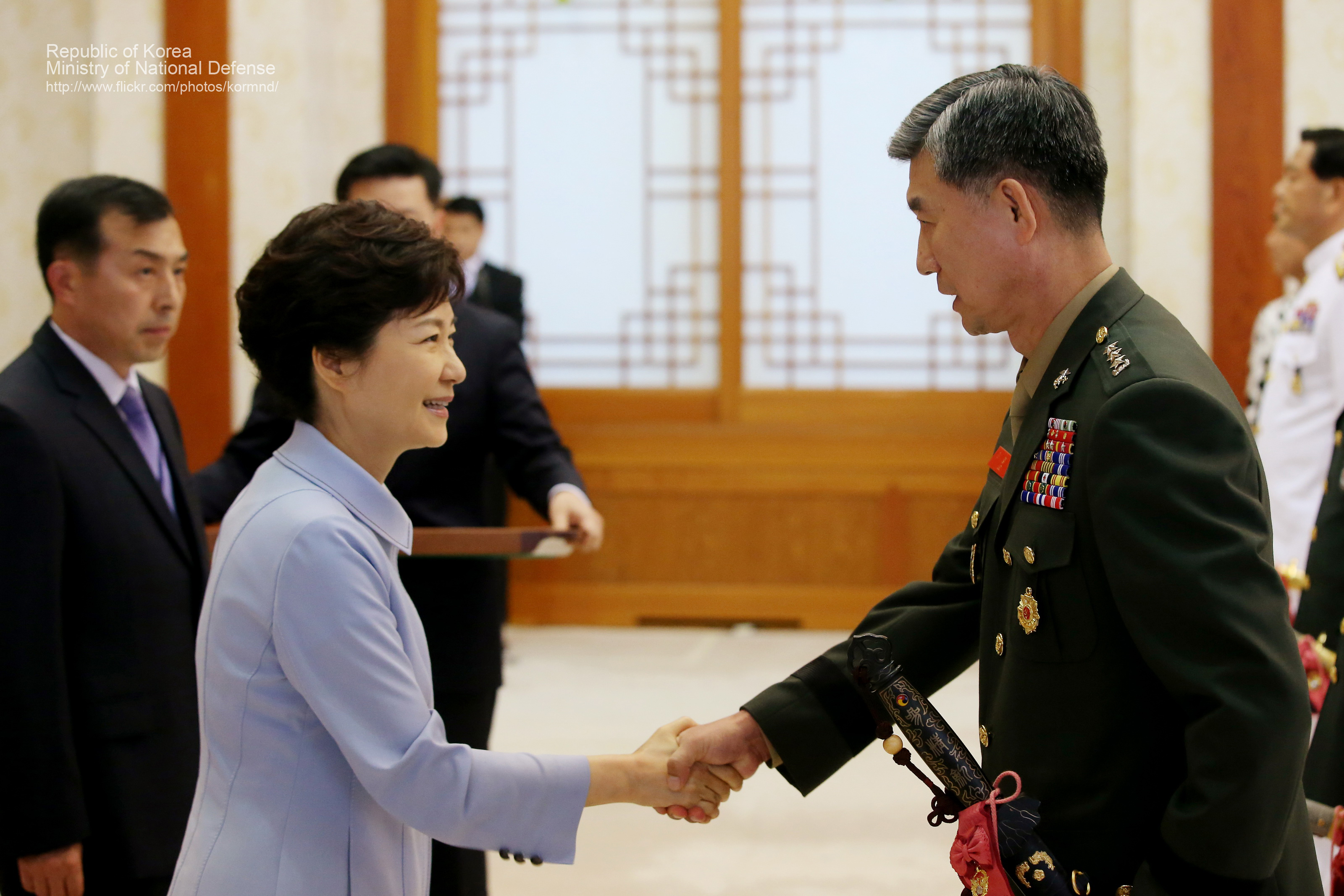
冬季制服の中将（2013年10月）
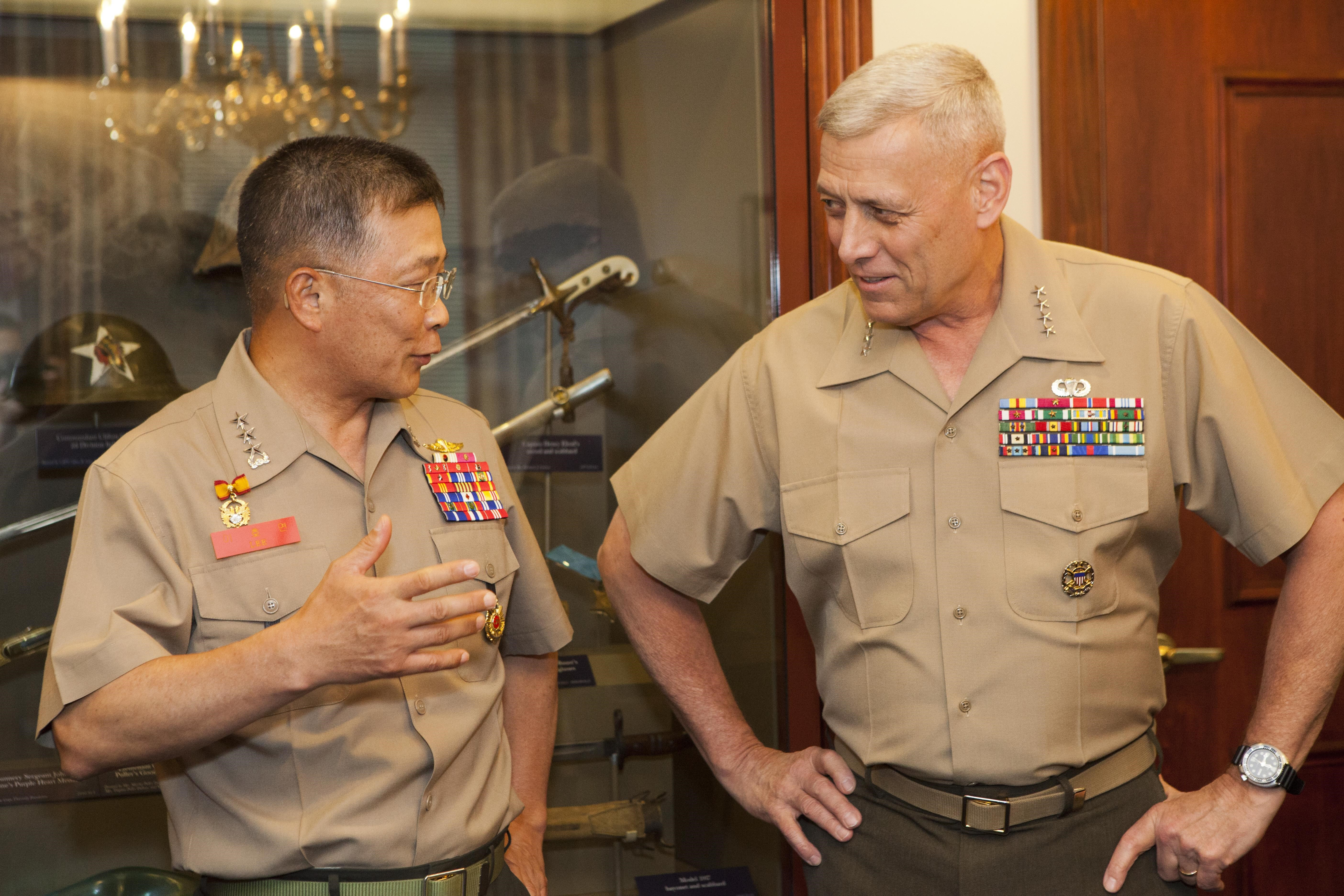
夏季勤務服の将官（李浩淵中将、2013年7月）
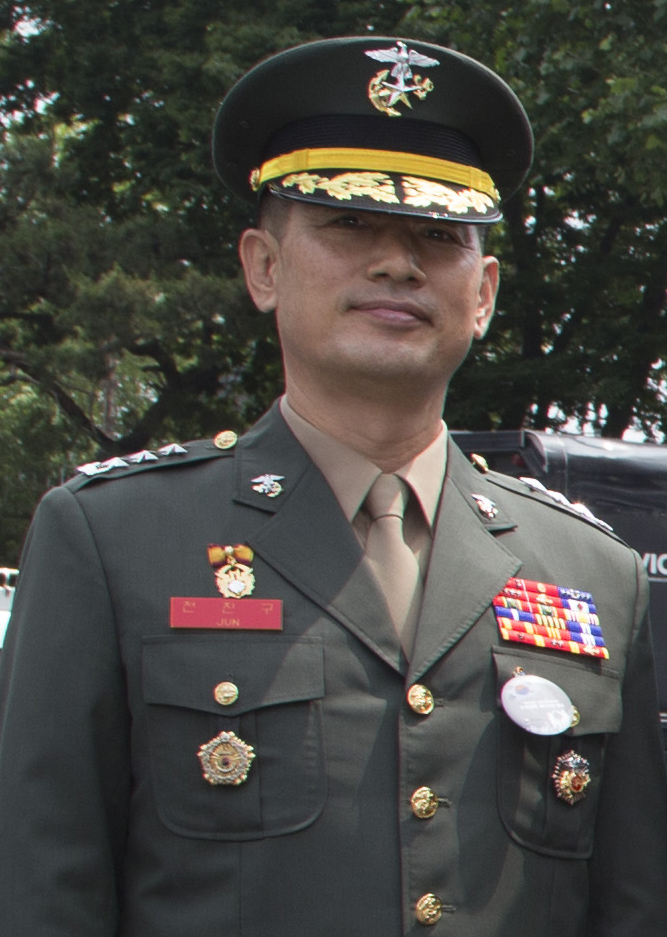
将官用制帽（海兵隊司令官、全振九中将、2017年6月25日）
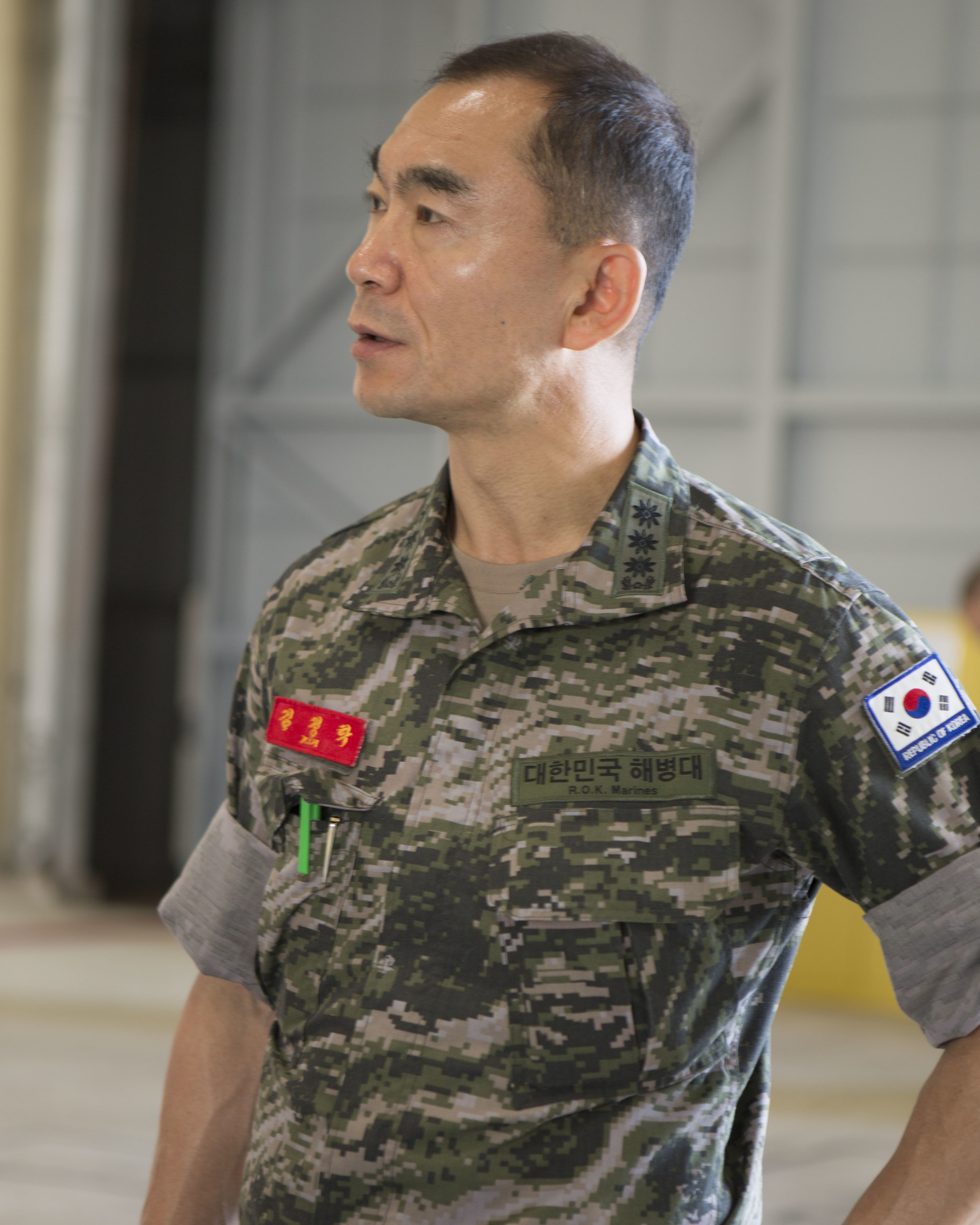
迷彩服姿の海兵大佐（2015年7月）
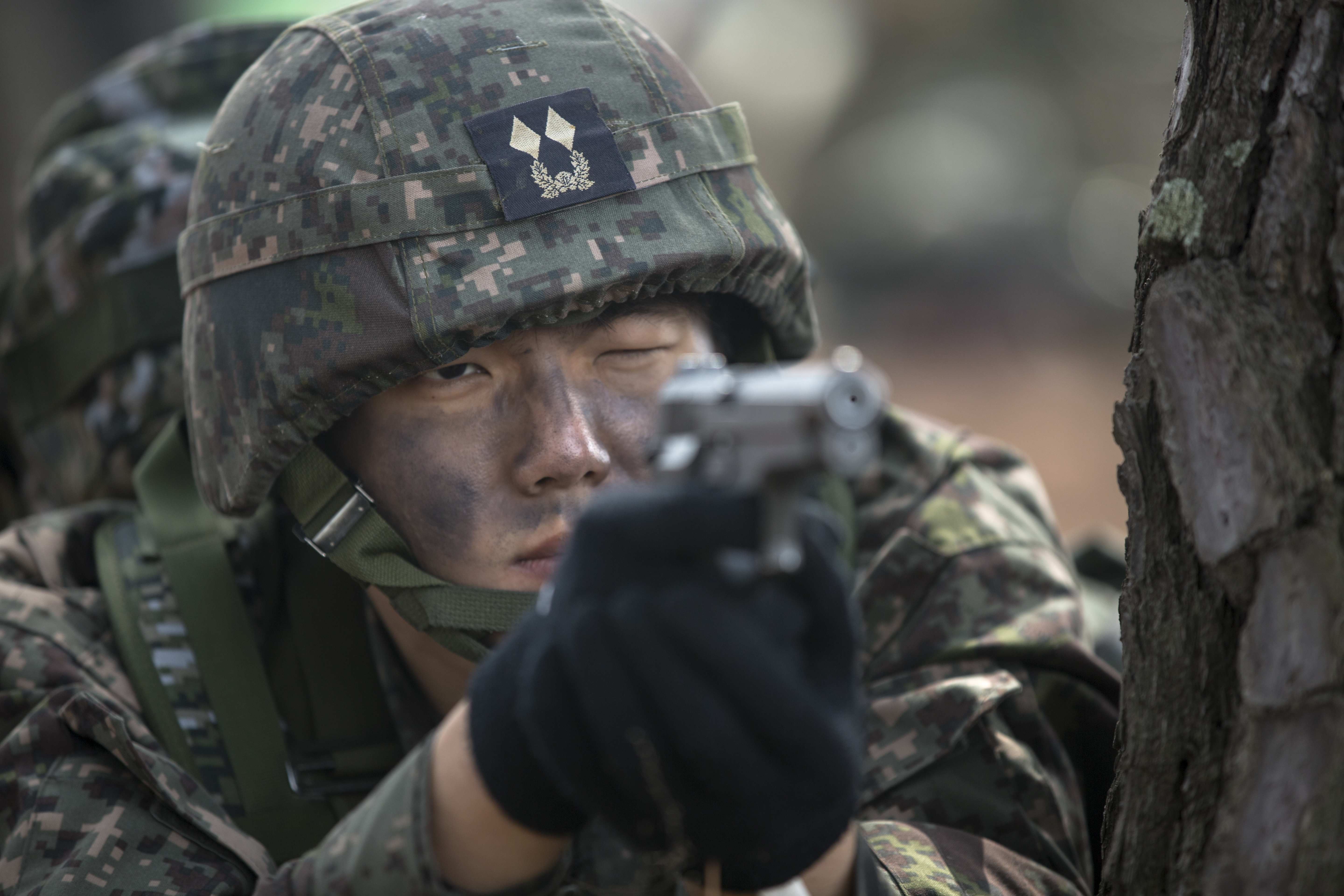
戦闘服姿の海兵中尉（2014年4月）
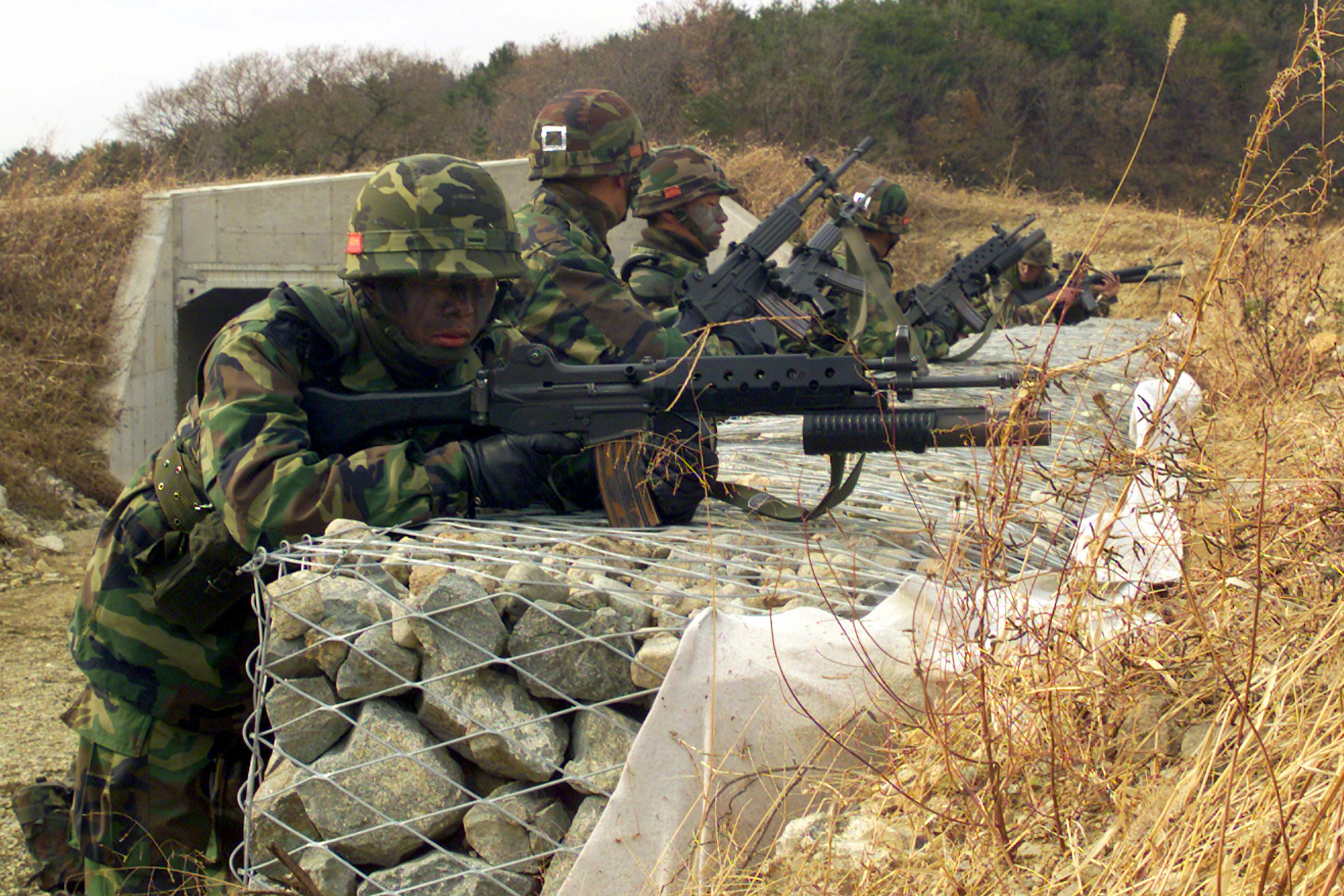
K2を構える海兵隊員（2002年11月20日）
タイ王国海兵隊との合同訓練に参加する海兵隊員。前列右から二番目の上等兵はK3、それ以外はK2を携行。右端1列はタイ海兵隊（2014年2月14日）
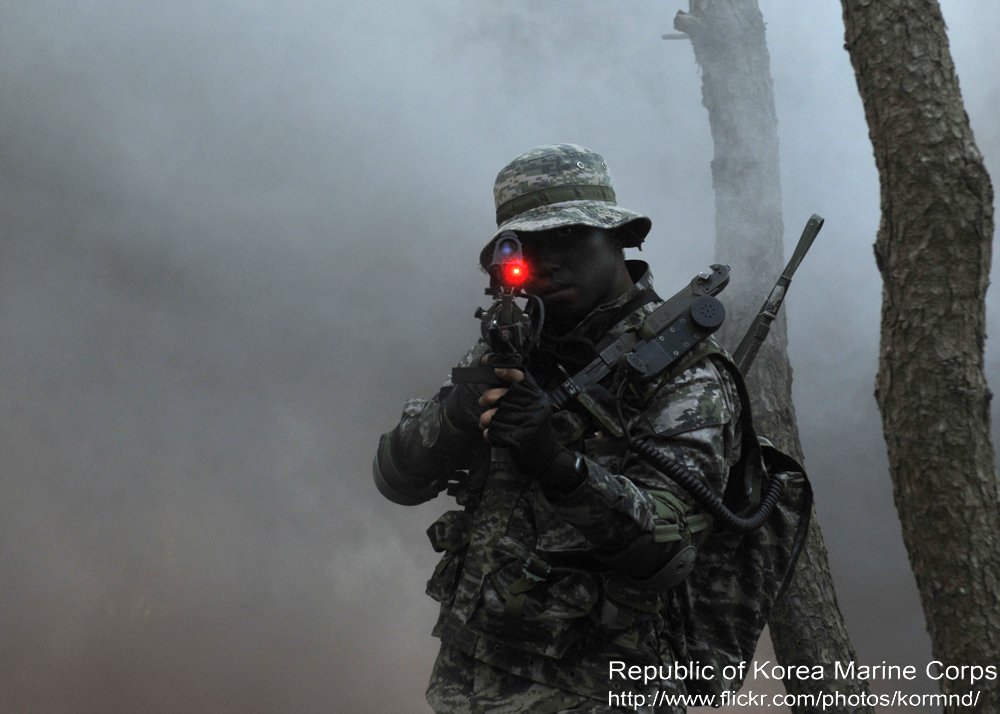
海兵隊偵察兵
海兵憲兵SWAT
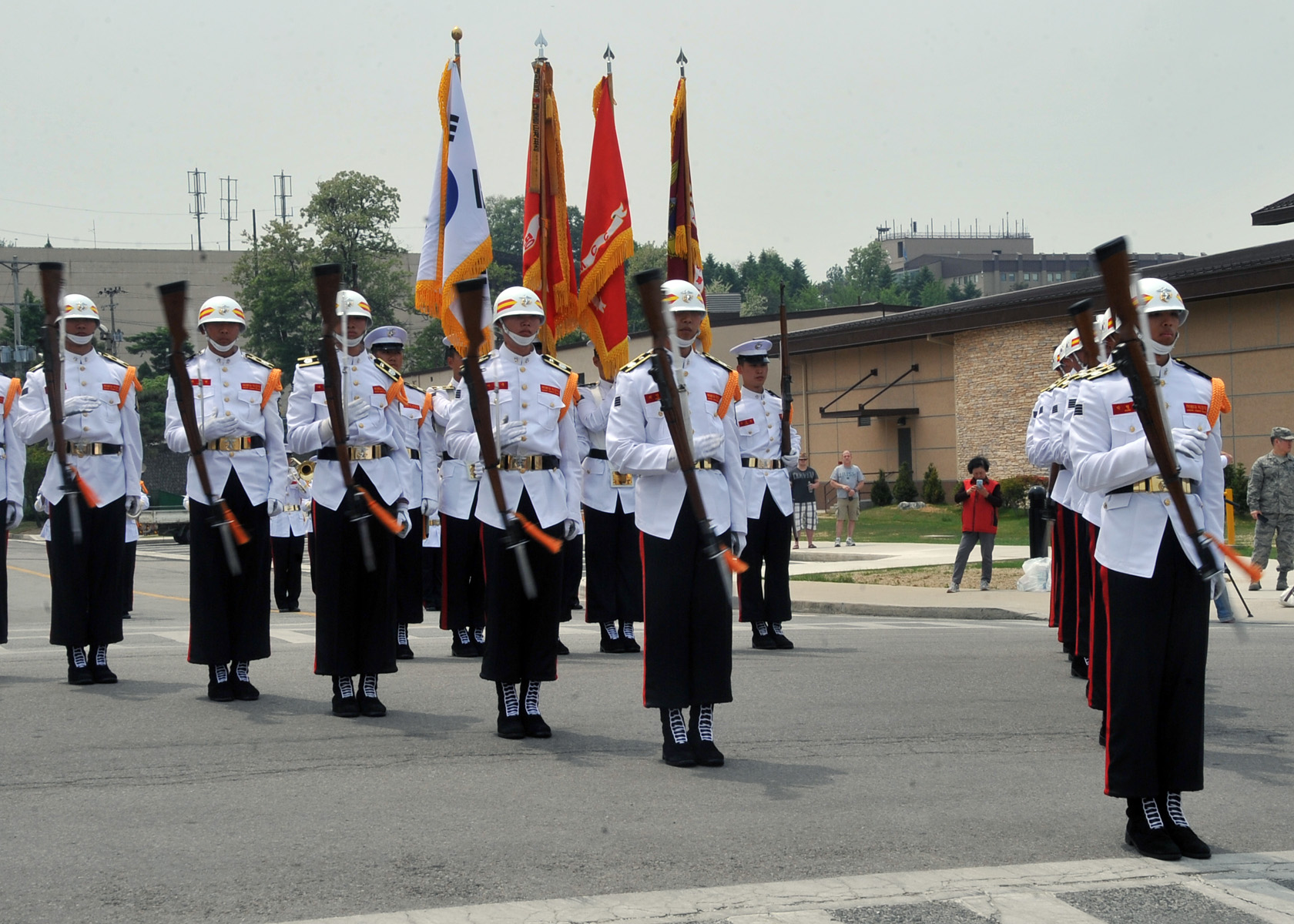
海兵隊儀仗隊
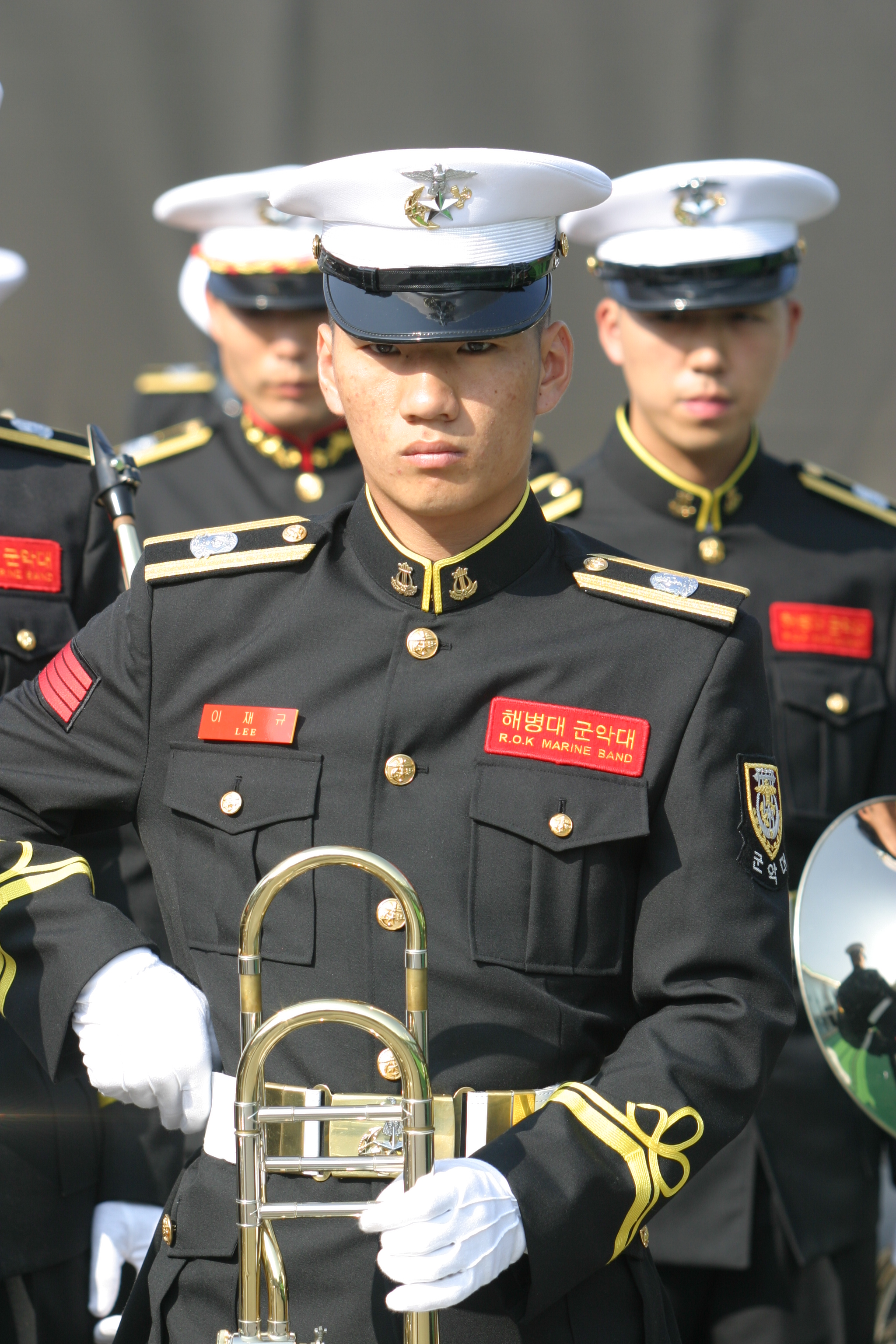
海兵隊軍楽兵
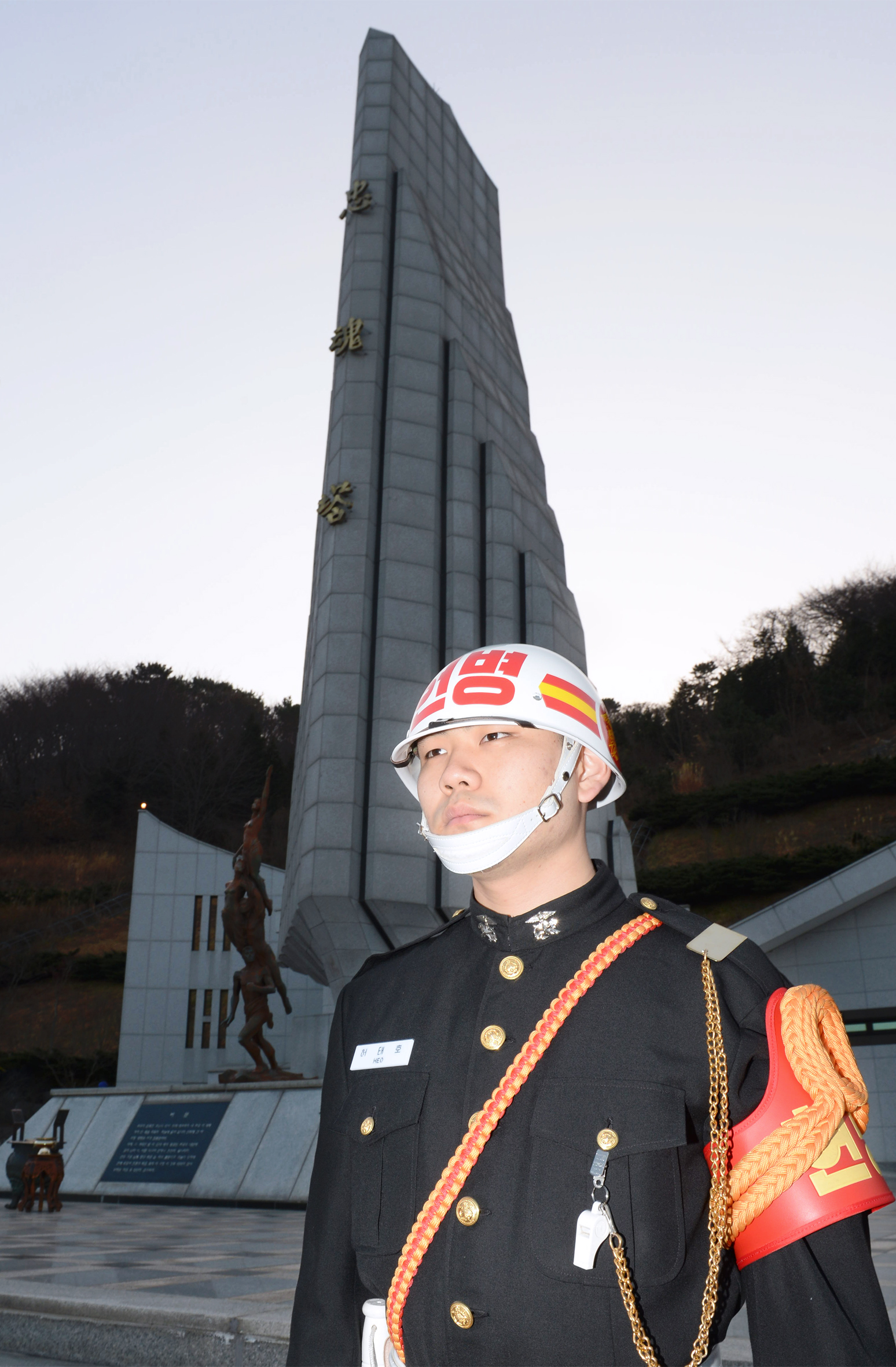
海兵憲兵（2014年1月）

### 大韓民国空軍の軍服
正服の制定は1949年10月。制定当初は灰色のブレザーであったが、1952年3月改定で夏正服はシルバーグレー、冬正服は紺のブレザーとなった。何れも材質はウールであったが、1976年改正で冬正服はウールもしくは混紡、夏服は紺のテトロンもしくは混紡とされた。
略服（勤務服）は1949年10月制定された。紺のアイクジャケットで、アイク服とも呼称されていた。夏季にはネクタイを外して襟を上着の外に広げるといった、日本陸軍防暑衣のイチョウ襟（オープンカラー）のようなスタイルであったという。現在の様なネクタイの付いたシャツスタイルとなったのは1952年3月である。夏勤務服は将校は上下シルバーグレーのウールまたは混紡素材、下士卒はカーキ綿織 のノータイ半袖であったが、1975年7月以降シャツは水色、ズボンは紺になった。また、冬勤務服は1978年にネクタイが廃止されたが、2012年に復活した。
士官候補生の礼服は1955年に制定され、1963年11月改正で冬服夏服の区分をなくし、1974年に現在の形となった。将校礼服および晩餐服は1975年制定。
将校用外套は1952年制定当時、前合わせの内ボタンないしジッパー式の絨緞製オーバーコートであったが、1963年以降ダブルブレストのトレンチコートとなった。一方で下士卒向けには1962年に丈の短いダブルブレストのコートが制定され、1976年にジャンパーに変更された。しかし、警備員や駅員に誤認されるなど現場からはすこぶる不評であり、2012年よりコートに戻された。

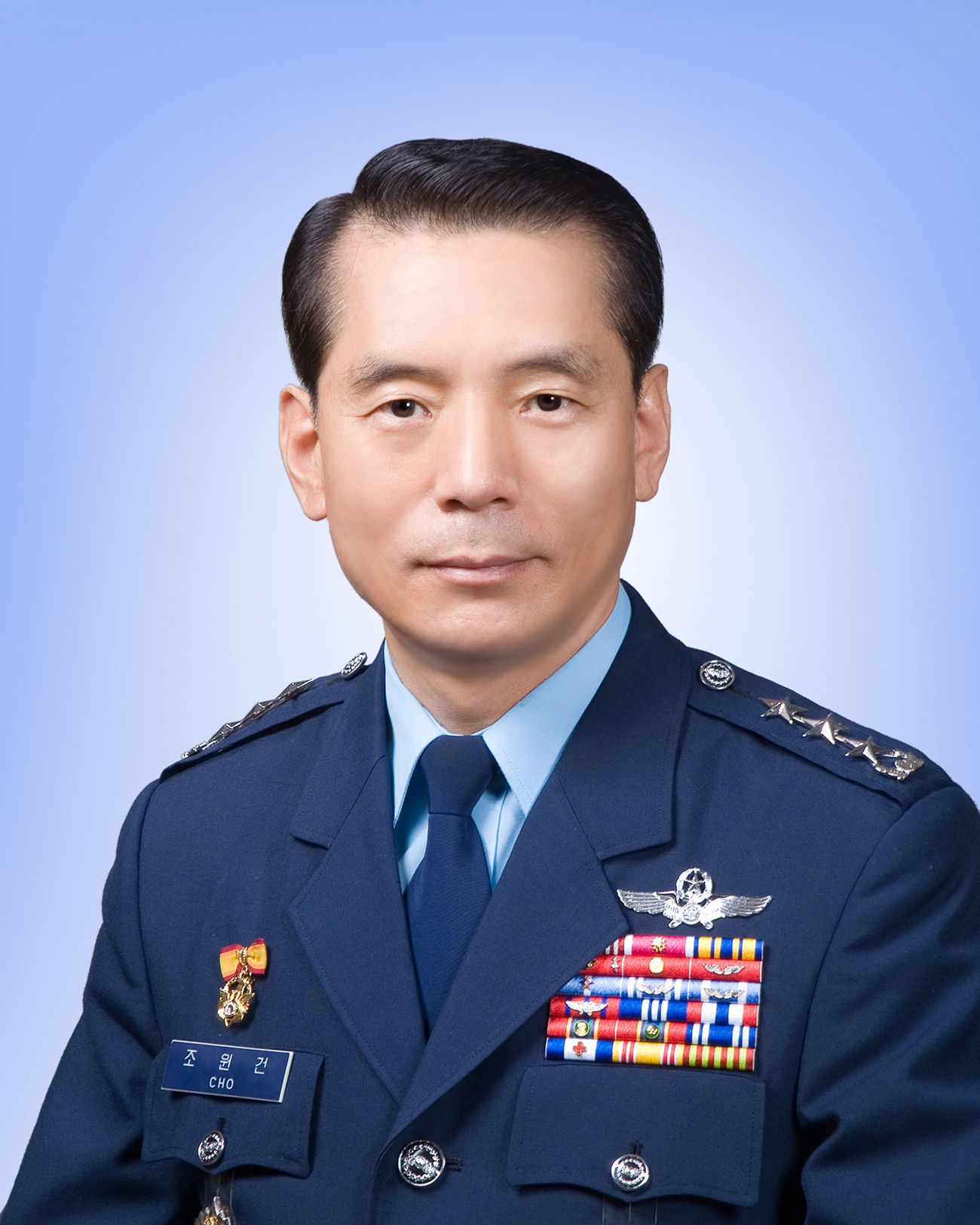
冬正服の空軍中将
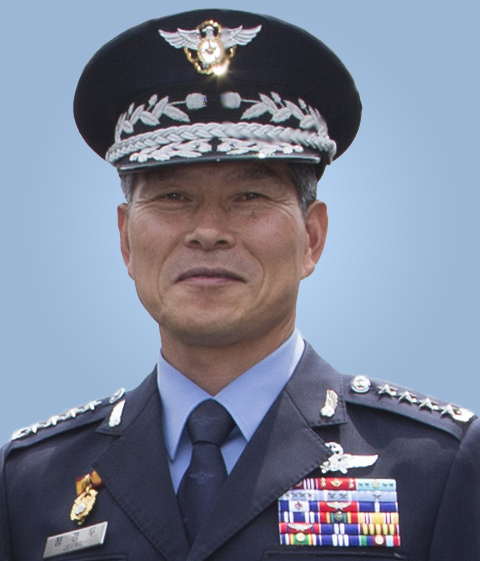
将官用制帽（空軍参謀総長鄭景斗大将、2017年6月25日）
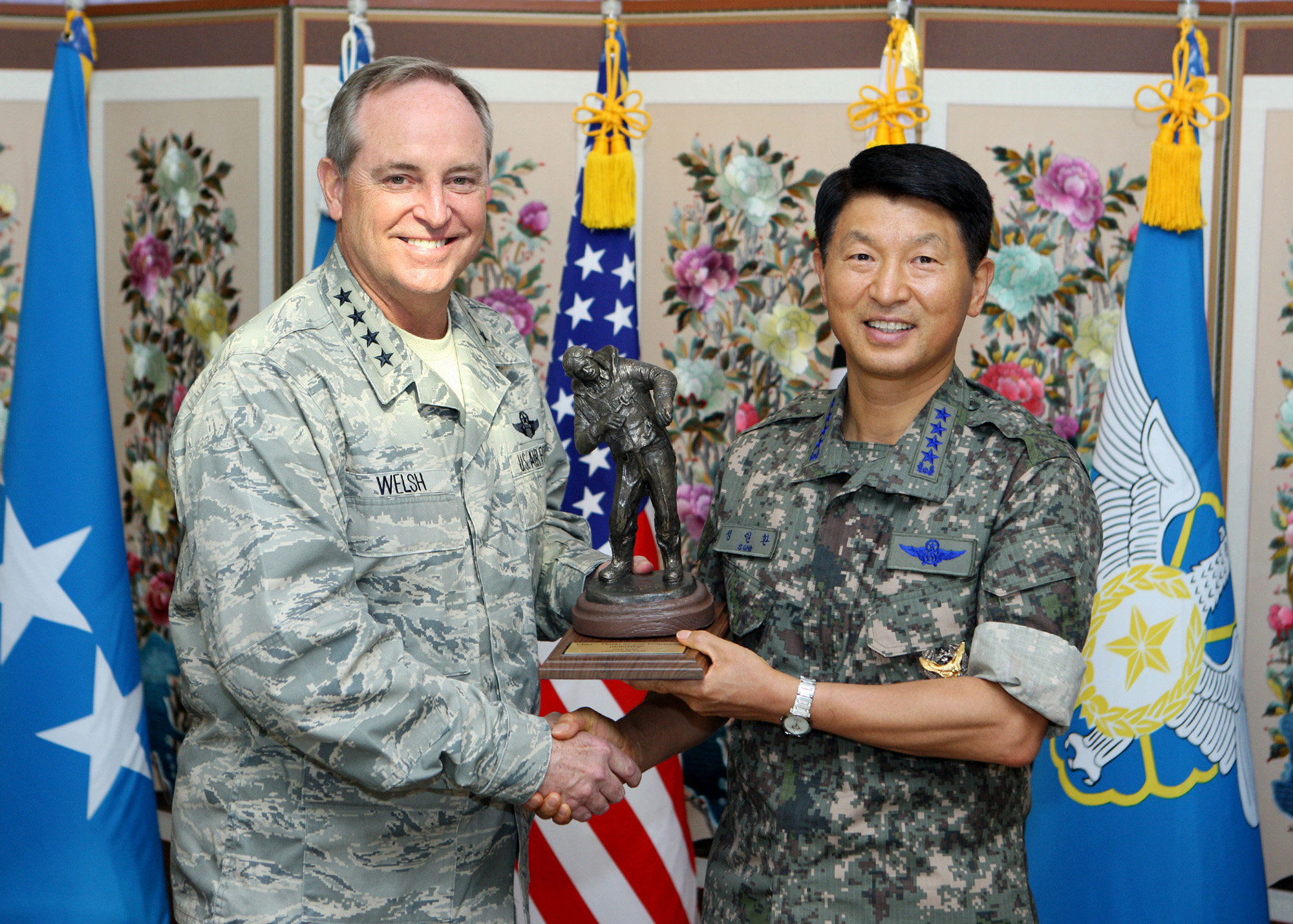
迷彩服姿の空軍大将（成日煥（朝鮮語版）空軍参謀総長、2013年8月）。
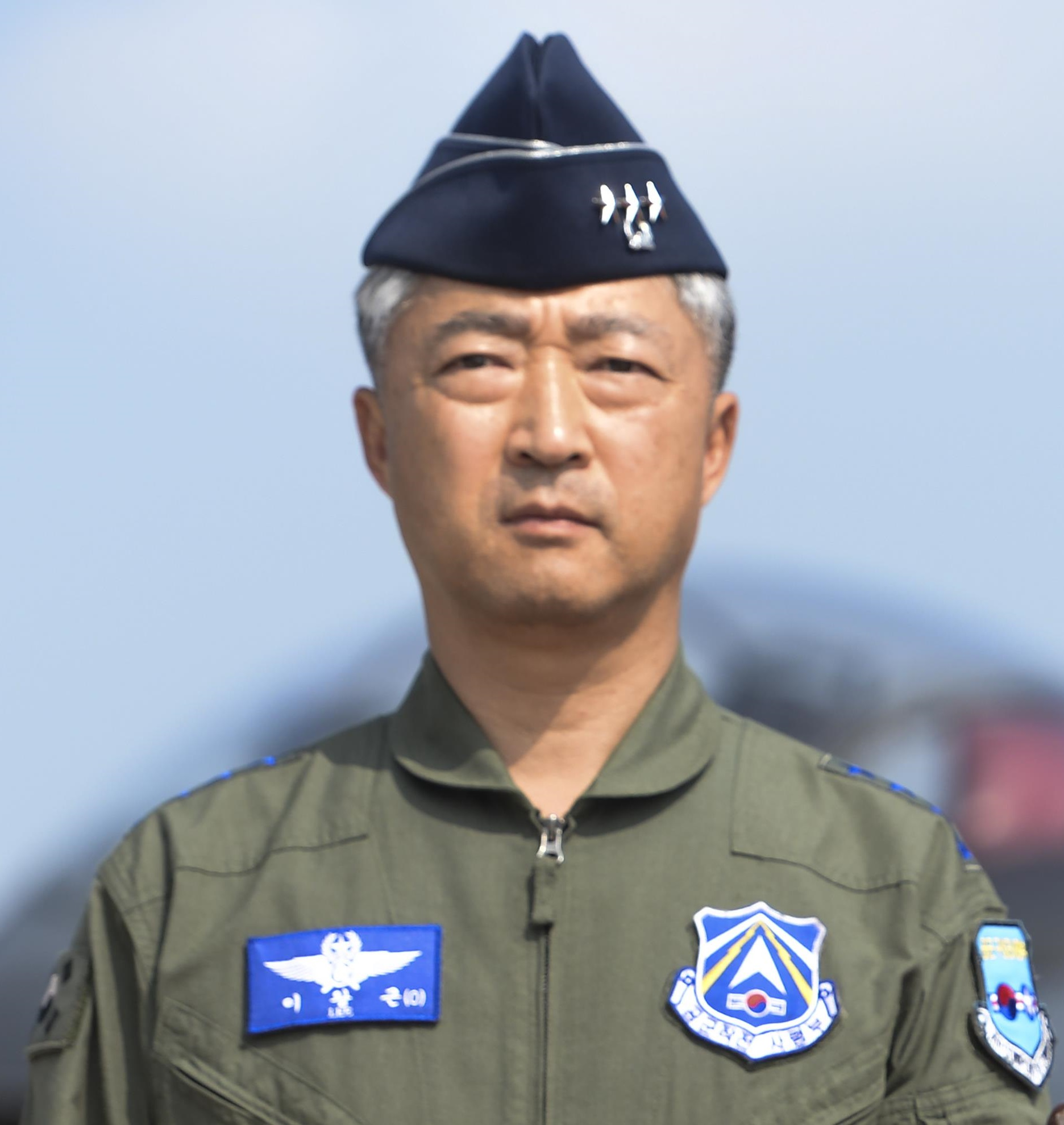
ギャリソンキャップ姿の空軍中将（李旺根空軍作戦司令官、2016年9月）。
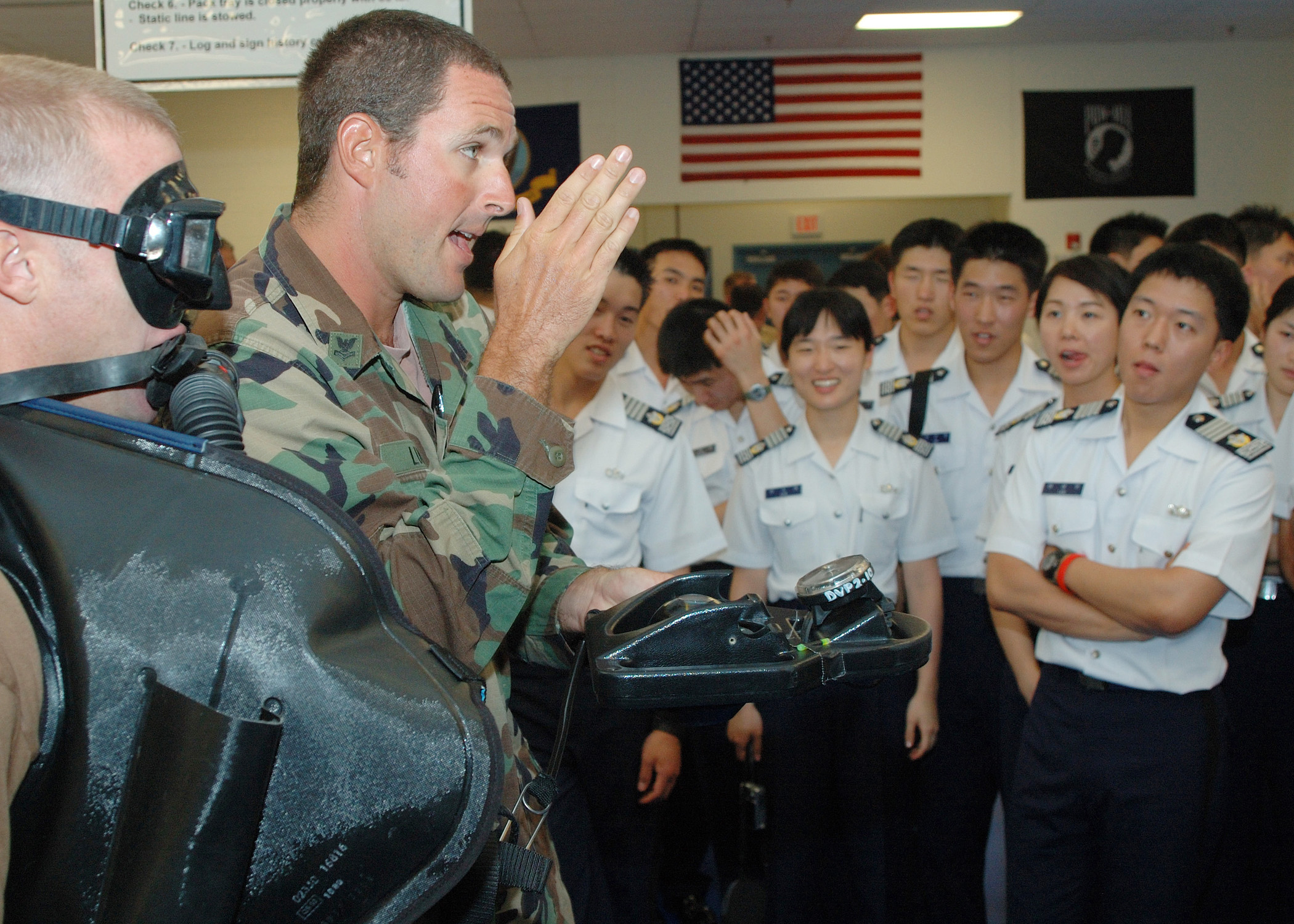
夏勤務服（2005年5月30日）
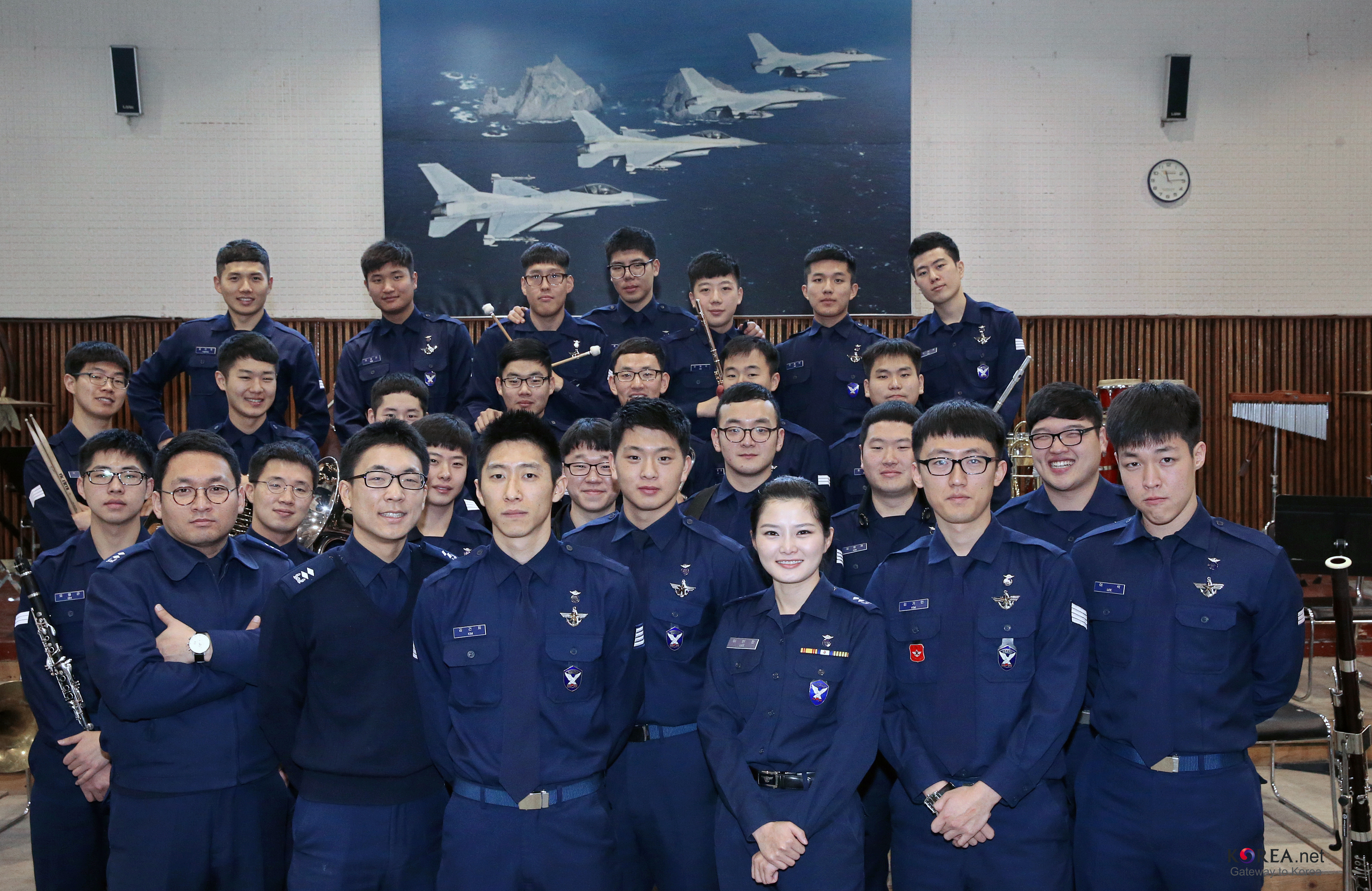
冬勤務服の将兵（2013年2月）
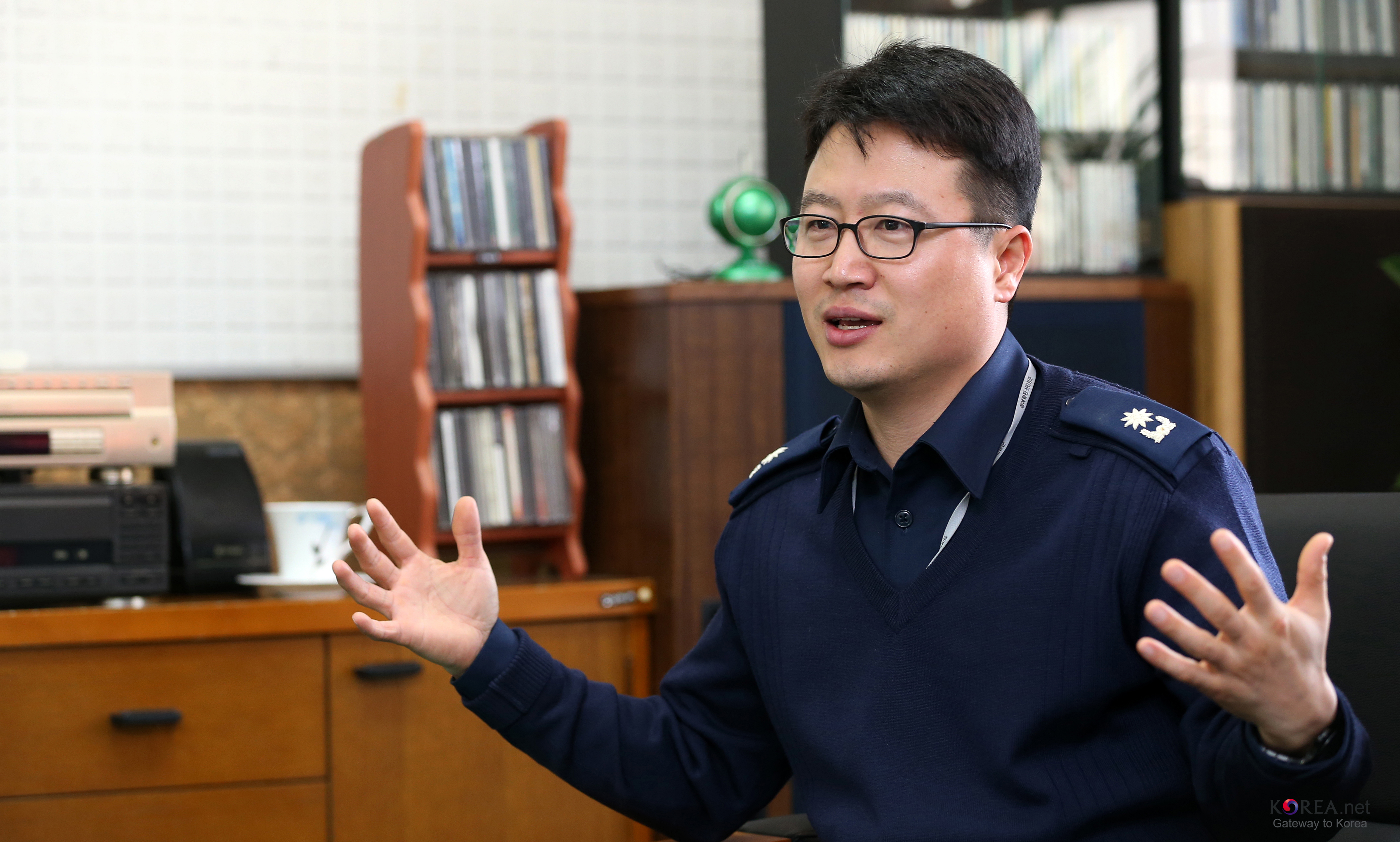
冬勤務服の上に将校用セーターを着用した少領（2013年2月）
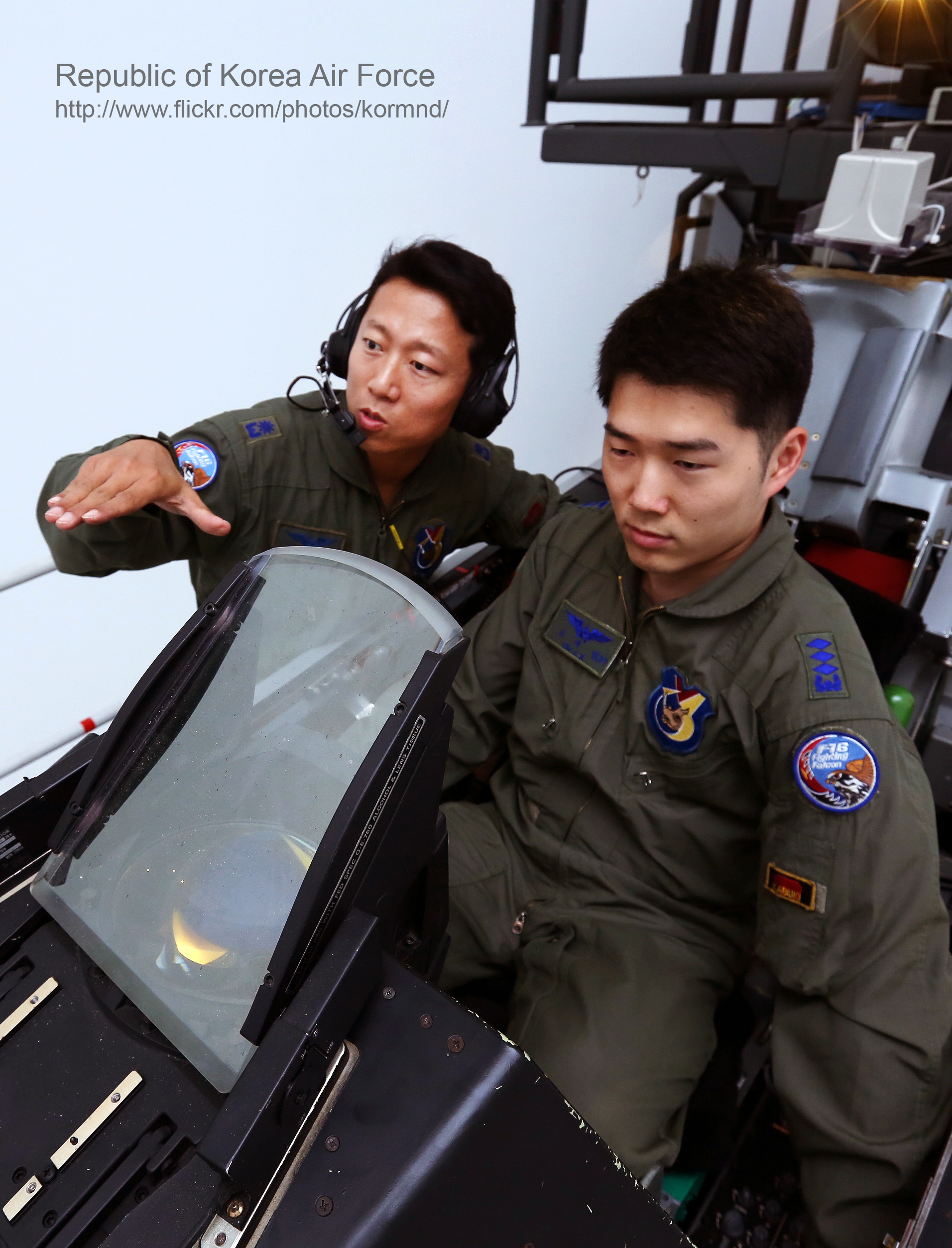
パイロットスーツを着用した第19戦闘航空団所属の少領（右）と大尉（左）（2012年9月）
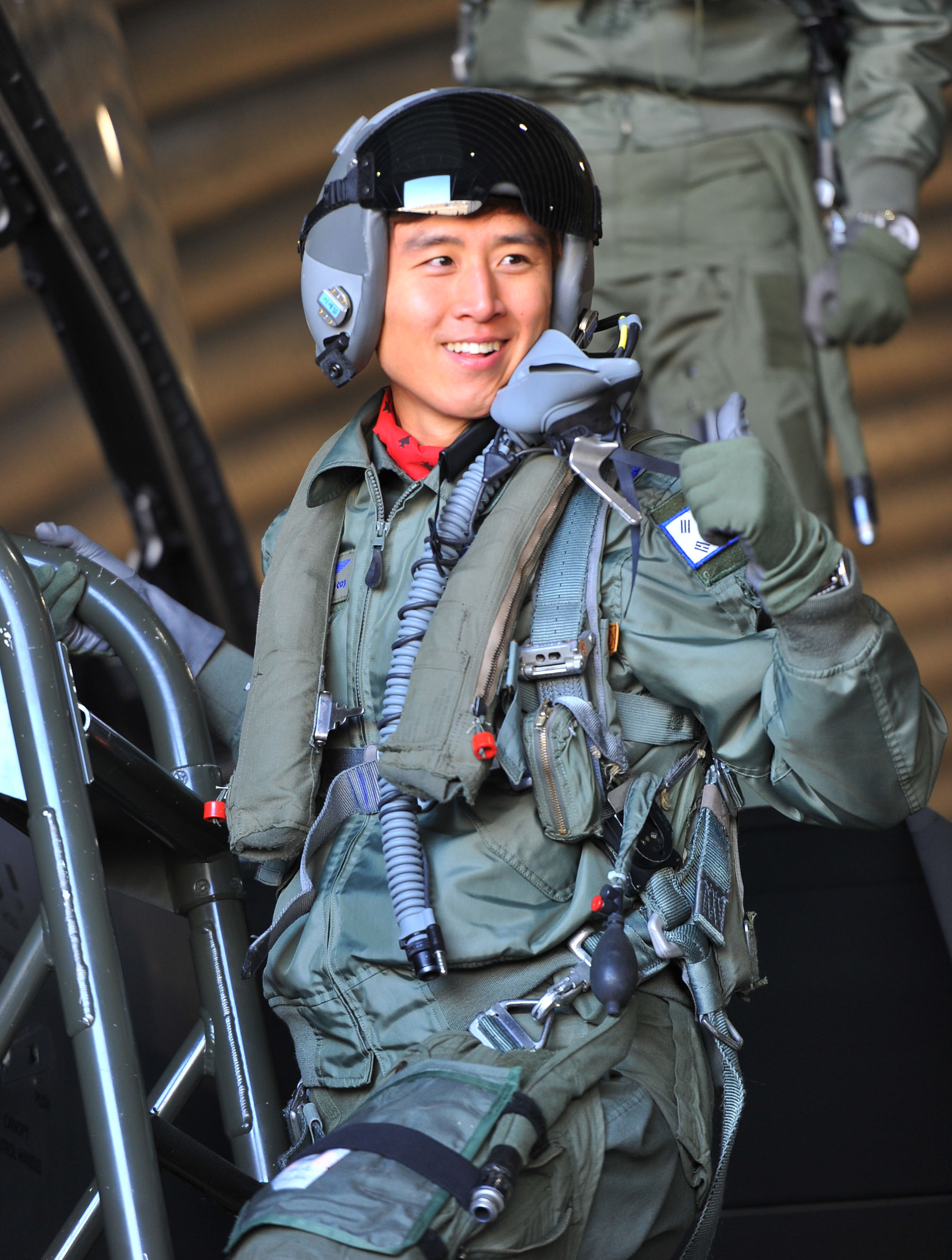
パイロットスーツの上に酸素マスク、ヘルメット、耐Gスーツ、救命胴衣などを着用した姿（F-15K体験搭乗時の具滋哲、2012年）
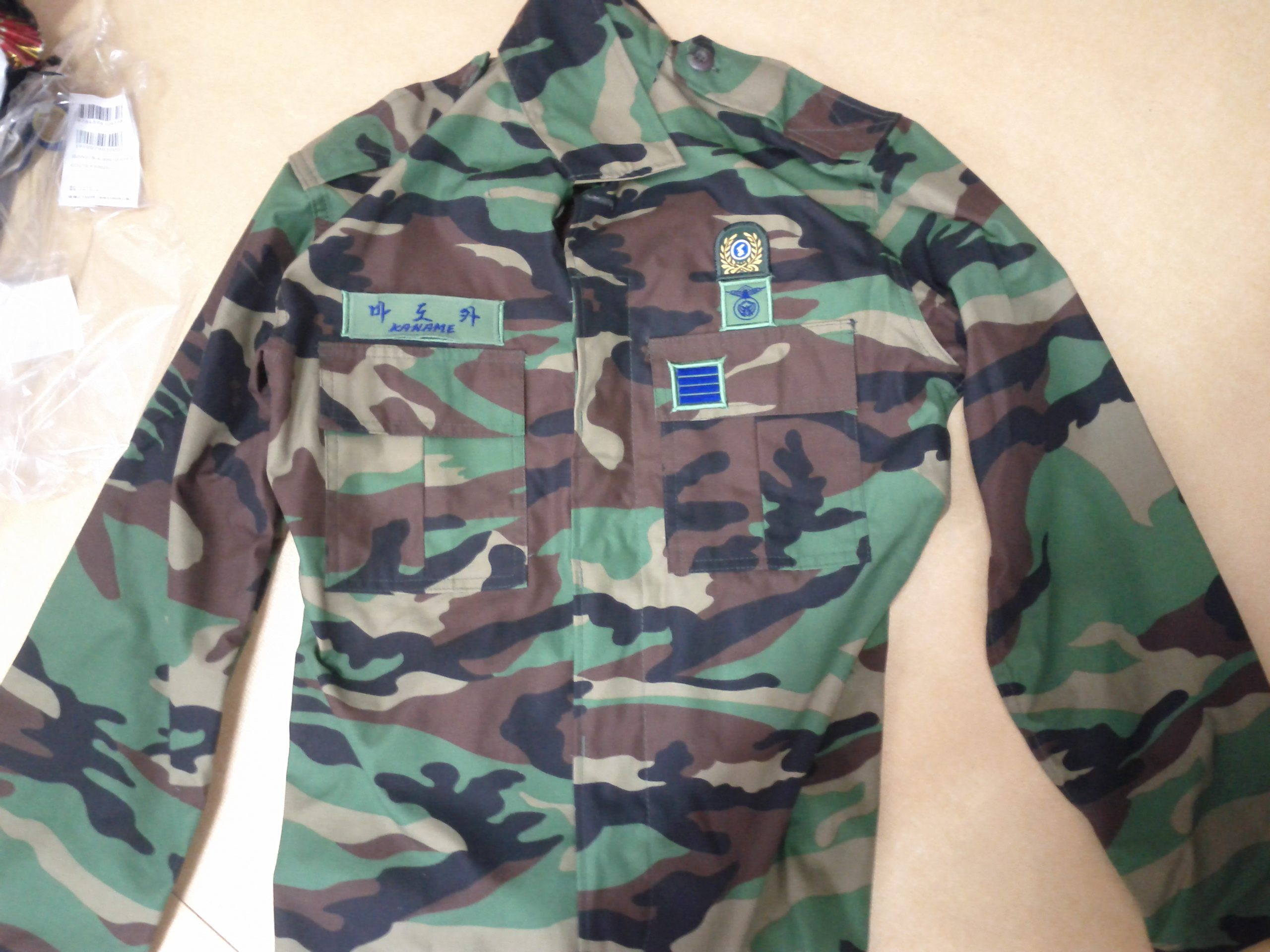
地上戦部隊の野戦服。階級は兵長。
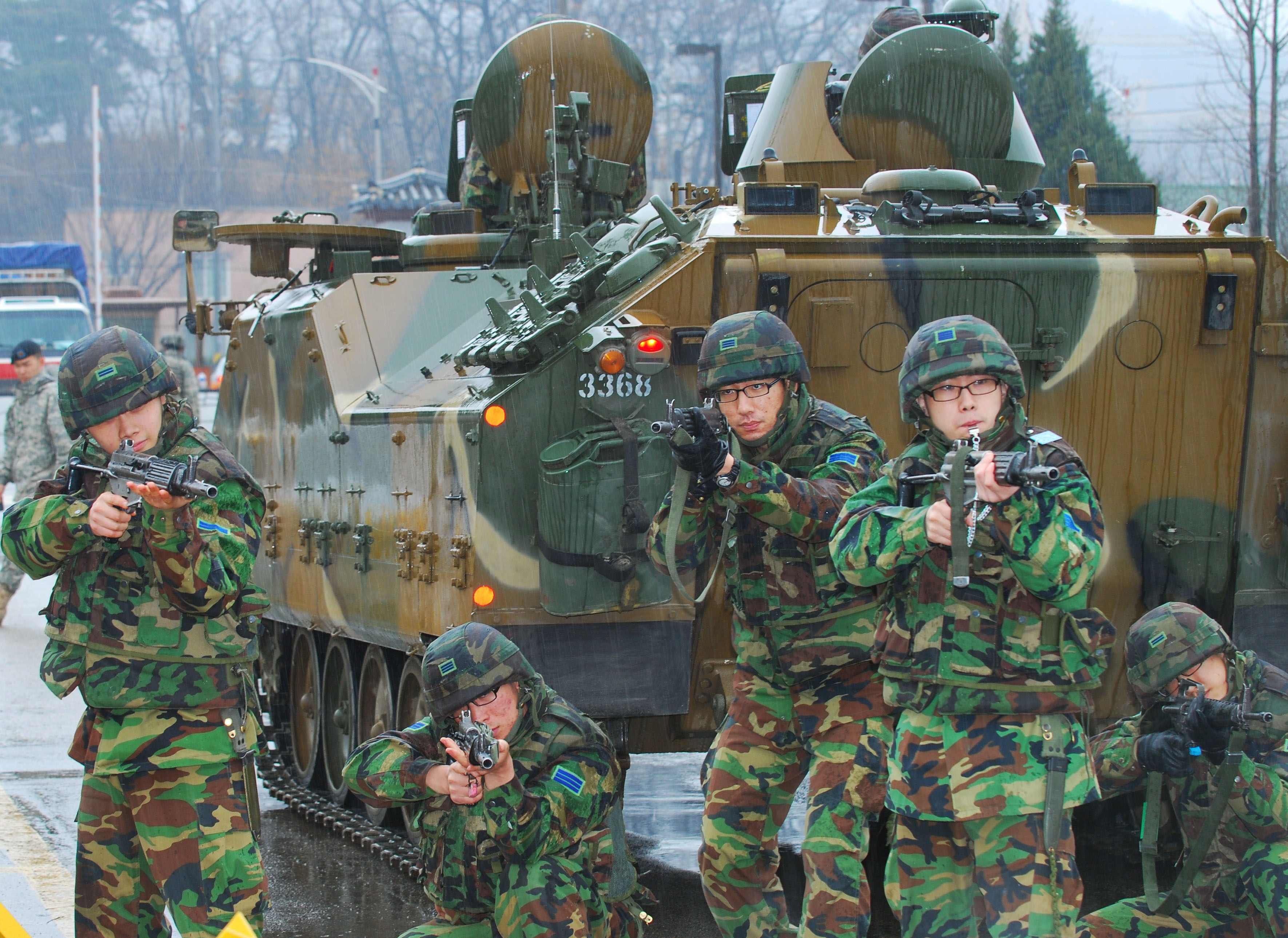
ソウル空軍基地における地上戦部隊の空軍兵卒（2010年3月31日）
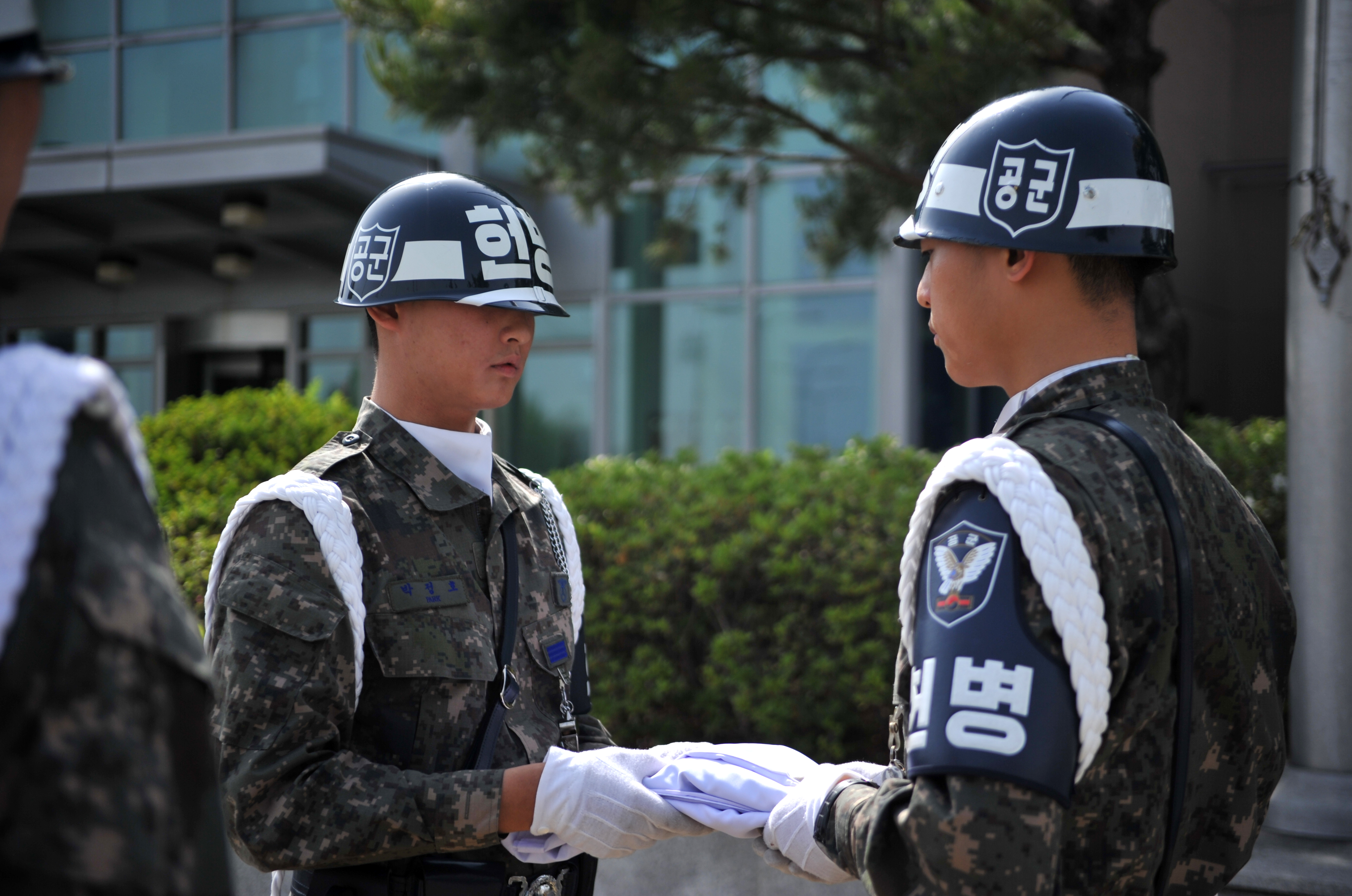
空軍憲兵（2014年5月）
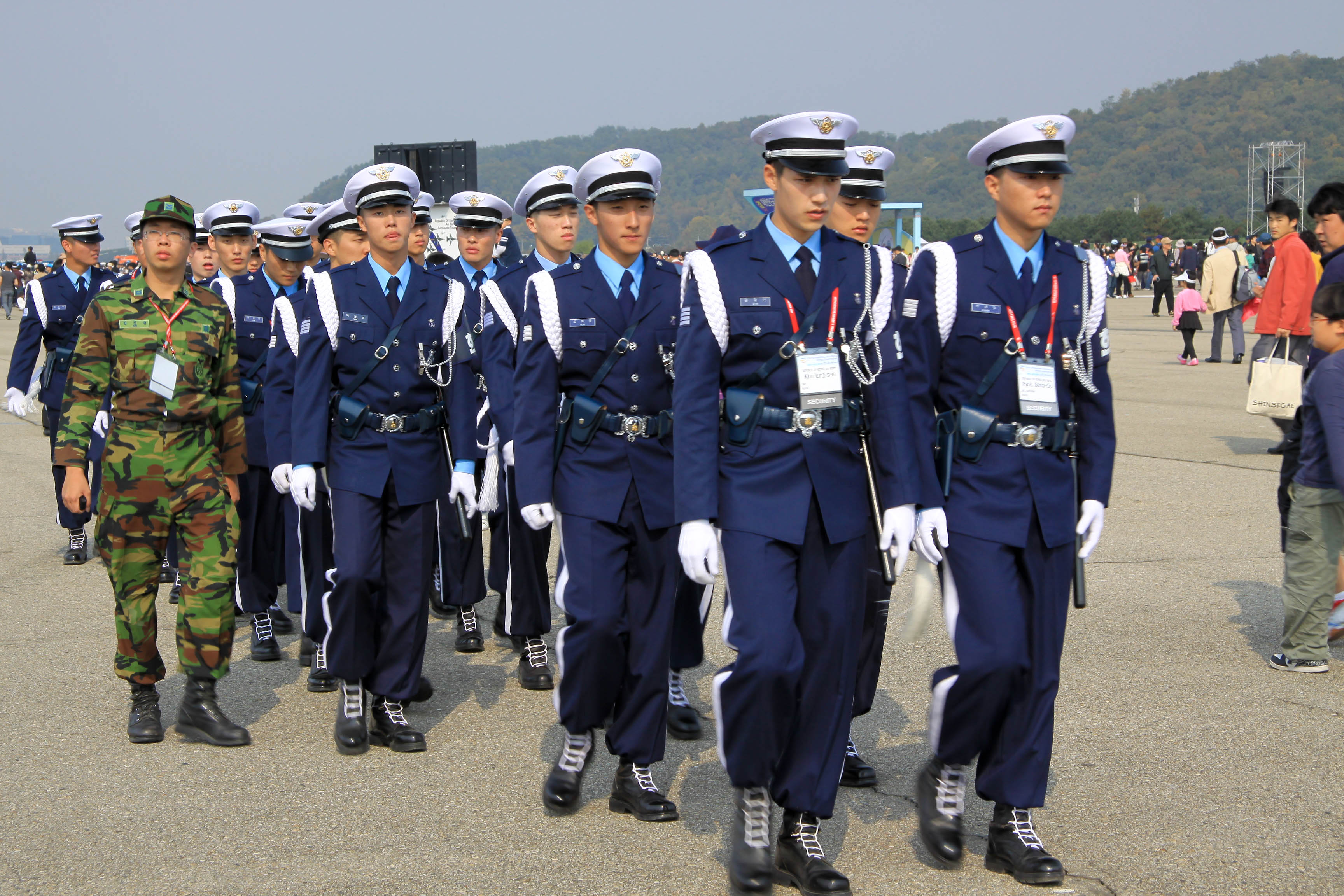
空軍憲兵（2009年10月）
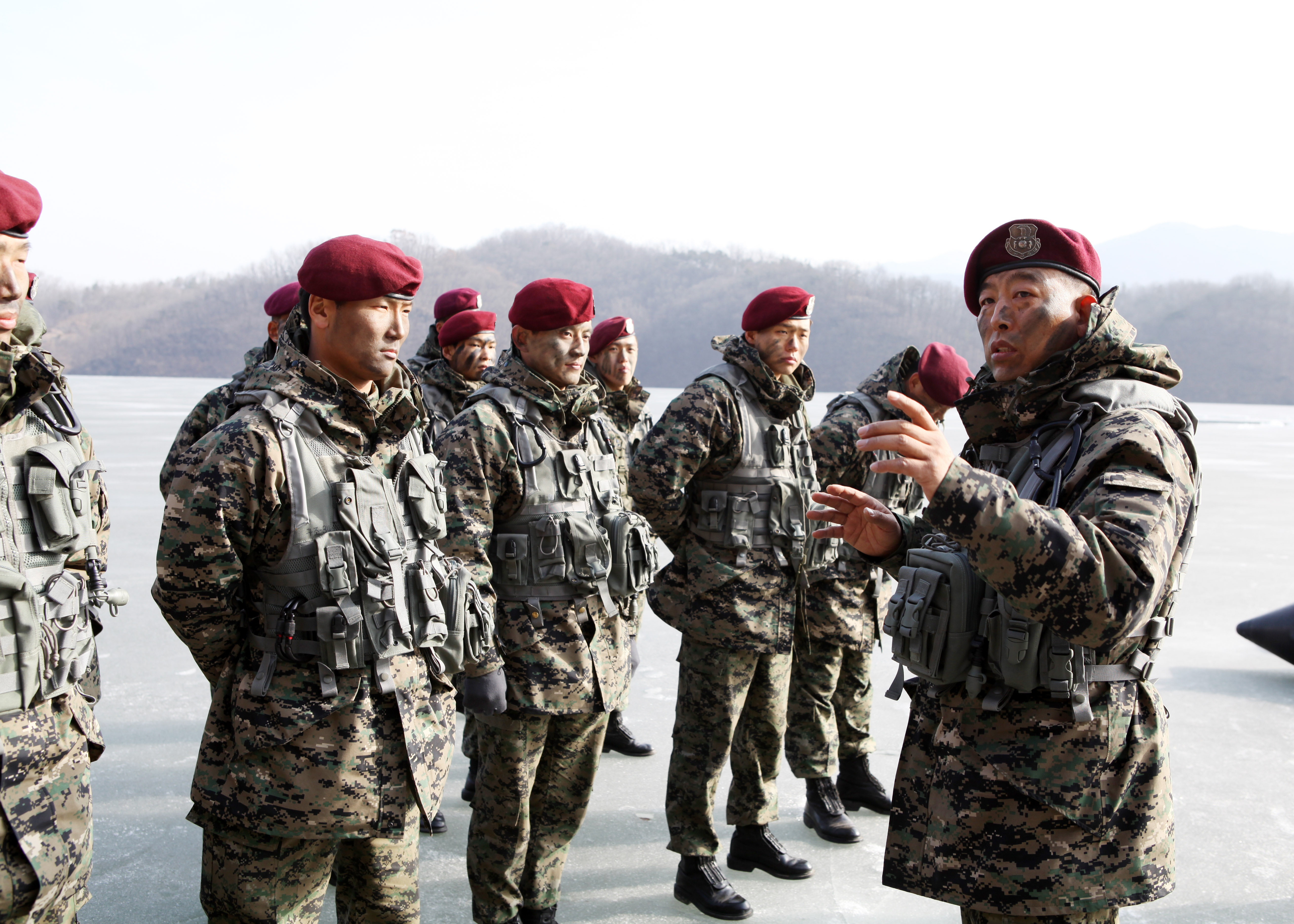
第6探索救助飛行戦隊（朝鮮語版）隊員（2012年2月15日）
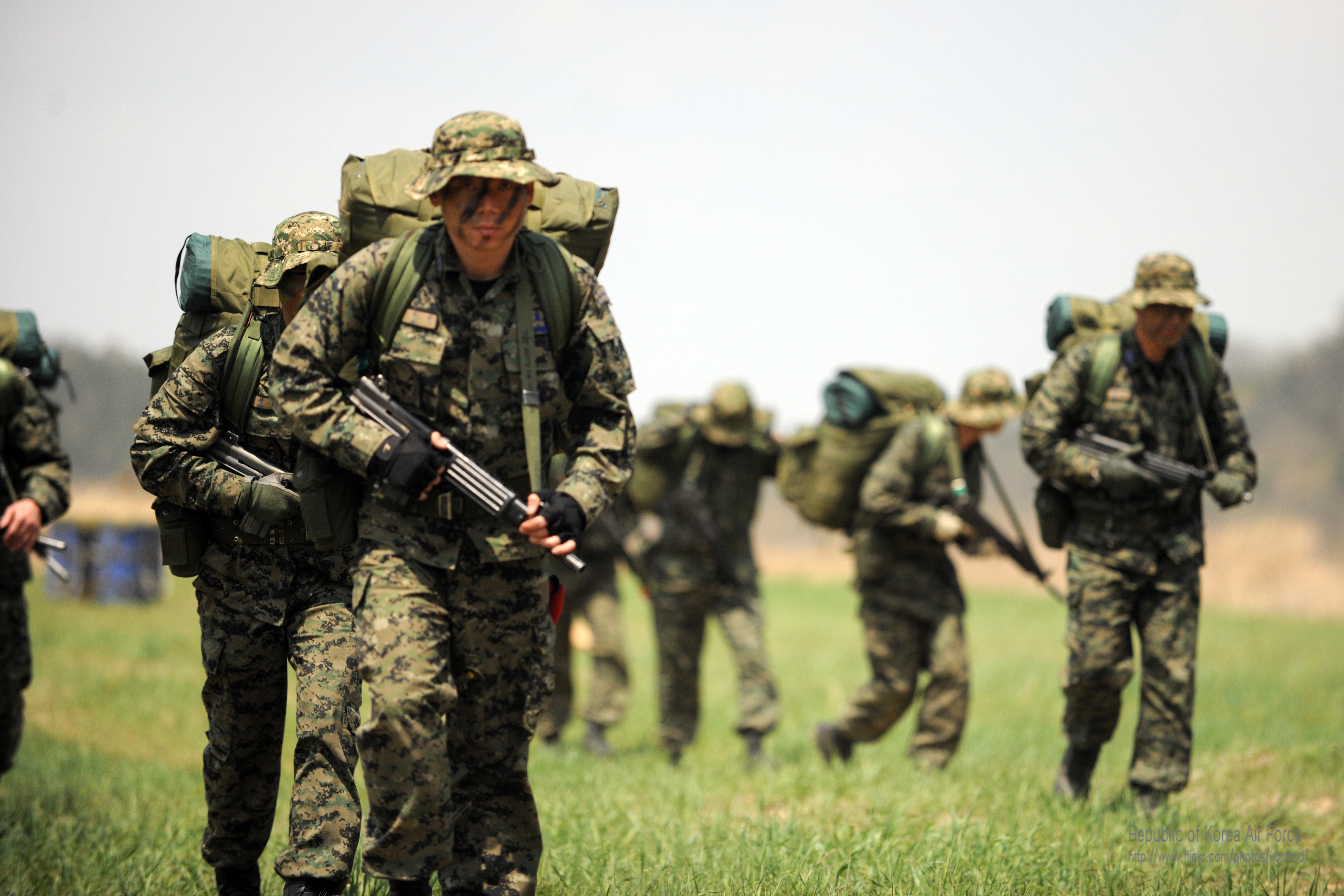
空軍空挺統制司令部隊員（2011年4月25日）
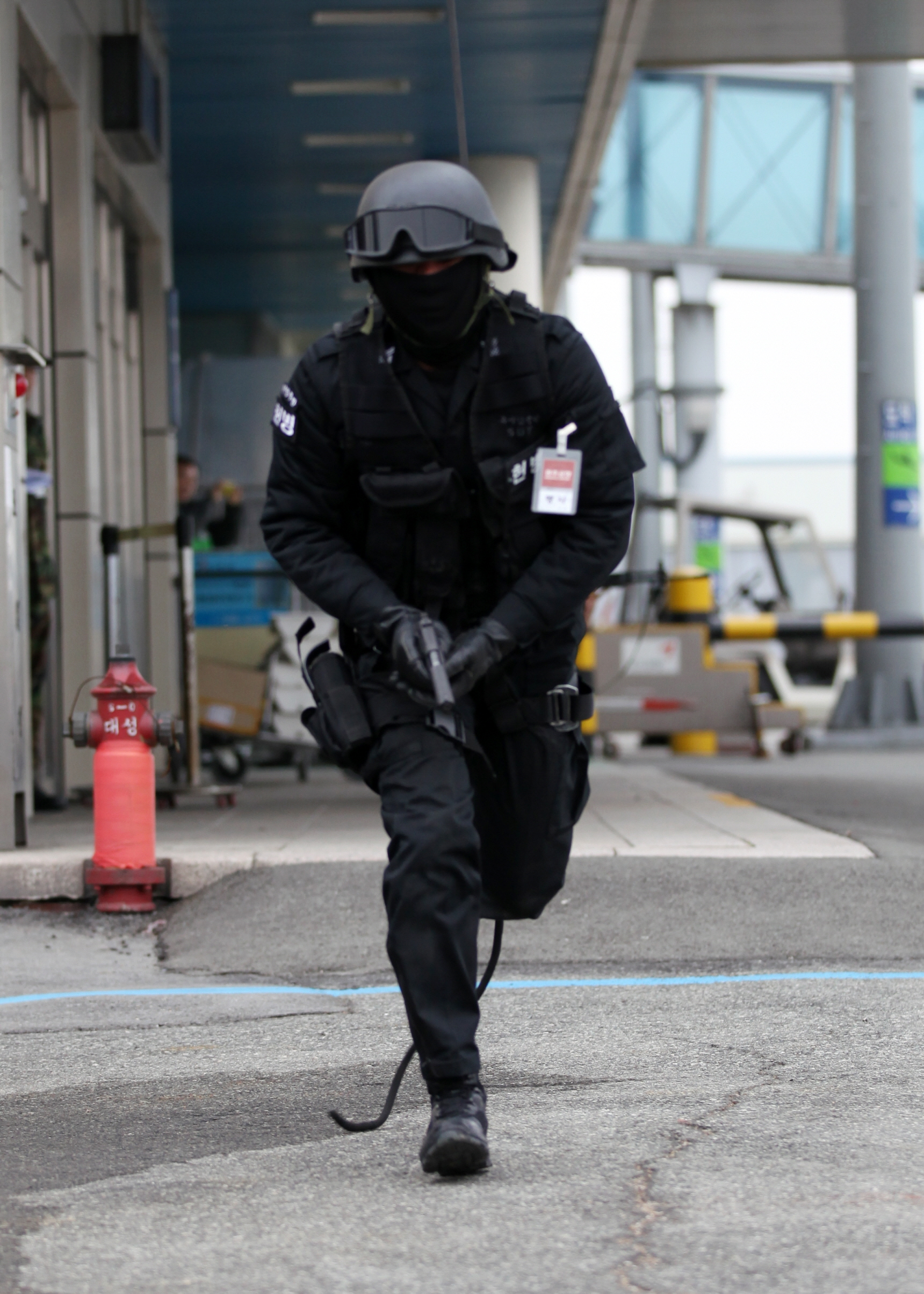
空軍憲兵SWAT

## 朝鮮民主主義人民共和国の軍服
朝鮮人民軍の軍服に関する情報が当局から公開される事はほとんどなく、その種類や変遷は写真や映像、あるいは脱北した元将兵の証言から考察せざるを得ないのが現状である。襟に階級章がついたカーキ色の人民服風の軍服と制帽、もしくは戦闘帽を着用していることが多い。兵下士官はソ連型のプルオーバー型（ギムナスチョルカ型と呼ばれる）の軍服が基本である。ソ連軍と中国人民解放軍、そして旧日本軍の軍装から強い影響を受けていると、一般的に言われる。
2011年の金正日総書記の死去以降、旧態依然としていた朝鮮人民軍の軍装は大きな分岐点を迎えつつある。即ち軍楽隊や人民保安部の女性軍人へのハイバック型制帽、空軍名誉衛兵隊への青ブレザー、夏季シャツの導入など、西側やロシアの要素を取り入れたものとなっている。その一方で、女性軍官向けに1960年代に使われていたハンチング型制帽の復活、朝鮮戦争期の夏季白キーチェリの意匠を盛り込んだ略礼装の導入など、金日成主席時代の要素復古の傾向もあり、金正恩第一書記の改革方針を軍装にも反映させる意図が伺われ、その改正は毎年日を追うごとに目まぐるしく行われている。2013年に朝鮮中央通信が発表した記録映像では「軍服を我々の革命武力の性格と使命が反映され軍事行動にも便利なだけでなく、時代的美感にも合わせ見事完成させることに乗り出す戦略を明らかにした」との声明がなされており、今後より朝鮮人民軍の軍装は大規模な改定がなされるものと推測された。そして2016年以降、そうした声明を反映するかのように、旧態依然としていた野戦服も驚くほど急速な近代化が行われつつある。

### 軍装
朝鮮人民軍の軍服が制定されたのは1947年のことであると思われる。当時はソ連軍のそれにもっと酷似した軍服であり、軍官は詰襟式で肩章のついたキーチェリ、兵下士官は折襟であったが肩章式の戦士服であった。その後、1958年から全軍事称号で折襟の人民服タイプに襟章が基本スタイルとなり、現在も軍事称号制度に若干の改正はあるものの、1960年代からほぼ同一である。その後、礼服として灰色に近い茶色をした肩章のつく開襟式の軍服、将校・将官の常勤服として戦闘服と同じ色をした開襟式の軍服が採用され、詳細は不明だが1985年頃 には現在の区分が出来上がったものと思われる。
女性はズボンを使用することはモンペを髣髴とさせるという理由からスカートを穿いているが、野戦等の時はズボンが許可される。スカートは70年代まで紺色のプリーツであったが、現在では上衣と同色のタイトスカートとなっている。
海軍の軍服もソ連海軍の軍装が原型であり兵下士官はセーラー服、軍官は折襟式の軍服である。空軍は陸軍とほぼ同じデザインの軍装であるが、兵科色と徽章が陸軍とは異なり、また制帽に徽章が入る。

#### 軍官用戦闘服・外出服
1947年制定
裁断はソ連の「キーチェリ」型とほぼ同様である。ポケットは胸のみでボタンはない。色はカーキで、陸軍の場合襟、袖、そして袴に赤いパイピングが入る。空軍はパイピングが青色であること以外には陸軍と同様。夏になると白い上衣も存在した。

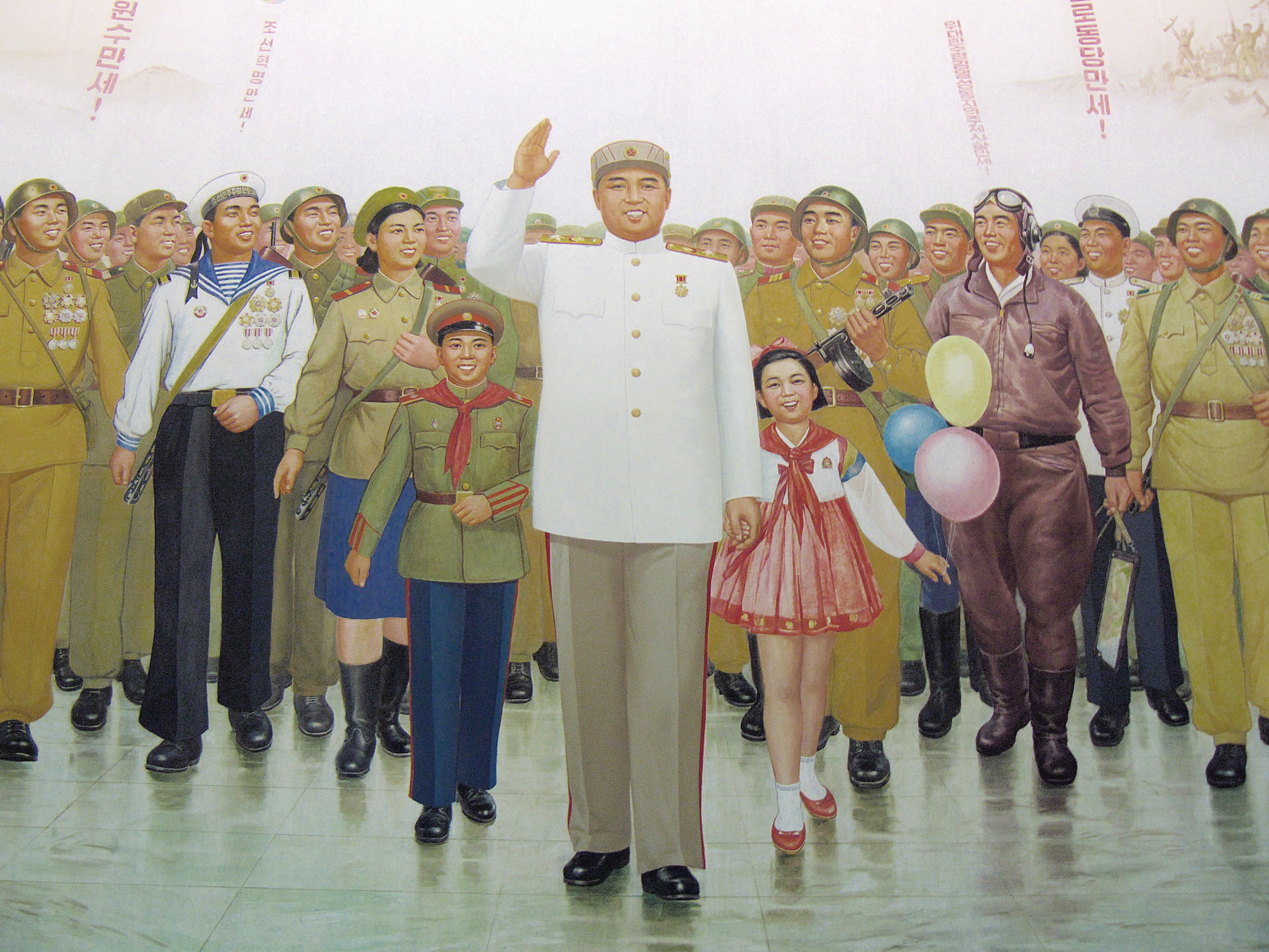
戦勝記念館の絵画、朝鮮戦争当時の軍装をモチーフにしている
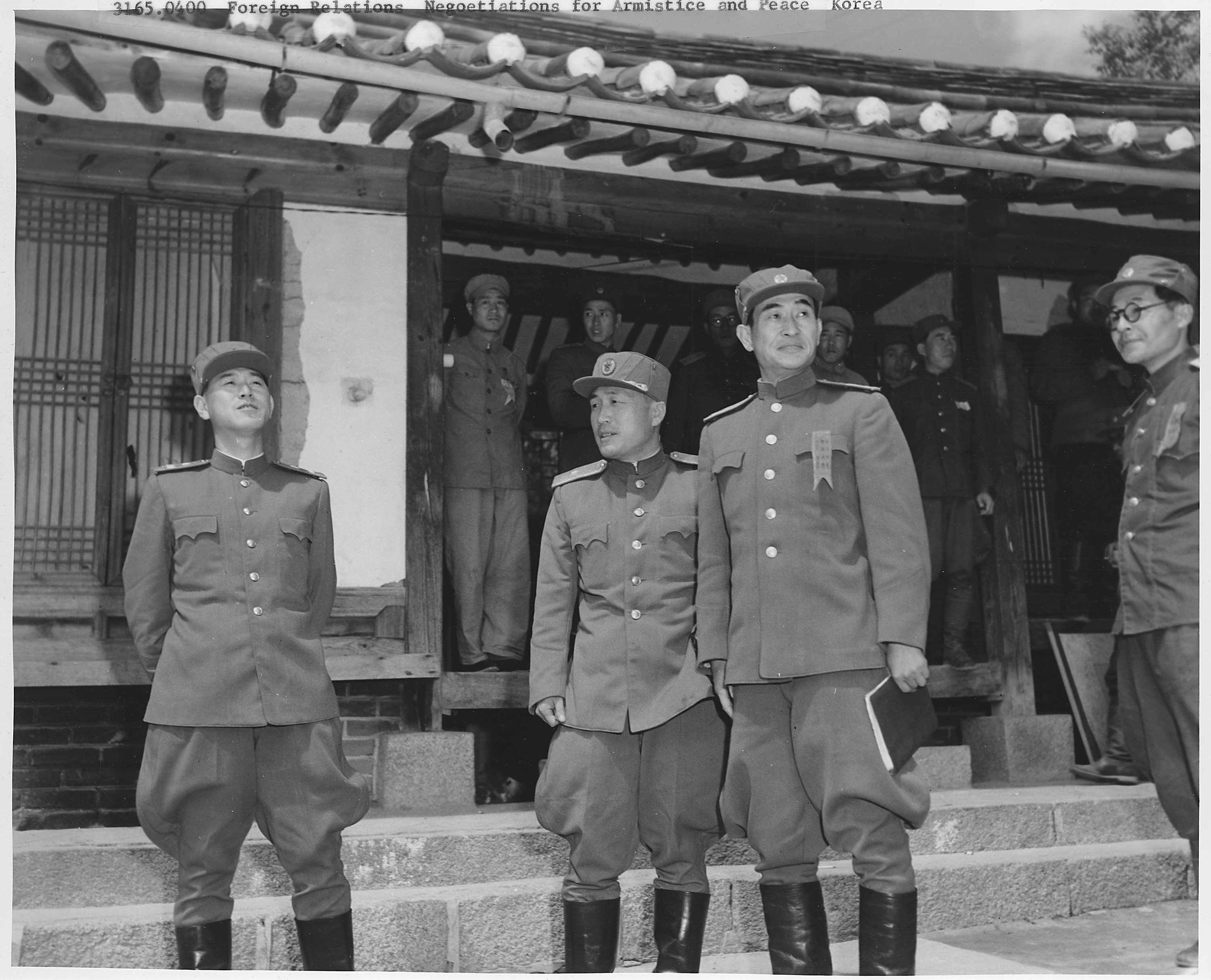
開城での休戦会談に参加した陸軍将官ら（1951年）
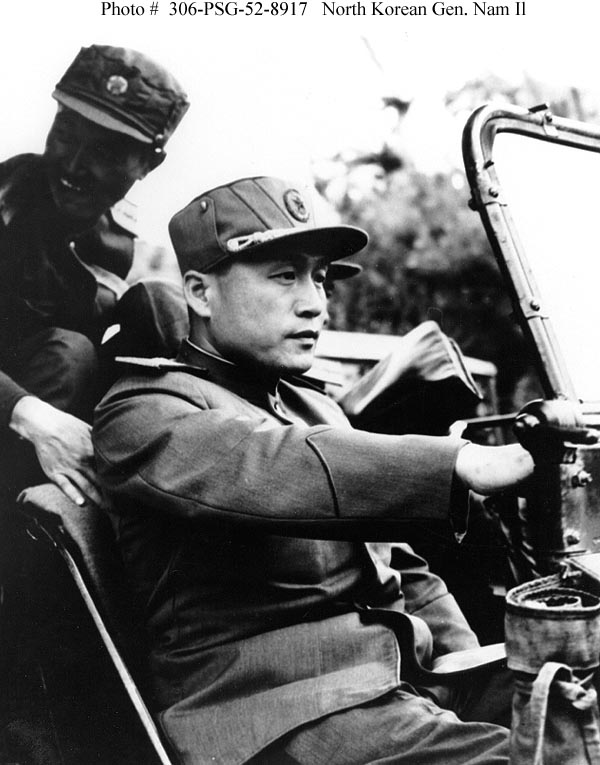
陸軍大将（南日、1951年）
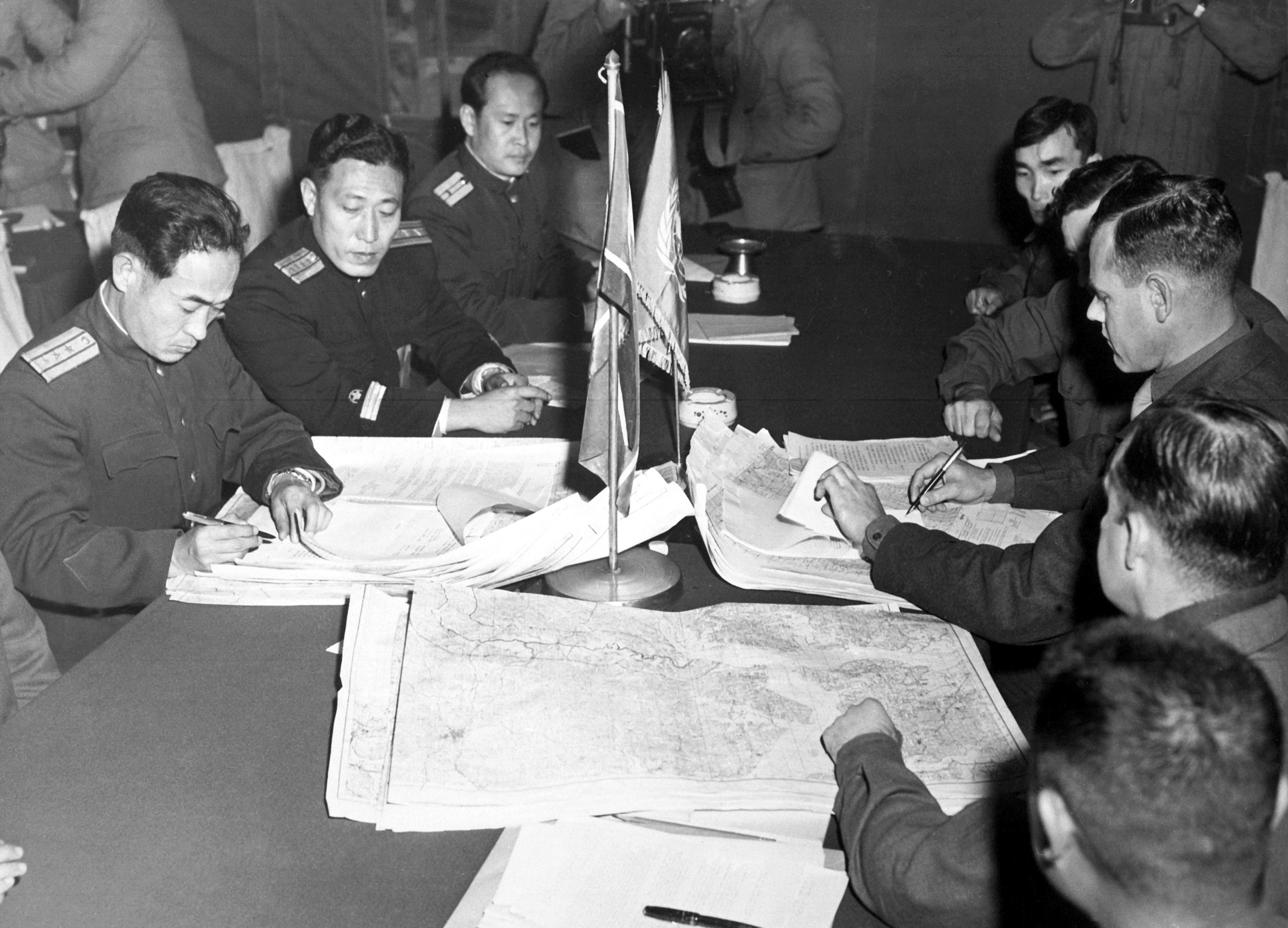
休戦協定における人民軍軍官（左手前・中央大佐、右奥少佐）ら。中央は海軍（1951年10月11日）
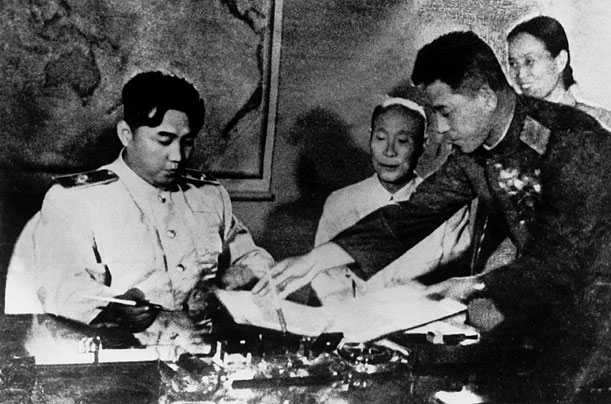
夏季白キーチェリの元帥(金日成、1953年7月27日)

1958年～現在
折襟になった以外は裁断の意匠に大差はないが、袖、及び袴のパイピングが廃止されたシンプルなものとなった。1970年代までは乗馬ズボンも使用されていたが、現在では護衛司令部や名誉衛兵隊要員を除きスラックスのみとなっている。
着用対象は基本的に軍官だが、護衛司令部の他に軍楽隊や板門店警務隊や宣伝隊などの特別待遇軍人たる戦士にも支給される。

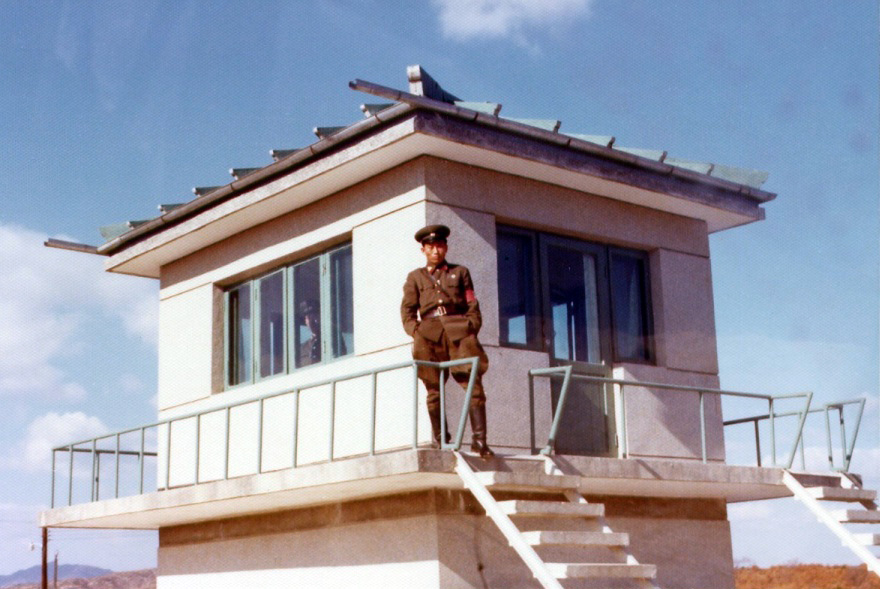
1960年代。乗馬ズボンに長靴姿の軍官
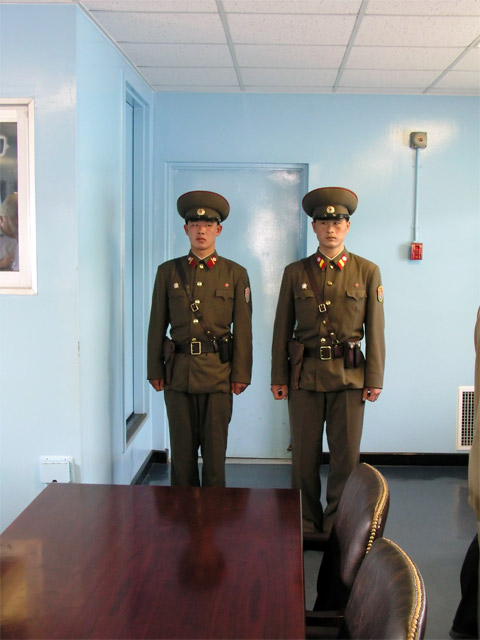
板門店の会議場内を警備する兵士（右：下士、左：上等兵）
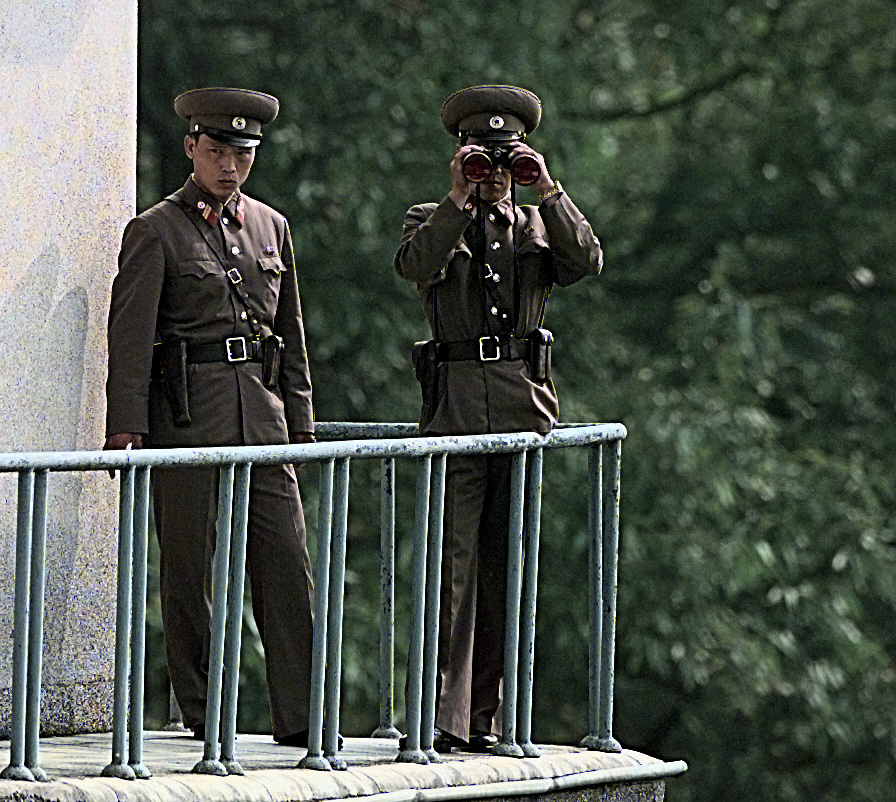
軍事境界線で監視を行う下士官。軍事称号はいずれも下士（伍長に相当）（1998年10月9日）
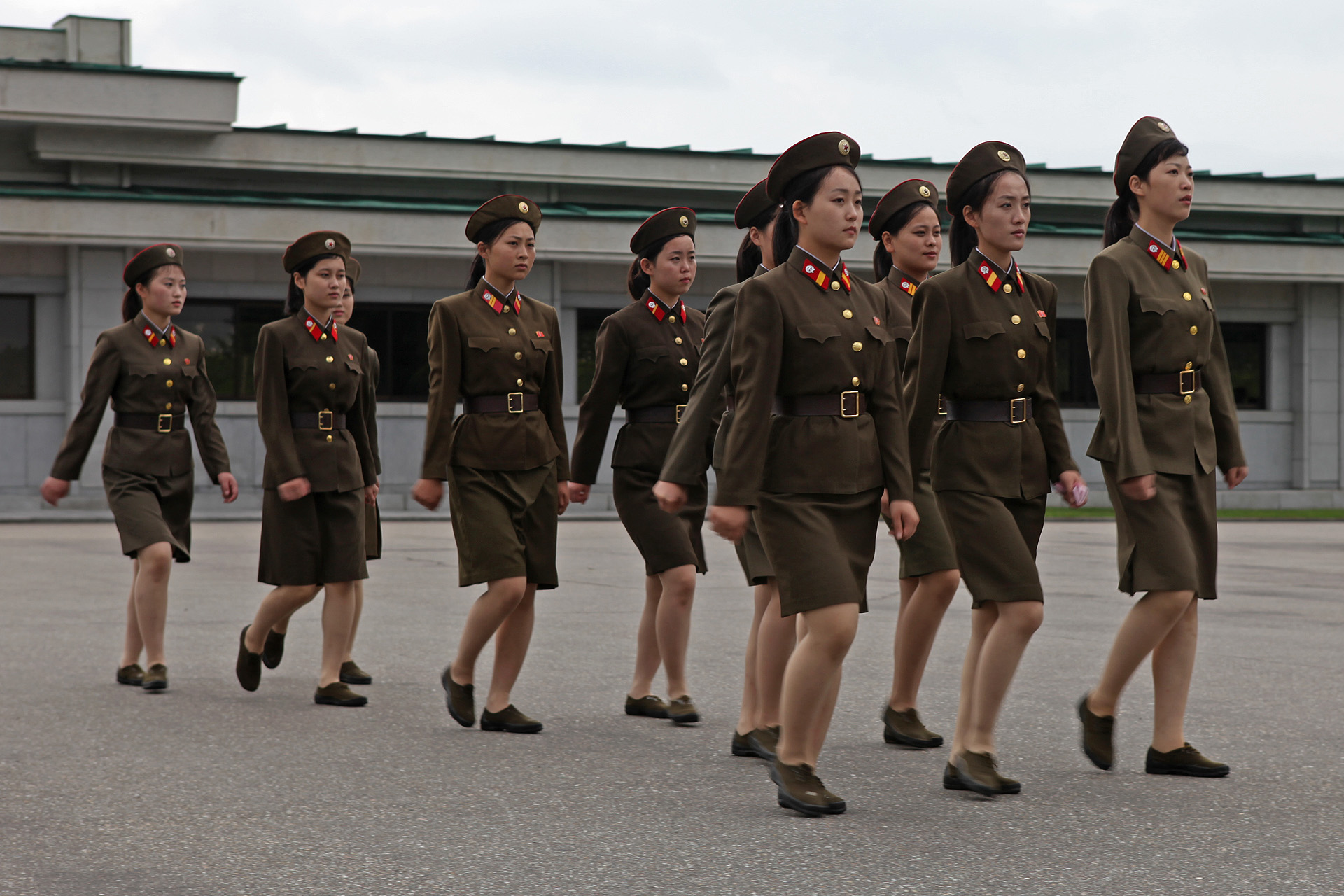
女性兵士（2010年9月）
軍事境界線における戦士（兵の最下級クラス）。兵卒もサム・ブラウンベルトの支給対象であることがわかる（1990年10月1日）
米軍高官と対面する将校(佐官クラス)

#### 礼服
1958年の被服改正に伴い、新たに一般将校を対象とした開襟式の礼服が採用された。当初、色はOD色で鉢巻もなく、また女性は蝶ネクタイを使用し紺のプリーツスカートを穿いていた。現在では以下の正装、礼装（常勤服）、そして略礼装の3種類がある。
正装
正装は、1970年に採用されたもので、集会や海外要人との会見などといった一般的な場や板門店警備隊などでも日常的に用いられていたが、1985年よりその役割は常勤服に取って代わられた。現在では主に軍事パレード等儀礼の場で着用されるのみである。1958年制式の礼服と似ているが、色合いは明るいカーキ色で、帽子には赤い鉢巻が入り装飾も華やかなものとなった。肩章はショルダーボード型。ズボンには2本のストライプが付いている。ポケットは胸2点と下部2点の計4点であったが、92年に胸ポケットが廃止され、同時に将官礼服襟章と佐官礼服襟章のデザインも変更された。2011年の金正日総書記死去時に将官の帽子の装飾が廃され、その後赤い鉢巻も廃された。
2015年10月10日の党創建70周年記念式典では新たに飾緒を付けている事が確認できる。

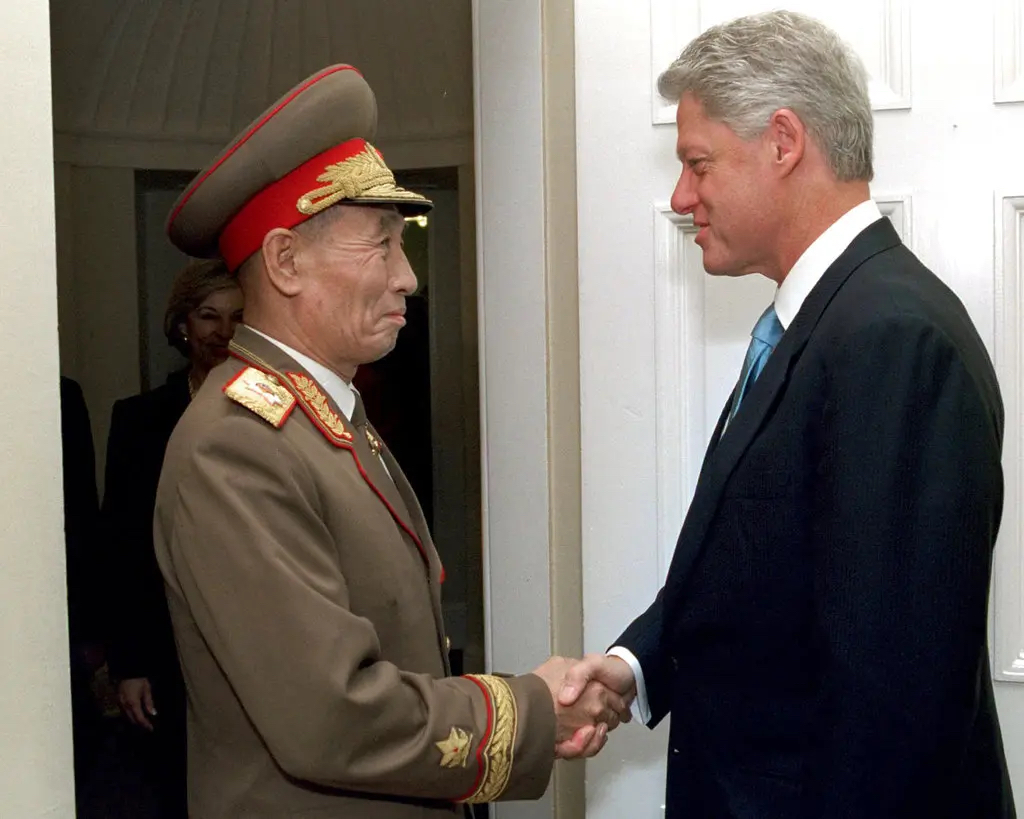
正装着用の陸軍次帥（2000年10月10日）
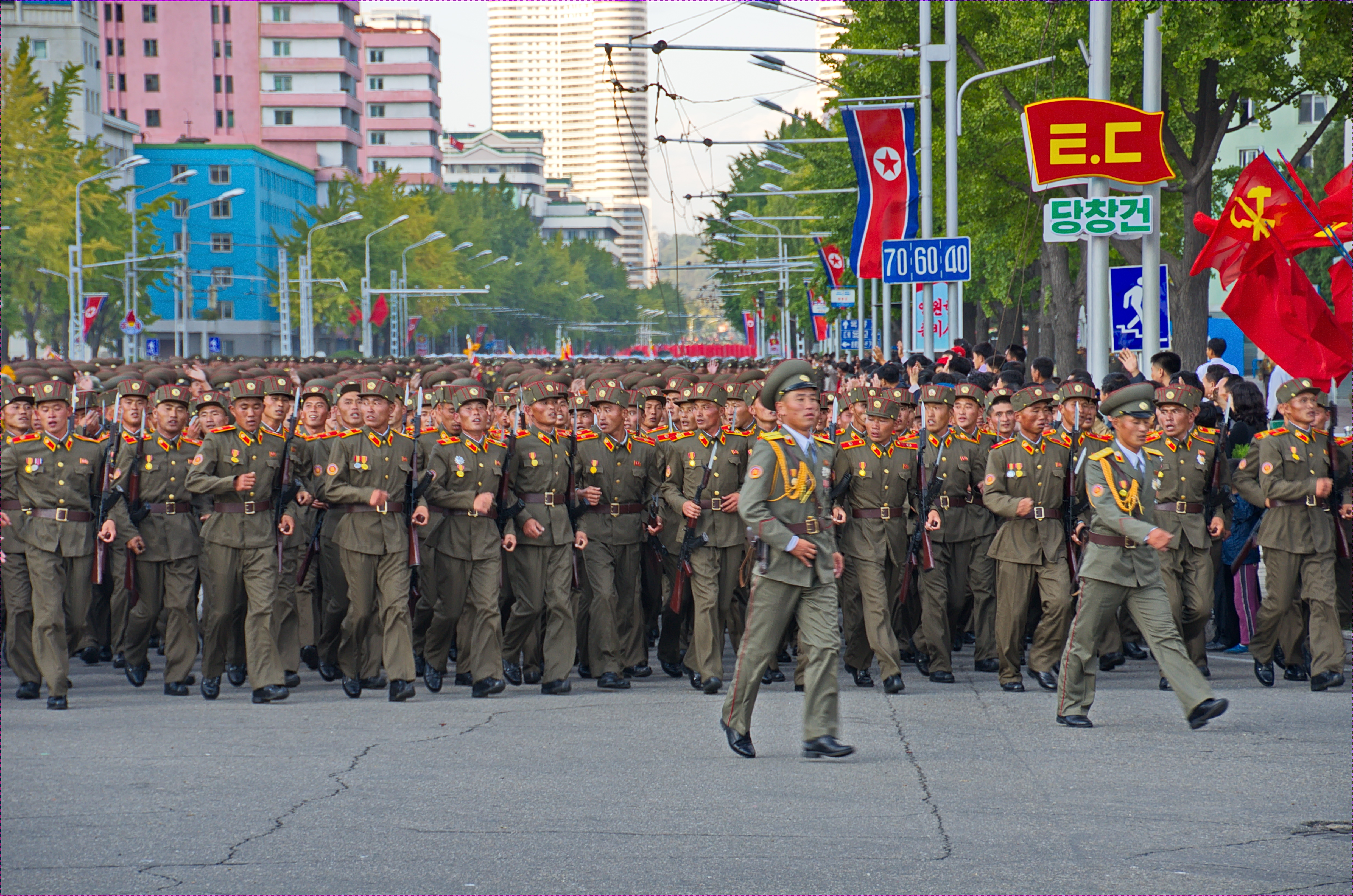
2011年改正後の正装を着用した軍官（前列2名）。上衣には飾緒を付けている。その後ろの兵士は戦士用礼装を着用（2015年10月）

礼装（常勤服）
1985年ごろに採用されたもので、やや古臭さの残る外出服や正装と比較すると比較的洗練された印象を受ける。機能性・実用性を重視し、装飾を控えたシンプルな意匠となっている。裁断は４つボタンのブレザー、肩章はショルダーループ型で、ポケットは下部2点のほか右胸にもある。将官以上は帽子の腰回りに礼装と同様の装飾が入っていたが、こちらも正装と同様、2011年以降に廃止された。
板門店警務隊や説明員などの重要職務につく軍官には夏季シャツも支給される。ソ連軍のブルゾン型盛夏シャツと似ているが、腰の調節タブと絞り部分にボタンが付き、胸のポケットにはプリーツが入る。長袖タイプと半袖タイプがあり、長袖の場合はワンタッチ式の短いネクタイを着用。2013年ごろから将官向けにも新たな夏季シャツが導入された。こちらは開襟で腰の絞りはゴム型である。

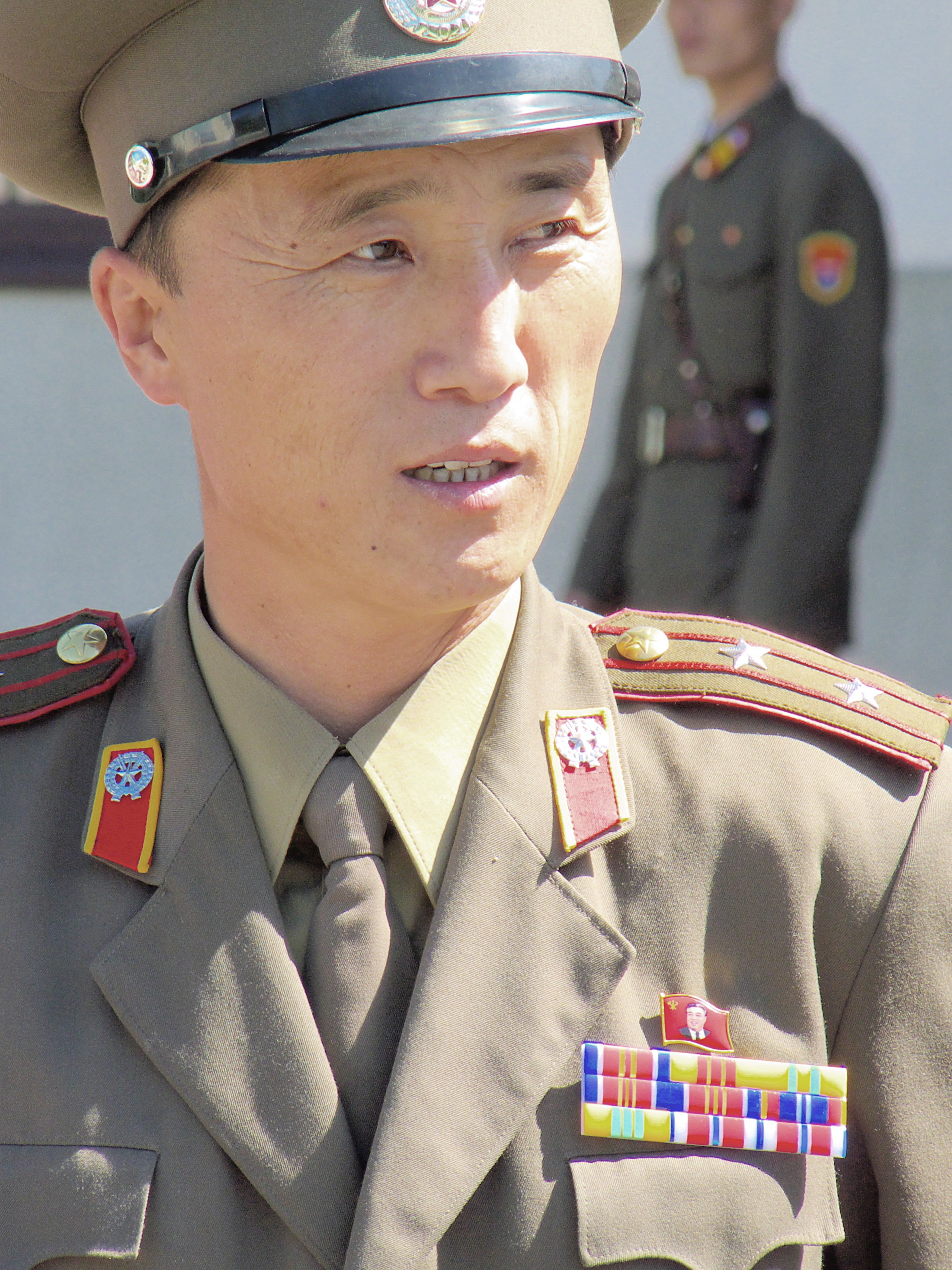
陸軍中佐（2008年9月26日）
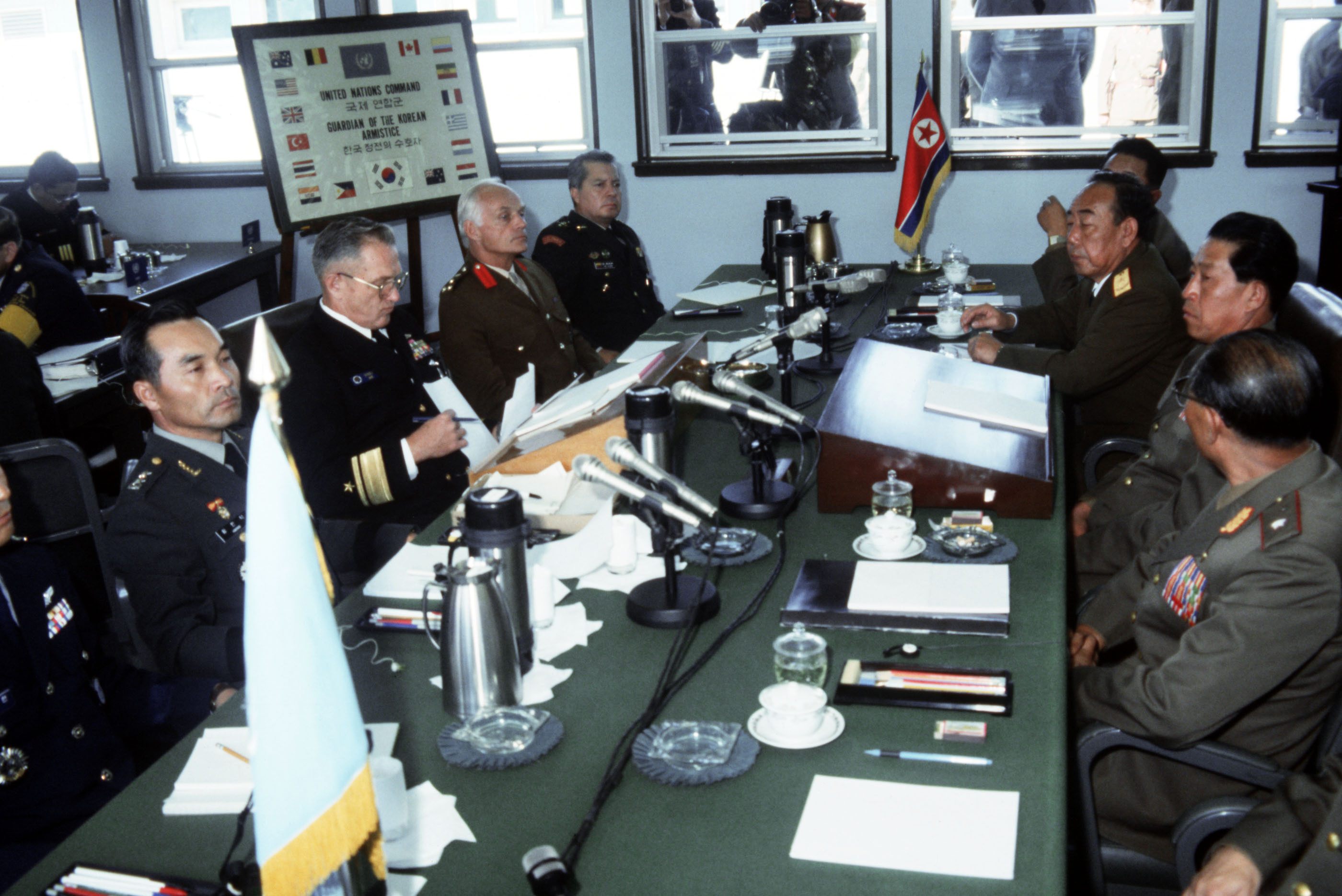
米韓軍高官と会談する将官。奥から二番目の人物は人民解放軍の軍人。（1990年10月1日）
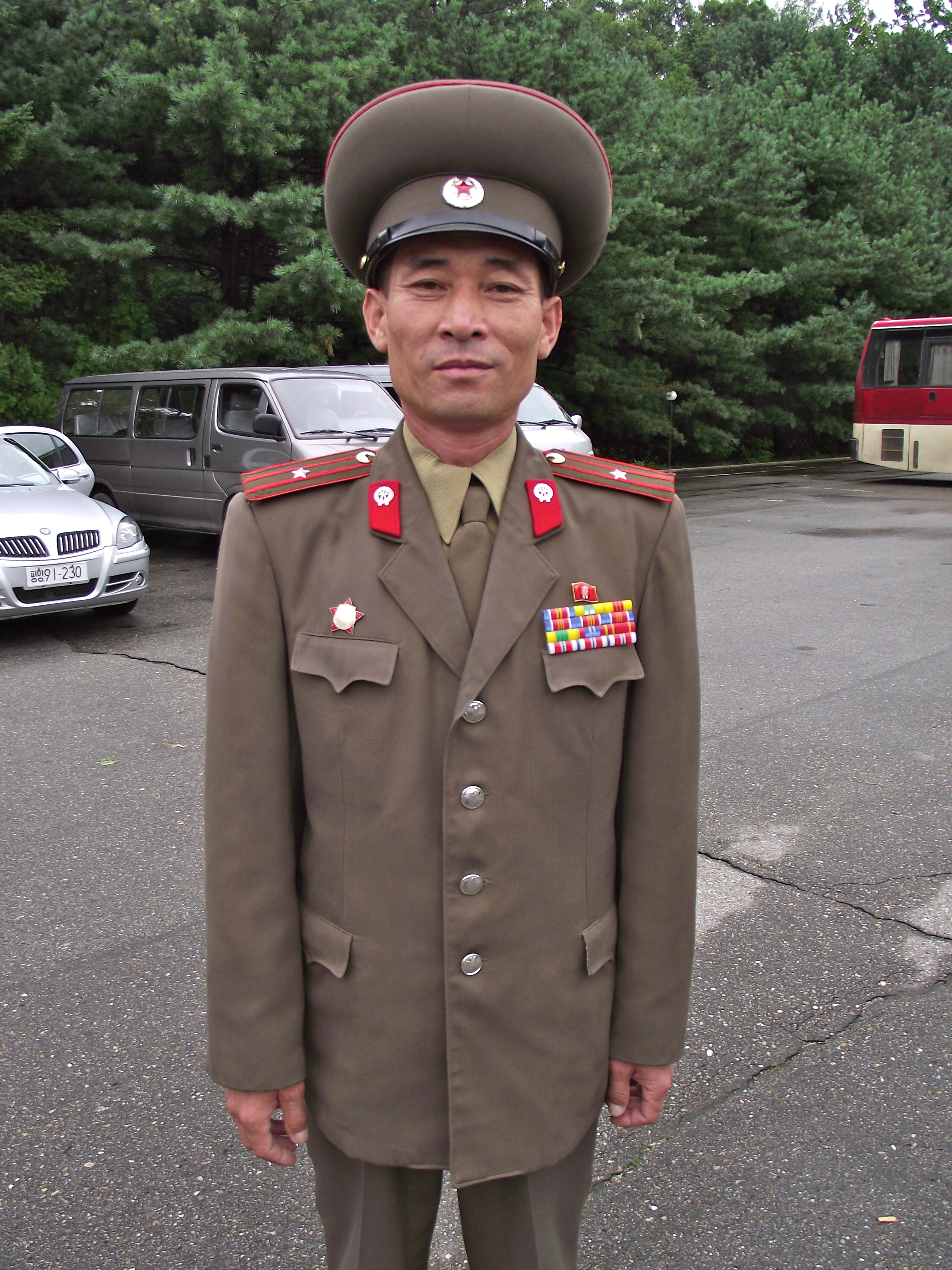
男性用常勤服（2011年8月）
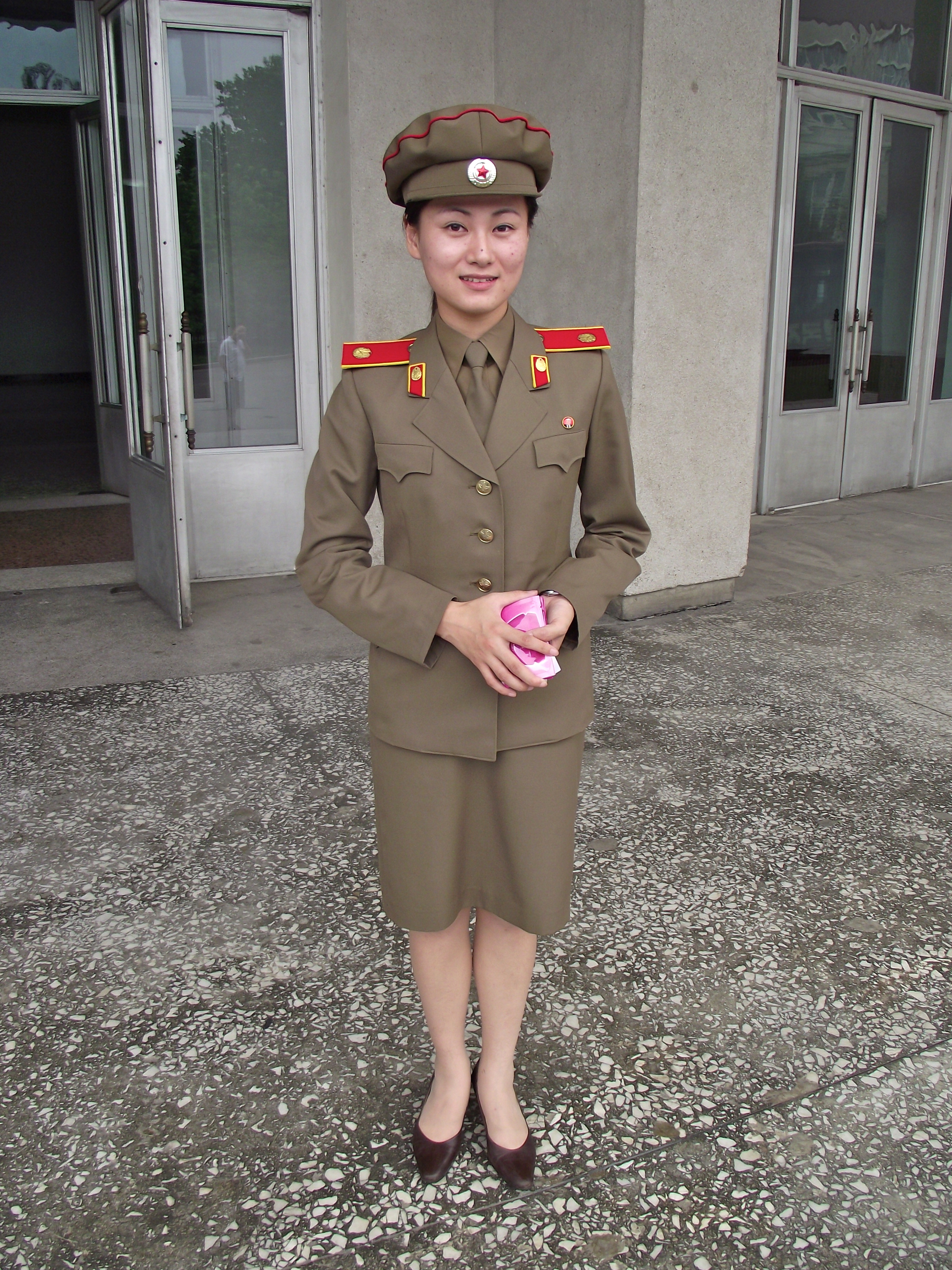
女性用常勤服（2011年8月）
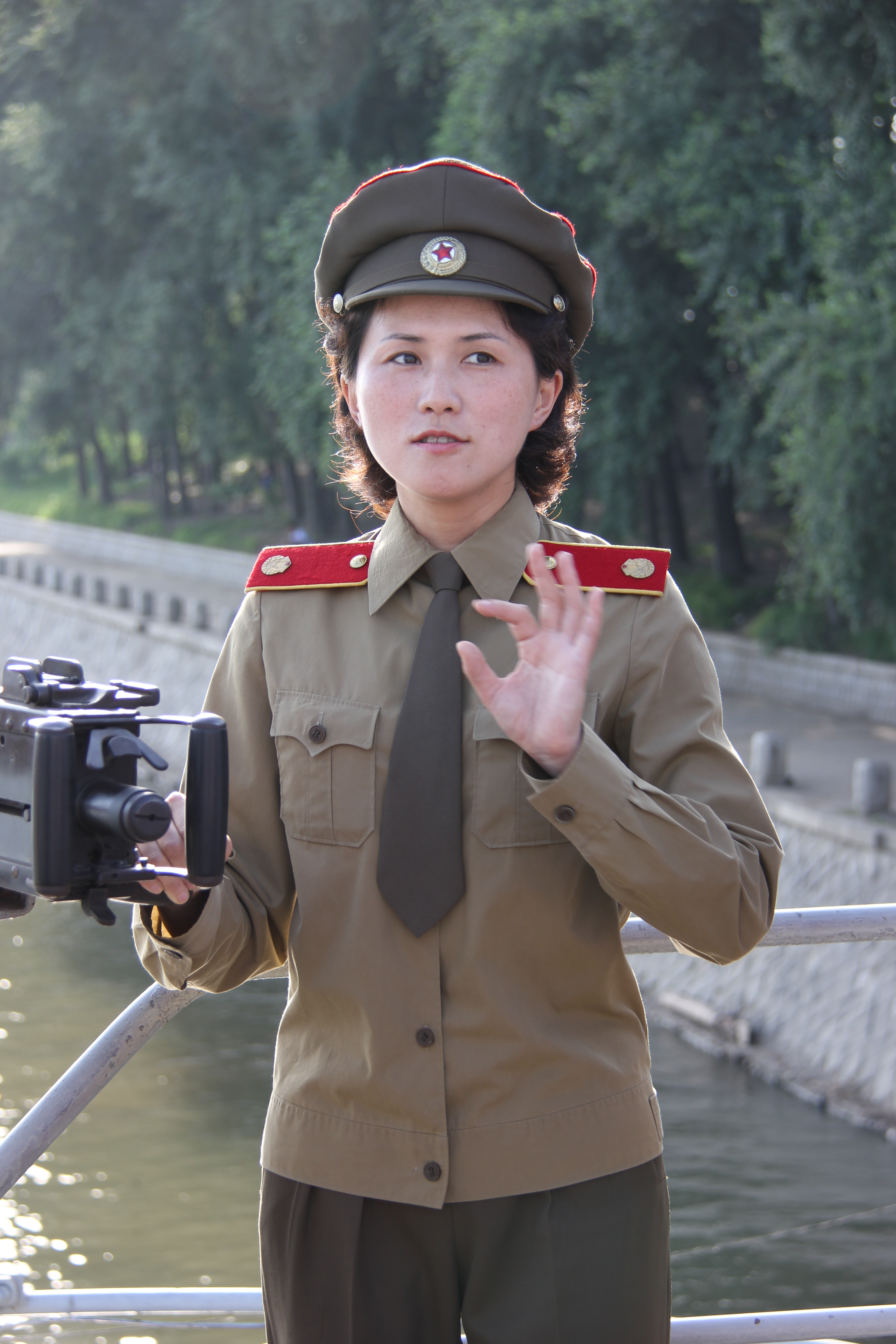
夏季常勤服の博物館員たる女性軍官（2012年8月）
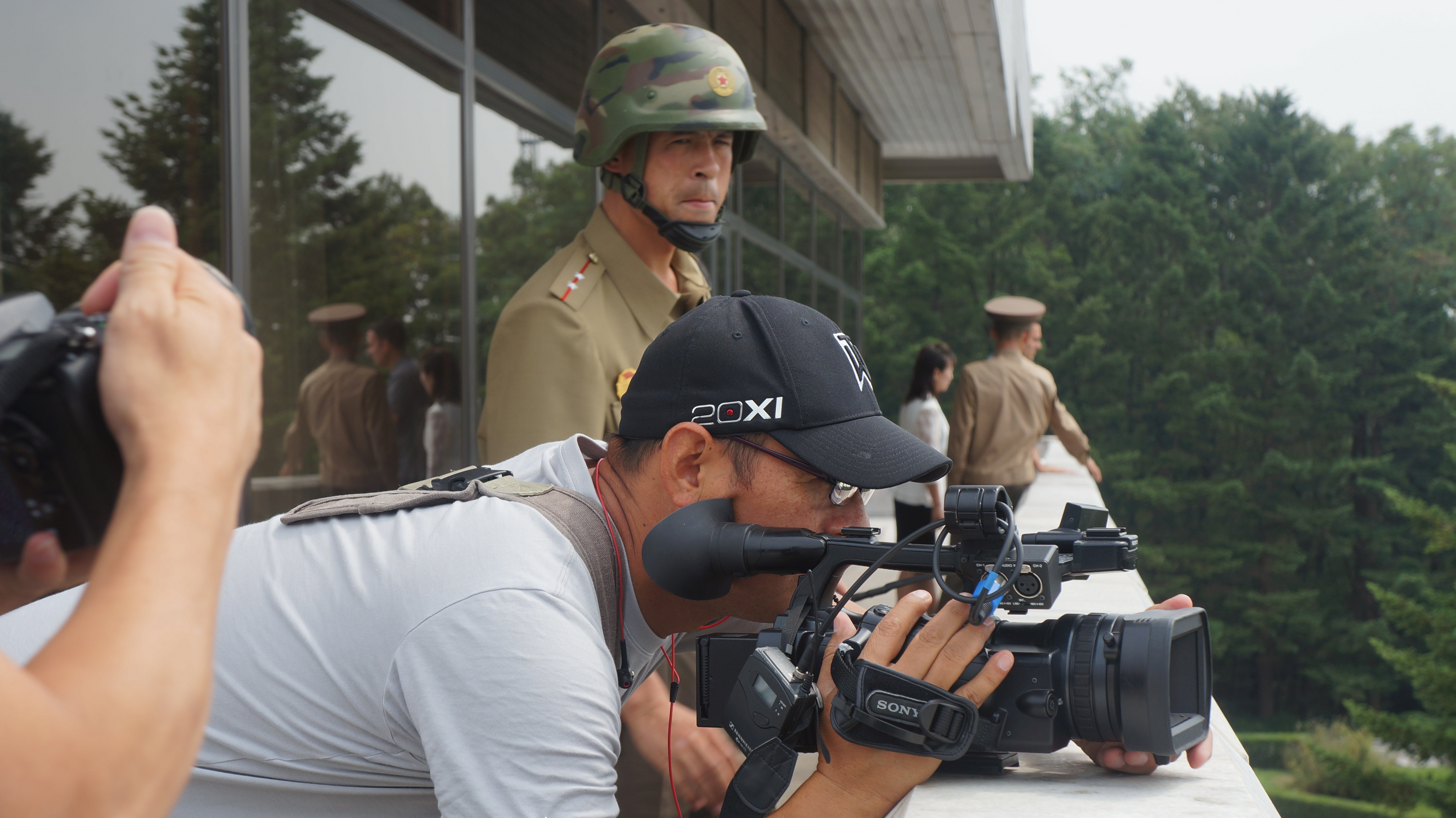
夏季シャツの板門店警備要員（奥のヘルメットをかぶった中尉、2014年8月）
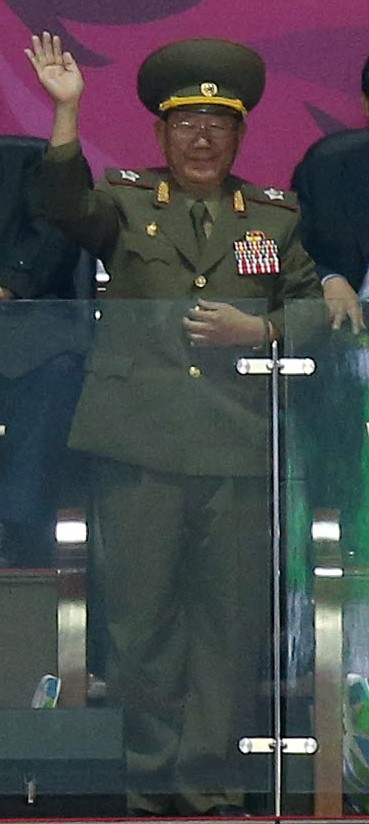
改正後の次帥（黄炳瑞、2014年10月）

略礼装
2012年4月15日の金日成生誕100周年祝賀閲兵式にて新たに導入が確認されたもの。前述の夏季白キーチェリを強く意識した意匠となっている。上衣は白の折襟で、階級章は肩に付け、襟には赤で縁った柏葉型の金色の装飾がつく 。サムブラウンベルトを使用する場合もある。袴は紺色で、赤のパイピングが2本入っており、スラックスと乗馬ズボンの2種類がある。帽子は官帽ではなく、略帽を被る。勲章の佩用は略綬で行われる。

なお、これまで将官の中でも上将級～次帥といった最上級の軍人しか着用が確認されてこなかったが、2015年10月10日の党創建70周年記念式典では学校部隊と思われる下級軍官も着用しており、着用対象は不明。
パレード礼装
主な構造は通常の外出服や戦士服と同様だが、ソ連のM69のように軍事称号を示す肩章と朝鮮人民軍の徽章のみが入った襟章が付く。戦士級だけではなく、部隊長以外の軍官も着用する。ソ連のように取り外して平時の外出服と共用しているのかは不明。2015年の閲兵式では肩章・襟章ともに外側を黄色で囲むようになったが、2016年10月10日の党創建70周年閲兵式では再び元に戻っている。2017年4月の太陽節閲兵式では、正装のような袖章が追加された。また、迷彩服にも同様の仕様がなされていることが確認できる。
護衛司令部所属と思われる閲兵式での警備要員、軍楽隊などに支給される仕様も同じ構造だが、襟と袖そして袴に赤いパイピングが入り、肩章の両端に藍色のパイピングが入る 。

### 軍帽
制帽（官帽）はソ連軍タイプのいわゆるフラーシュカである。外出服の場合、将官級の顎紐が金モールであることを除いては将校下士官の意匠に違いはない。ただし下士官兵や下級将校の場合クラウン部の骨が不十分のため、綿を詰めることでかろうじて高さを保っている。1990年代初頭よりソ連・ロシアの影響でクラウン部が高くなった。
正装は陸軍は赤、空軍は青の鉢巻が入っていた。将官の場合、正装・礼装ともに鉢巻部に金の装飾が付き、この装飾は92年に若干の改正がなされたが2012年までに全廃された。
帽章は金属だが、将官は金の刺繍となる。
女性は兵士はベレー帽、士官はクラッシュキャップ（天井両脇をへこませている）式の官帽であったが、1970年代にベレー帽へと統一された。しかし2011年4月頃より陸軍・空軍の軍官及び長期服務士官と学校生徒、軍官候補生にクラッシュキャップが復活 、また、将官は男性と同タイプの官帽を被るようになった。

帽章
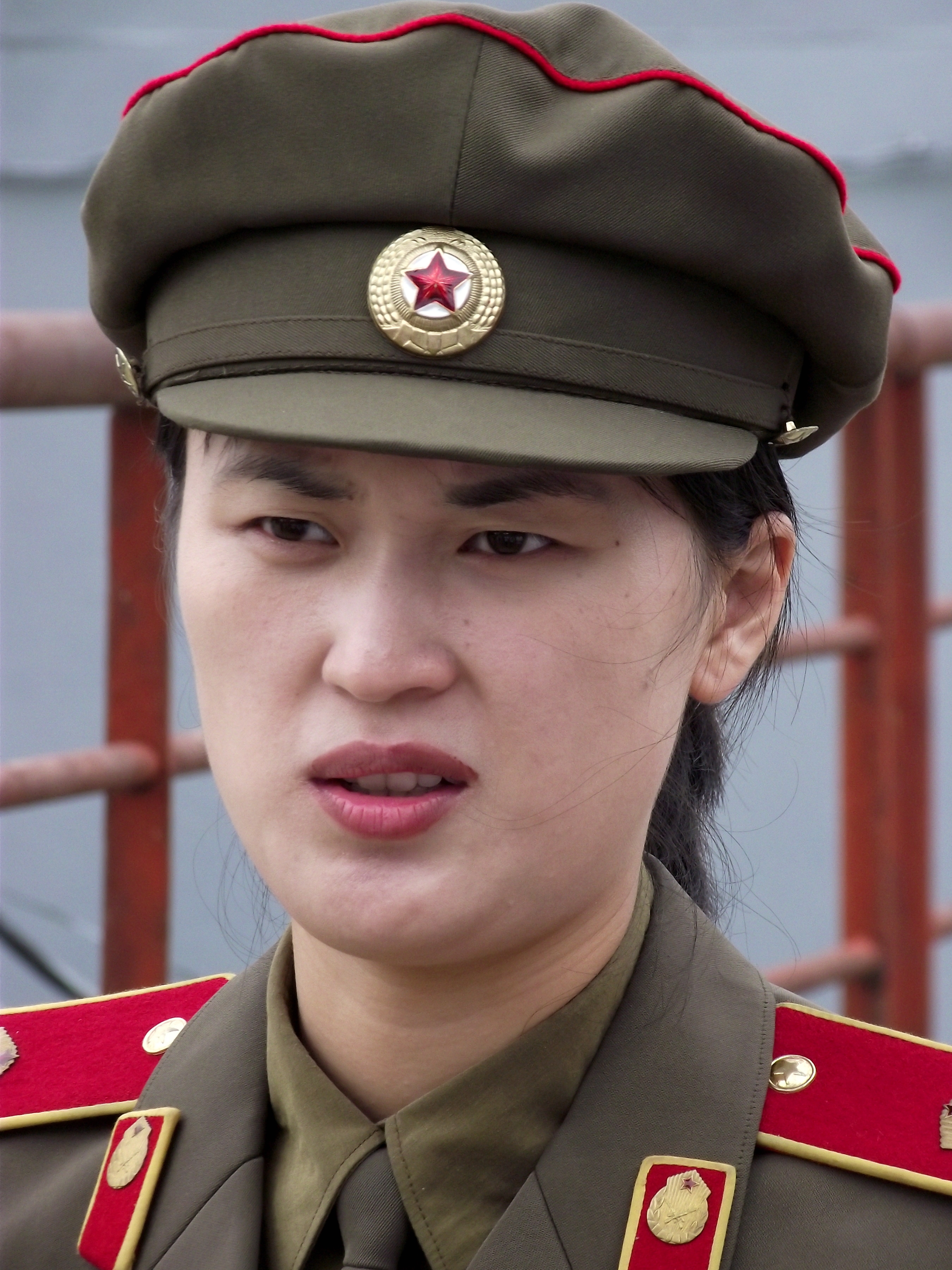
クラッシュキャップを被った博物館員たる女性軍官（2011年8月）

一方、戦闘帽はソ連とは異なりケピ帽のような独自の形状をしている。これは官帽よりも先に制定され、デザイン自体は朝鮮戦争前後の時代から現在にいたるまでほぼ変化はない。両側には防寒のため耳当てが付いており、国民革命軍の使用した規格帽を髣髴とさせる。軍官は全面に2本の赤線(空軍は青)が入る。また、戦士級でも長期服務士官（98年以前は長期服務兵）や軍官学校生は軍官用帽子を被る。元帥クラスはあご紐に金モールが付く。2011年ごろの改定で高くなった。

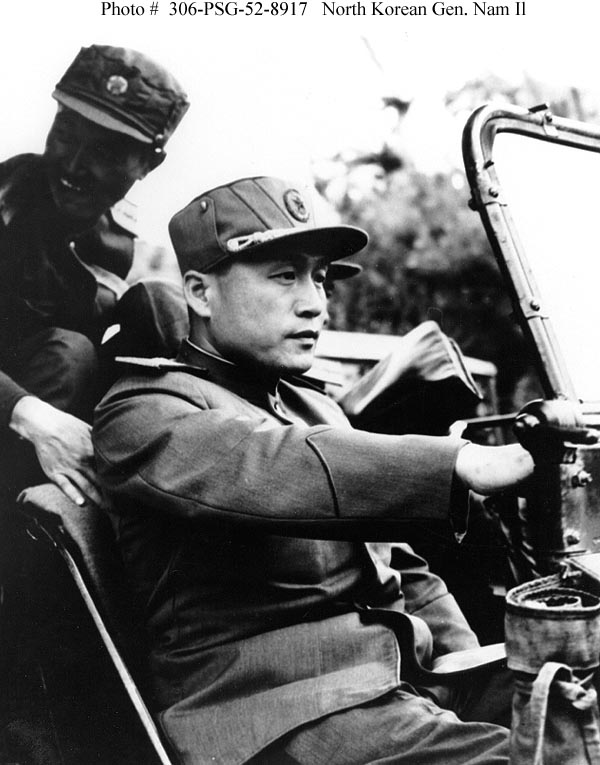
陸軍大将。あご紐に金モールが付いている（南日）
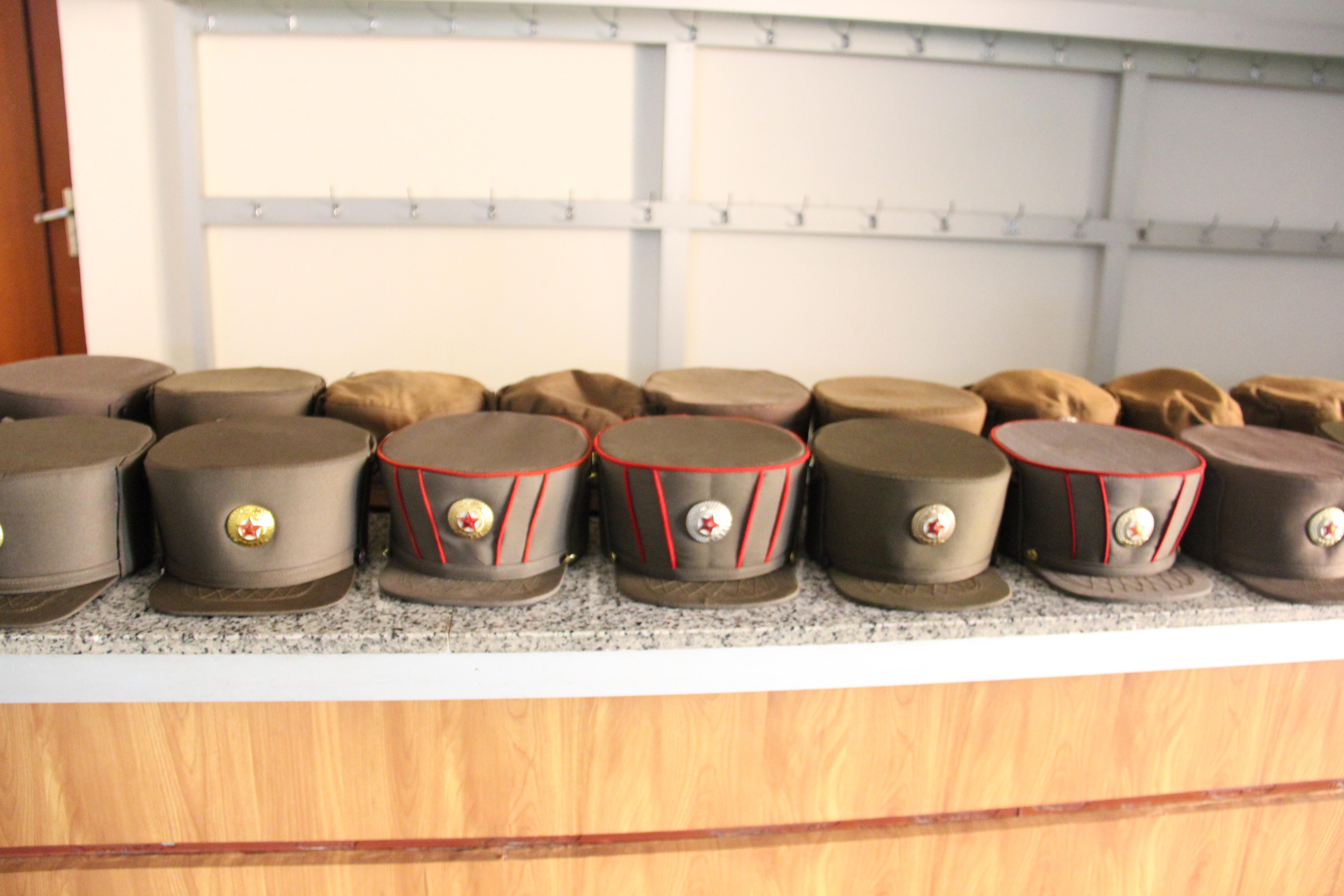
赤いパイピングの入ったものが軍官用、そうでないものが兵卒用である
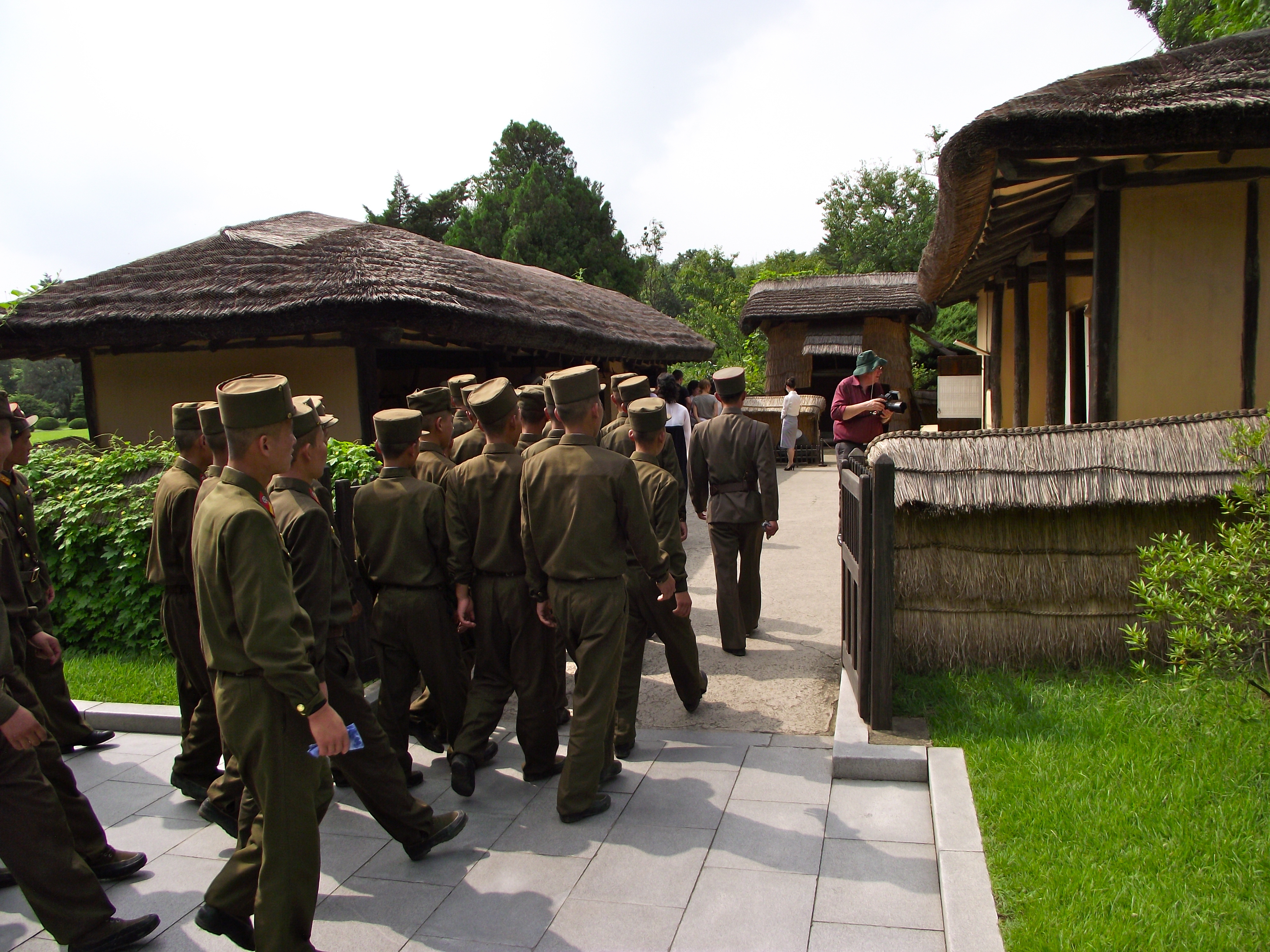
改定後の戦闘帽（2011年8月）

### 戦闘服・防寒服
下士官兵は平時戦士服（戦闘服）が基本である。47年制式ではソ連軍の35/41型ギムナスチョルカの影響を受けつつも、朝鮮の伝統衣装であるパジのような幅の広いズボンと開襟時のガスフラップを特徴とする。58年改正以降は折襟であり、ズボンの丈も外出服と変わらないが、裾をボタンで留めるものもある。
材質はテトロンもしくは綿製で、訓練・作業等の平時には綿製を使うが、儀礼時にテトロン製を使うといった使い分けの規定はないとされる。夏服の支給は3月末に行われ4月1日に衣替え、冬服の支給は11月中旬に行われる。支給頻度は一般部隊は2年に1回、軽歩兵・偵察部隊は毎年である。サイズは身長によって3号、4号、5号などと分けられており、4号（166cm-172cm）が一般的とされる。
なお例外として、工兵部隊（建設部隊）は規律の悪さから通常の軍服を着用する事が許されなくなったため、赤茶色のブルゾン型といった独自の作業服を着用、兵・下士官は労農赤衛軍兵士が被るものと同様ハンチング帽と赤い星章、軍官においては通常の戦闘帽を被る。
迷彩服は、航空陸戦隊、海上狙撃旅団などを中心にかつてのソ連軍など東側の軍隊に多く見られたつなぎ式の迷彩服を通常の軍服の上から着込む古いものであり、迷彩の形状、パターンは主に3-4色からなるシンプルなダックハンターだった。色は濃い緑、薄い緑、ベージュ 、濃い緑、薄い緑、赤茶色、焦げ茶色  など複数が確認できる。帽子は略帽やウシャンカを被るが、1992年の朝鮮人民軍創建60周年記念式典には迷彩服と同じパターンの略帽の使用が確認できる 。この他、対南浸透用に韓国軍の迷彩を模倣することもあった。
しかし、これらの支給は前述の特殊部隊等一部の部隊に限られ、以降21世紀になっても長らく基本的な軍服に迷彩は取り入れられない、近年ではもはや珍しい類の軍装となった。これは共和国の深刻な経済状況により全軍支給ができない、或いは一線級部隊のみでしか迷彩服が必要視されていない事から、迷彩服を大量生産するラインが確立できていないためと推定されている。
こうした問題は朝鮮人民軍側も重く受け止めていたようであり、2000年代より独立して着用するタイプの試作迷彩服を3種類ほど製作。一つは中国人民解放軍の87式迷彩や99式迷彩に似た4色パターン、もう一つは自衛隊の 、そしてもう一つは韓国軍の斑柄迷彩風であった  が、何れも模様が縦長でやや細かくなるなど独特なものであった。これらは師団級と思われる複数の軍部隊で着用され、特に人民解放軍風は、2005年の人民解放軍の演習“北剑-2005”を観閲する駐在武官も着用した。ポケットの形式は貼りポケット型で2つ切れ込みが入る。上衣の他、両腕上腕部にも1点ずつ存在する。領章は左胸に付けており、星の数とその左側の縦線で示していた。
そして2010年、全部隊対象と思われる迷彩服が正式導入された。ポケットの形状等は試作品に近いが、迷彩パターンは87式迷彩や99式迷彩により近くなった。また領章も試作品の独特なものではなく、通常の軍装と同様のパターンの軍事称号を襟に付けることとなった。ただし、低視認性を意識し下地は緑で、その周りを陸軍の場合赤で囲む。襟布は国境部隊を除き基本的に付けないものと推測される。まずは国境警備に当たる朝鮮人民内務軍（後述）などの前方師団を中心に支給が始まり、日を追うごとに普及率は高まりつつあると考えられる。
しかし、厳しい経済状況の中でこうした急速かつ大量生産は生産側にかなりの無理を強いたようで、軍服の生地質の悪化や製法の簡略化などが多く行われており、基本的な耐久性すらも疑問視される程である。2016年10月に韓国メディアで現物が紹介されたが、縫い目が整理されておらず、返し縫いは仕上げが正しくされていないなど非常に杜撰な作りであることが明示された。また、着用者によれば肌触りも悪く、規定サイズよりも小さいとの事である。このため、輸入した方が安上がりであるため、朝鮮族を通して中国国内の工場に外注したり、後方部隊では07式迷彩の導入で不要となった人民解放軍の99式迷彩服を安値で買い取っているとされる。
ヘルメットは長らくソ連のSSh-40に似た古めかしいものに迷彩ヘルメットカバーを被せていたが、2011年頃より板門店警備隊を中心にケプラー製ないしプラスチック製のフリッツヘルメットが現れた。2015年、2016年の閲兵式の映像でもヘルメットはフリッツヘルメットにほぼ置き換わっており、かなりの数が急速に普及していると思われる。PASGT型ヘルメットに似ているが顎紐が4点式で、ヘルメットカバーではなく直接塗装しているようである。
また、2016年12月11日に公開された人民軍第525軍部隊（総参謀部作戦局）直属の特殊作戦大隊による青瓦台襲撃訓練では、暗視装置や防弾ベスト、ニーパッドなど装備の急速な近代化が確認できる。2017年太陽節での閲兵式では、こうした近代化装備の兵士が登場し、デジタル迷彩仕様であることが判明した。またこれ以外にも、灰色など多様な迷彩パターンが見受けられる。
更に2020年10月に行われた軍事パレードでは行進した部隊のほとんど全てが新種の迷彩が施された戦闘服になり、防弾ベストやニーパッド、フリッツ式のヘルメットを装備していた。モバイル端末らしきものを右腕のポケットにしまっている兵士も見られた。
また多種多様な戦場を想定しているのか、砂漠迷彩や寒冷地用の迷彩が施された部隊も新たに登場した。
防寒服としてはソ連式のテログレイカと呼ばれる服に似た綿の入れられた特徴的な被服がある。この防寒服は九州南西海域工作船事件において自爆した工作船から回収された遺留品の中にも同型の防寒服がある。また防寒帽も同じくソ連式のウシャンカ型である点も各共産圏軍装とも共通した特徴である。
一方、軍官および特別待遇軍人たる戦士が制服と併用して着用する通常勤務用の外套はボタン4個2列ダブルブレストのチェスターフィールドコートであり、将官、元帥クラスとなると袖章が付く。

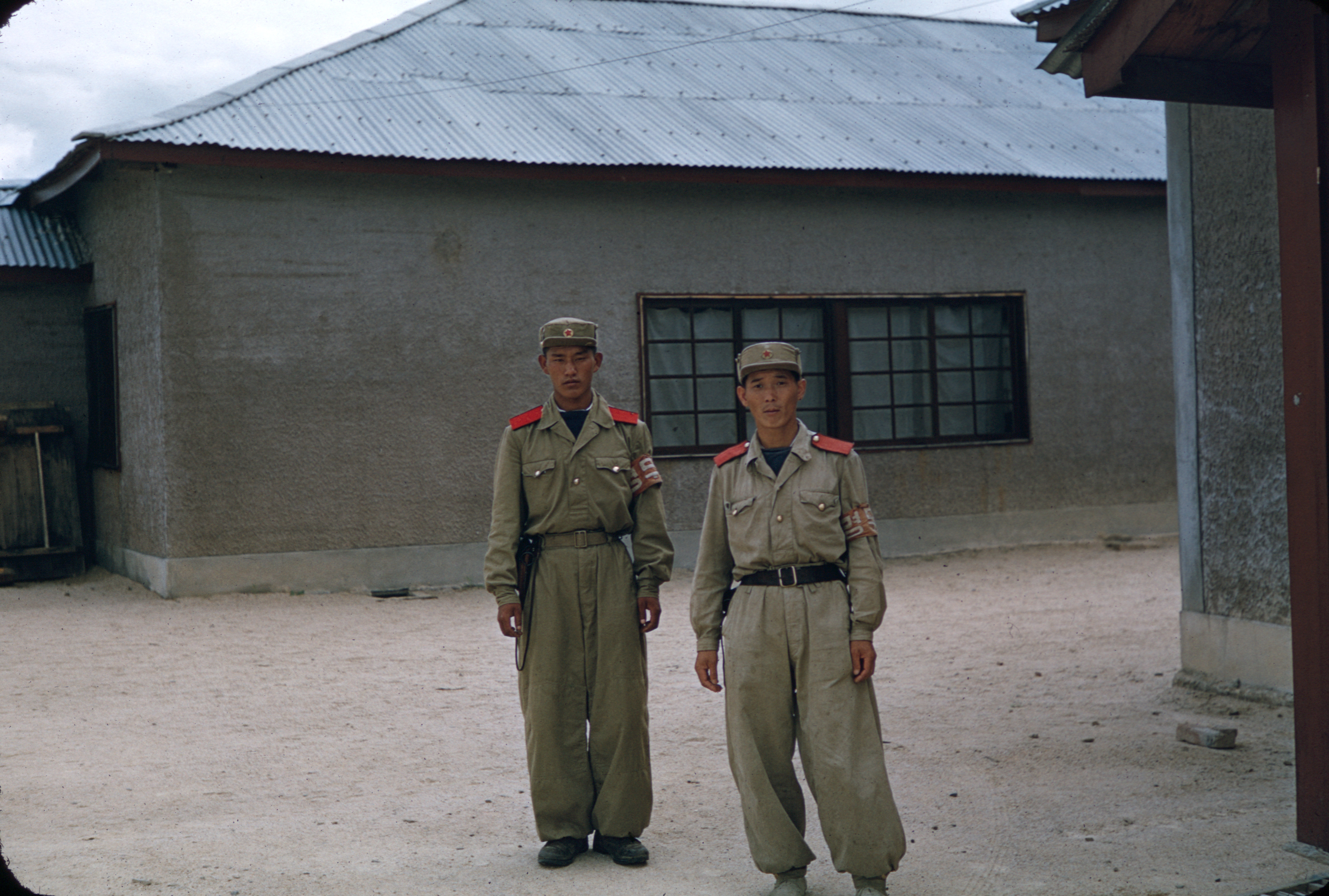
1947年制式の戦士服
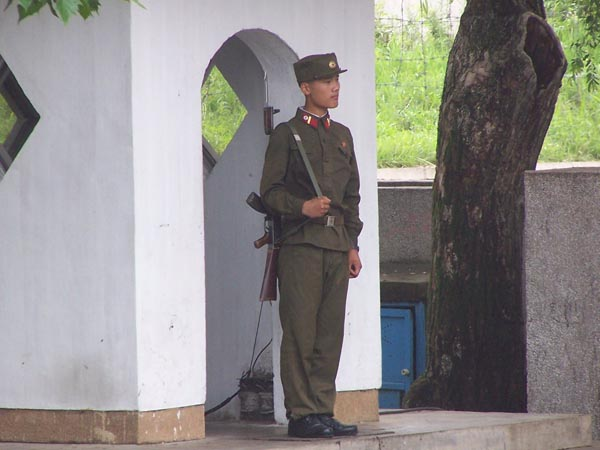
1958年制式の現行戦士服を着用した非武装地帯の歩哨（上等兵）。本来上衣は下衣の中に入れなければならないが、彼は外に出している（2005年7月31日）
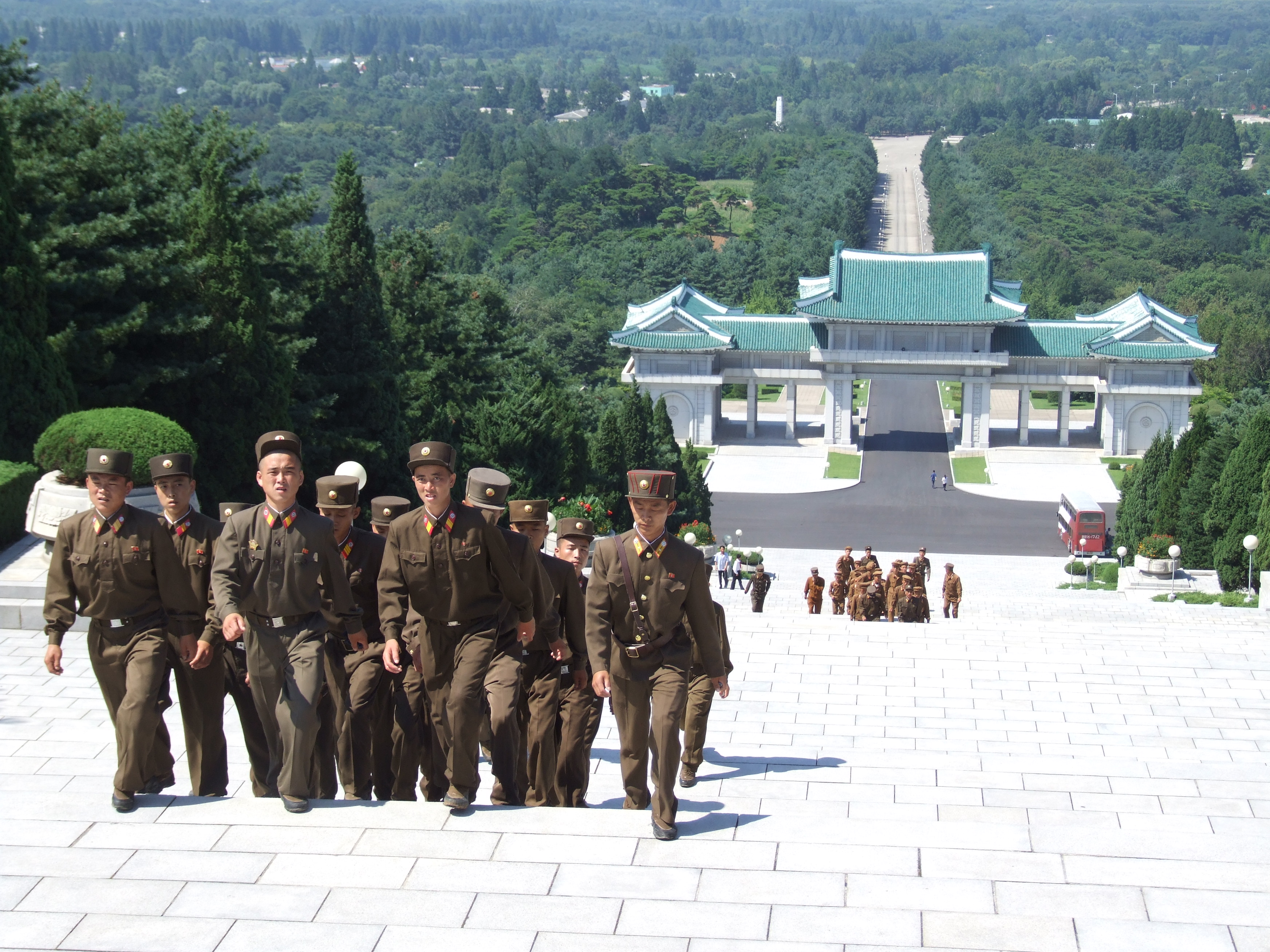
少尉（前列右端）に引率される下士官兵ら。制服を着用している軍官との違いに注目（2012年8月5日）
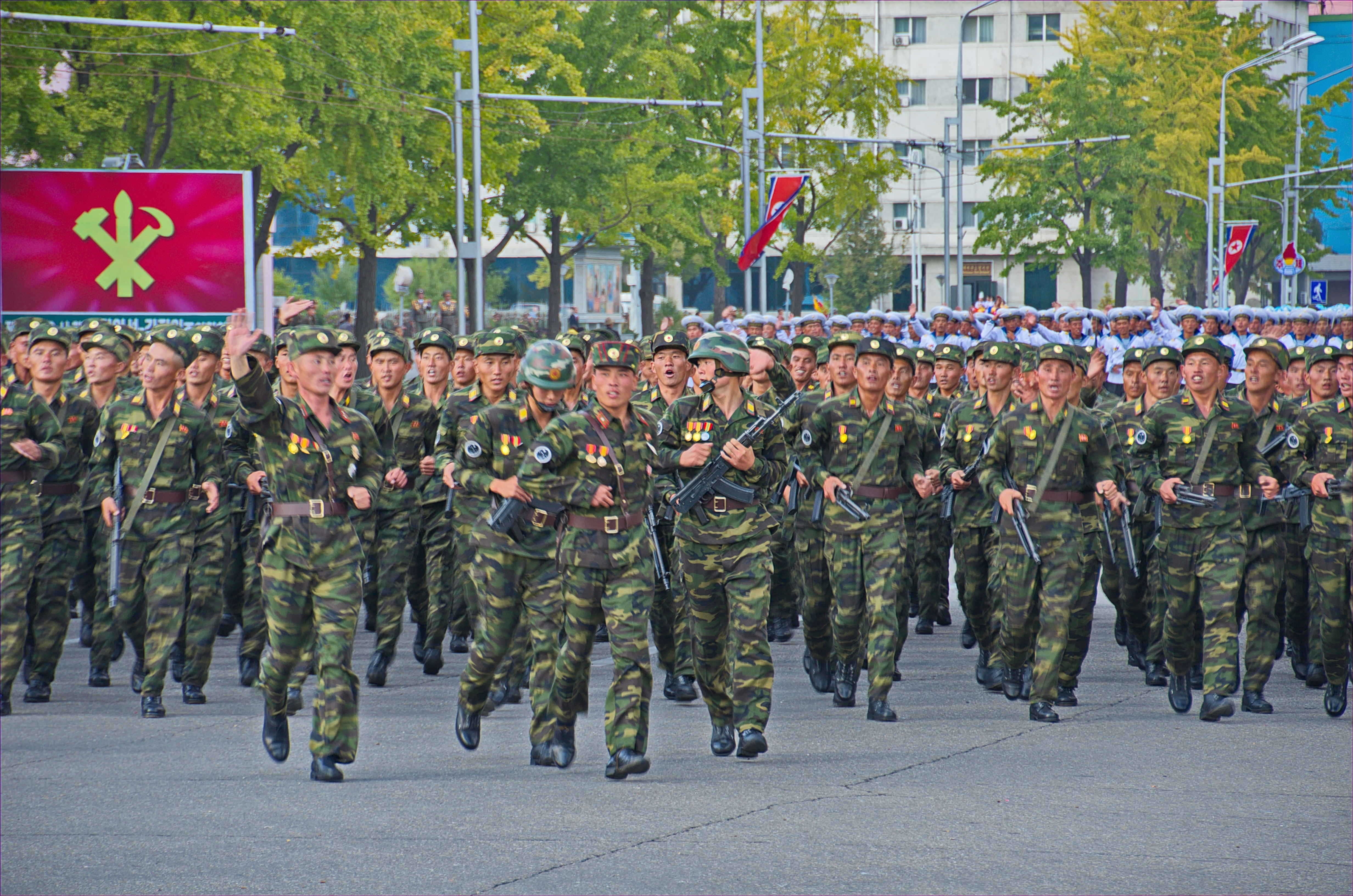
2010年型の迷彩服を着用する部隊（2015年10月）
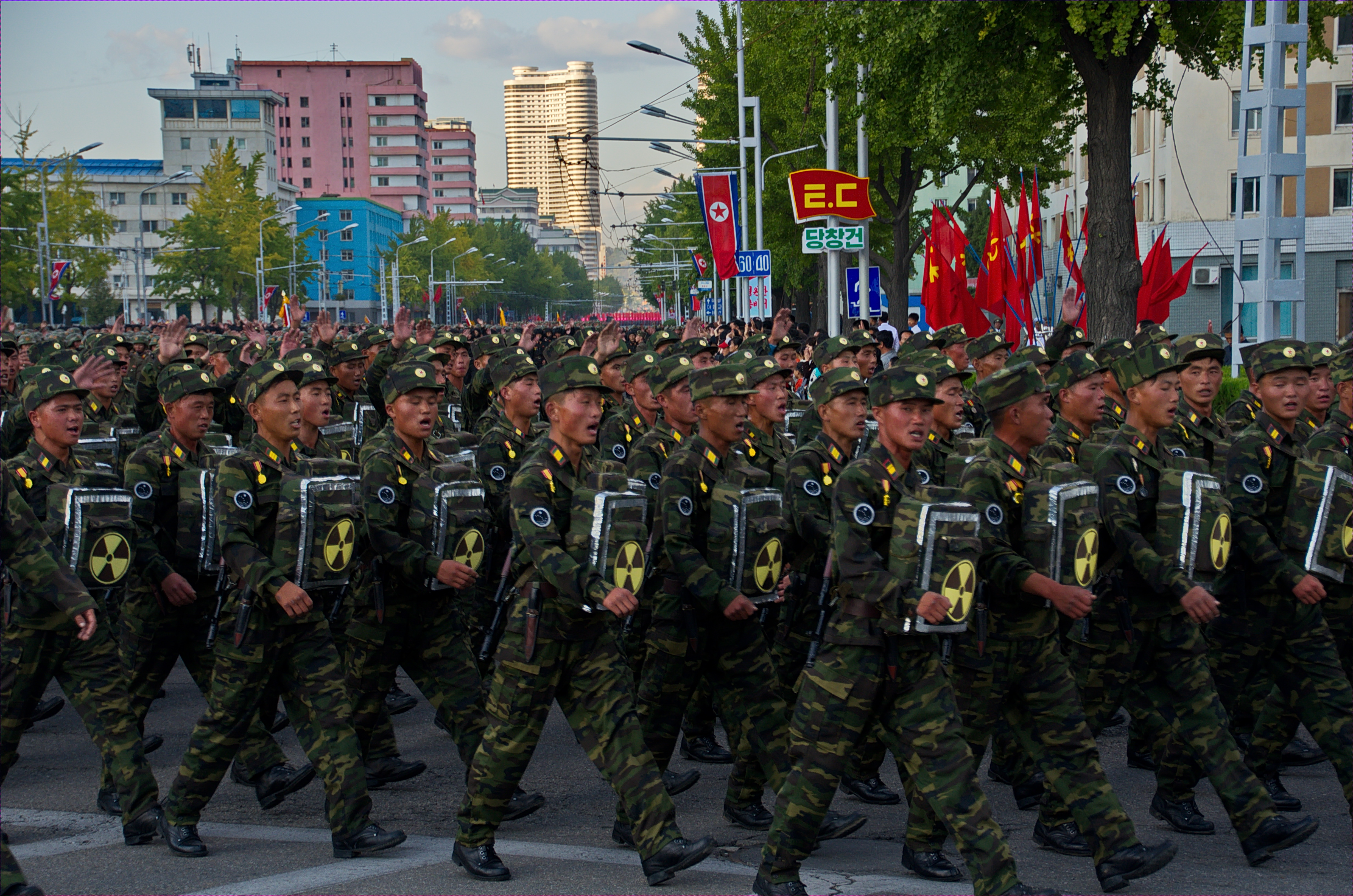
2010年型の迷彩服を着用する部隊（2015年10月）
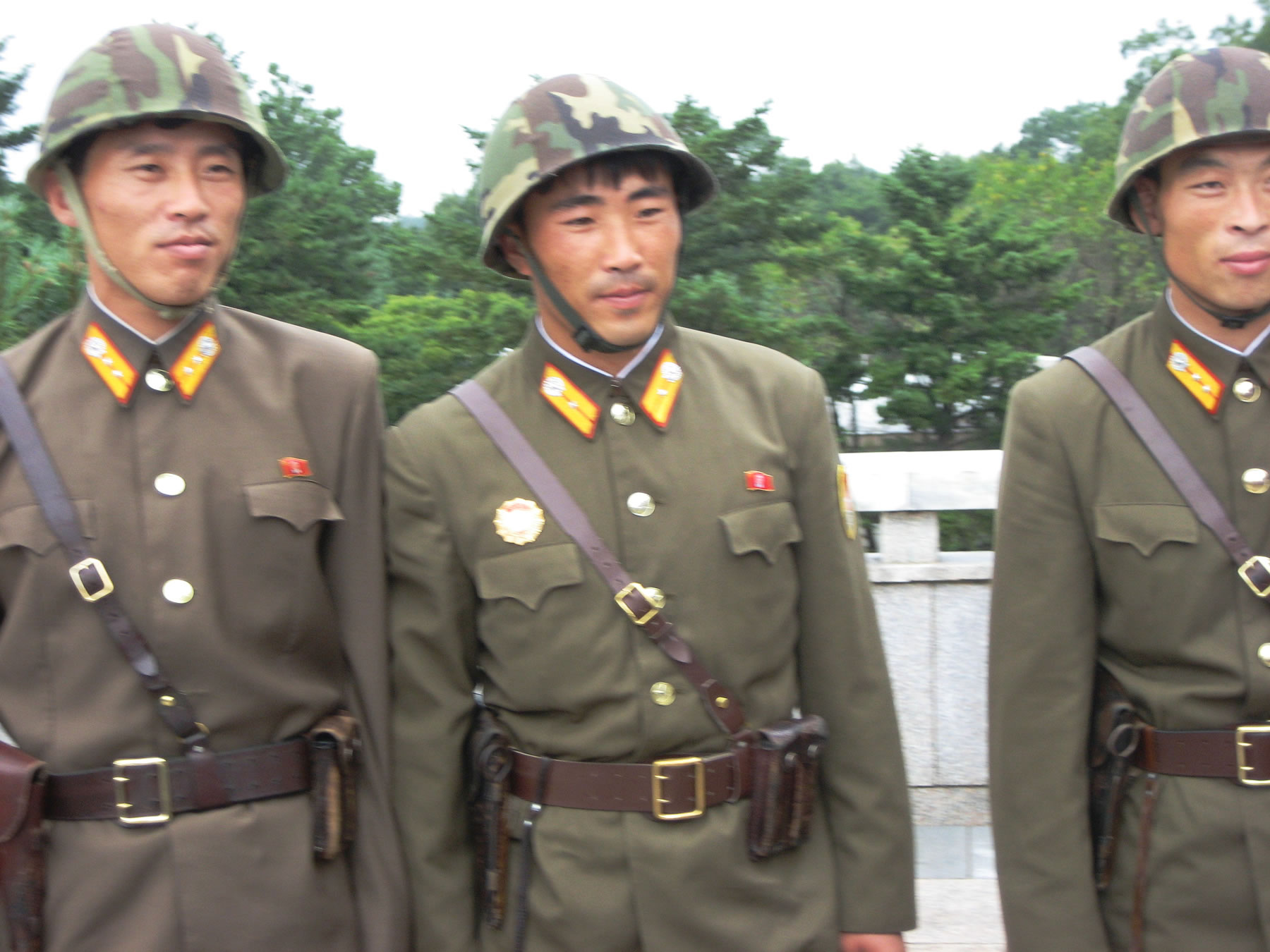
SSh-40タイプのヘルメットを被った軍官（中央：少尉、両端：中尉）
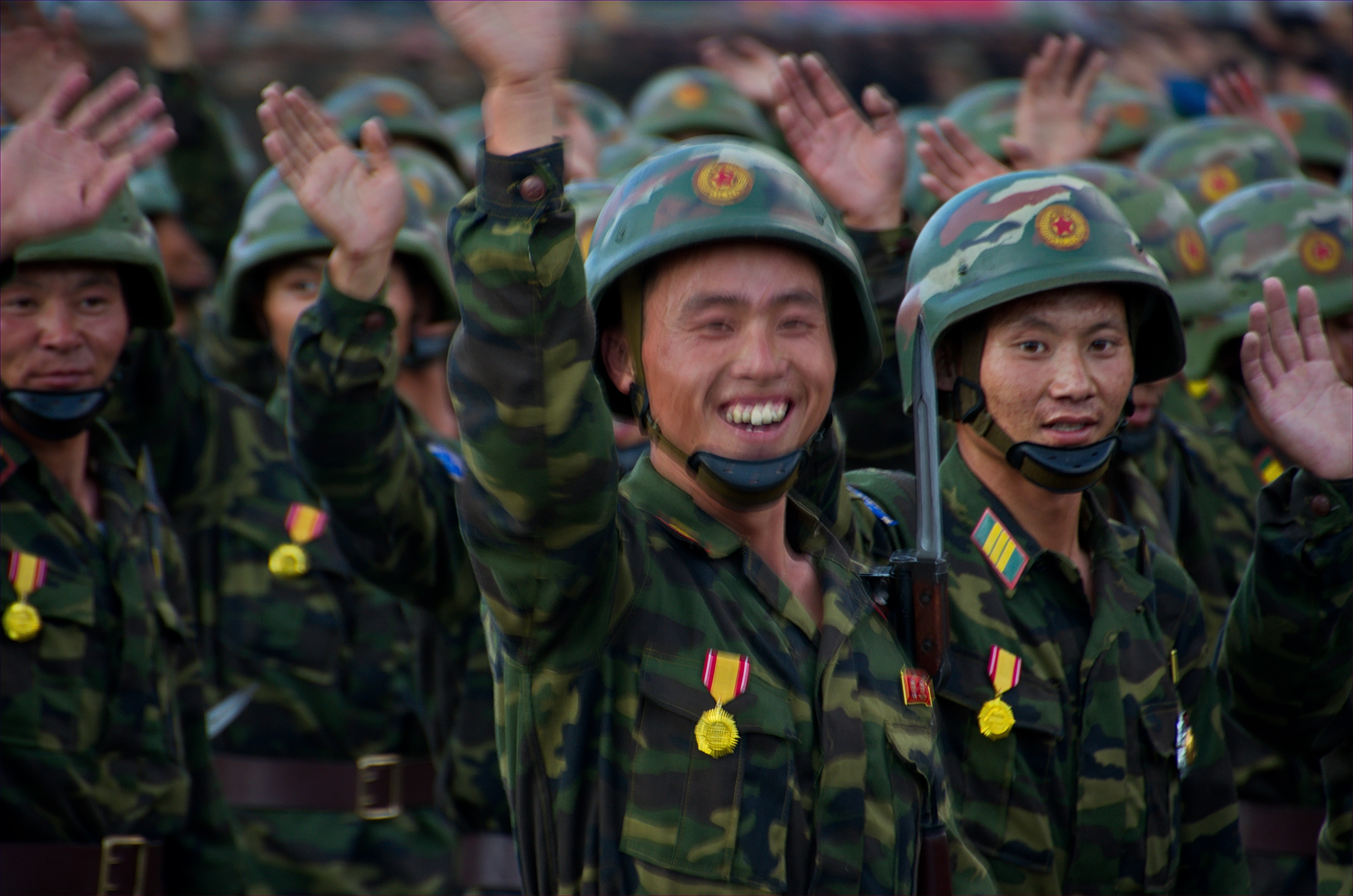
新型のフリッツヘルメットを被った兵士（2015年10月）
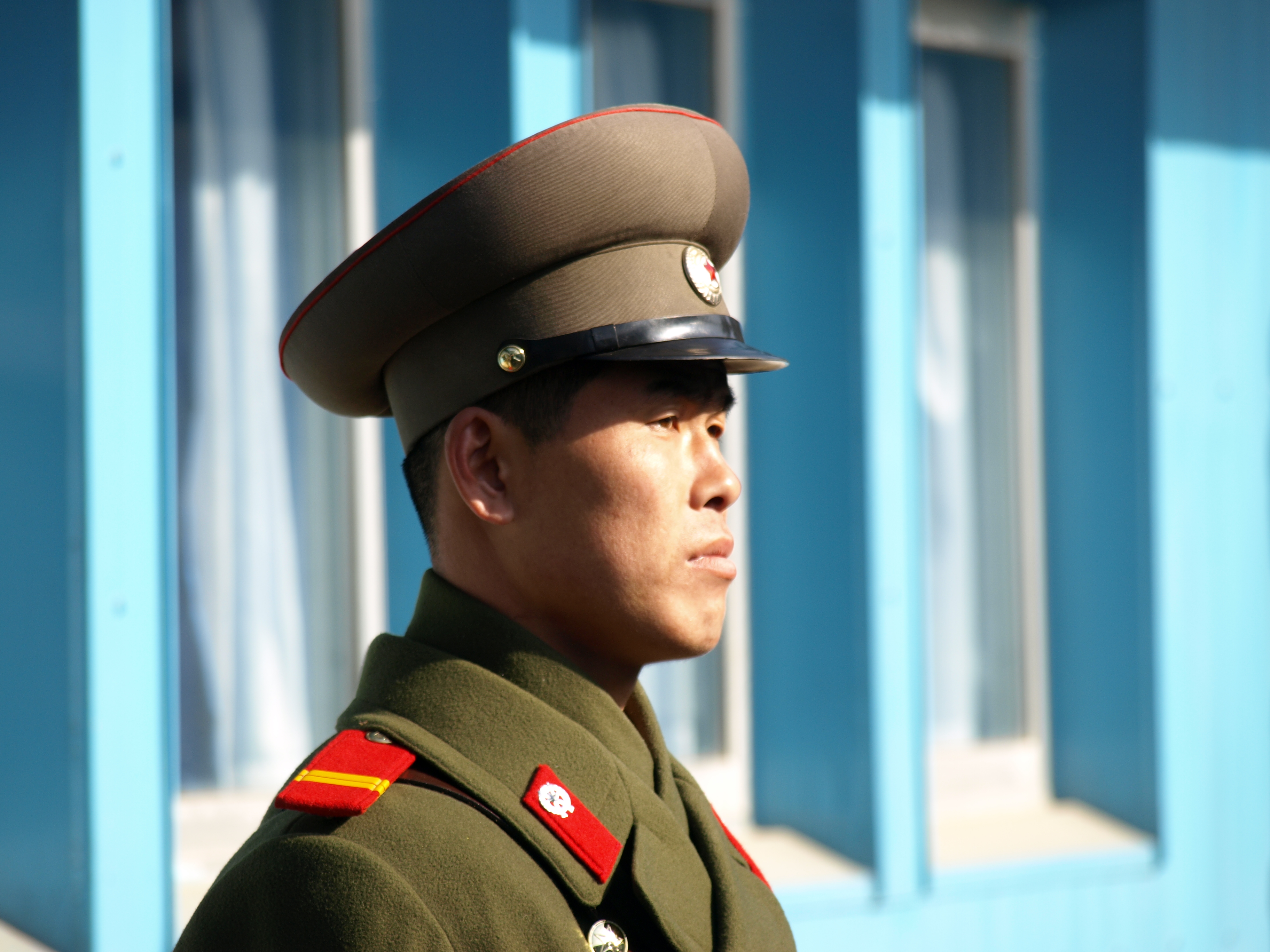
外套を着用する下士（伍長に相当）（2009年3月6日）
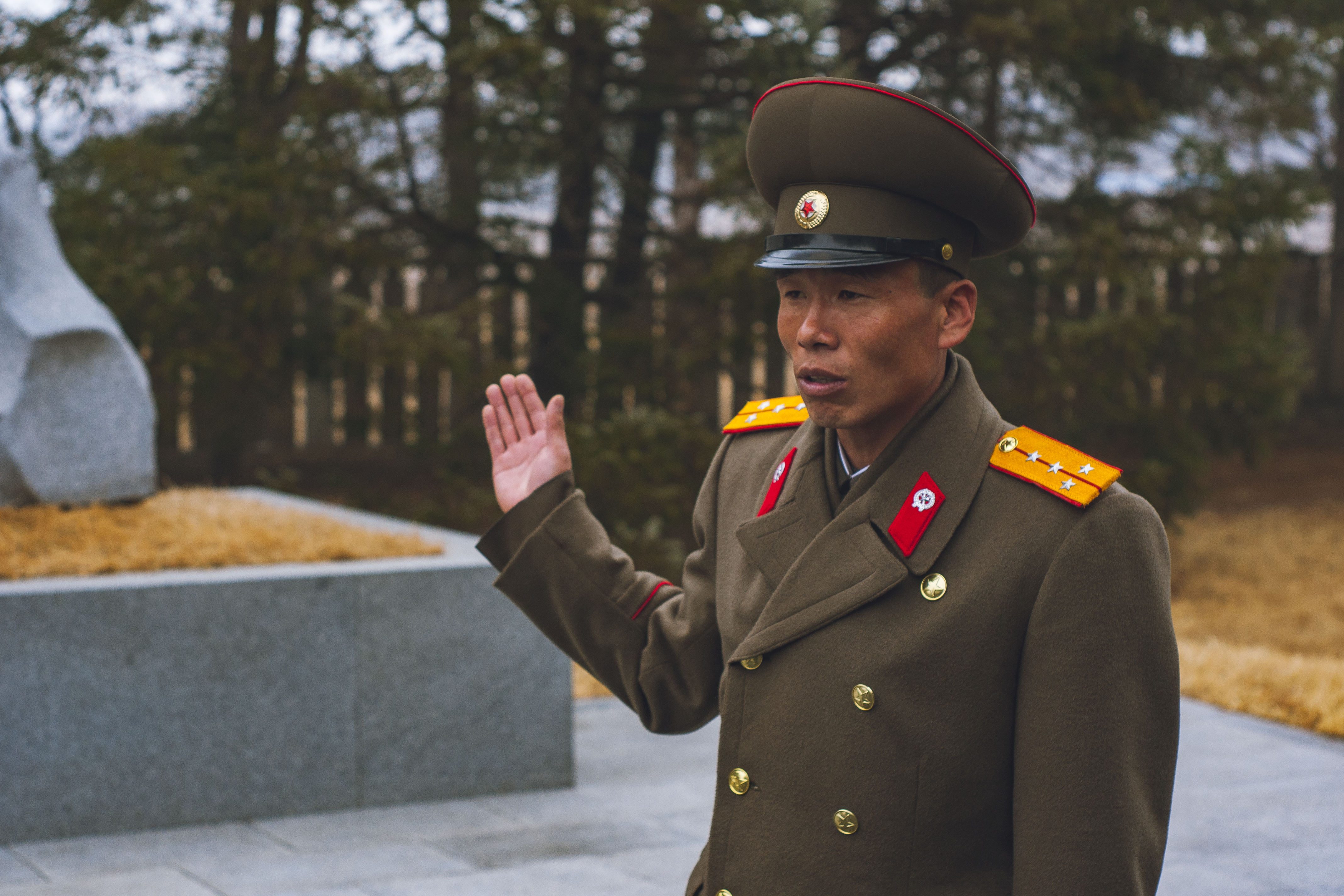
外套着用の大尉（2018年3月）
外套を着用した中将。（李相朝、1953年4月10日）
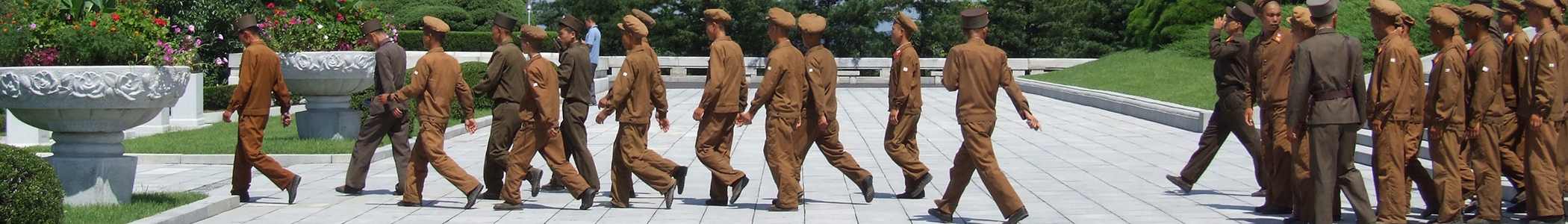
建設部隊将兵（2012年8月5日）

### 靴
軍官、戦士ともに軍靴と戦闘靴の2種類があり、戦士の場合、戦闘靴は「地下足」と呼ばれ、1年に1足、狙撃、軽歩兵、偵察部隊支給頻度は1年に2足、軍靴は2年に1足とされるが、物資不足から更新がままならず10年に1足のケースもあるという。更新頻度は軍官も同一だが、上佐以上の高級軍官は毎年革製の短靴が支給される。靴下は基本的に配給されず、高級軍官や一部の長期服務士官などエリート層を除いてソ連軍式のポルチャンキを使用する。

### 徽章
兵科章は階級章上部に併記されていたが、92年改正で「陸海空の三軍種のみ」と簡略化された。芸術宣伝隊、体育団、軍学校生徒、軍楽隊博物館員は本来軍事称号を明記する肩章・襟章の部分に特殊兵科章を付ける。
1998年から導入された長期服務士官制度は、通常の戦士級領章とは異なり、黄色の下地に赤線で軍事称号を示す。この制度は技術系、准士官等の説があるが詳細は不明。

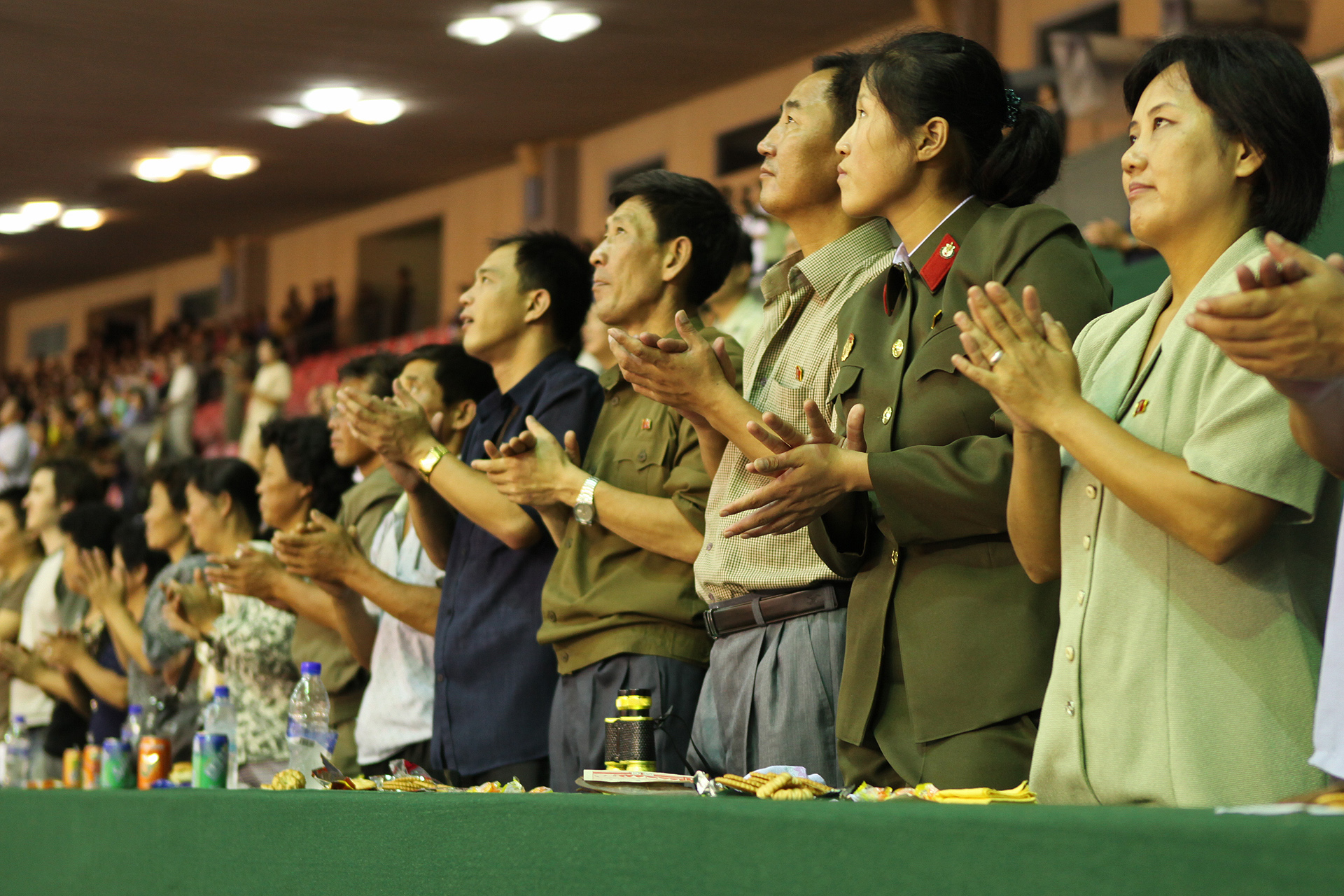
体育団員（右から2人目、2010年9月4日）

### 海軍
海軍の領章や各パイピングは黒を基調とする。軍官の制服は色を除き陸軍と同じ裁断だが、パイピングの代わりに袖にも階級章がつく。帽章は星章に柏葉を配しその上に錨が付く。陸・空軍と同じく常勤服や礼装も同様にあるが、軍服の色・徽章・ボタンは海軍独特である。常勤服のワイシャツは白、水色、カーキ色等が確認される。
セーラー帽のペンネントには朝鮮人民軍海軍のチョソングルが入る。兵下士官の階級章はセーラー服であるため、長方形の肩章式となる。またベルトバックルには海軍を示す錨と星の重なったマークが入るバックルとなる。また、陸上勤務者は戦士級にも黒い外出服も支給される 。
夏服は上着及び制帽が白色、冬服は黒色となる。袴は夏冬一貫して黒である。

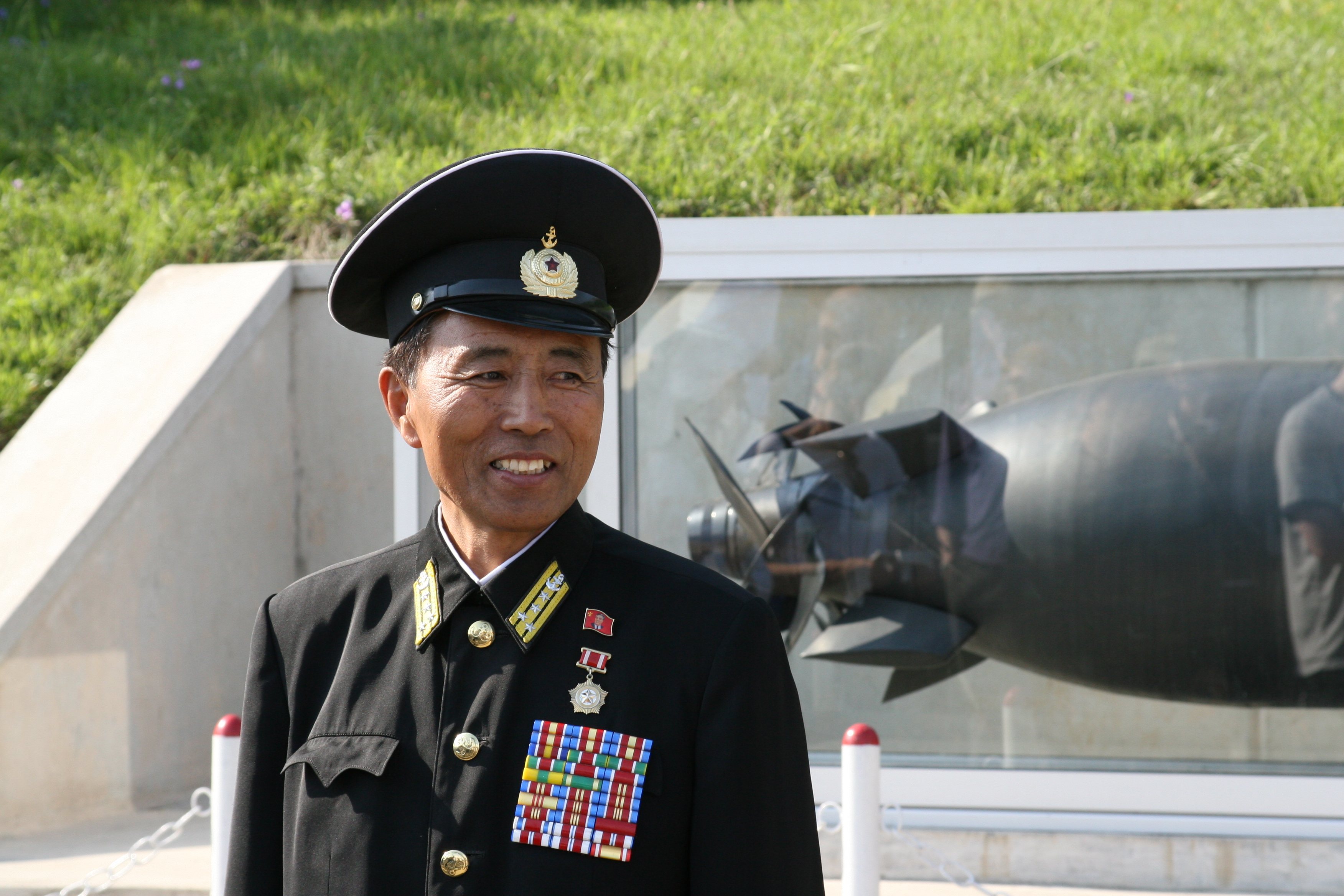
海軍大佐（黒線2条に星章4つの襟章。上佐の上で少将の下）
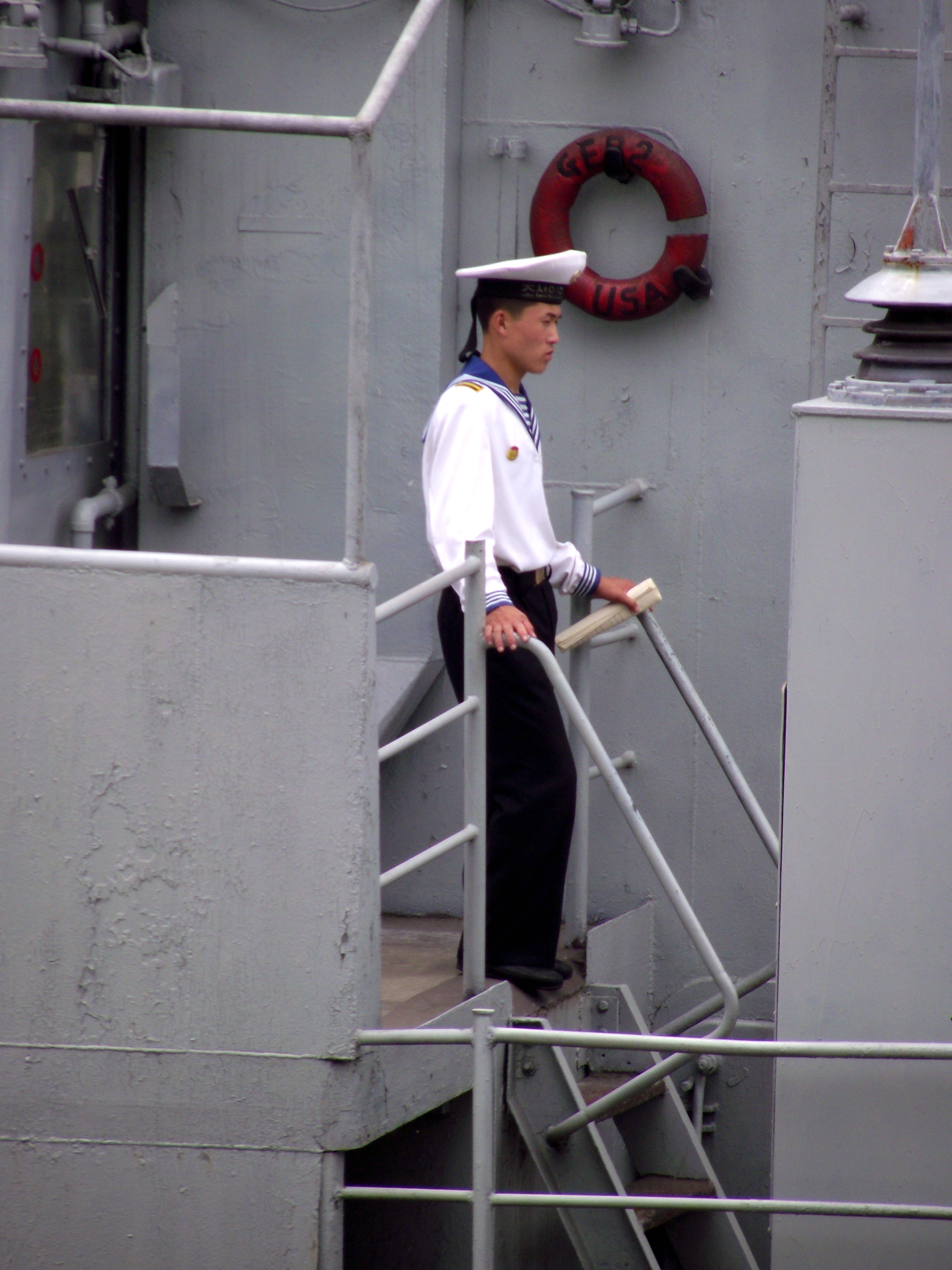
夏季水兵
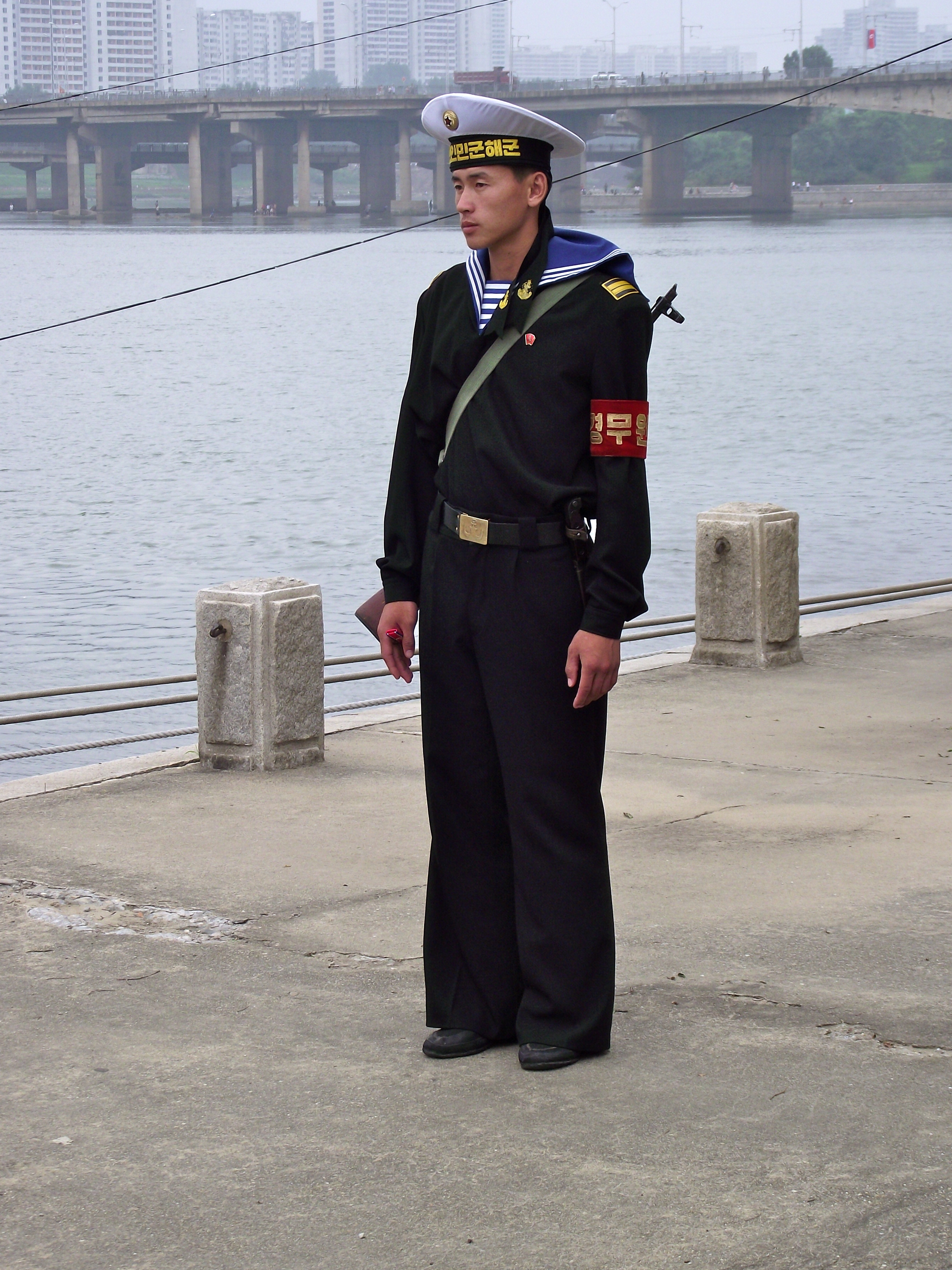
冬季水兵。警務員（경무원、憲兵に相当）腕章をつけている。
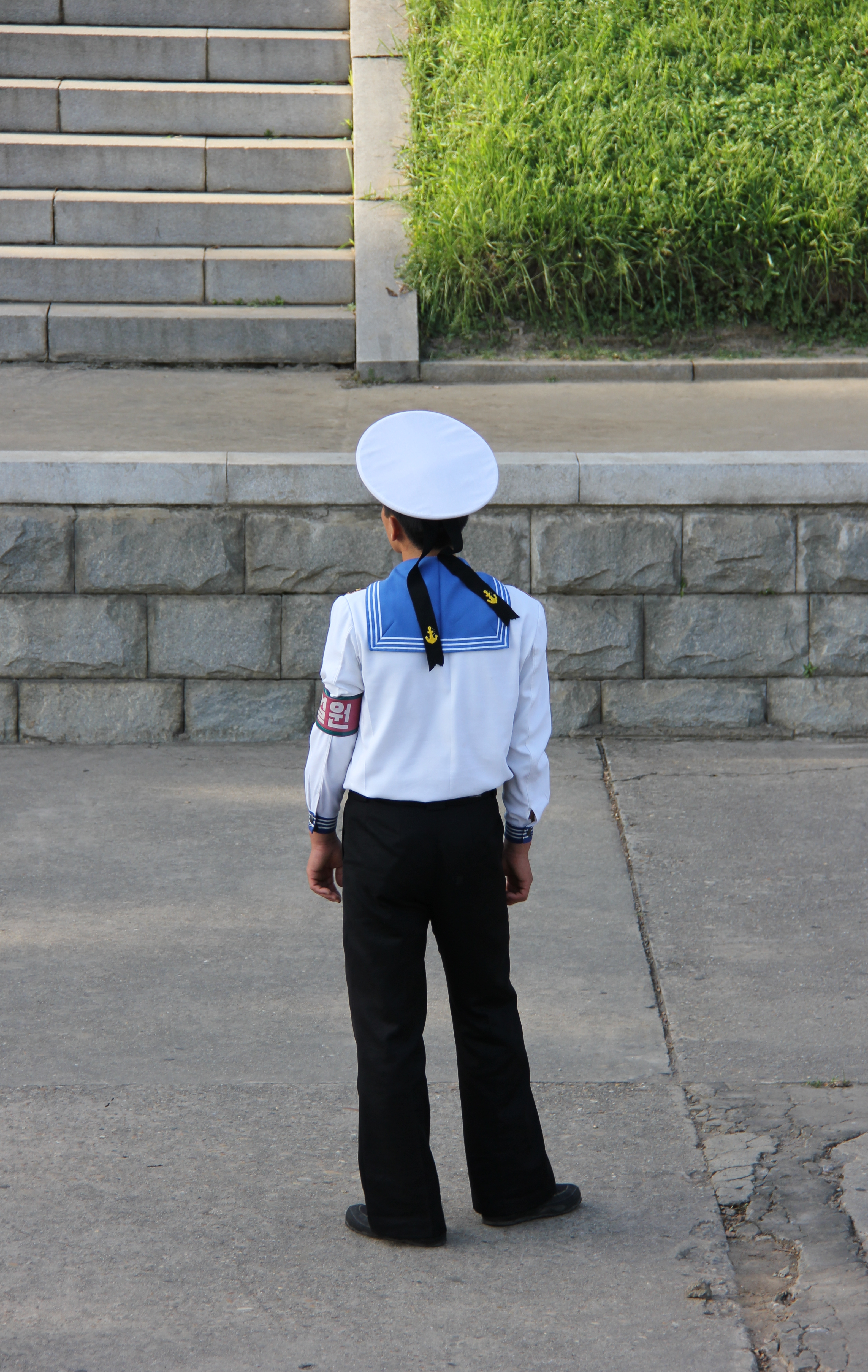
後部

### 空軍
空軍の領章や各パイピングは青を基調とする。腰部の帽章は陸軍と同一で、ソ連空軍のように別個にクラウン前面にウィングマークがついていたが、2014年ごろに腰部の帽章と統一された。
航空要員はグリーンの布製、あるいは中国空軍が2004年まで使っていた59式の夏飛行皮服、冬飛行皮服とほぼ同型（あるいは全く同じ）の革製のフライトジャケットとズボンを使用している。ヘルメットはソ連で1960年代に導入されたZsh-3と思われる、無線機内蔵の革製飛行帽の上からバイザー付きヘルメットを被るタイプのもので、1983年2月に韓国に亡命した李雄平大尉や1996年10月に亡命したリ・チョルス大尉も被っており、この頃には既に導入されていたものと思われる。

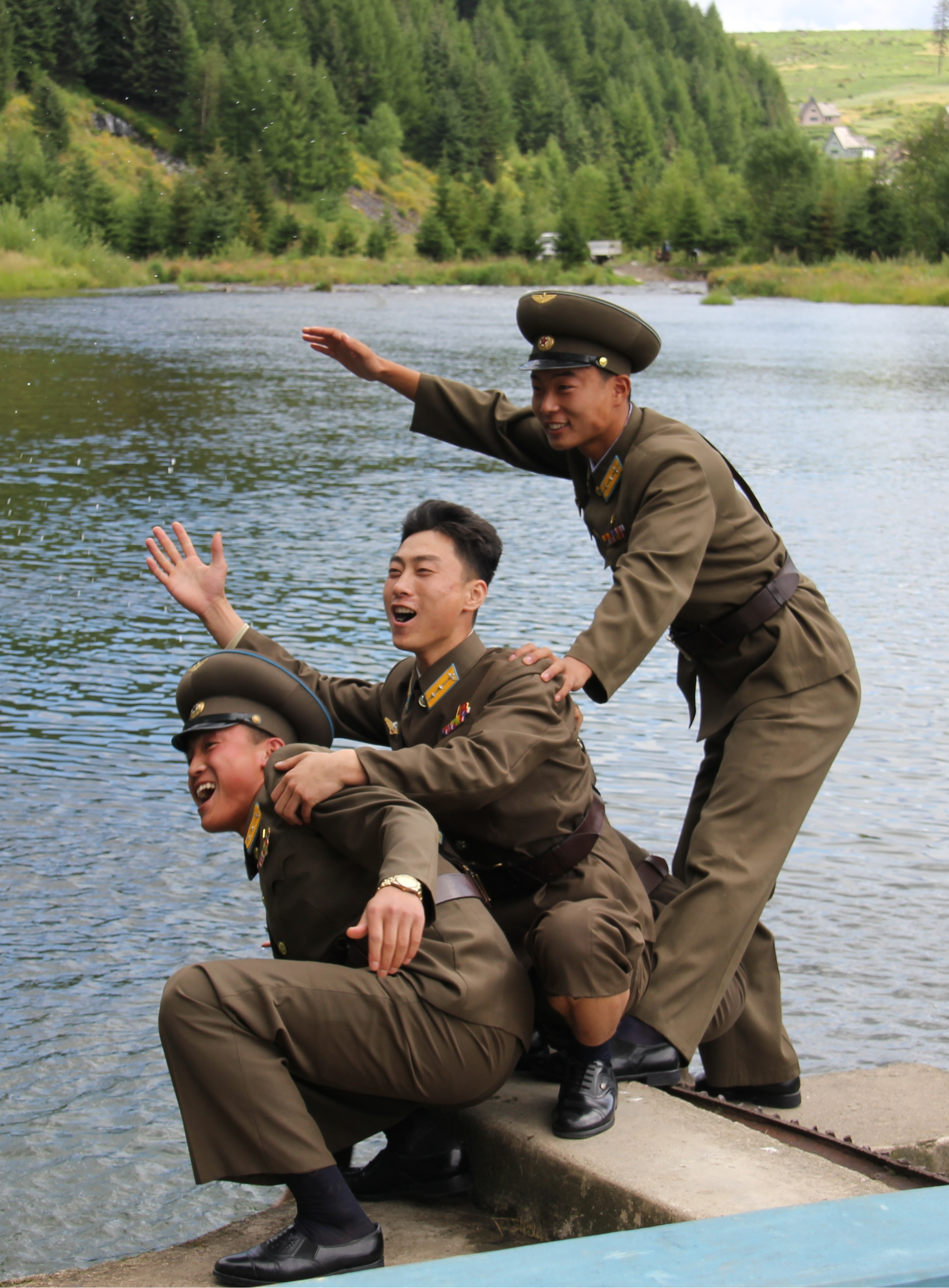
帽章改正前の空軍士官ら（2012年8月）
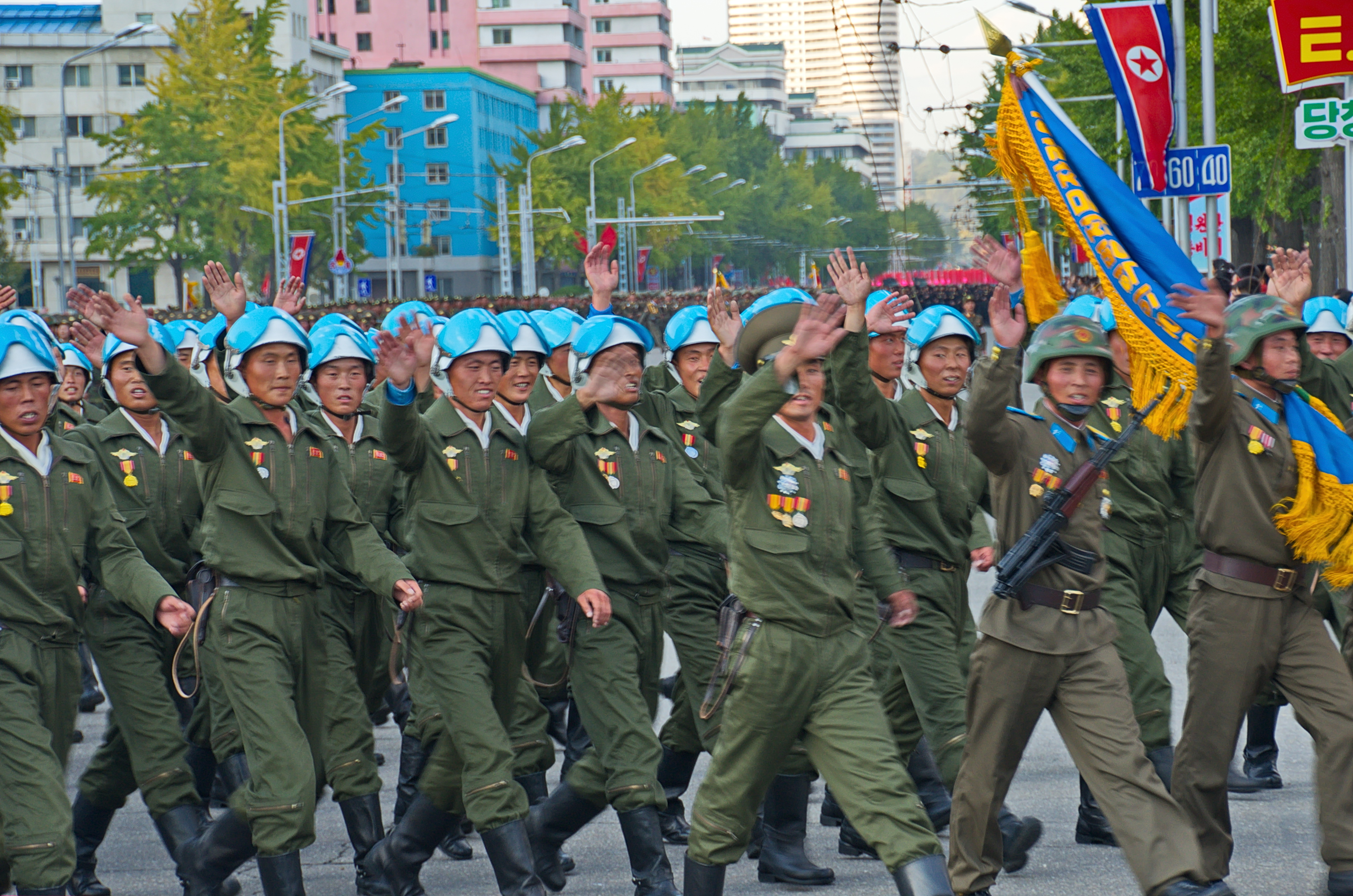
布製飛行服を着用した航空要員（2015年10月）
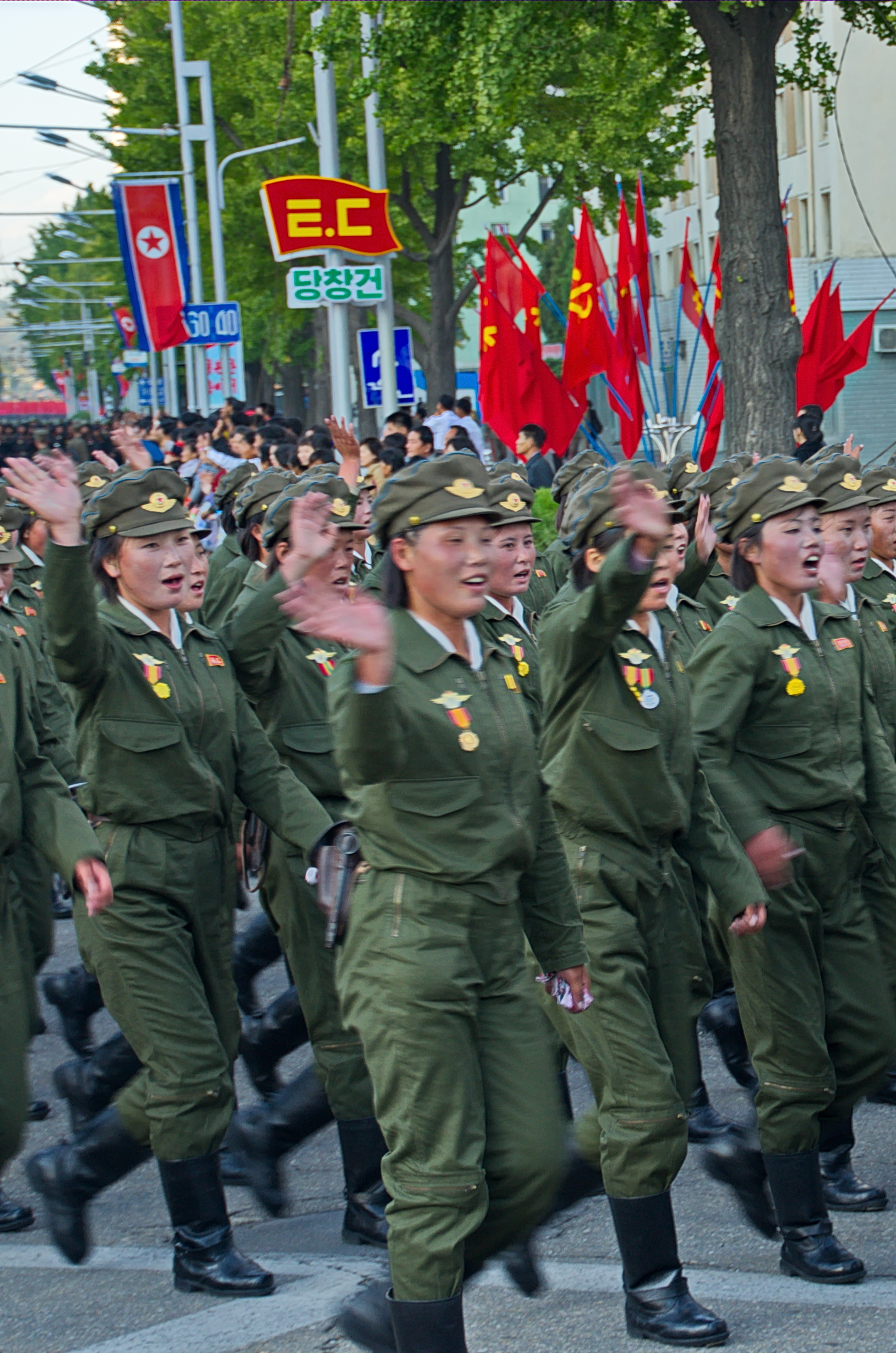
布製飛行服に帽章改正後の制帽を被った女性軍官（2015年10月）
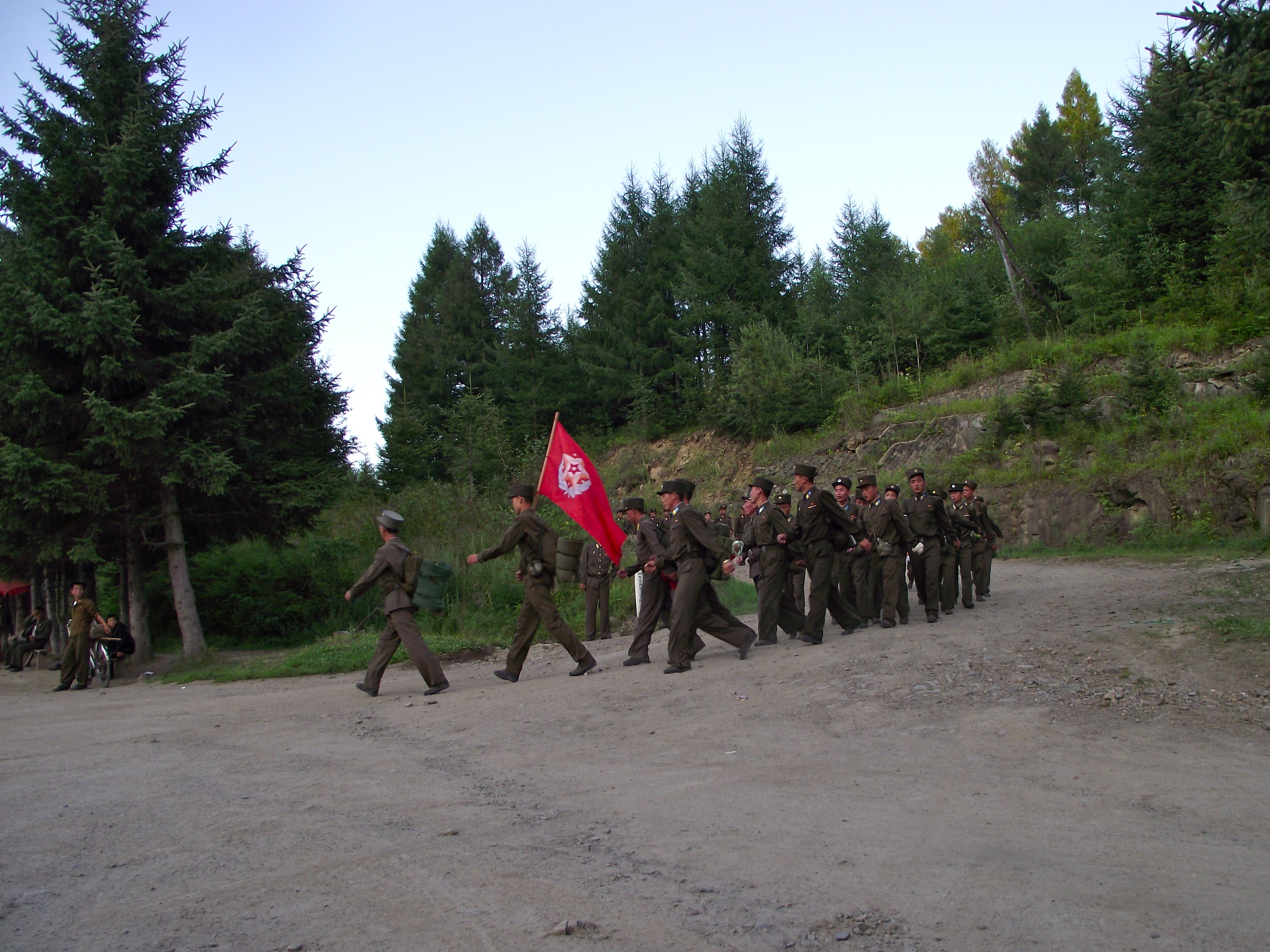
背嚢を背負った空軍兵士ら（2011年8月）

### 人民保安省
警察機関である人民保安省の保安員およびその準軍事組織である朝鮮人民内務軍将兵（旧朝鮮人民警備隊）の領章や各パイピングは緑を基調とする。また、外出服はともにキーチェリ型となっており、1947年制式を復古させたような印象を受ける。
社会安全部管轄当時の保安員（当時は社会安全員と呼称されていた）の制服は、1970年代は紺色の折襟で貼りポケット、領章は肩で示していたが、のちに現在の様なカーキ色のキーチェリ型となる。帽章は2014年までは盾の下側を柏葉で囲んだ円形章で、盾の中には朝鮮労働党の紋章の入った赤星を内側より白円と赤→白→青の10角形で囲んだ。2014年以降は盾と柏葉型となり、10角形は内側より赤→青の2色となった。
ズボンは2000年代半ば頃から紺色になったが、少なくとも2008年末以降にはカーキに戻された。
2014年に大規模な改定がなされ、帽章の変更、また雨蓋にボタンが付くようになり、夏季シャツと女性向けにハイバック型の帽子が導入された。
軍官常勤服は陸空軍と同様の開襟ブレザーだが、領章は正装と同一であり、また中のシャツはこげ茶色となる。
交通保安員制服は冬季は青色、夏季は白の折襟で、90年代以降平壌のみ開襟となる。
朝鮮人民警備隊は社会安全部の管轄当時よりその任務上、人民軍と同様の軍装であったが、領章は緑であった。人民武力部管轄の頃より領章を赤で囲むようになる。朝鮮人民内務軍への組織変更に伴い、人民保安員と同一の制服となったが、帽章は人民軍と同一となる。また、常勤服はシャツの色が明るいカーキ色となる。ただし、人民内務軍機動隊は保安員軍装を着装する。野戦装備は陸軍と同じ戦士服であり、国境警備という任務上、迷彩服も広く普及しているものとみられる。この迷彩服は陸軍とは異なり、襟章は外出服と同じものを使用、また略帽には軍官であることを示す黒線が入っている様子が確認できる 。

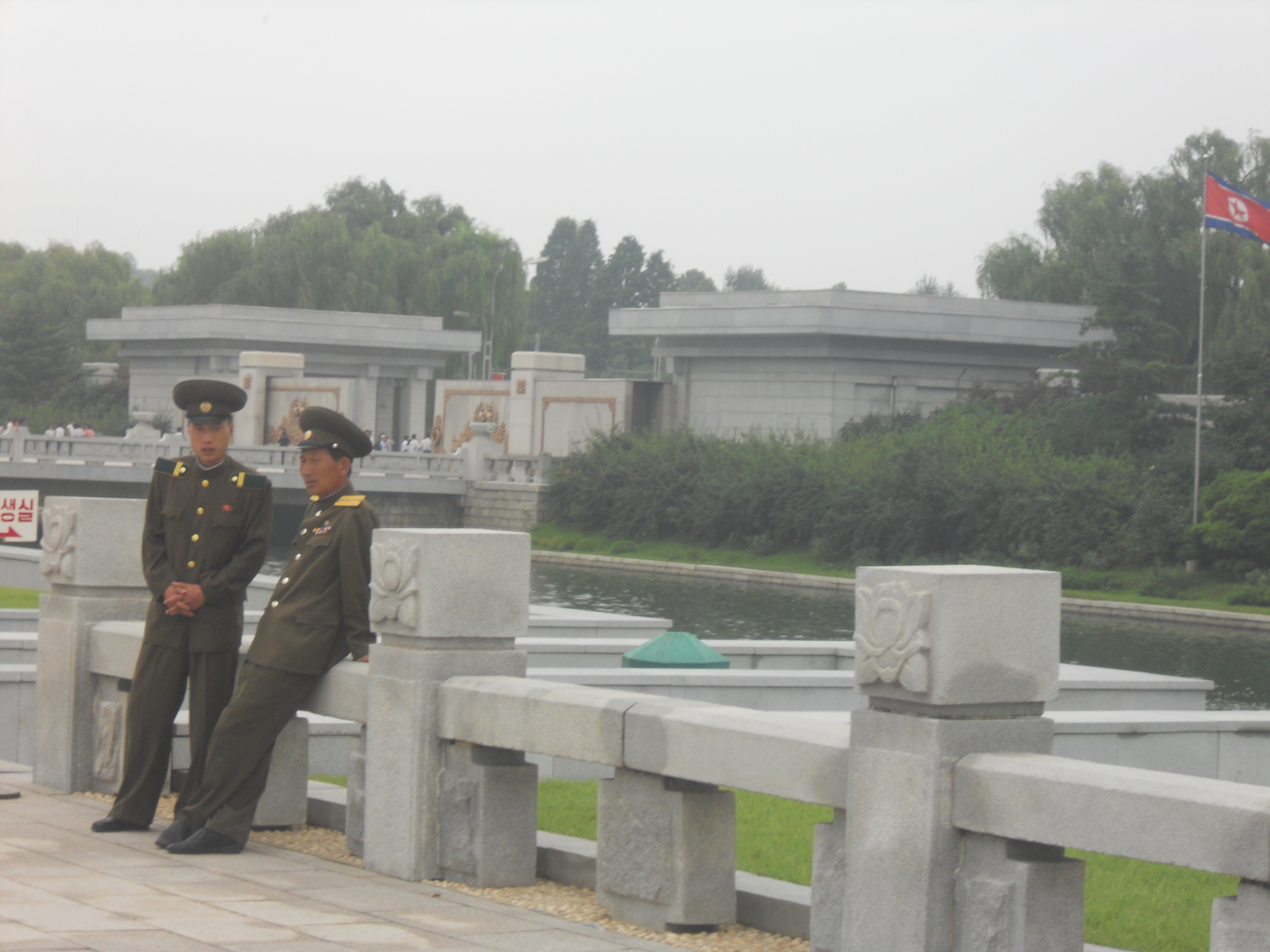
保安員の大尉（右）と下士（左）（2010年8月14日）
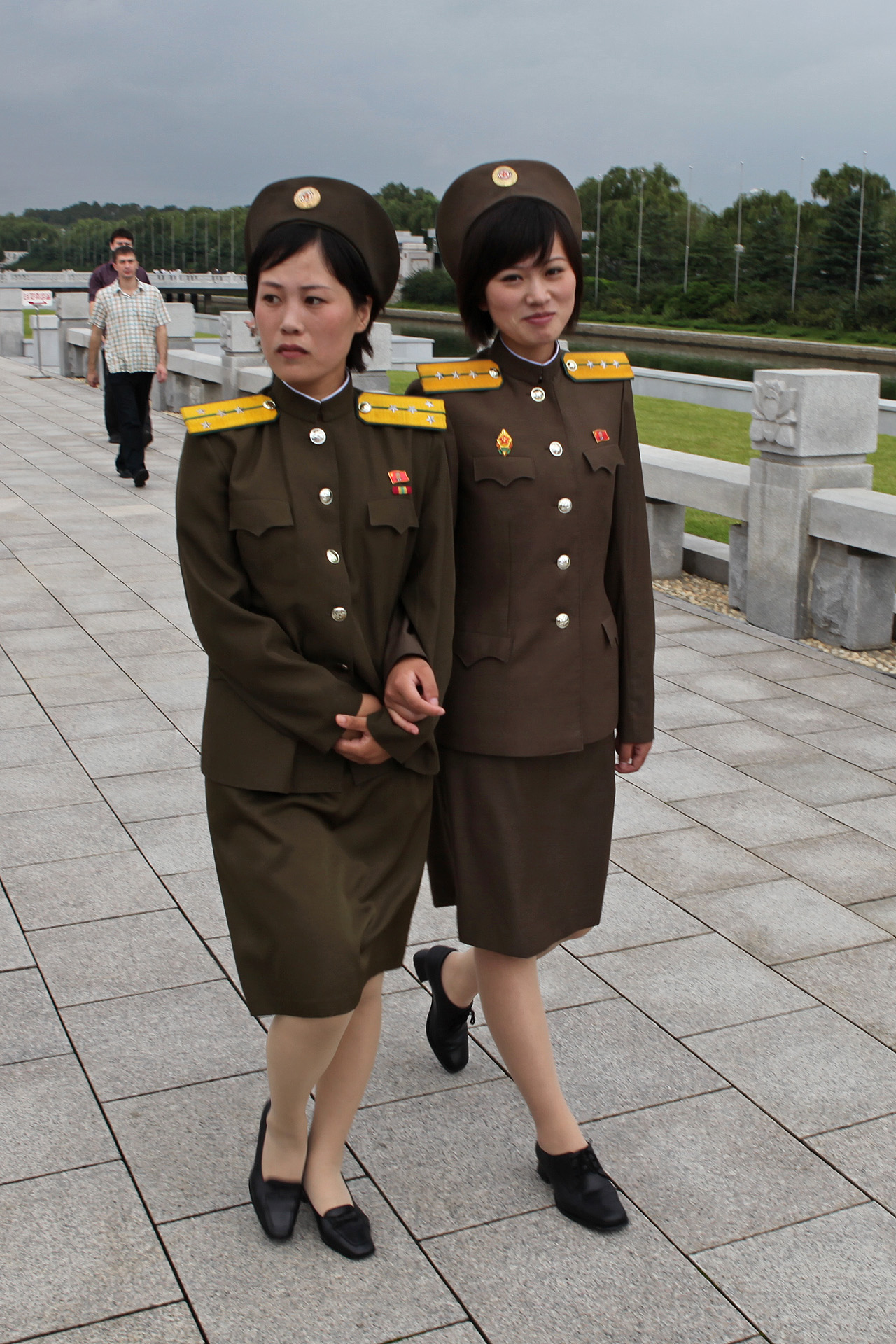
保安員の上尉（右）と大尉（左）（2010年9月）
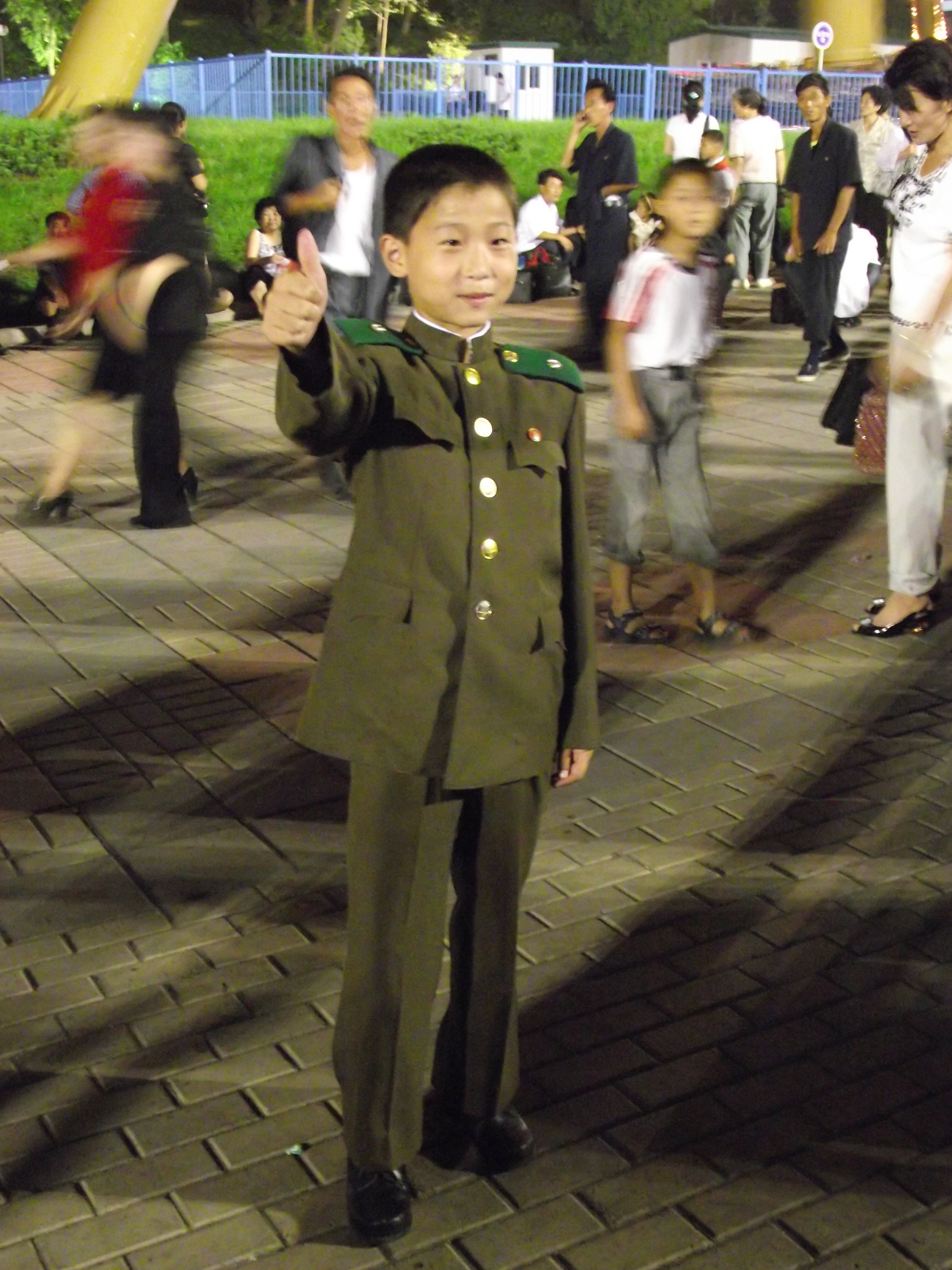
少年体育団員（2011年8月）
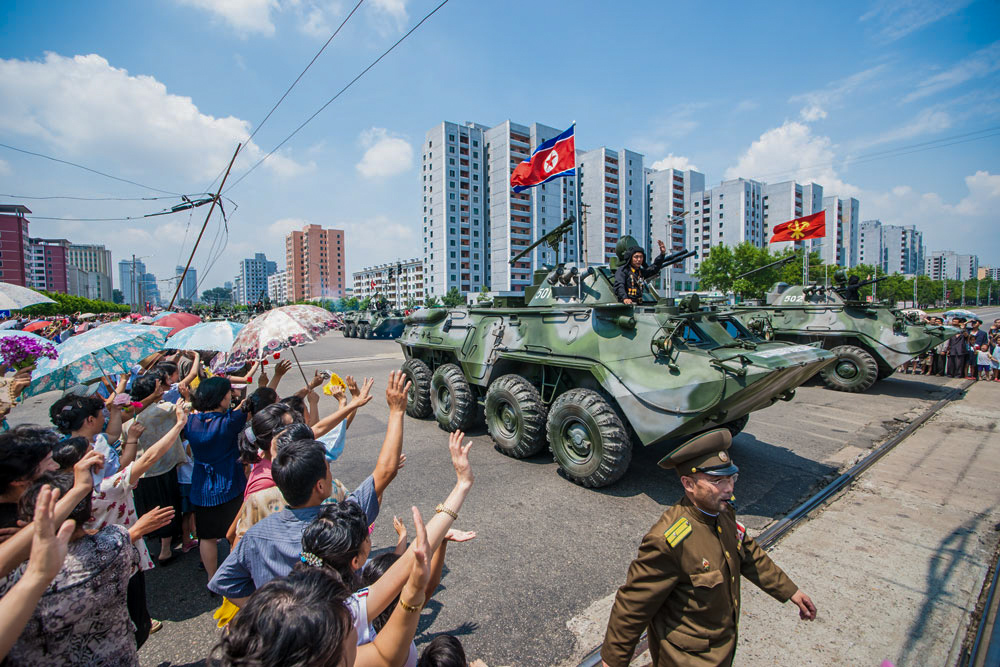
保安員少佐（手前、2013年7月）
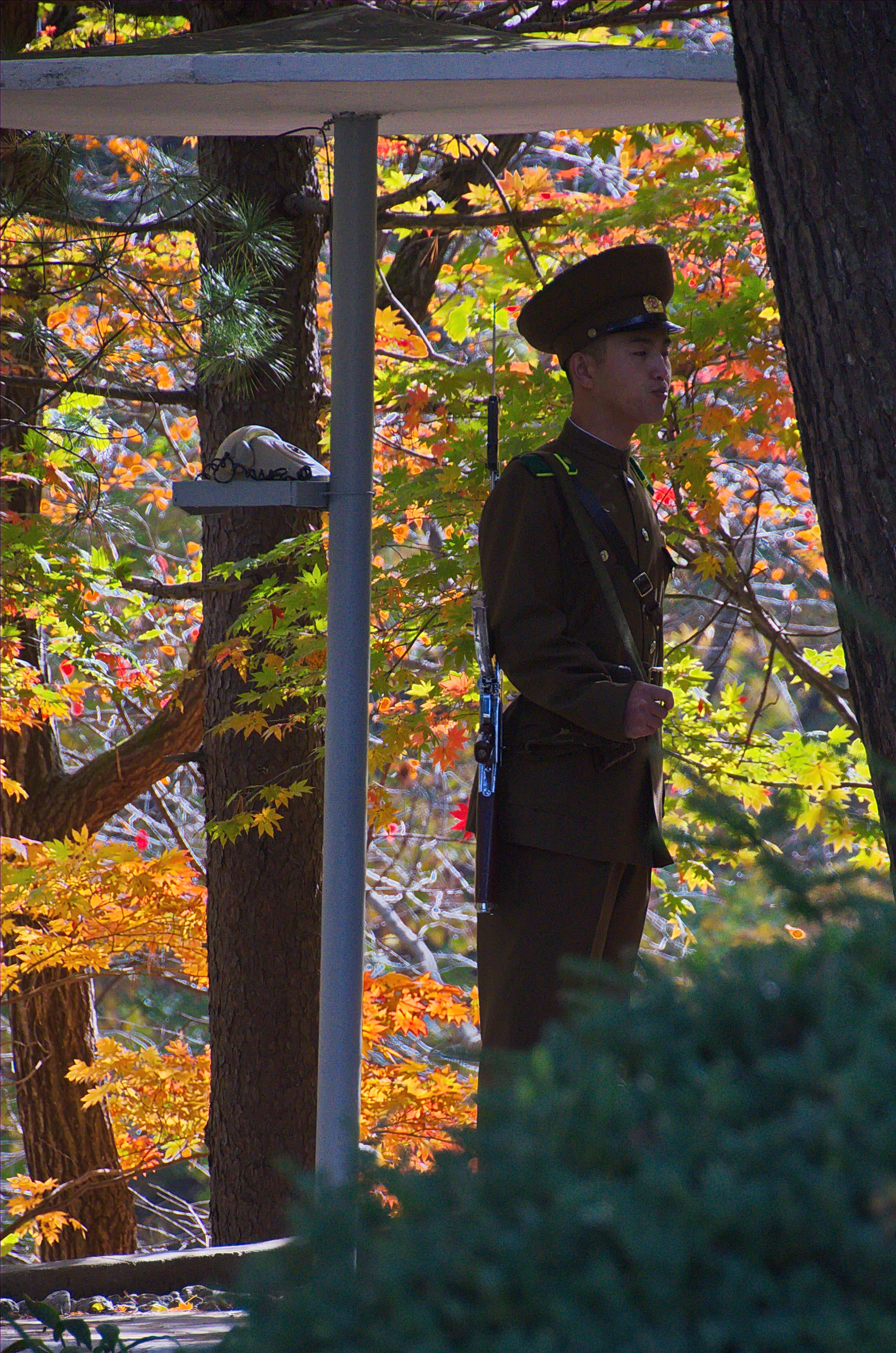
保安員戦士。帽章の変更がなされている（2015年10月、妙香山）
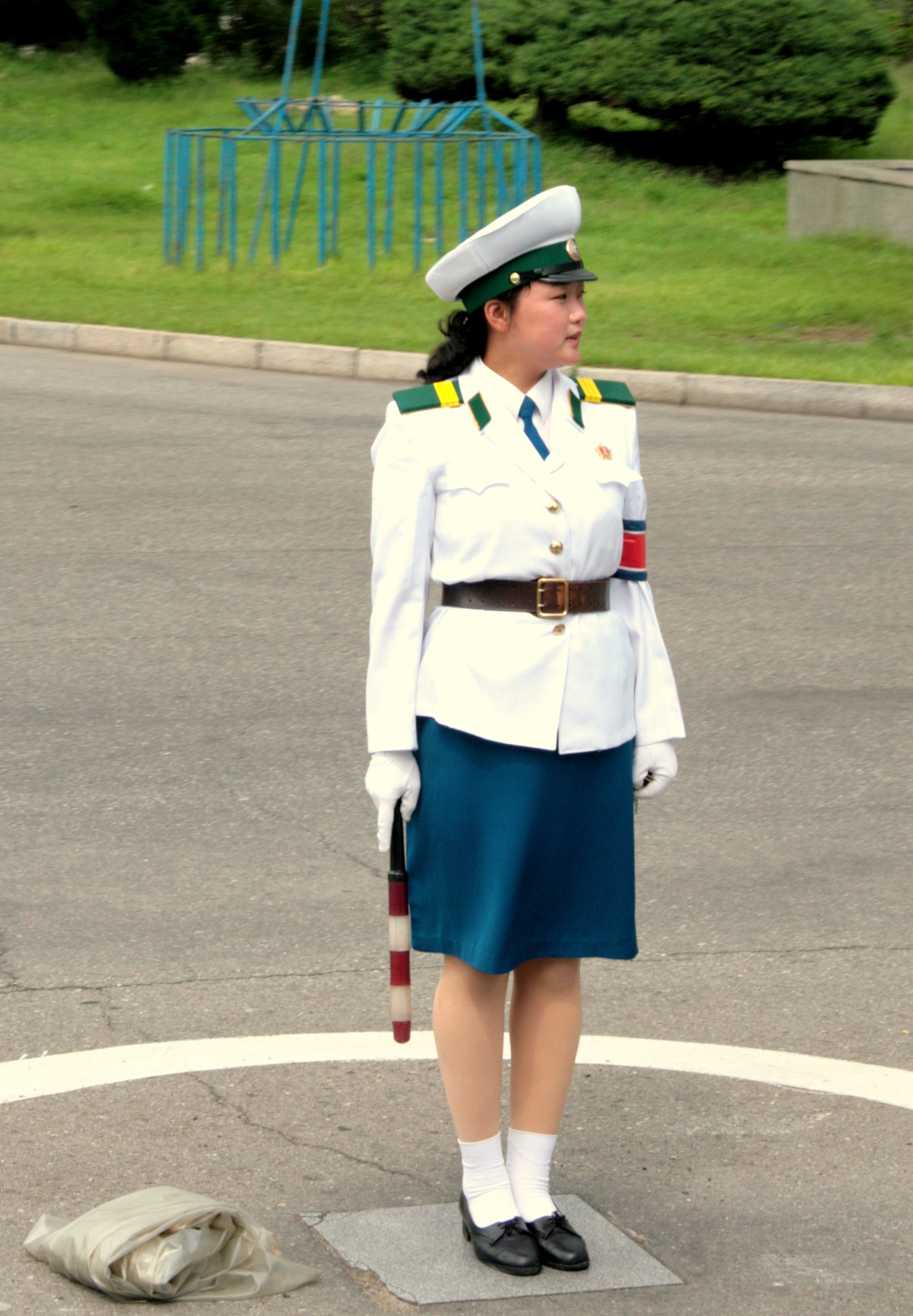
夏季制服の交通保安員（平壌、2007年8月20日）
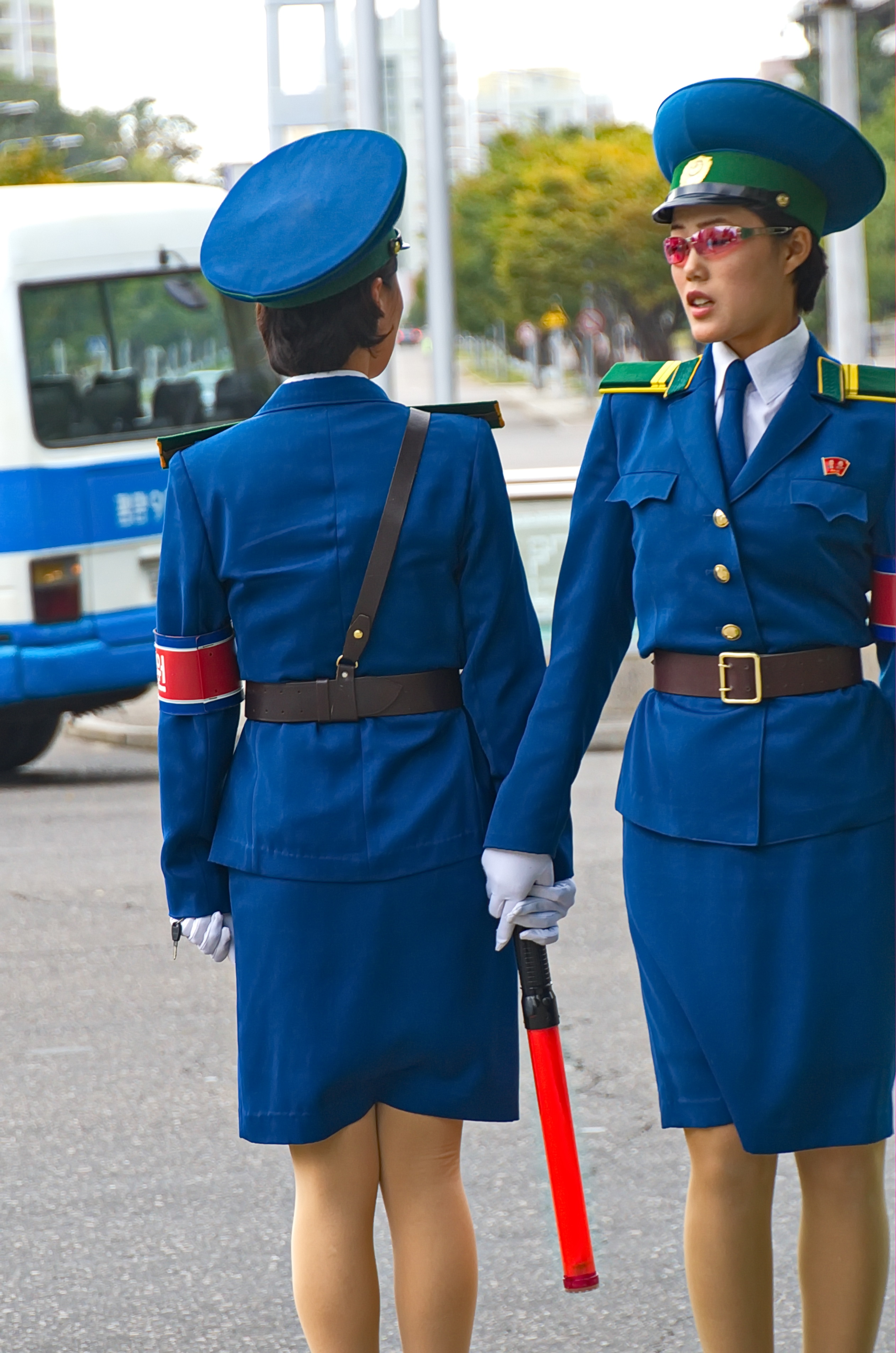
冬季制服の交通保安員（平壌、2015年10月）
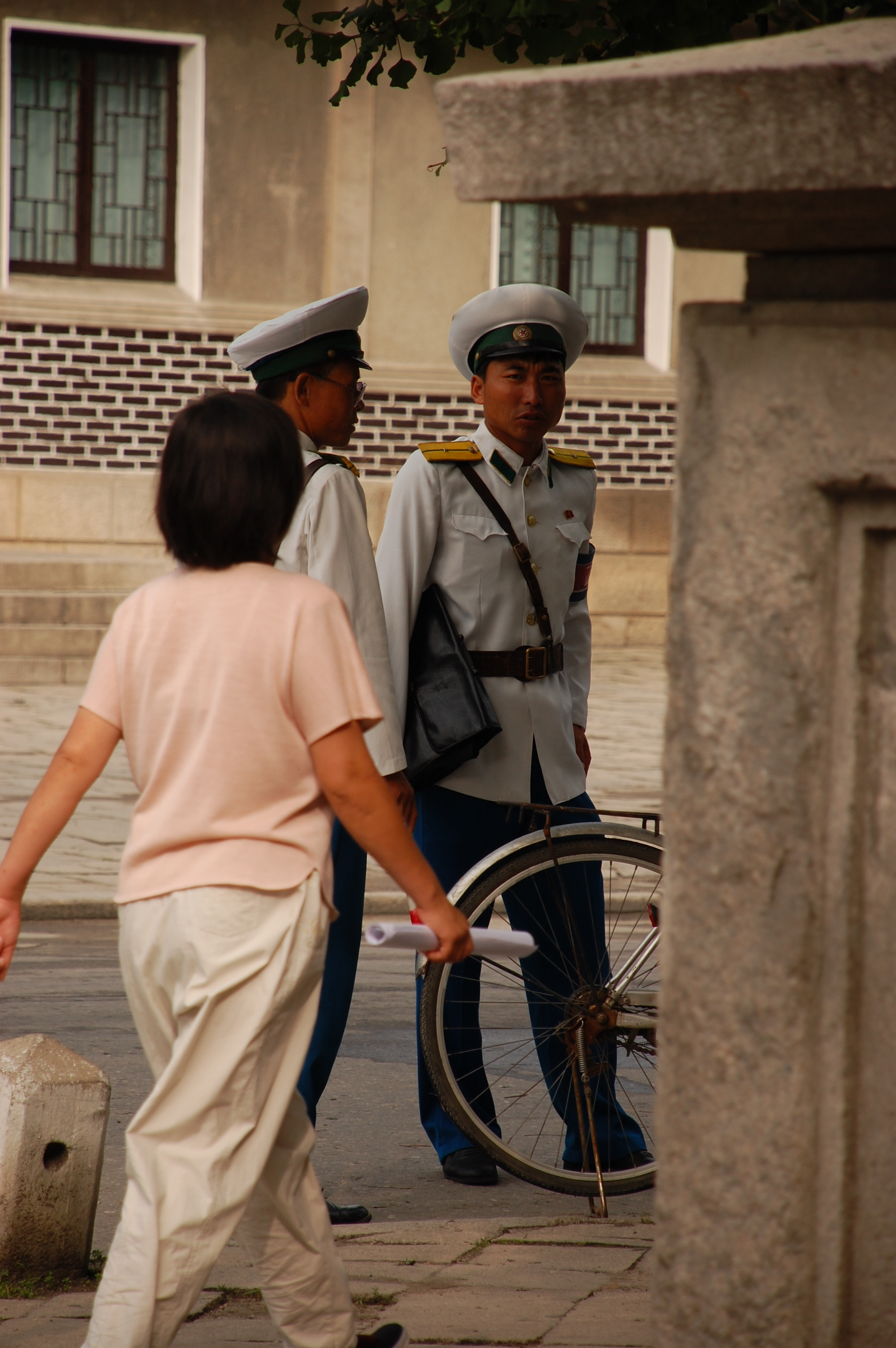
夏季制服の地方交通保安員（開城、2007年7月）
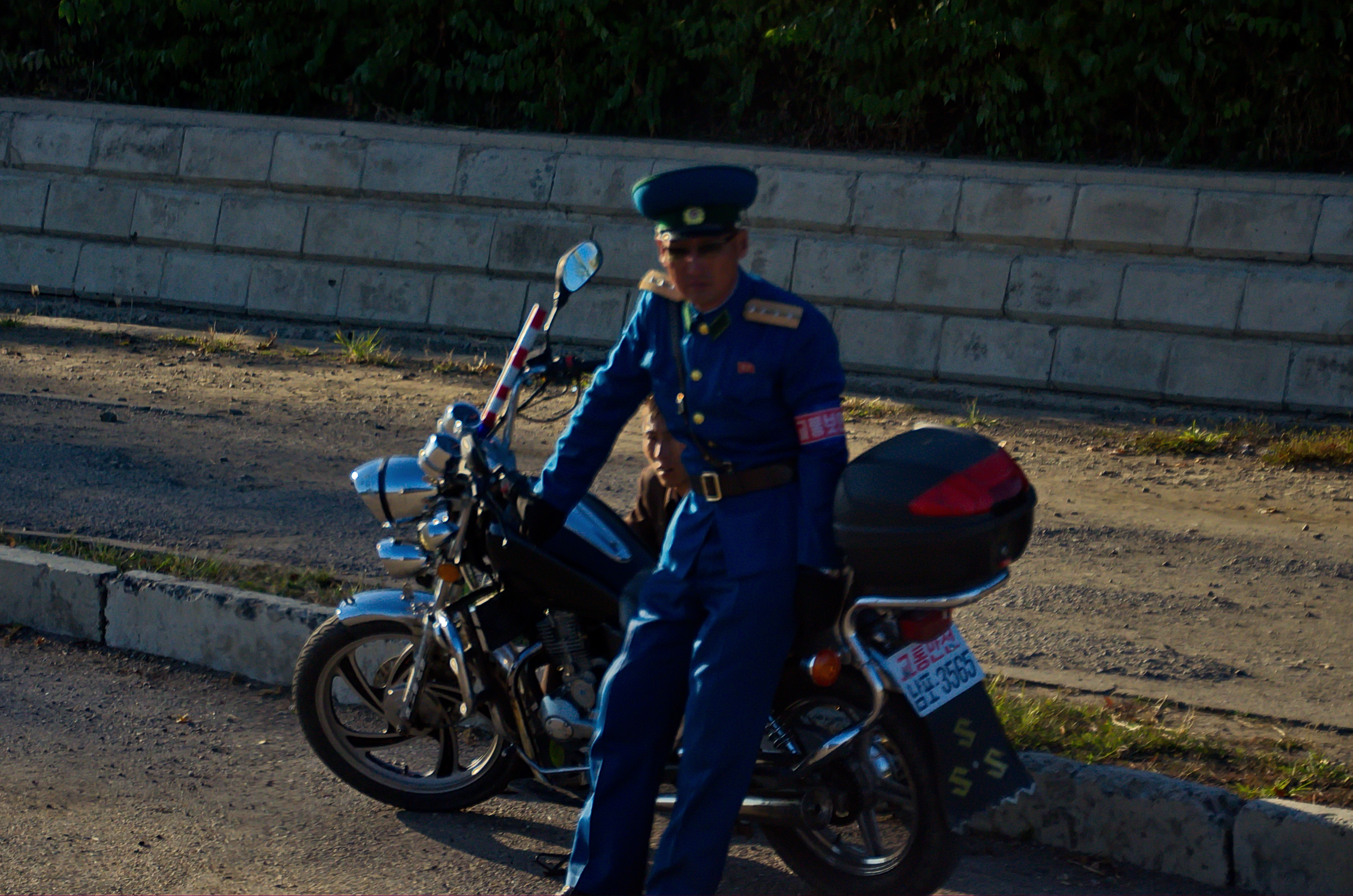
冬季制服の地方交通保安員（江西郡、2015年10月）
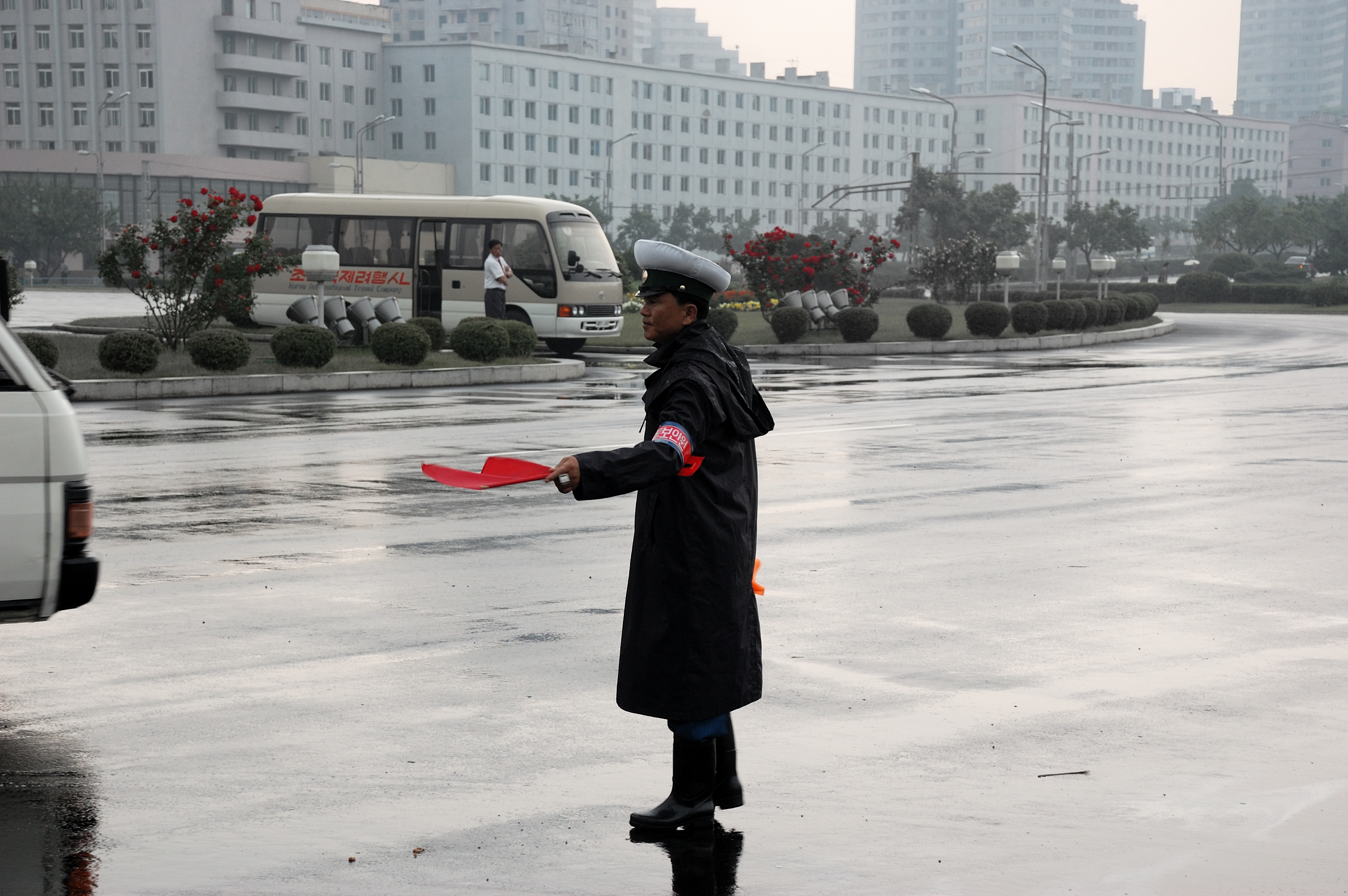
雨合羽の交通保安員（2008年6月）
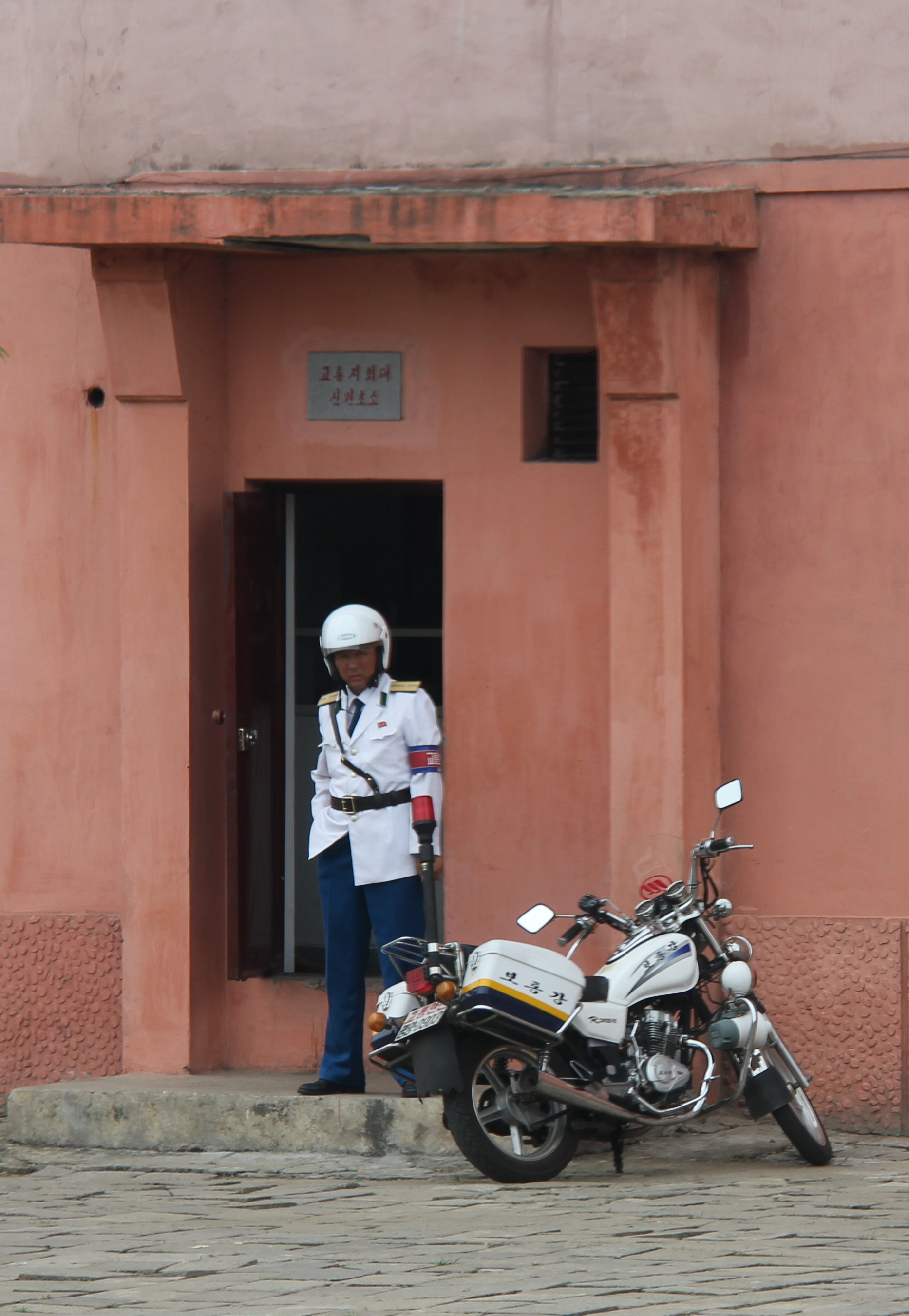
白バイ隊員（2012年8月）
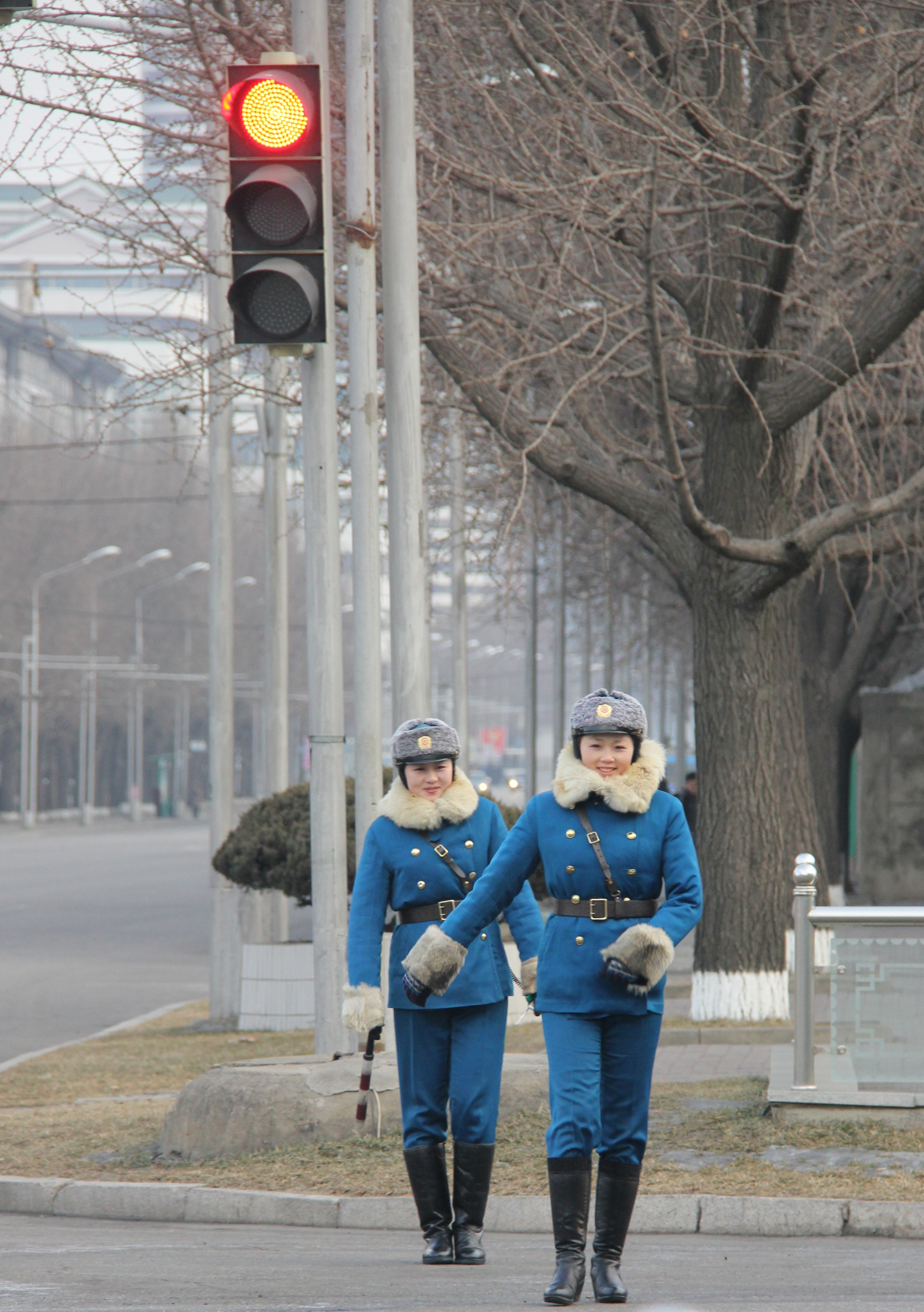
防寒服の交通保安員（2014年1月7日）

### 軍楽隊、名誉衛兵隊
式典を取り扱う軍楽隊や協奏団要員、名誉衛兵隊では、任務上様々な特殊軍装が使用されている。
演奏時、軍楽隊員は基本的に礼装を着用する。朝鮮人民軍協奏団や功勲国家合唱団などのステージで演奏する協奏団と閲兵式で演奏する軍楽隊では任務の違いからそれぞれ細部が異なるため、以下で個別に解説する。
まず、協奏団の礼装は一般軍官と同様のものであるが 、ブレザーの襟が赤いパイピングで縁取られる、メインボーカルを務める人物は紺色のズボンを穿くなどの点で相違点がある。また襟章・肩章には軍事称号を表記せず特殊兵科章のみを付ける事が多い。この協奏団要員用礼装は2011年以降の一般将兵の赤鉢巻廃止後も変更される事はなかったが、2013年7月ごろ～8月ごろ の改正で、鉢巻が廃止されると同時に帽章や袖章の装飾、金モールの顎紐、飾緒などが追加され、肩章は赤から暗い金色となった 。
一方、軍楽隊の礼装では、男女ともに名誉衛兵隊とよく似た5つボタンのダブルブレザーを着用する 。金と赤の逆V字型の袖章が付き、襟章は5角形となっている。ただし、メイン位置に立たない戦士級はパレード用肩章を付けた折襟の外出服型上衣を着用する事もある 。13年改正以降、こちらの礼装も大規模な改定がなされた。肩章はエポーレットとなり、ケピ帽を被る事もある 。また女性の場合、軍官級ないし指揮者、メイン位置に立つと思われる人物は3つボタンのシングルブレストへと変更 、戦士級ないし後方位置は詰襟 、いずれも帽子はハイバック型となっている。
名誉衛兵隊では、将校用正装に似たダブルブレザー式の軍装が全階級の将兵に導入されていたが、軍楽隊と同時に行われた2013年6月ごろの大規模な改正でブレザーの中に詰襟シャツを着用、また帽子腰回りや袖の装飾も華やかとなった  ほか、空軍は青いブレザーとなった。2018年の2.8節ごろより迷彩服の戦略軍および特殊作戦軍名誉衛兵隊が追加された。

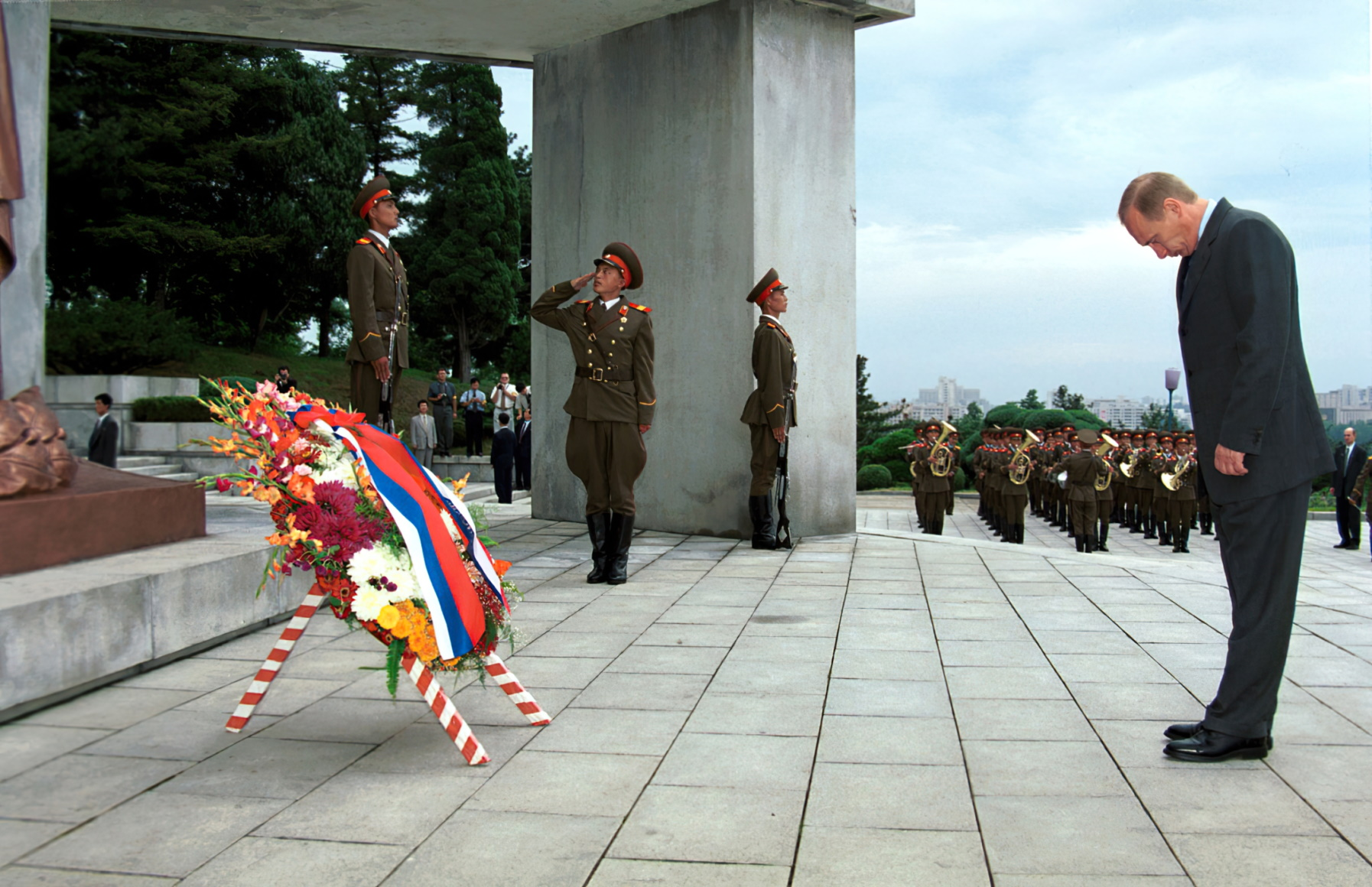
陸軍名誉衛兵隊たる下士官。ブーツに乗馬ズボンを穿いている（2000年7月20日）
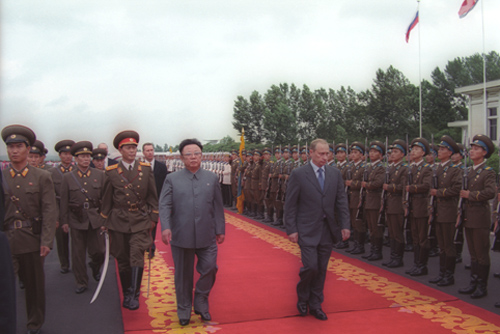
空軍名誉衛兵隊（2000年7月20日）
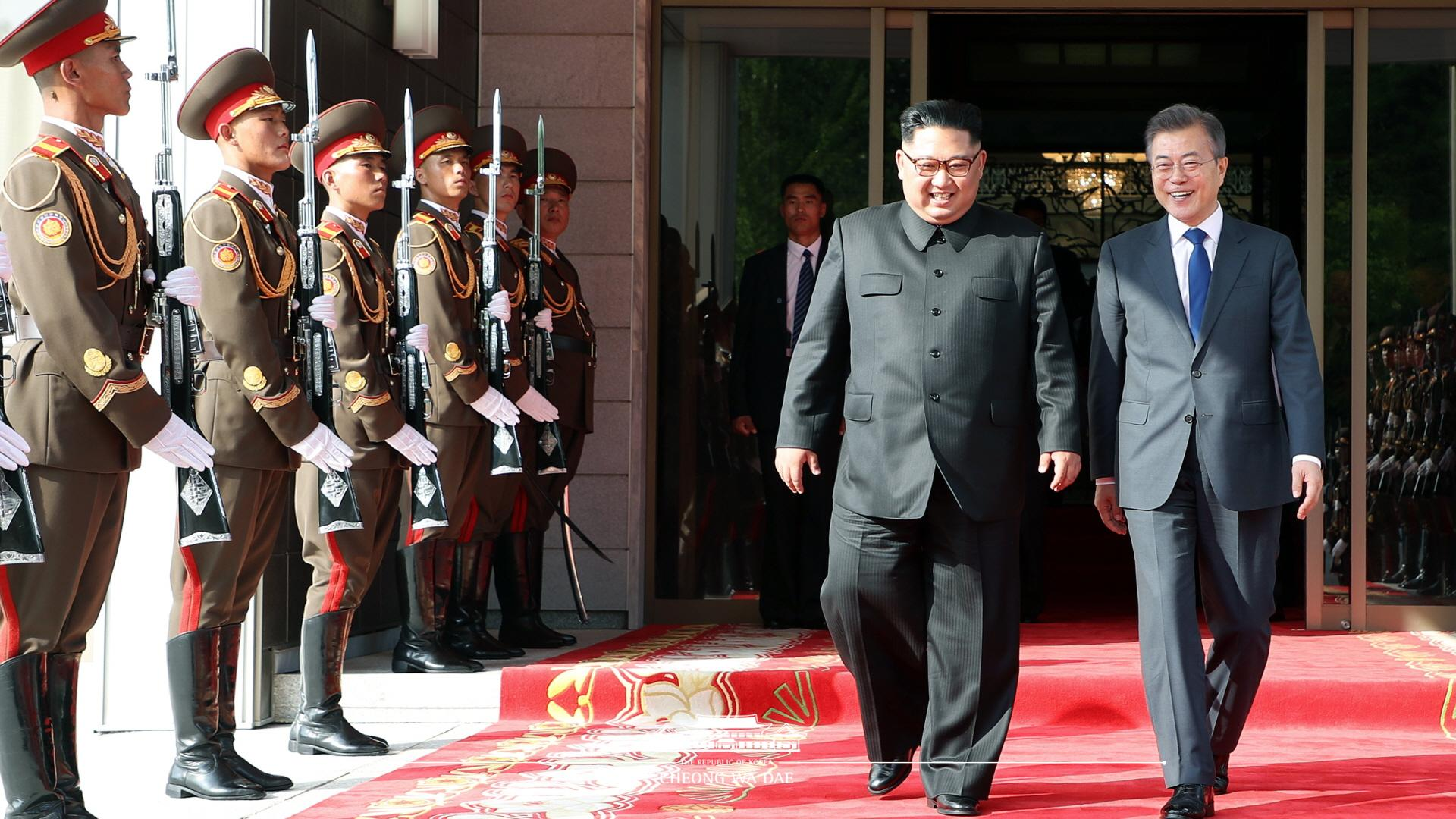
2013年改正以後の陸軍名誉衛兵隊の栄誉礼を受ける金正恩（朝鮮労働党委員長）と文在寅（韓国大統領）（2018年5月南北首脳会談にて）

### 学生部隊その他準軍事組織
各革命学院生徒はキーチェリに軍官用略帽を被り、肩章には特殊兵科章を付ける。ただし、万景台革命学院生の制服が人民軍と同色の服地に対し、金正淑革命学院生、南浦革命学院生など他の革命学院の制服は青緑色である。2002年4月25日の閲兵式では官帽であったが、2003年9月9日の共和国建国55周年式典では略帽となっており、以降官帽は廃止されたものと思われる。
労農赤衛軍をはじめ各種民兵組織はカーキ色の人民服と赤い星章の付いた人民帽を着用しているが、近年ではそれぞれ変化が出始めている。まず、労農赤衛軍とその常備部隊である人民保衛隊は袖の徽章（労農赤衛軍は赤星と朝鮮労働党の徽章の入った緑の円形章、人民保衛隊は円形章が金色となり、赤星の中が歯車で囲んだ工場と農地となる）で区別されていたが、人民保衛隊は2015年末ごろより青緑色の人民服となった。
赤い近衛青年隊は藍色の学生帽やズボンを着用することもある。戦士用ベルトのバックルには「붉은청년근위대」のチョソングルと星を戴く鎌と槌の紋章が入る。女性兵士は2017年頭頃からプリーツスカートとなった。
建設部隊である速度戦青年突撃隊も同じくカーキ色の人民服を着用するが、襟が開襟のものも見受けられる。また、青色の作業服やシャツなども使用している模様。2015年末ごろより青色の人民服が導入された。

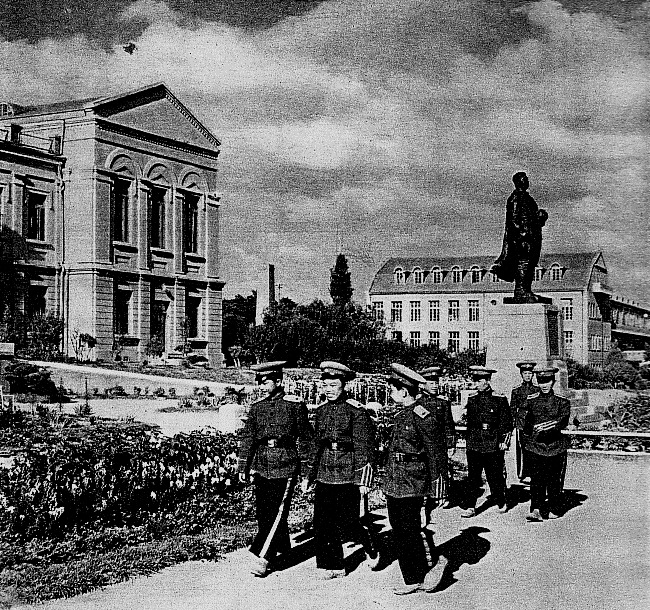
万景台革命学院生徒（1960年代）
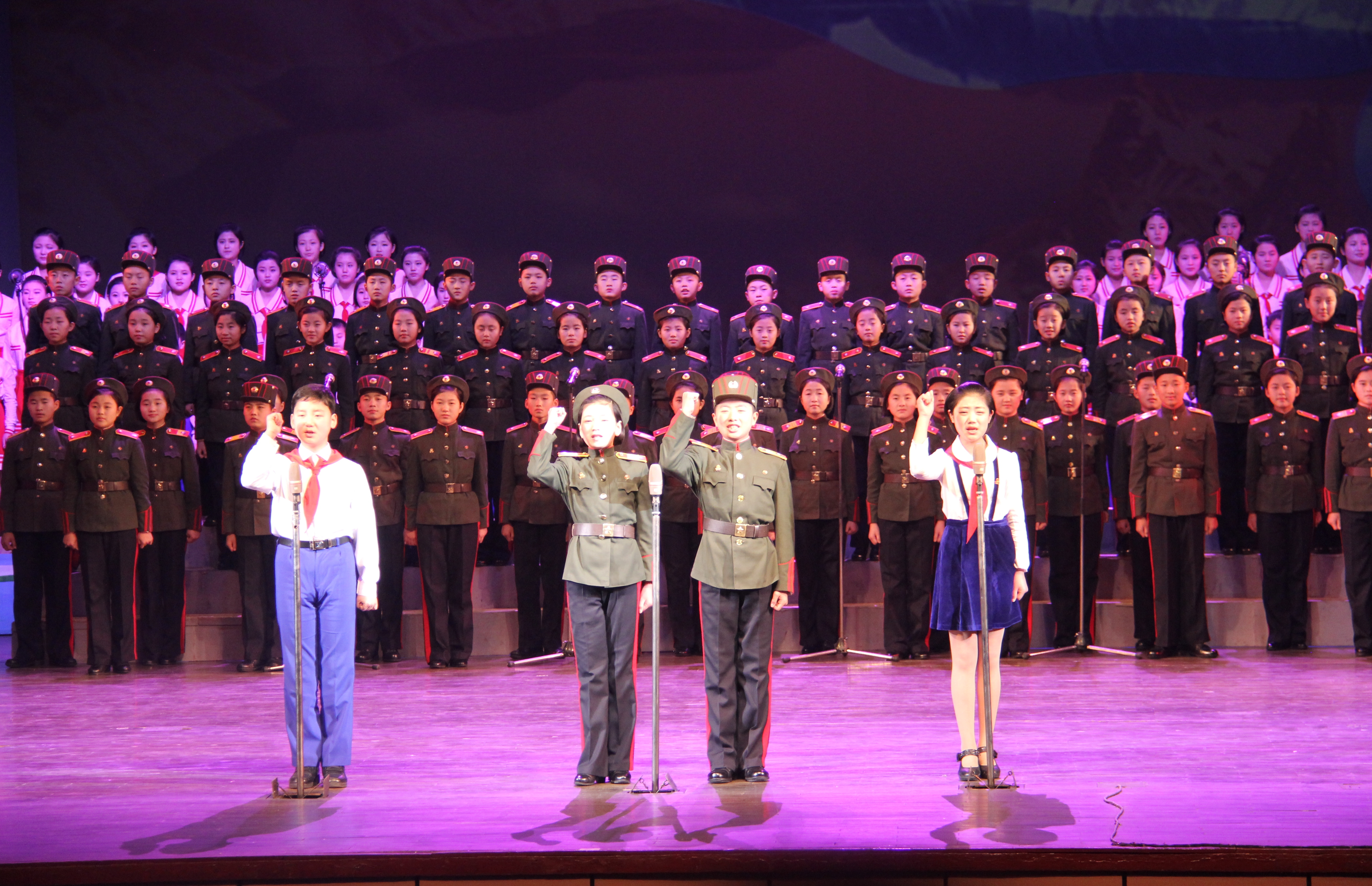
万景台革命学院生徒。官帽が廃止され略帽となっている（2014年1月6日）
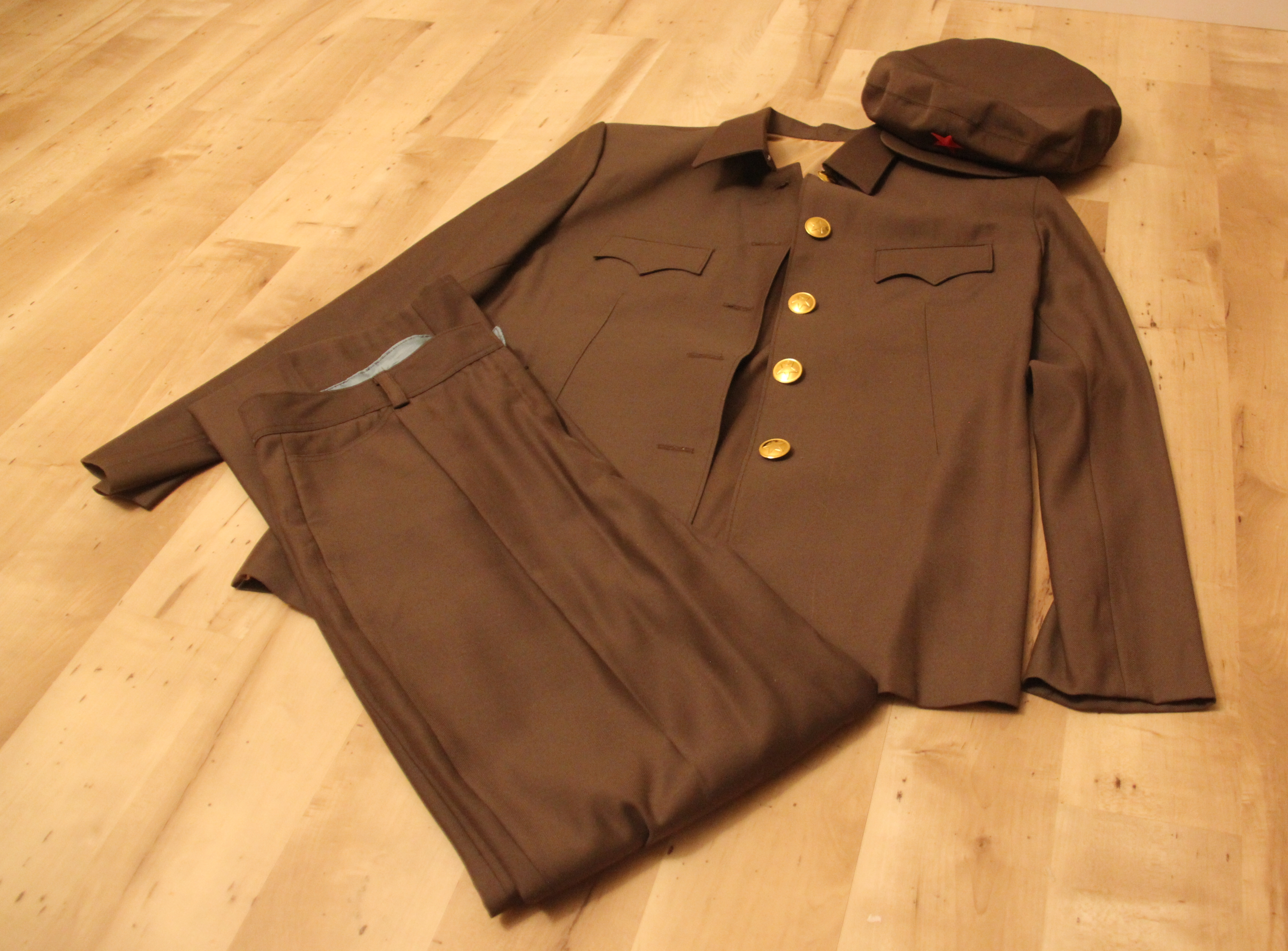
労農赤衛軍など各種民兵組織で使用される人民服
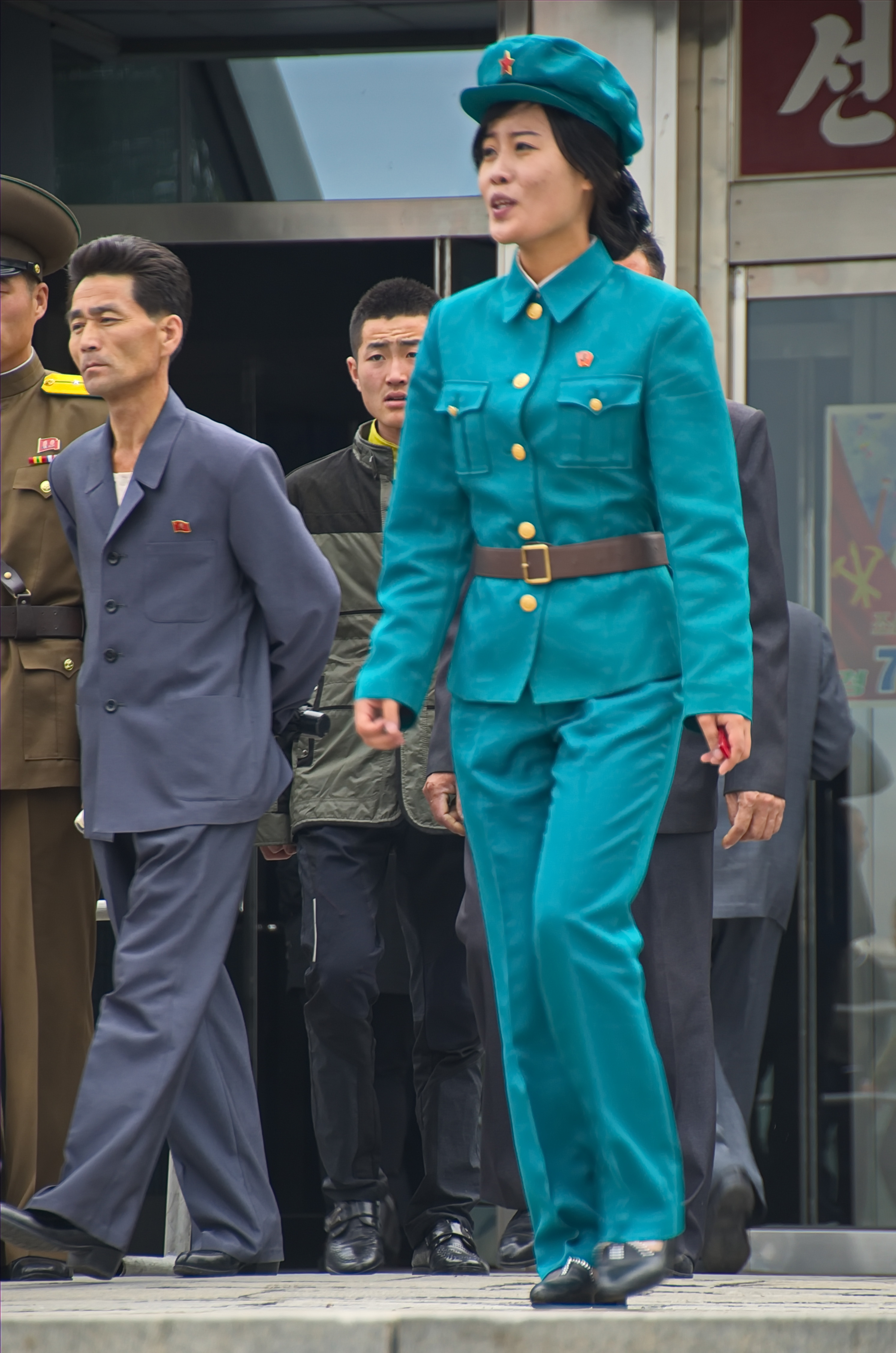
人民保衛隊女性兵士（2015年10月）
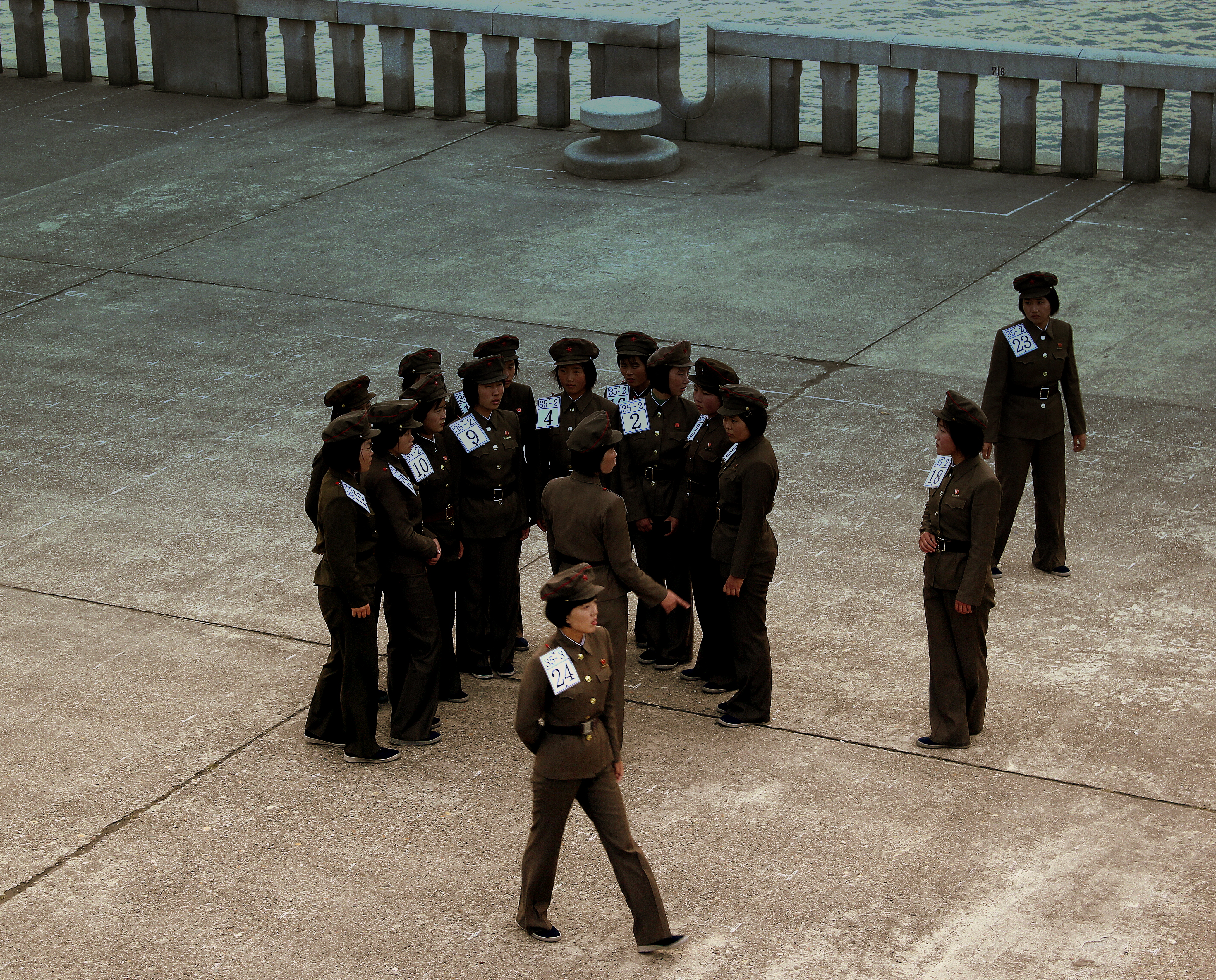
赤い近衛青年隊（2012年10月24日）
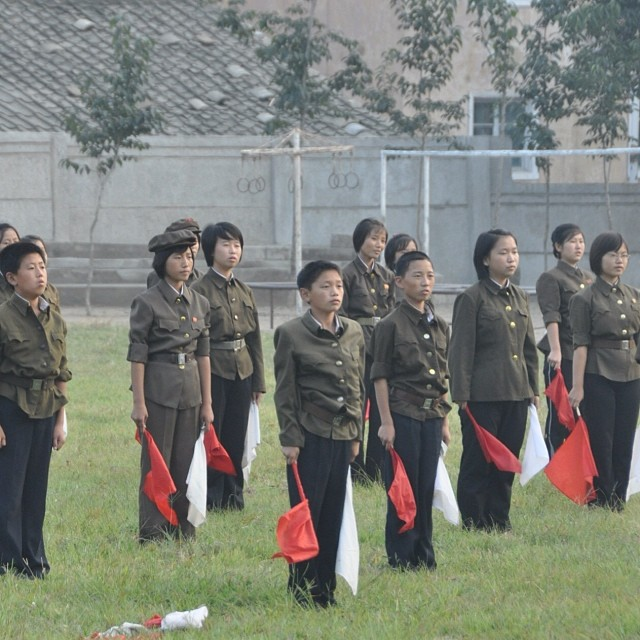
赤い近衛青年隊（2013年11月）
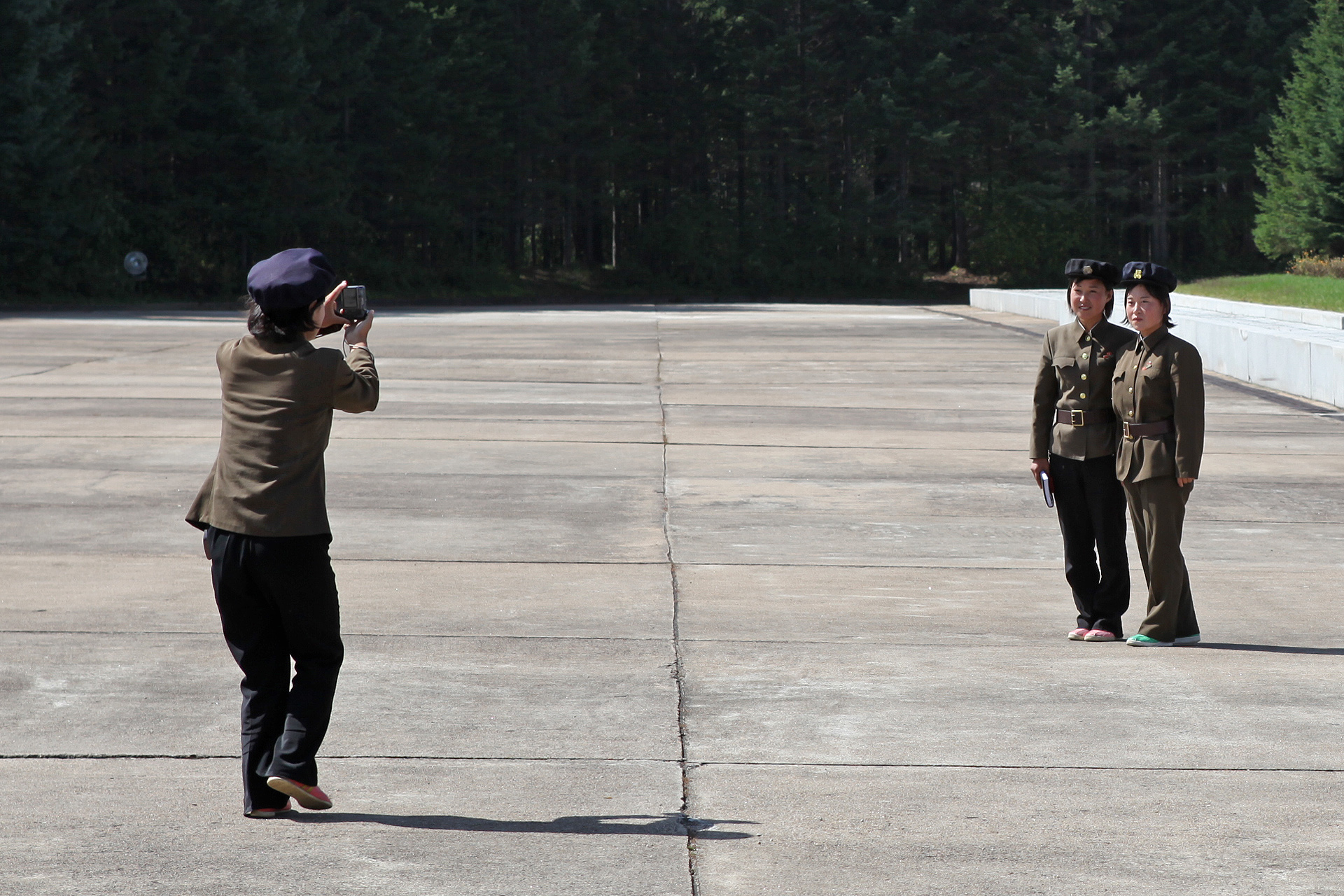
赤い近衛青年隊。学生帽を被っている（2010年9月）